# Emléktáblák Budapest VII. kerületében
Budapest VII. kerülete szócikkhez kapcsolódó képgaléria, mely helyi, országos vagy nemzetközi hírű személyekkel, valamint épületekkel, műtárgyakkal, helynevekkel és eseményekkel összefüggő emléktáblákat tartalmaz.

## Galéria

### Emléktáblák

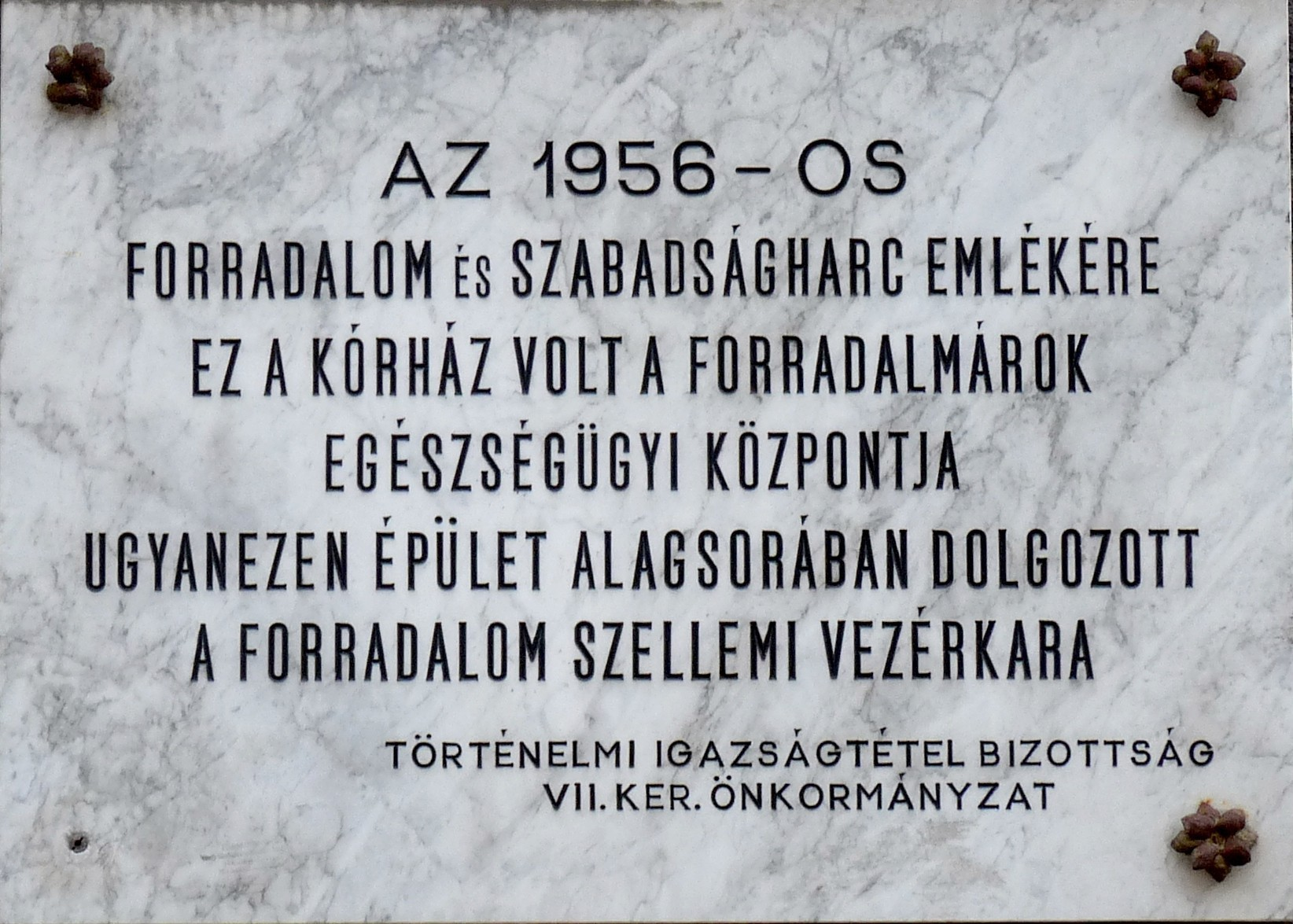
1956-os forradalom egészségközpontja, Péterfi Sándor utca 12.
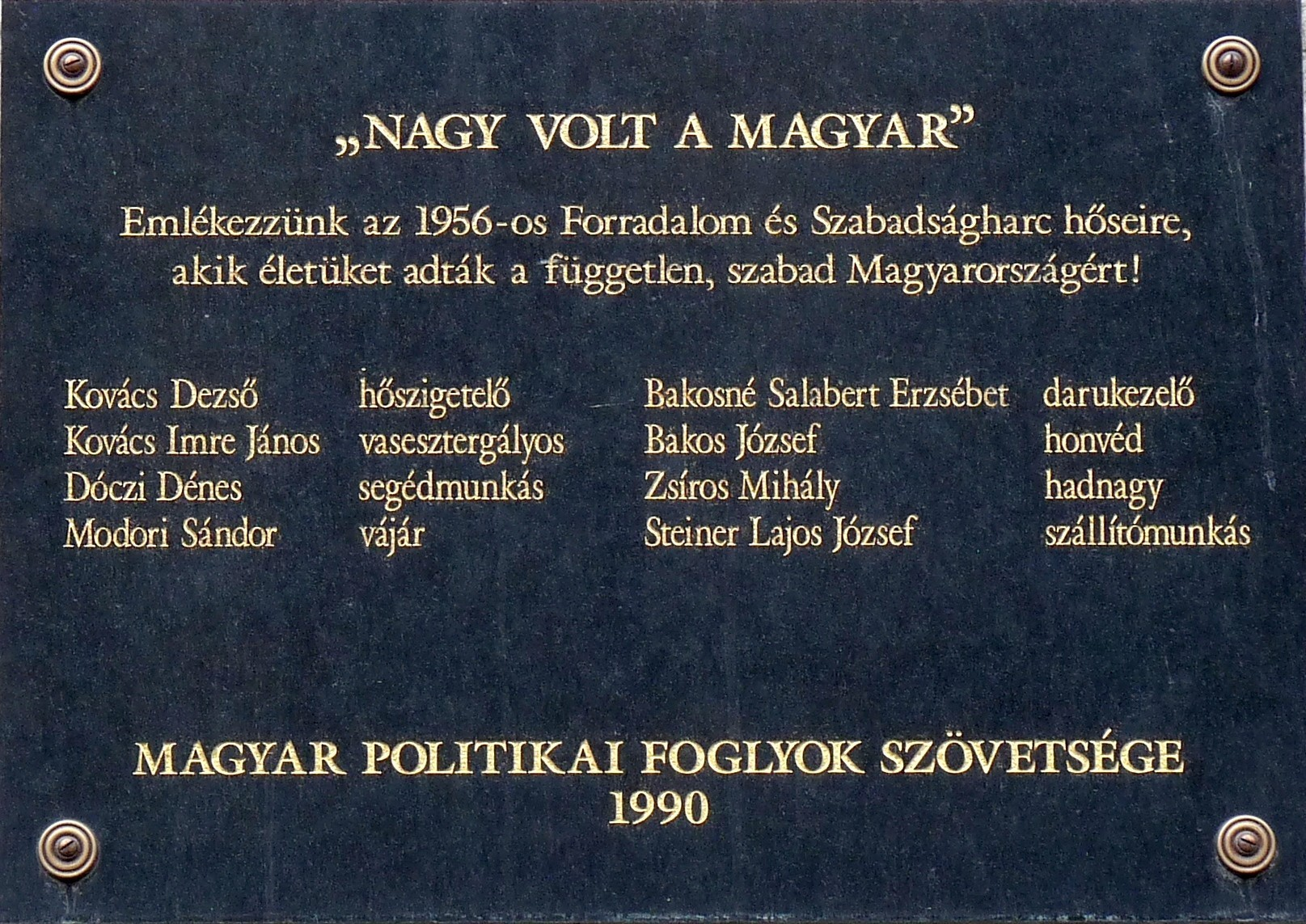
1956-os forradalom hősei,[1] Erzsébet körút 43.
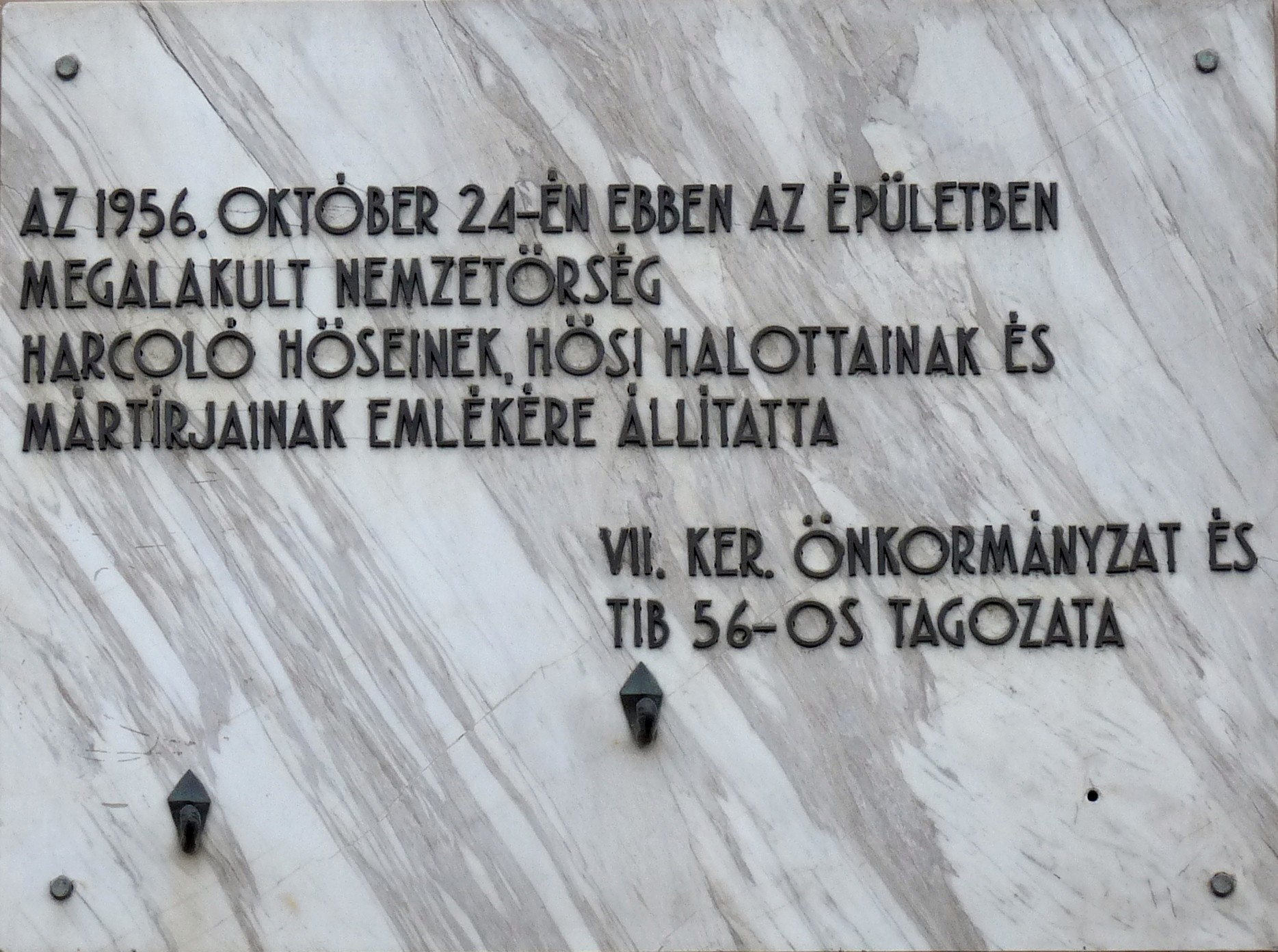
1956-os Nemzetőrség, Baross tér 19.
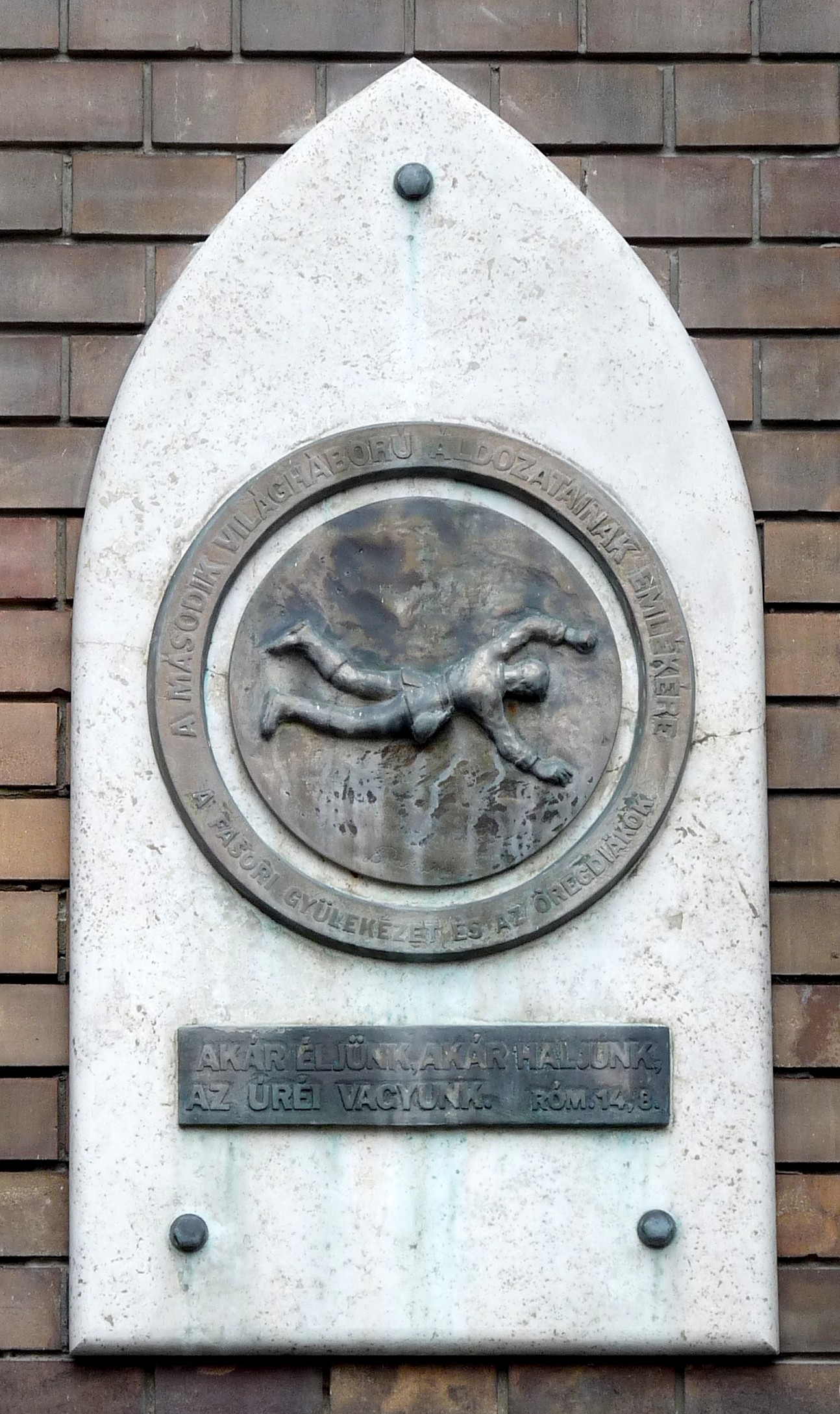
A 2. világháború áldozatai, Városligeti fasor 17.
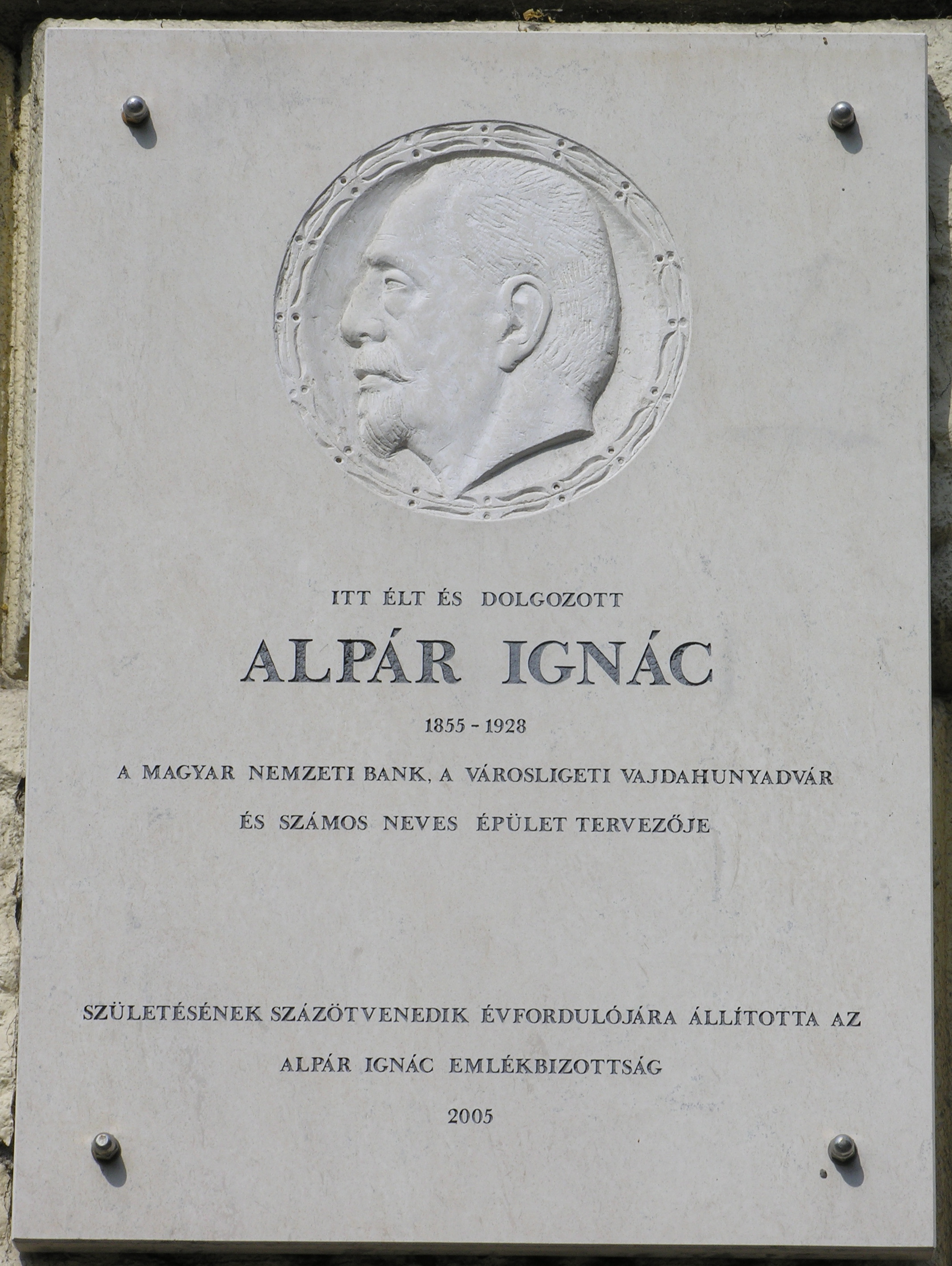
Alpár Ignác, Almássy tér 15. alkotó: Rosch Gábor
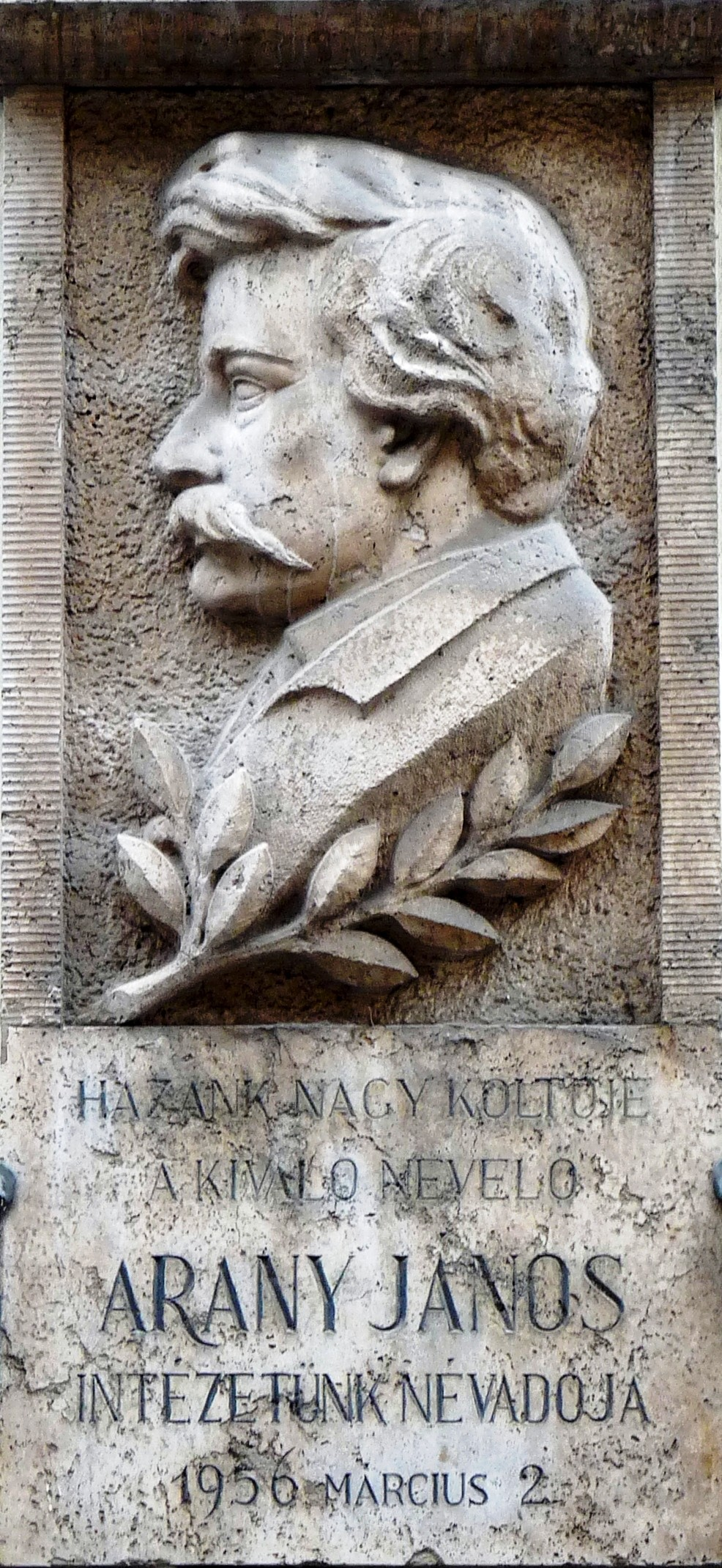
Arany János, Nyár utca 9.
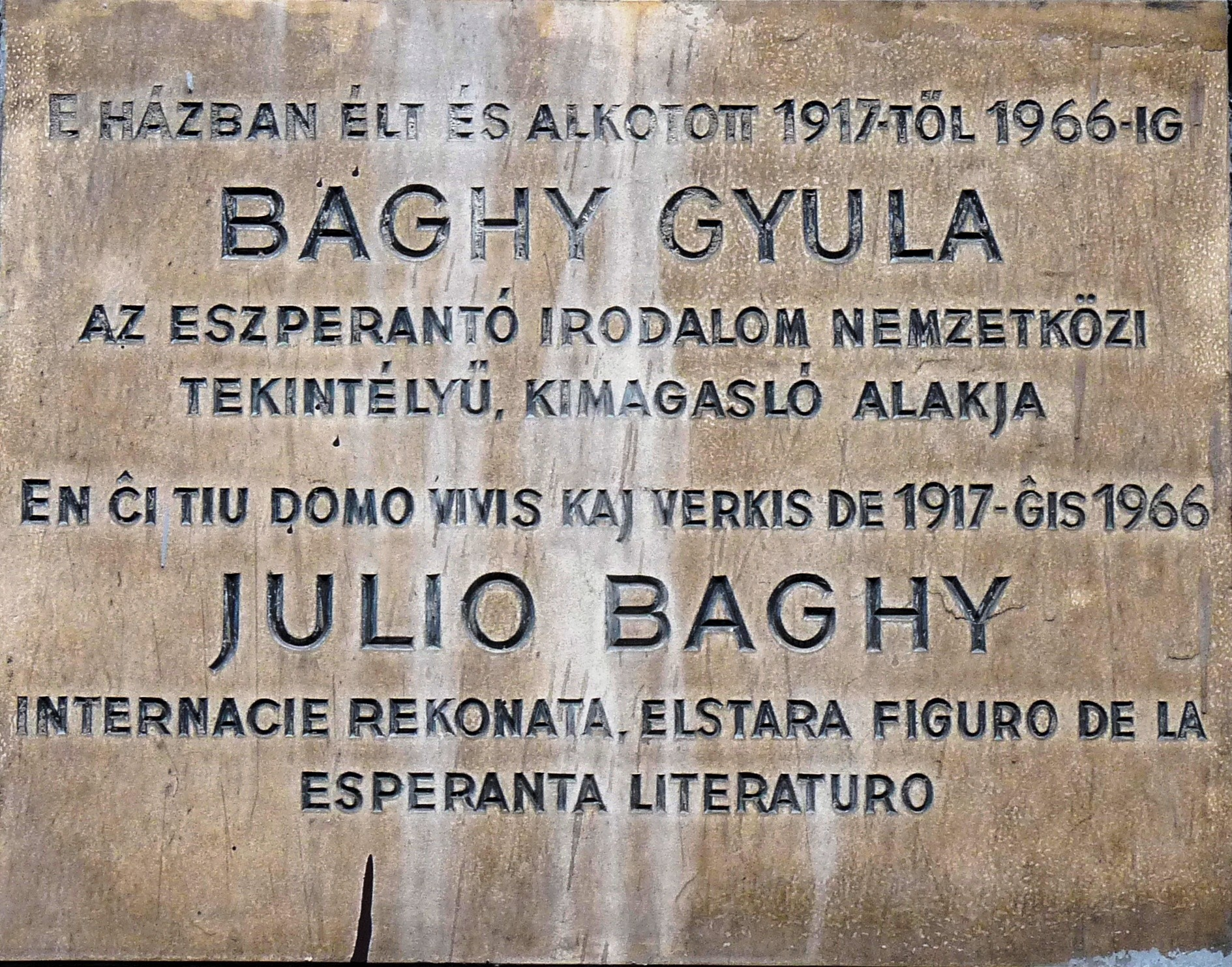
Baghy Gyula, Rottenbiller utca 66.
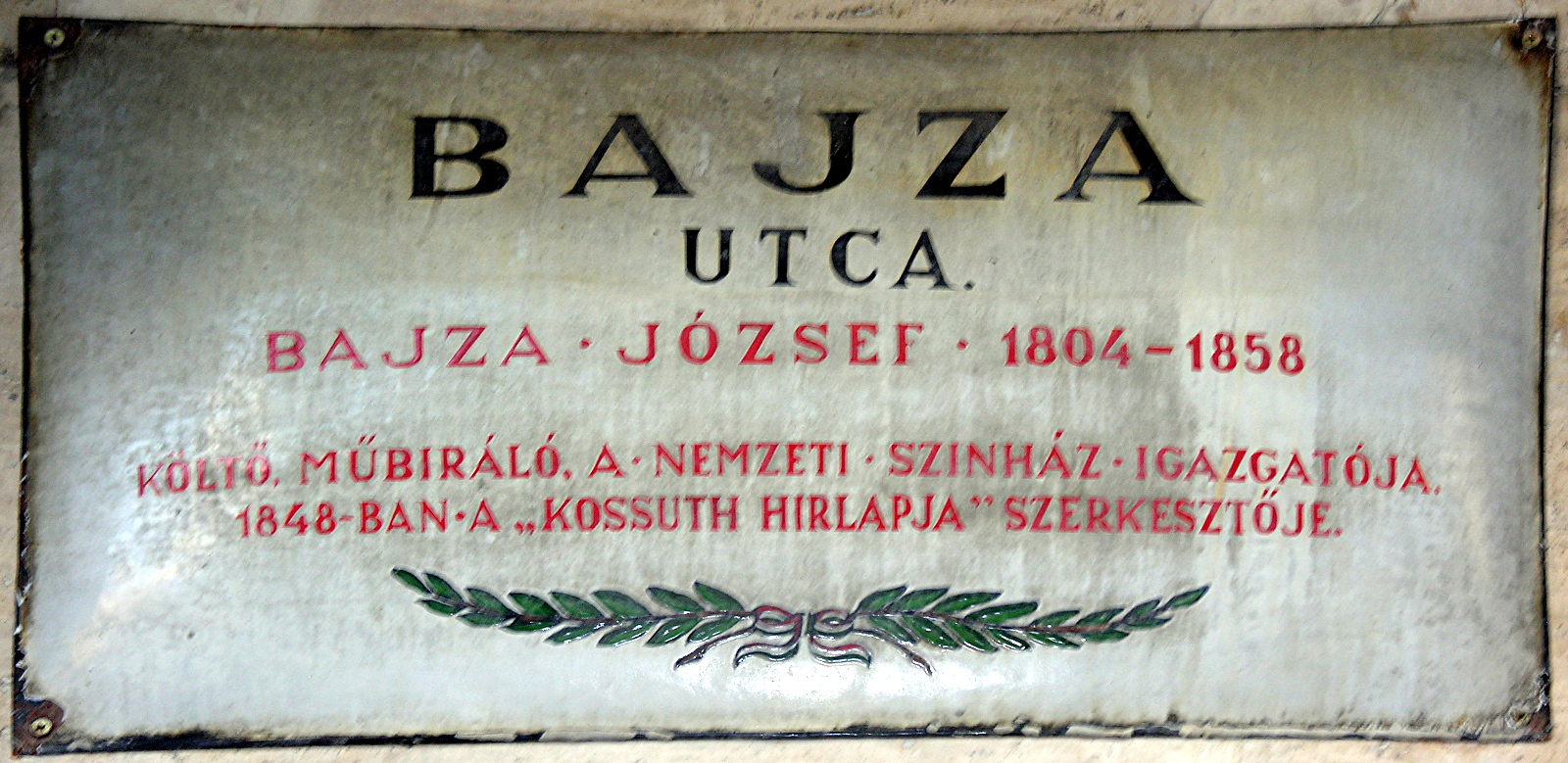
Bajza József, Bajza utca 2.
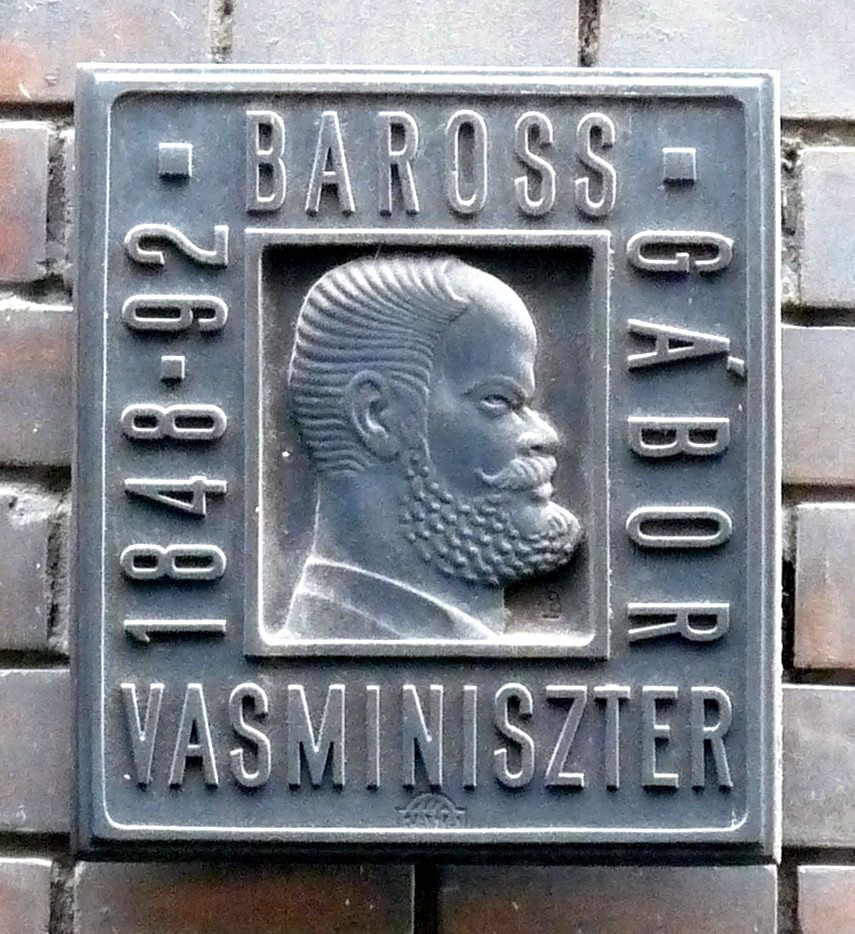
Baross Gábor, Hernád utca 42-46.
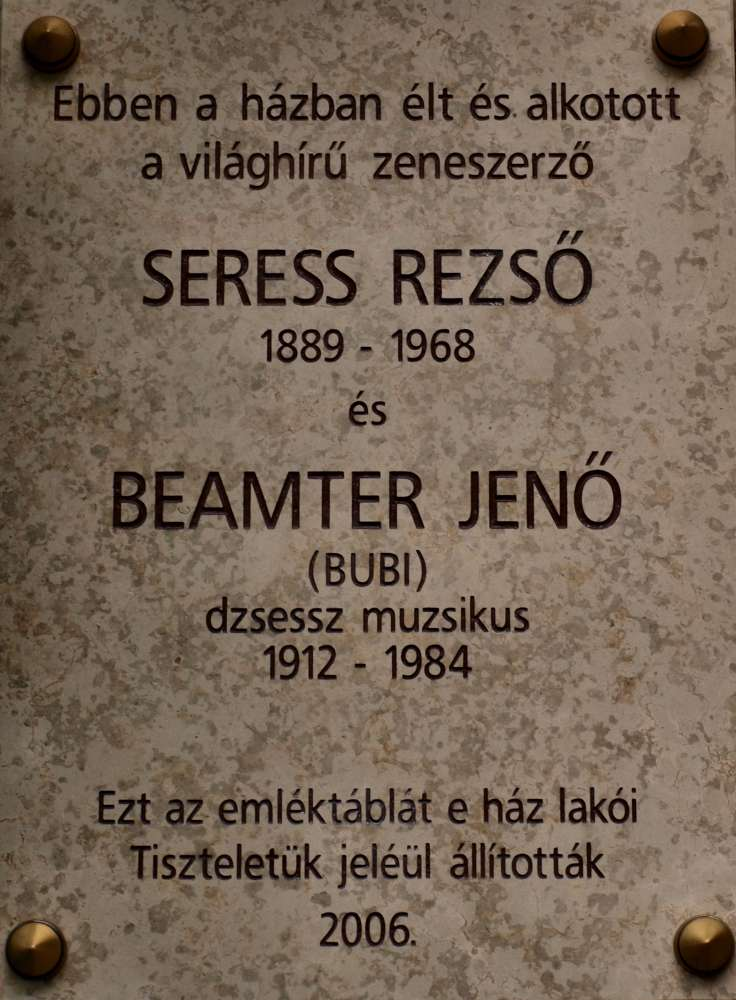
Beamter Jenő, Dob utca 46/b
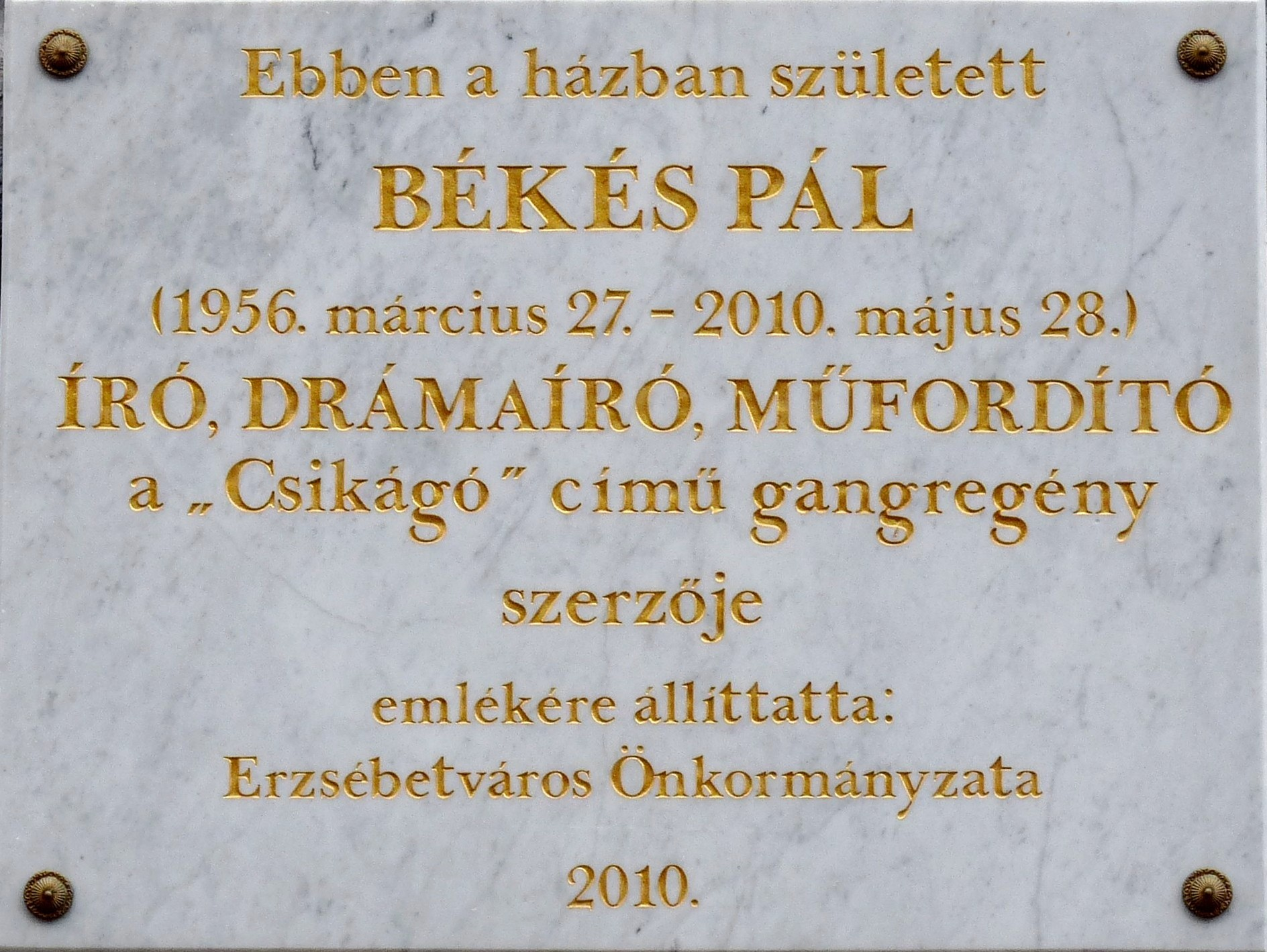
Békés Pál, István utca 19.
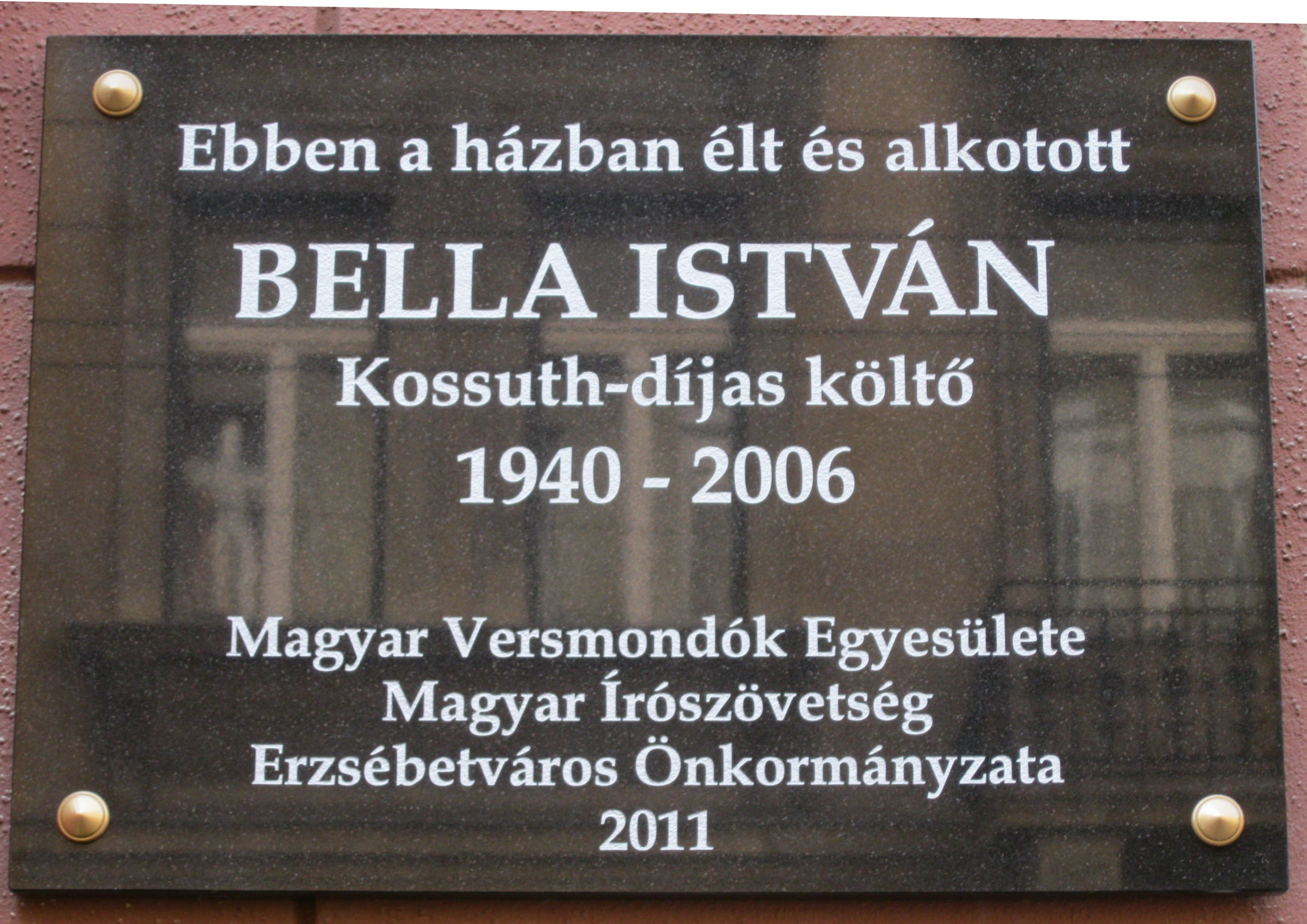
Bella István, István utca 12.
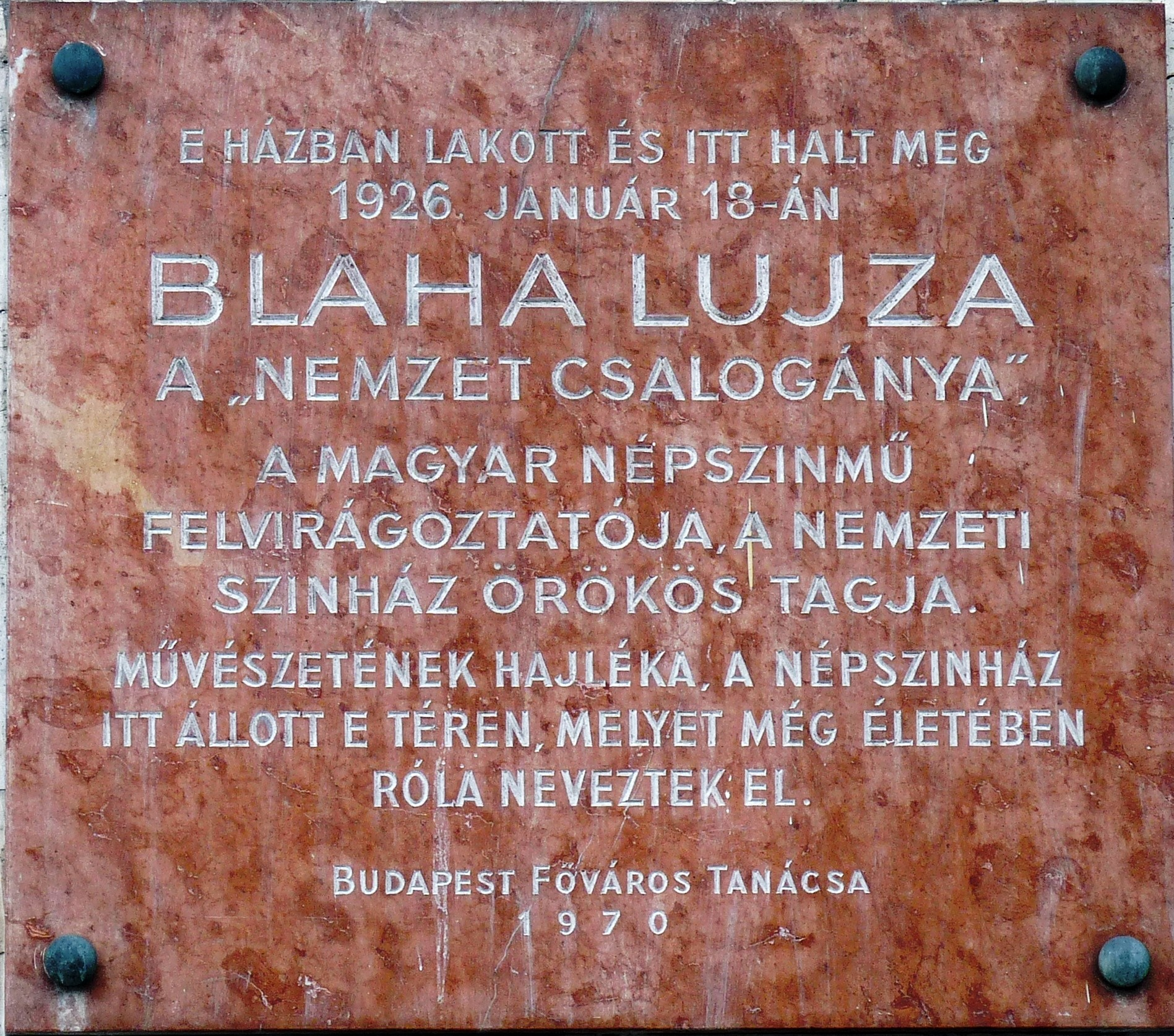
Blaha Lujza, Rákóczi út 44.
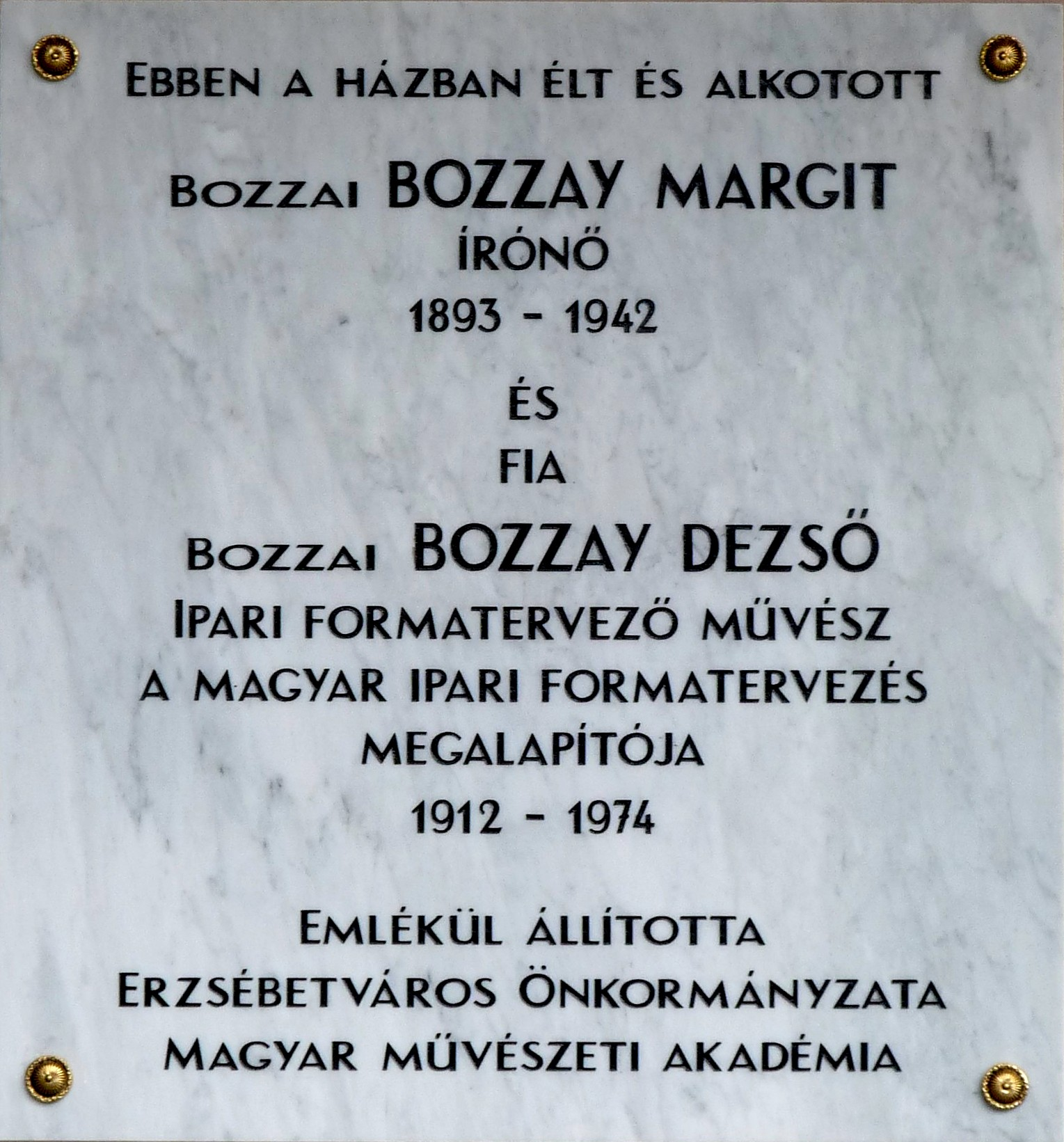
Bozzay Margit és Bozzay Dezső, Bajza utca 8.
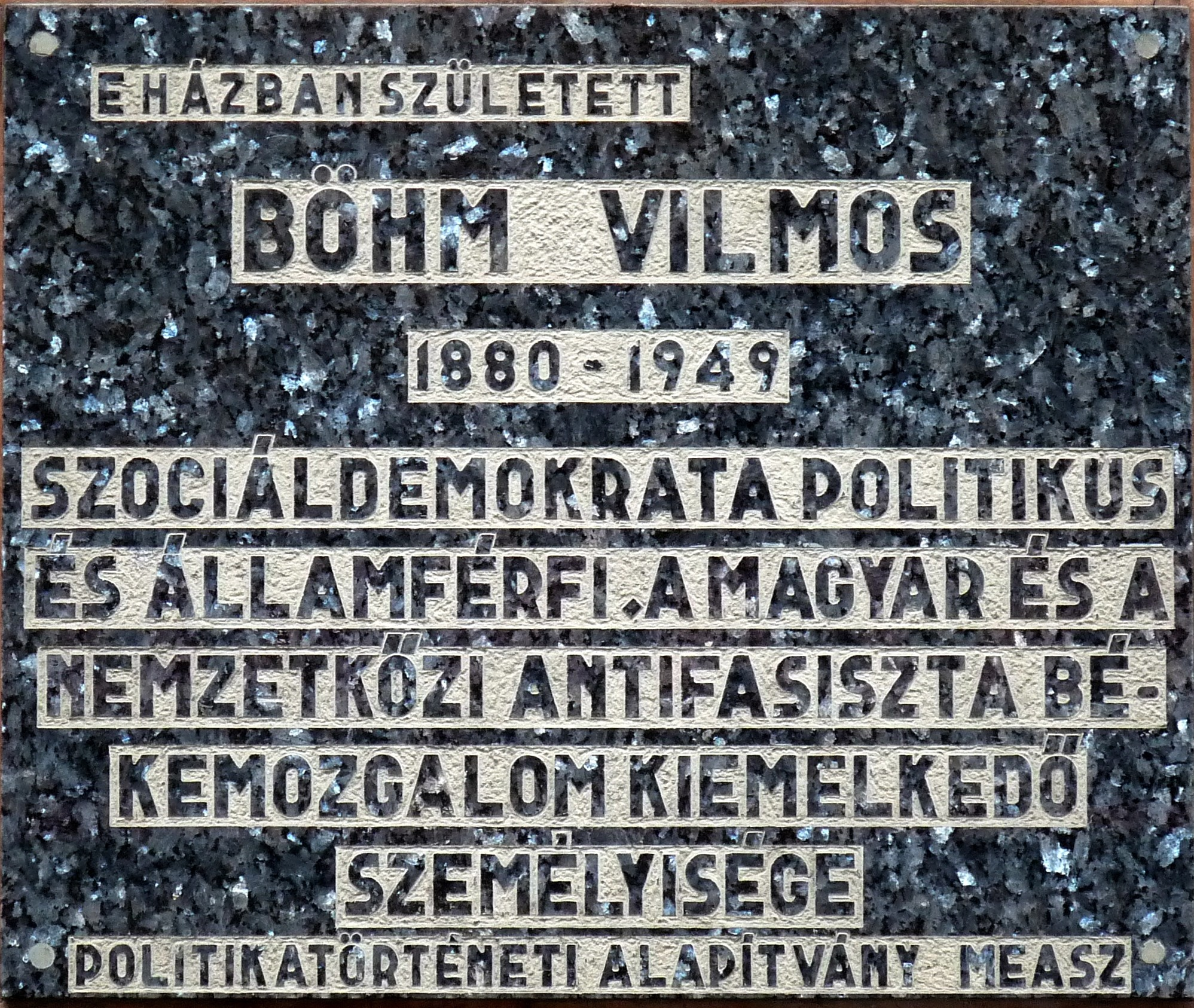
Böhm Vilmos, Akácfa utca 4.
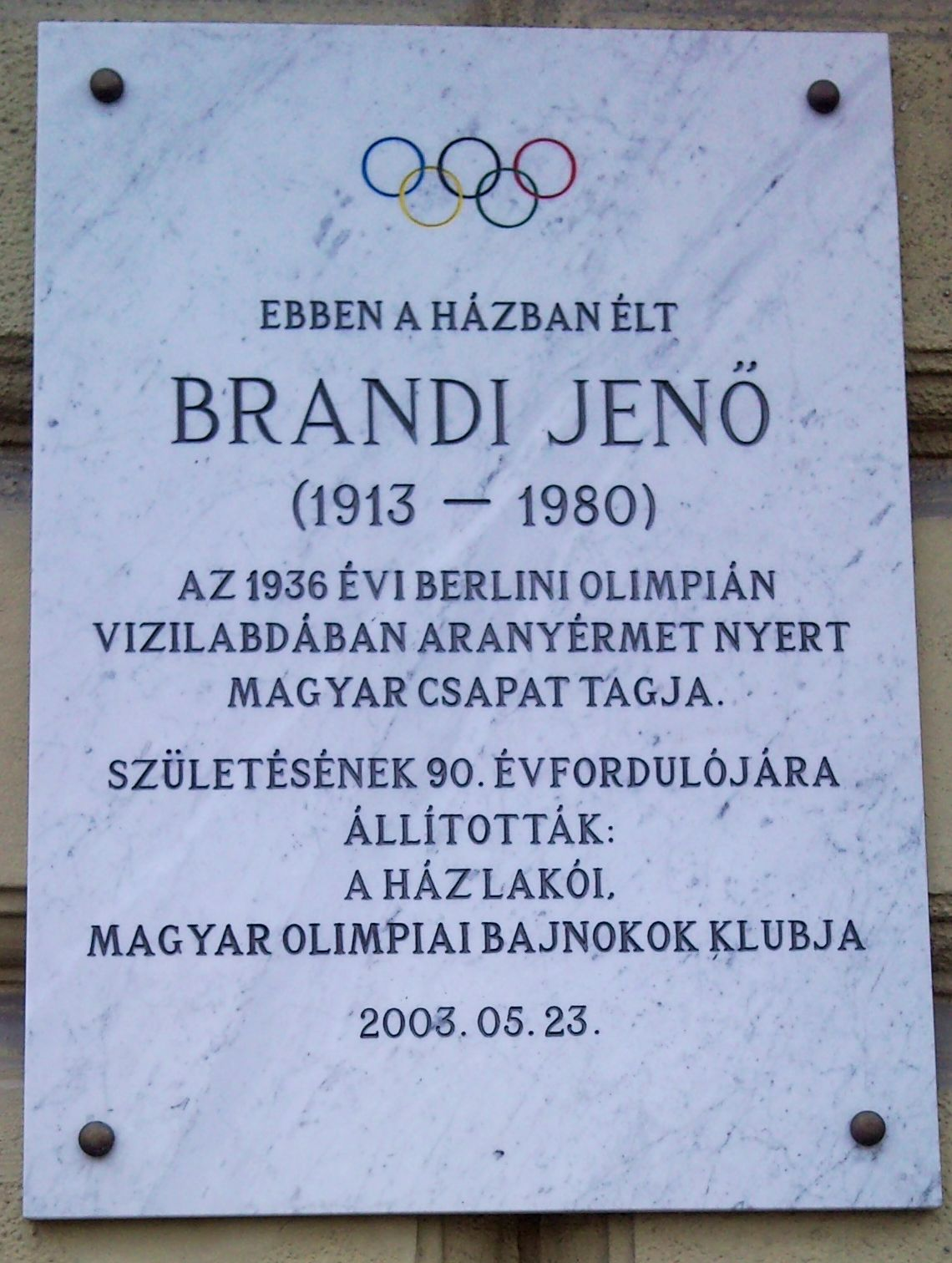
Brandi Jenő, Klauzál tér 5.
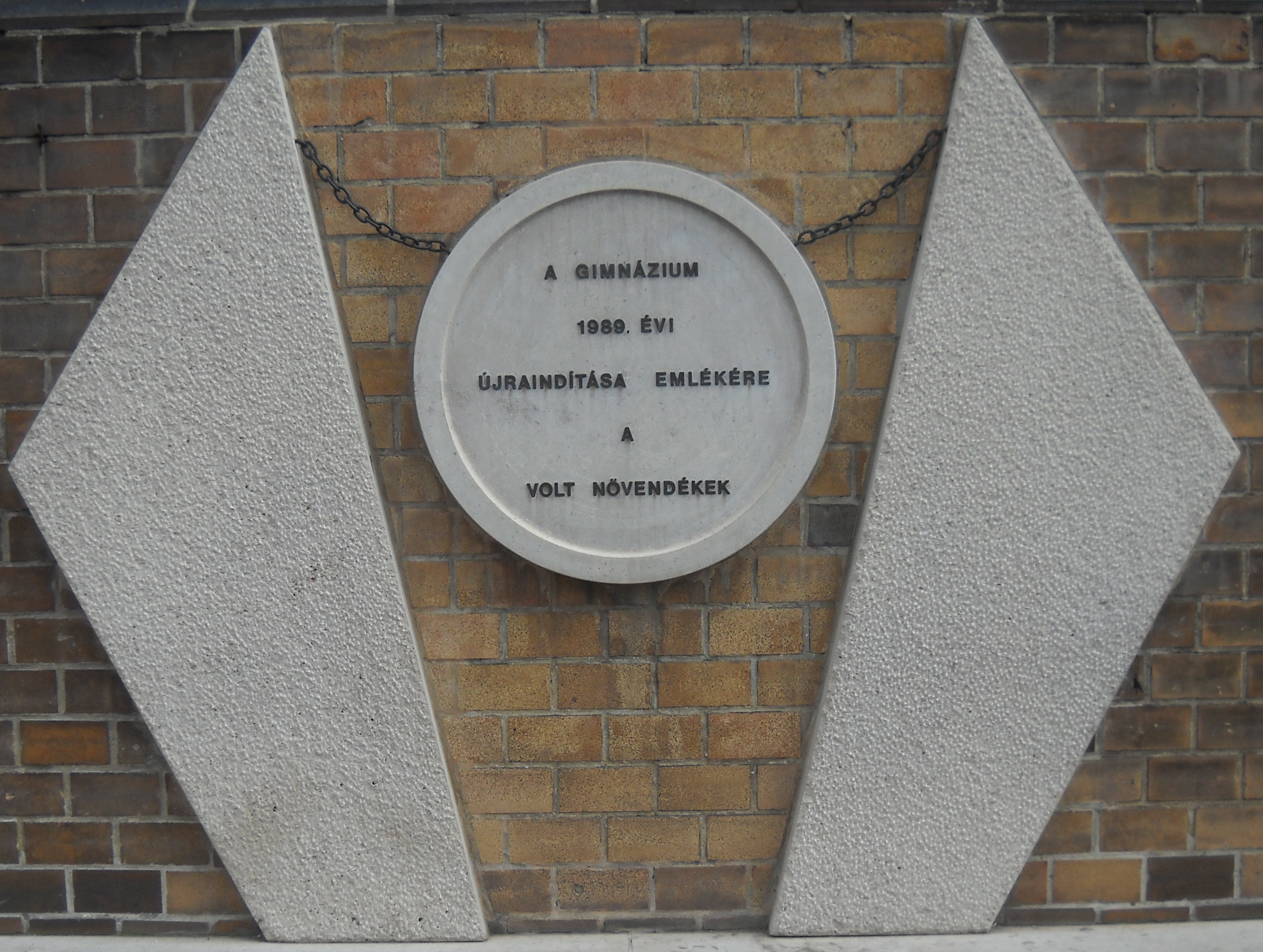
Budapest-Fasori Evangélikus Gimnázium, Városligeti fasor 17-21.
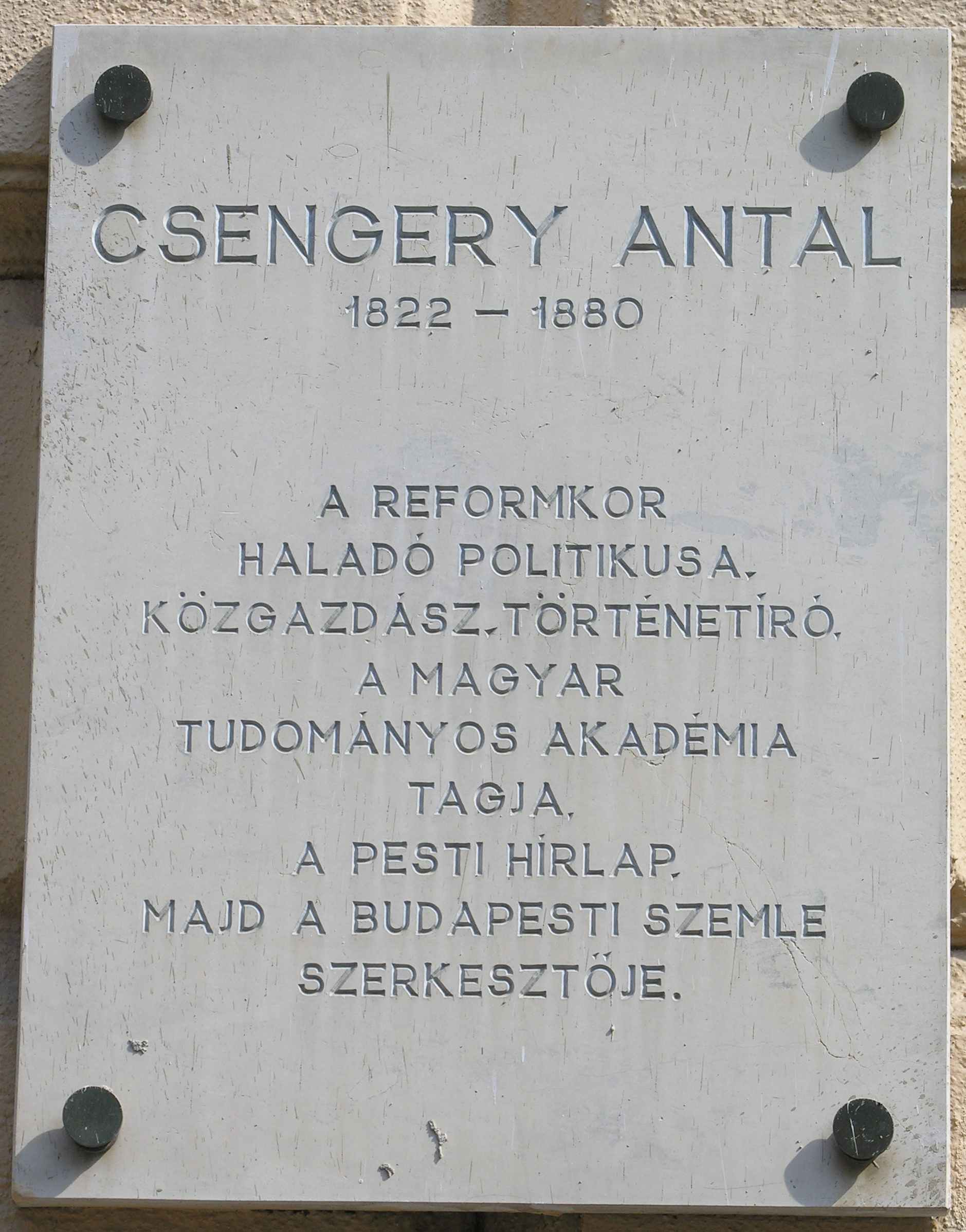
Csengery Antal, Csengery utca 1.
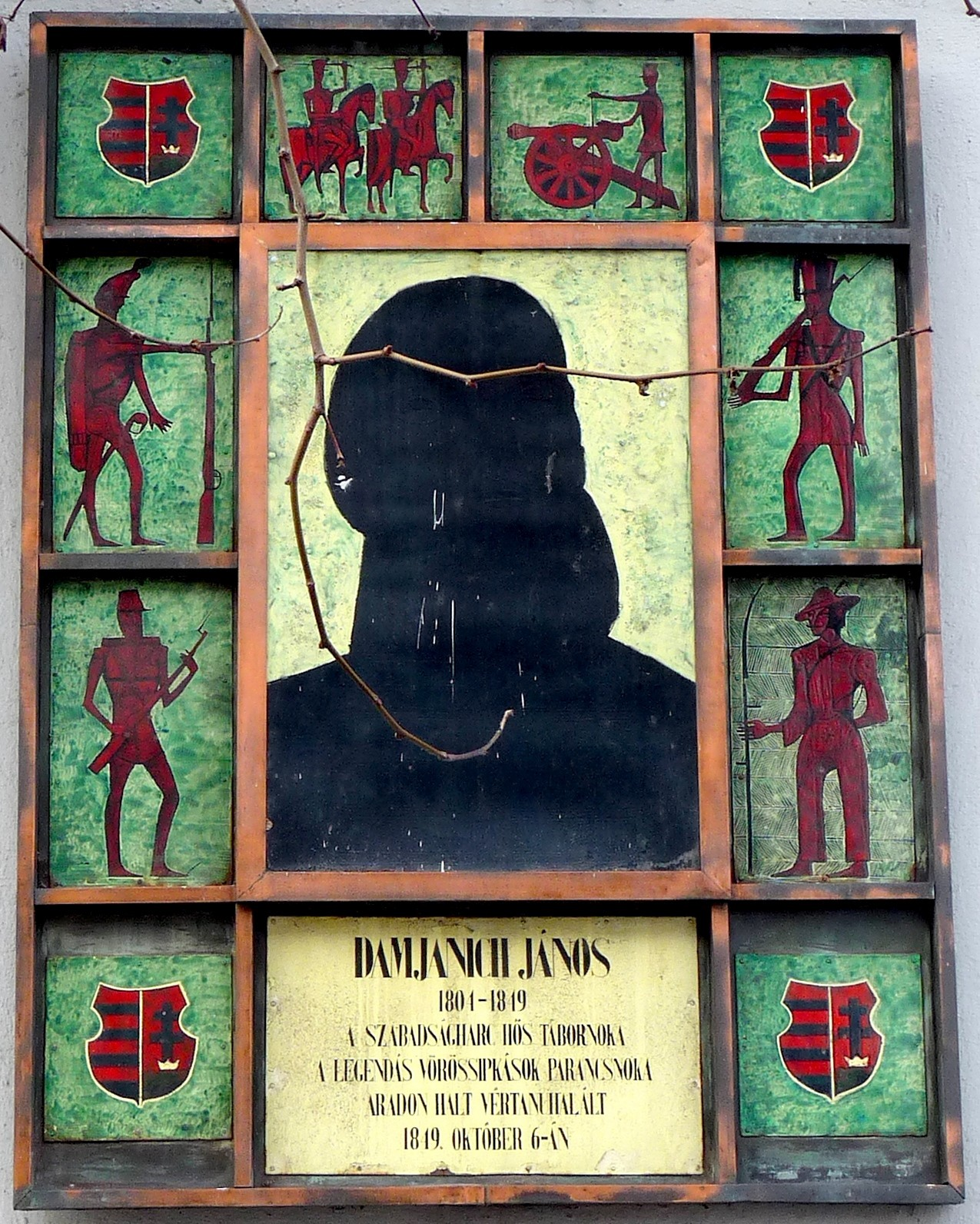
Damjanich János, Damjanich utca 58.
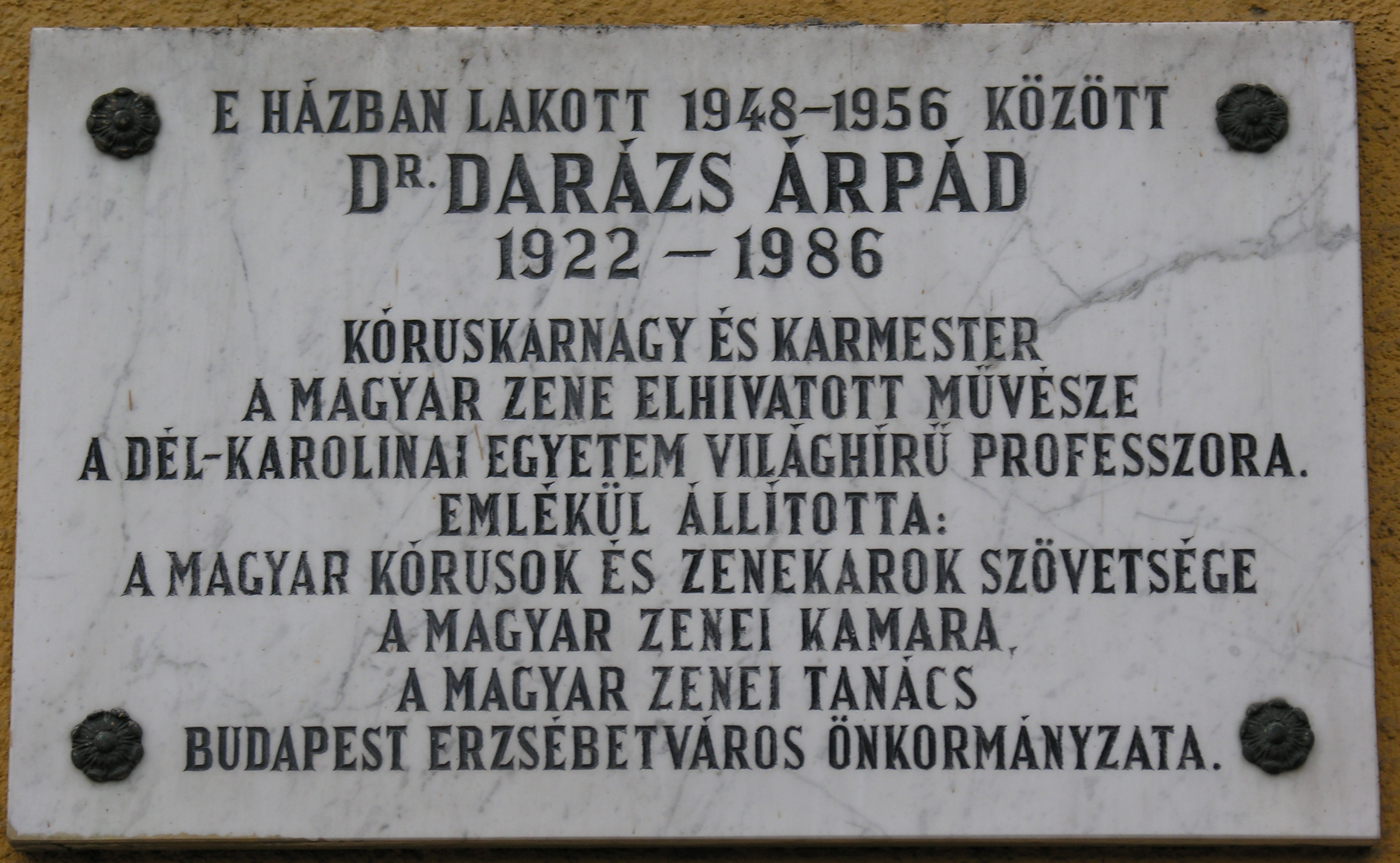
Dr. Darázs Árpád, Dózsa György út 68.
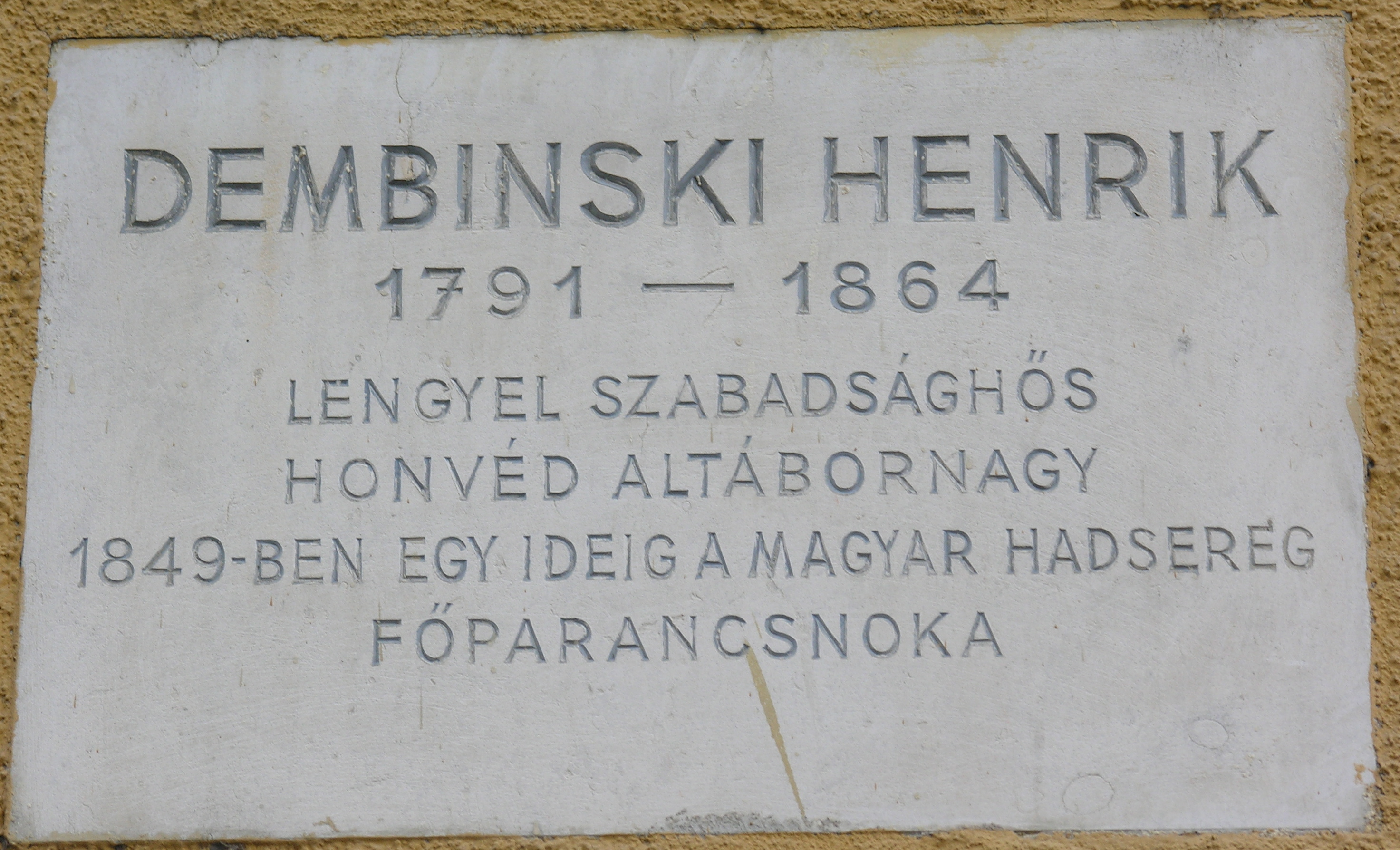
Henryk Dembiński, Dembinszky utca 54.
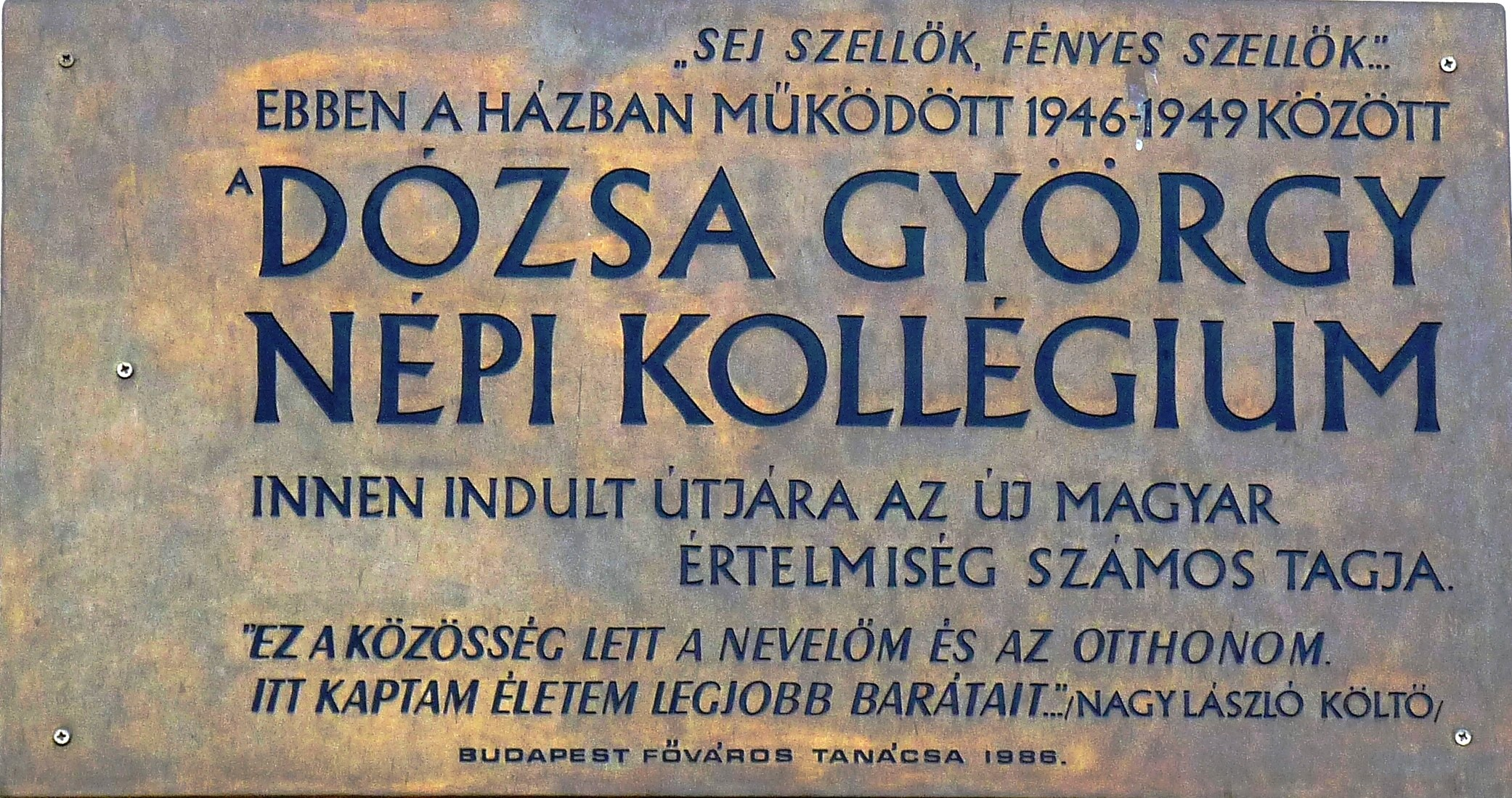
Dózsa György Népi Kollégium, Dózsa György út 82/b.
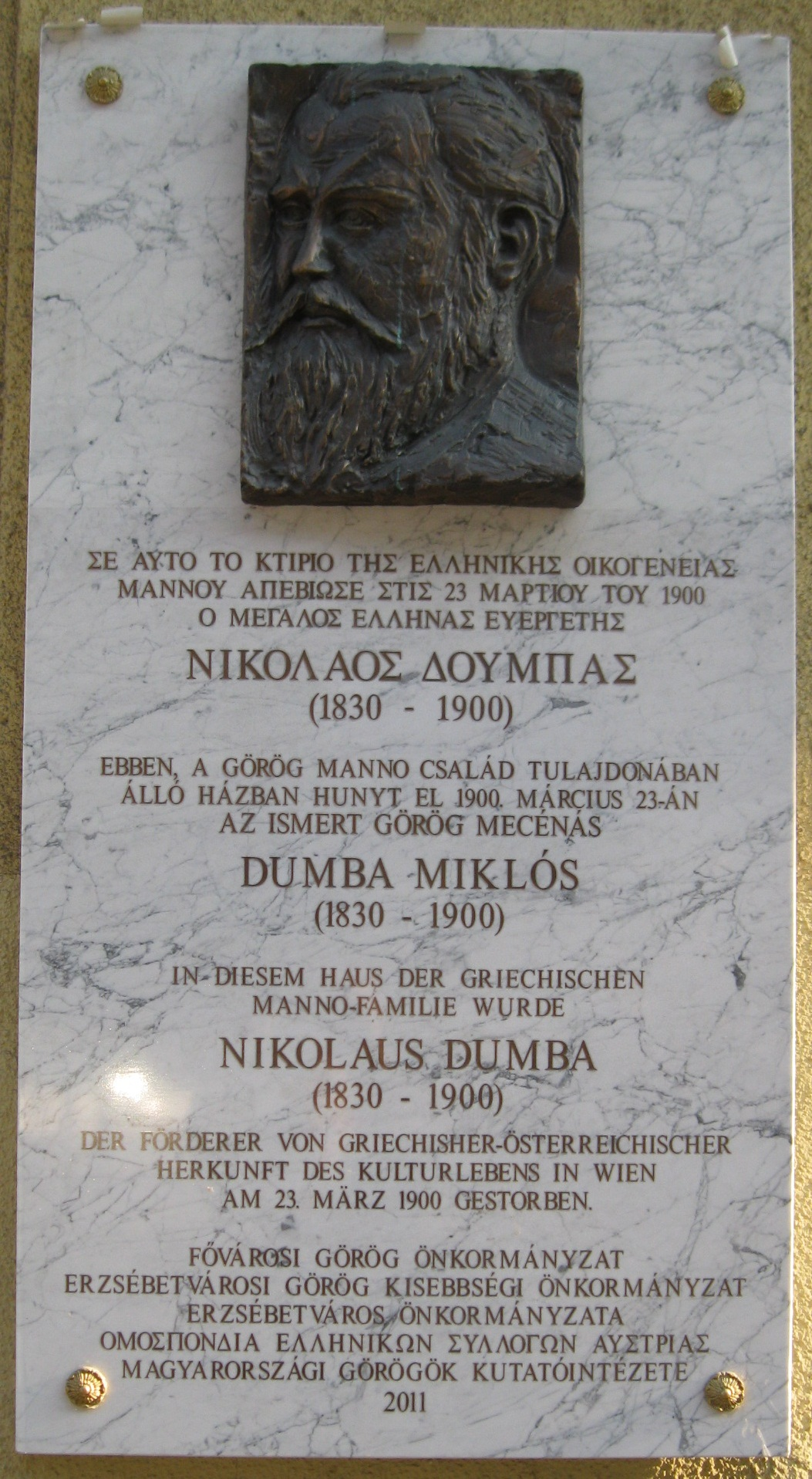
Dumba Miklós, Király utca 57.
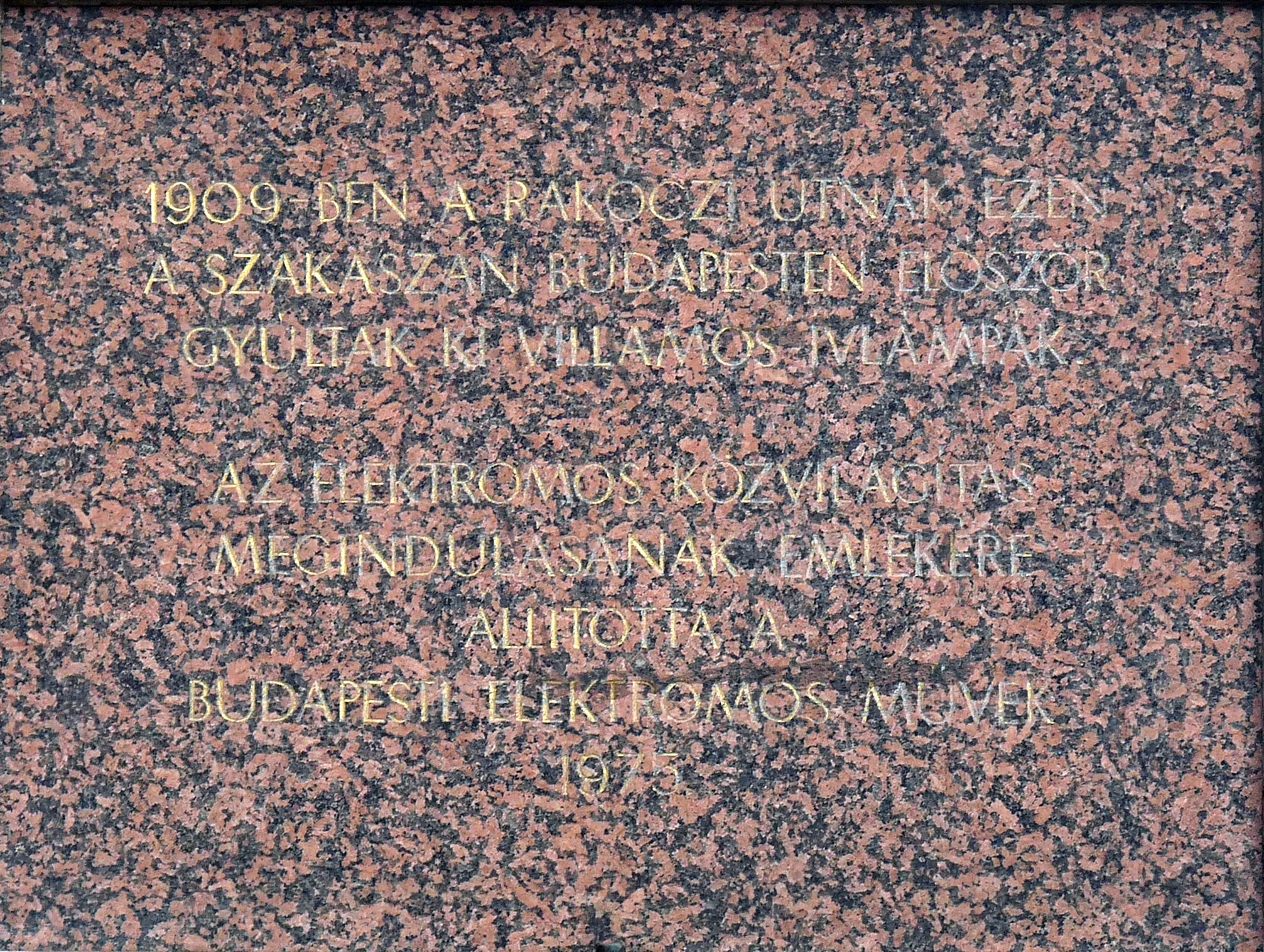
az első budapesti elektromos közvilágítás, Rákóczi út 2.
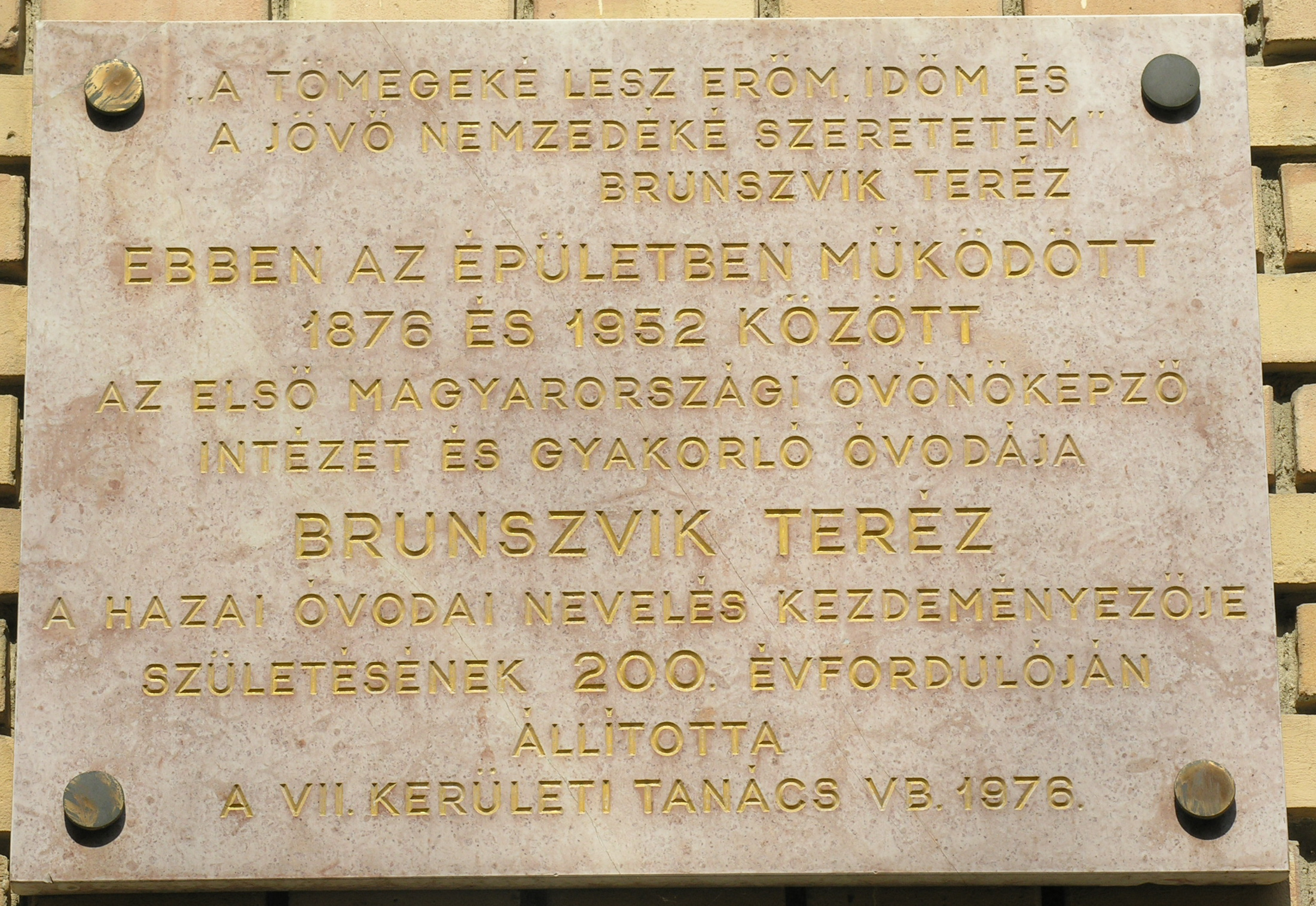
Első magyarországi óvónőképző, Rózsák tere 6-7.
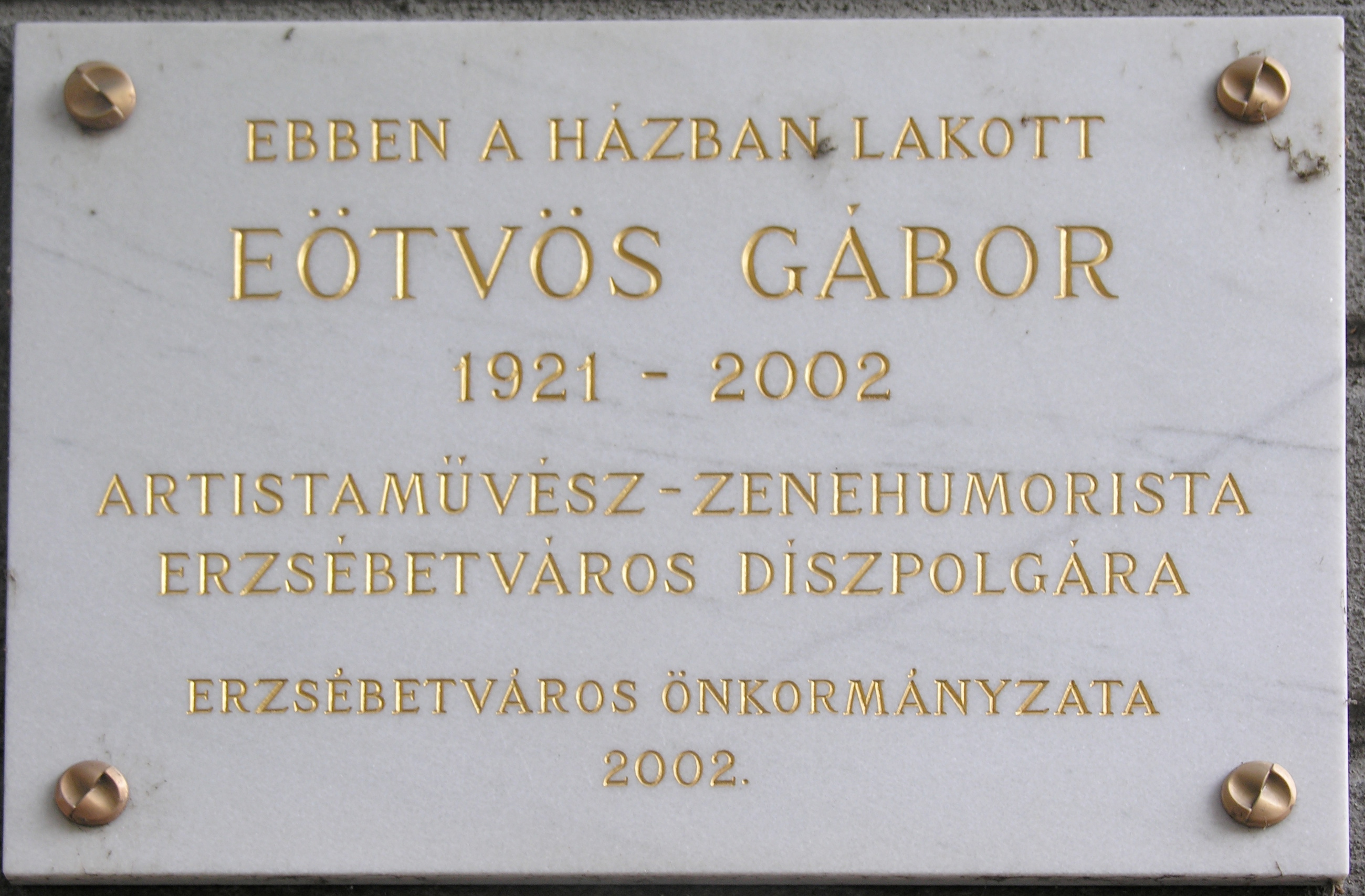
Eötvös Gábor, Damjanich utca 27.
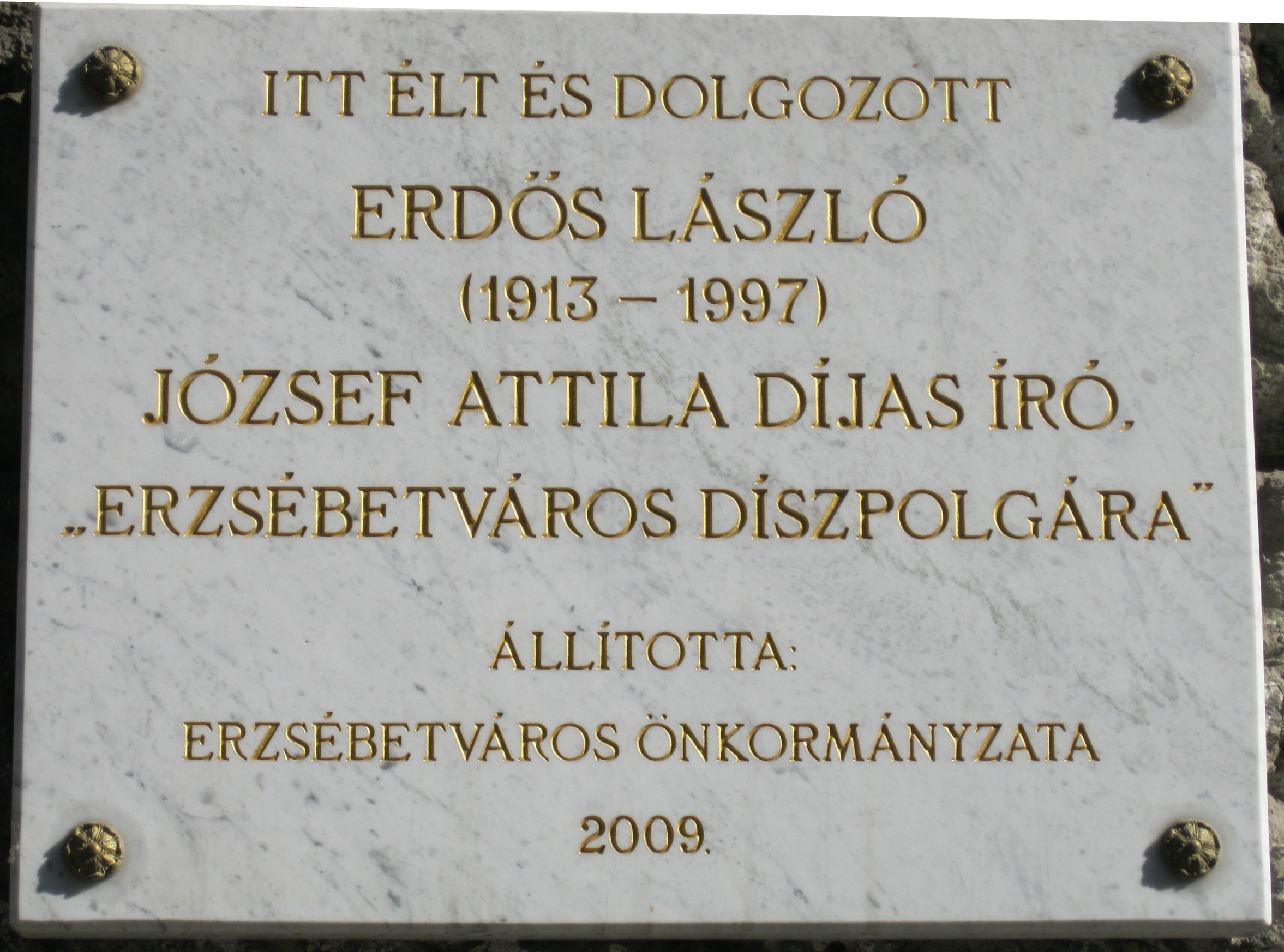
Erdős László, Hernád utca 43.
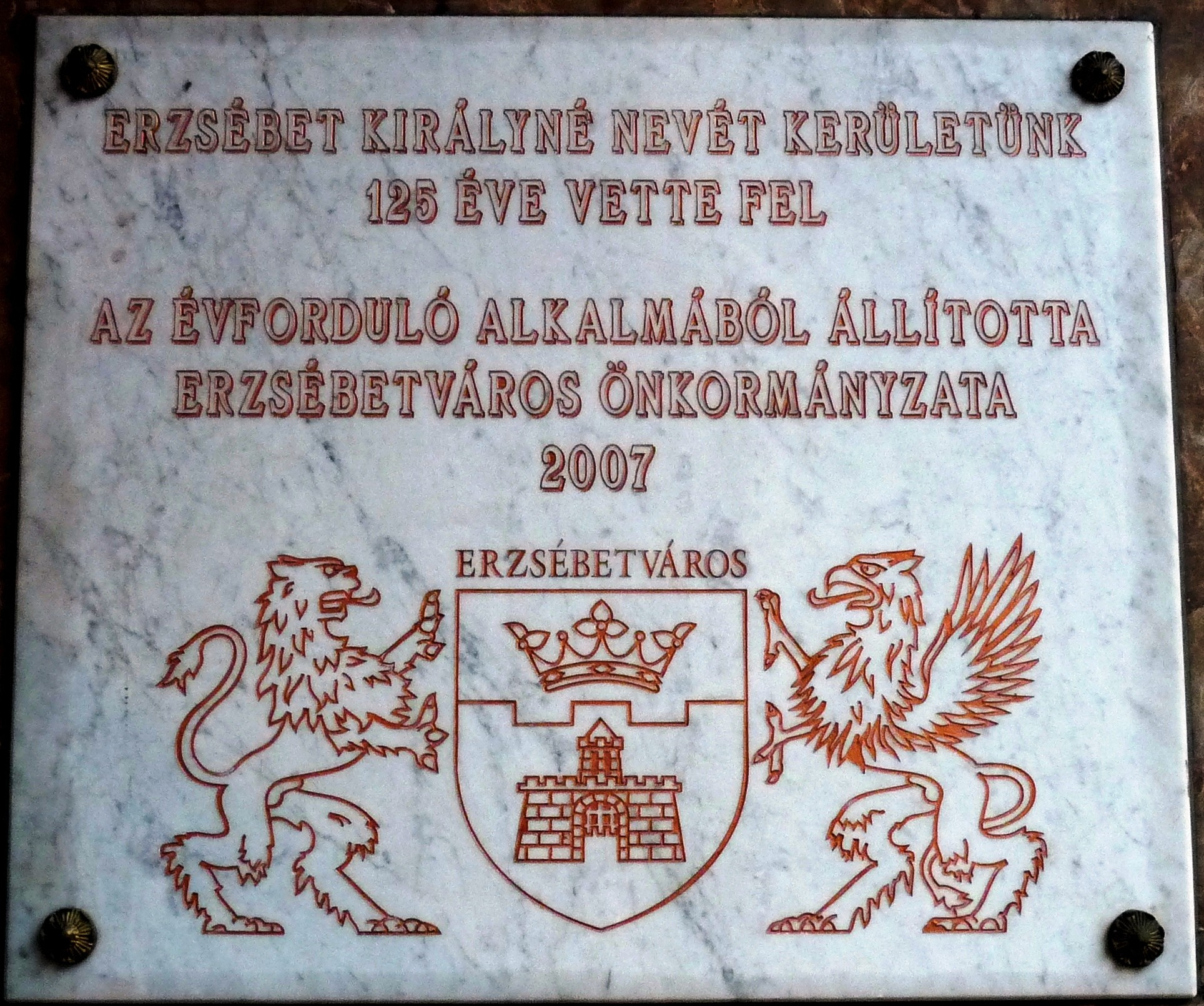
Erzsébet királyné, Erzsébet körút 6.
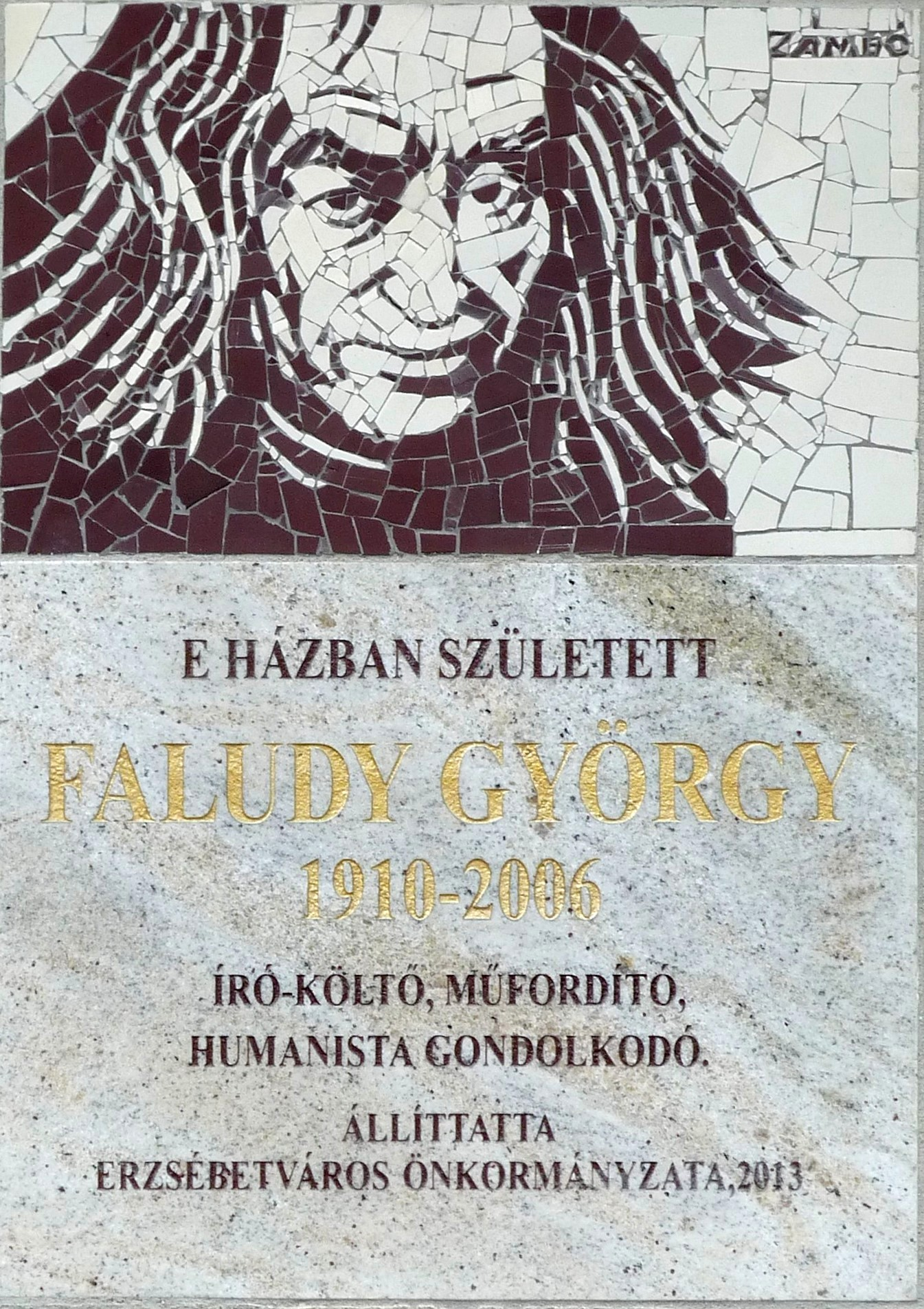
Faludy György, Damjanich utca 54. alkotó: Zámbó Kornél
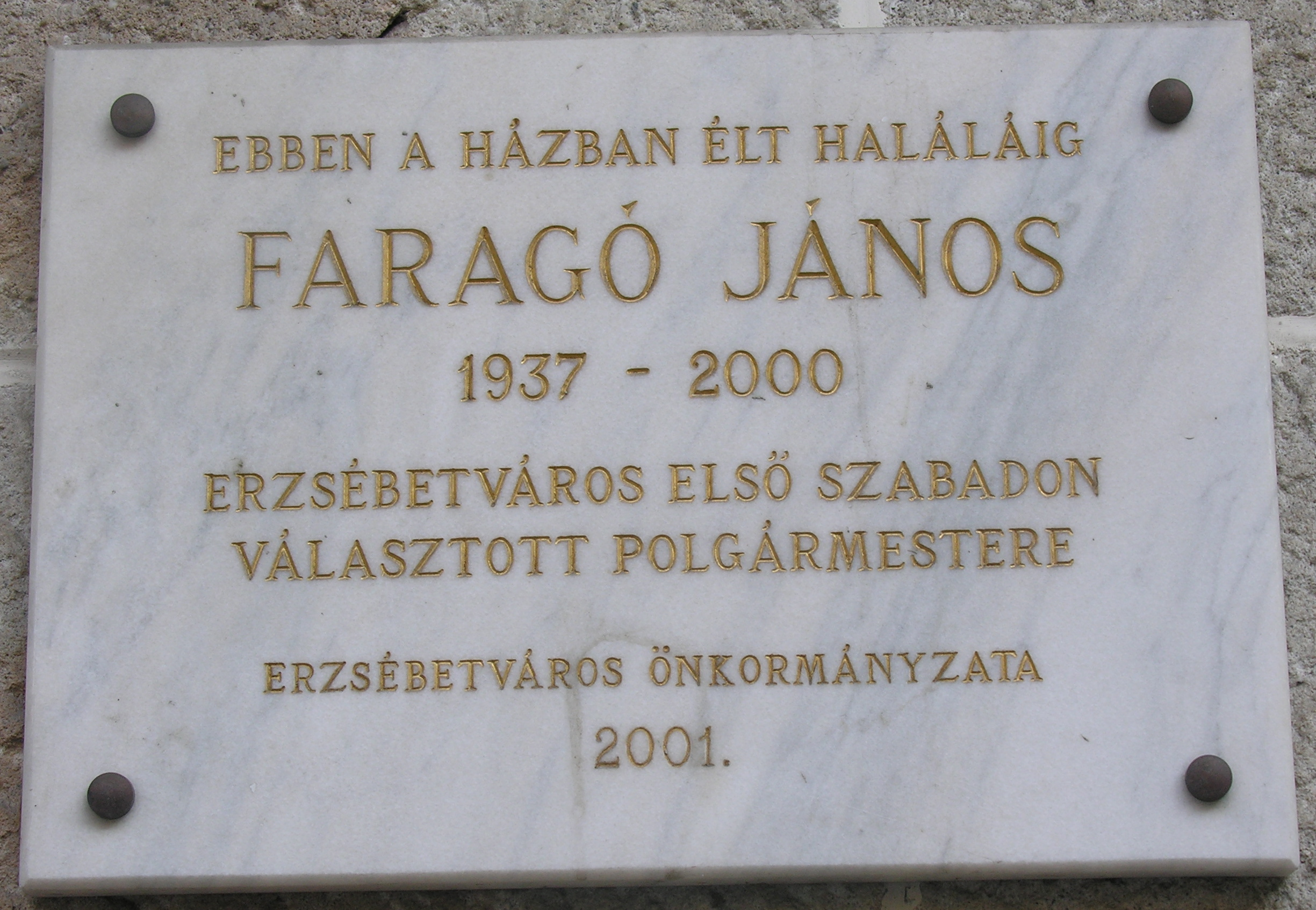
Faragó János, Damjanich utca 31/a
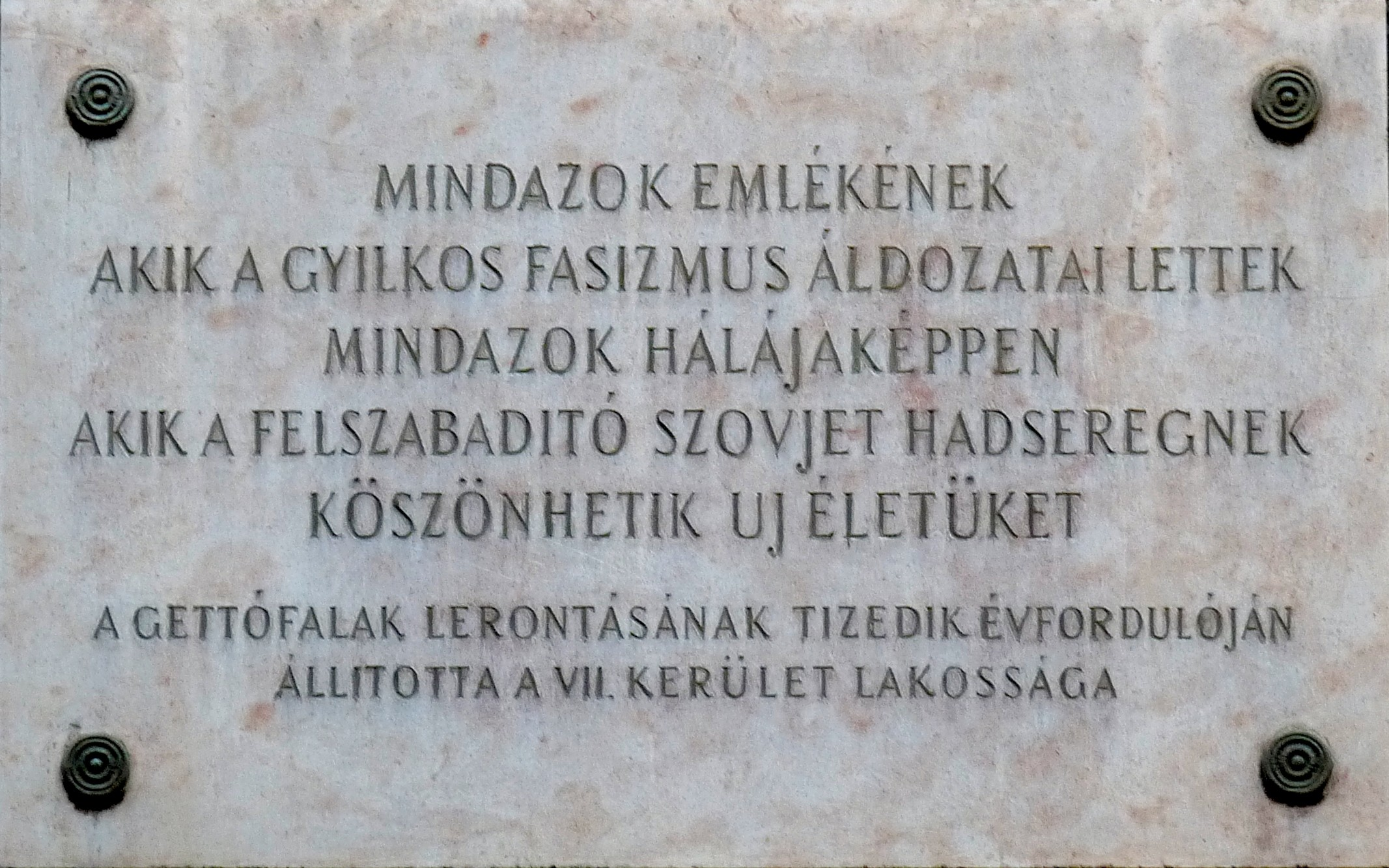
a fasizmus áldozatai, Wesselényi utca 44.
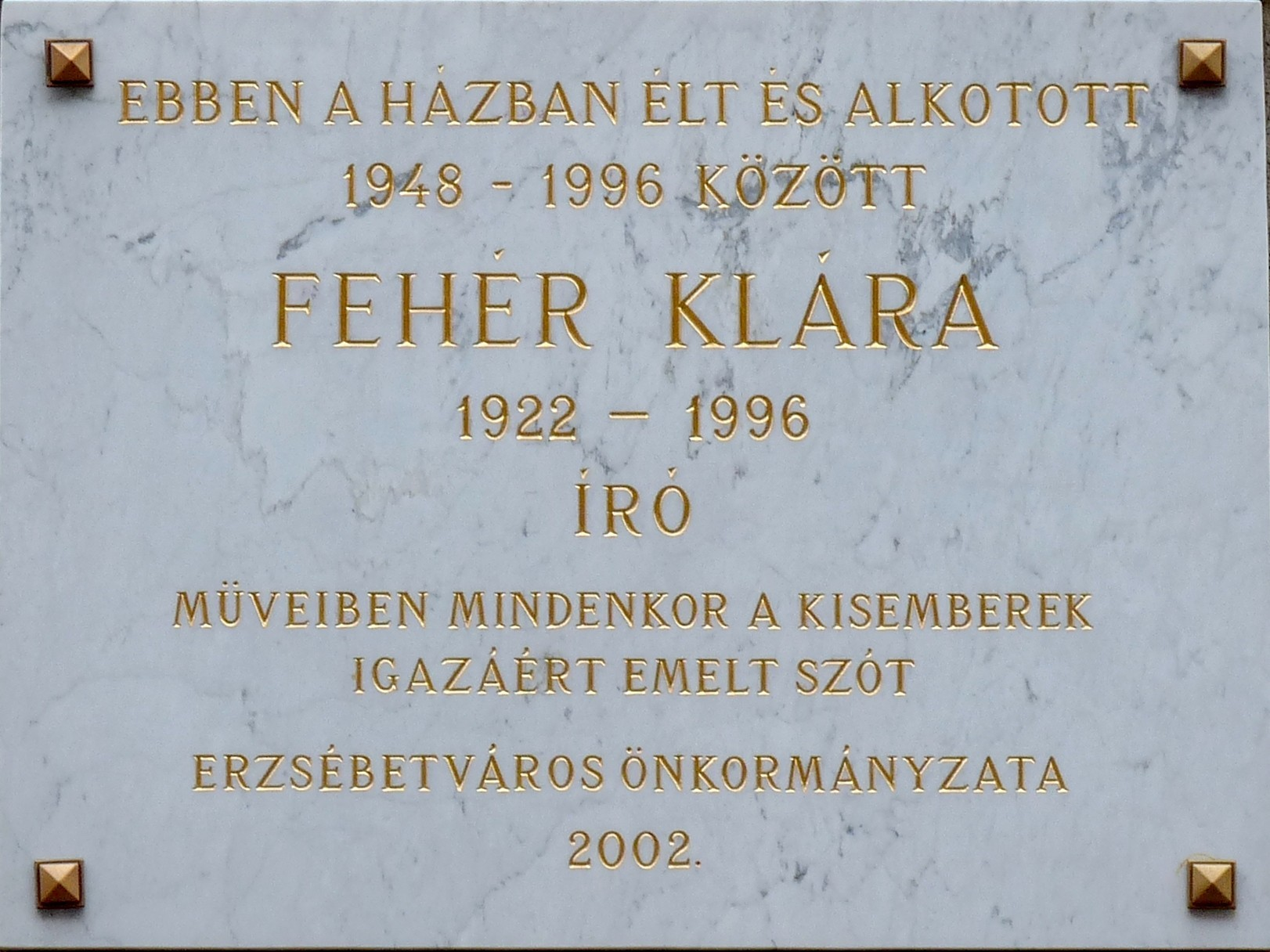
Fehér Klára, Munkás utca 3/b.
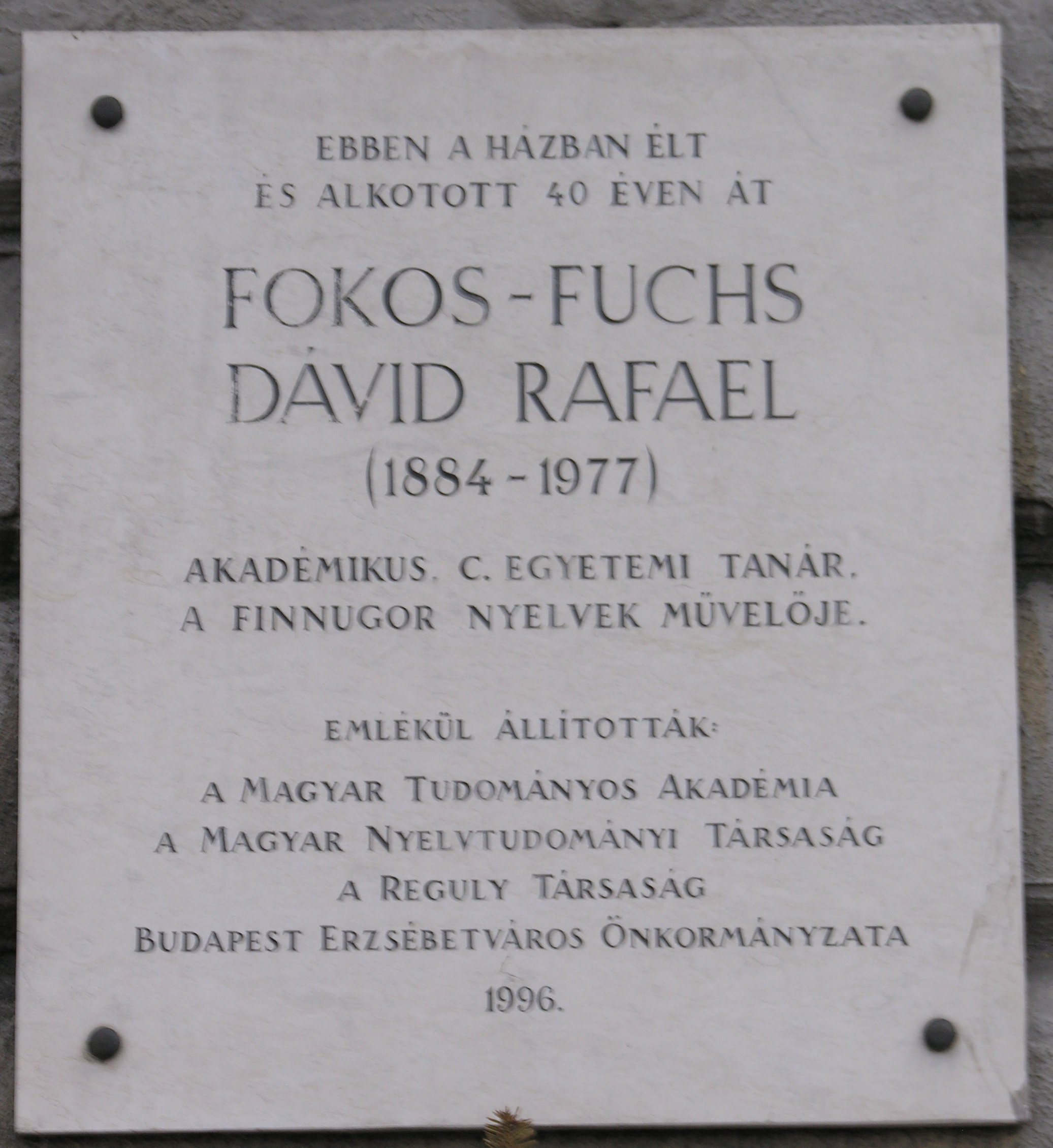
Fokos-Fuchs Dávid Rafael, Dózsa György út 60.
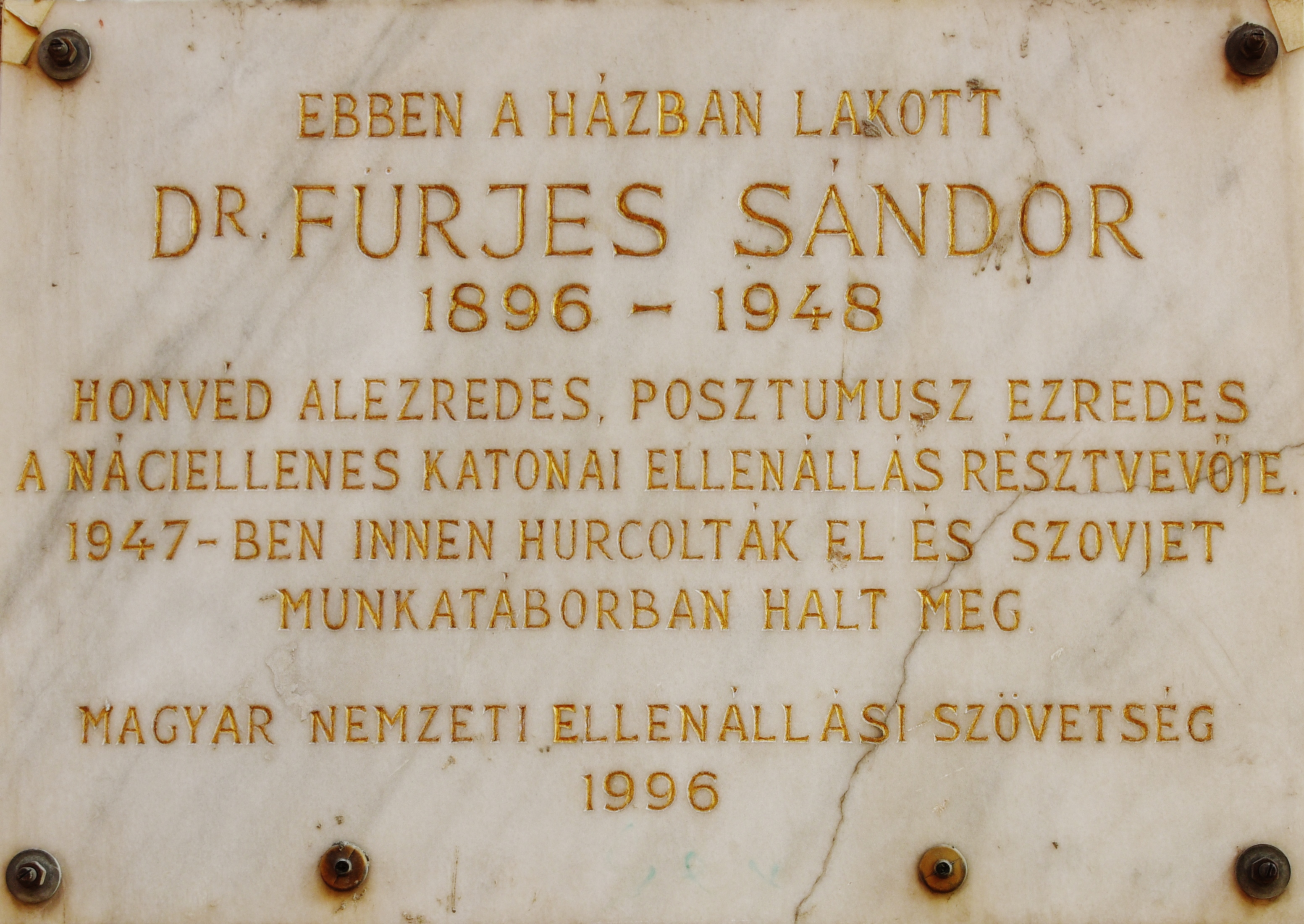
Fürjes Sándor, Akácfa utca 59.
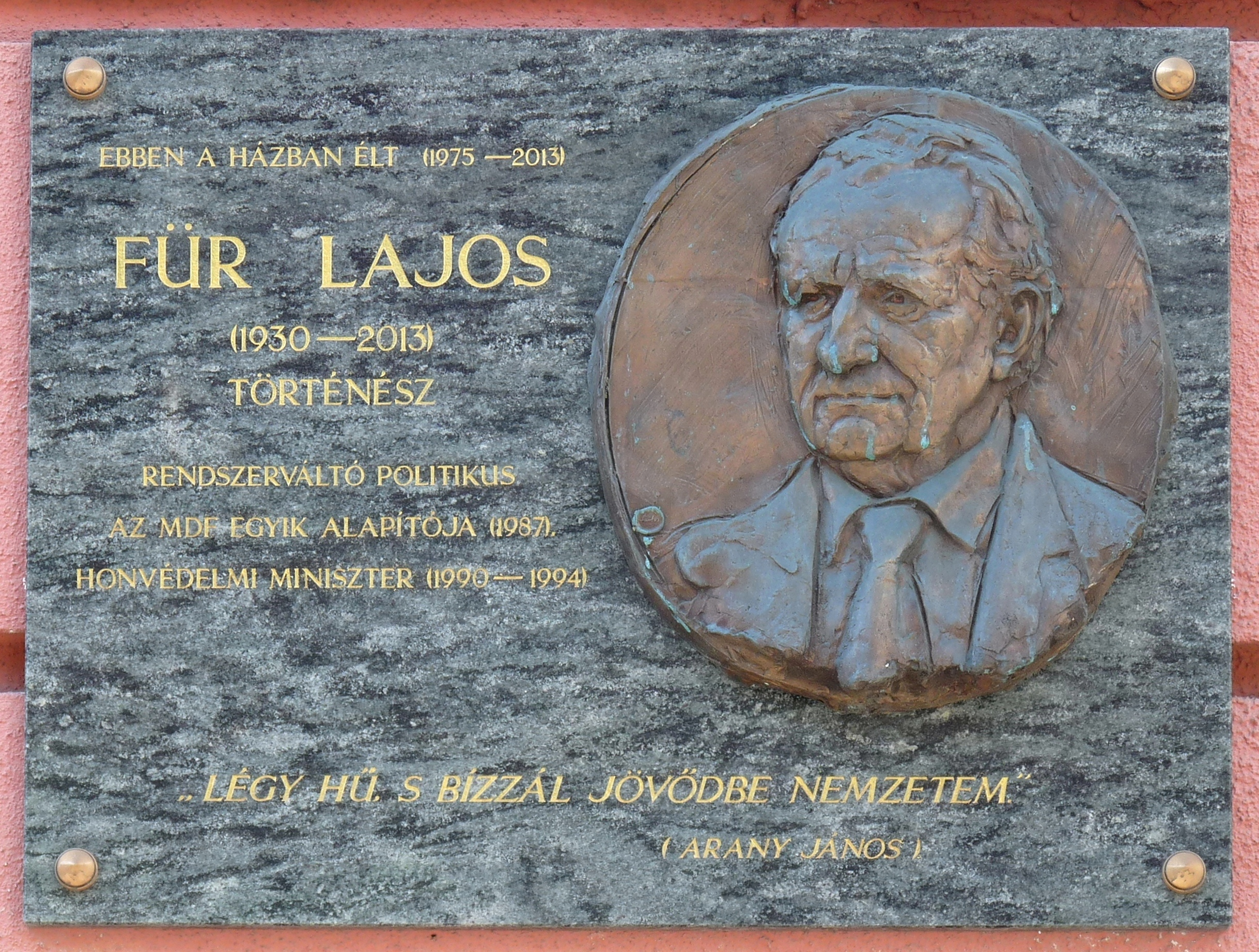
Für Lajos, Damjanich utca 42.
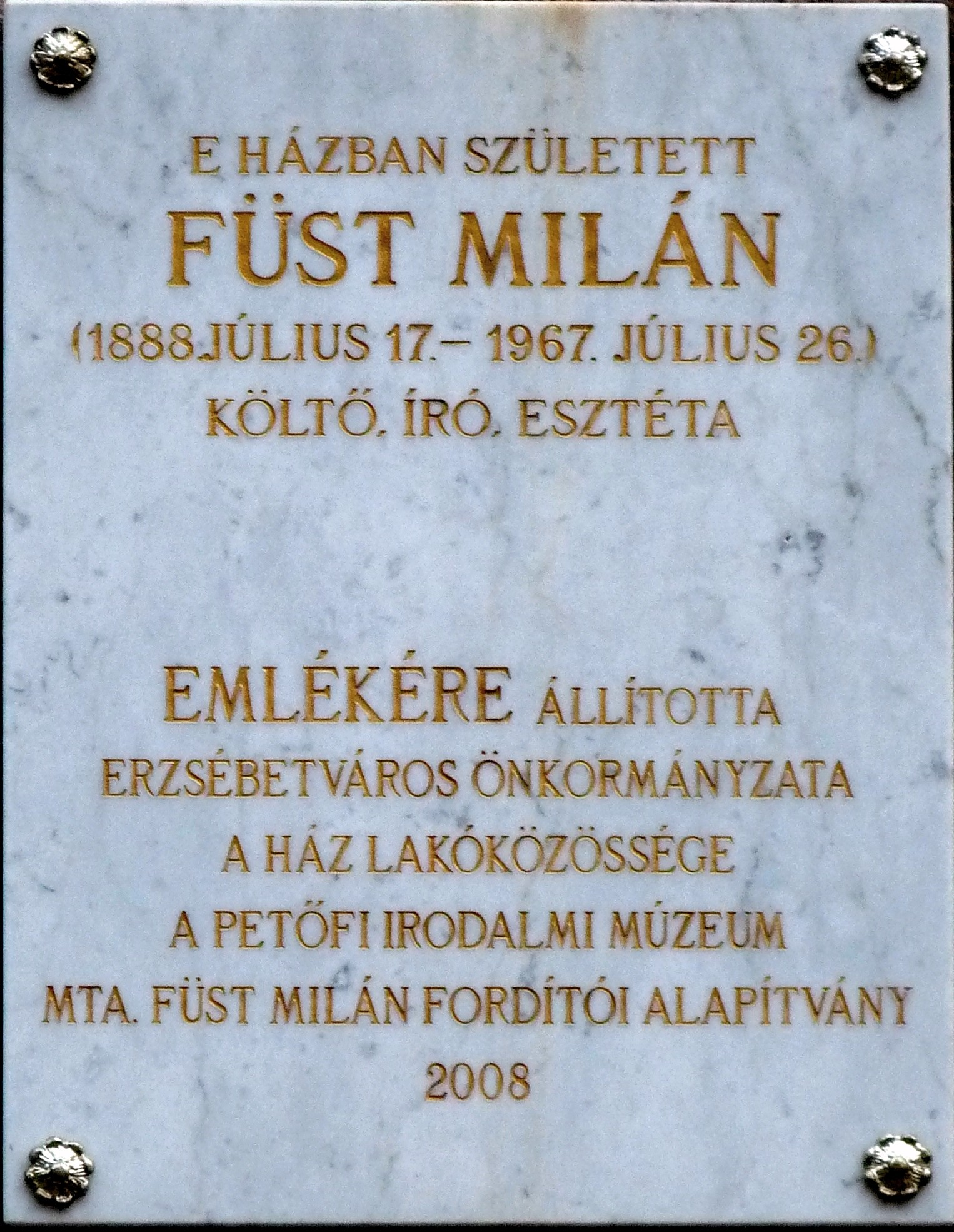
Füst Milán, Hársfa utca 6.
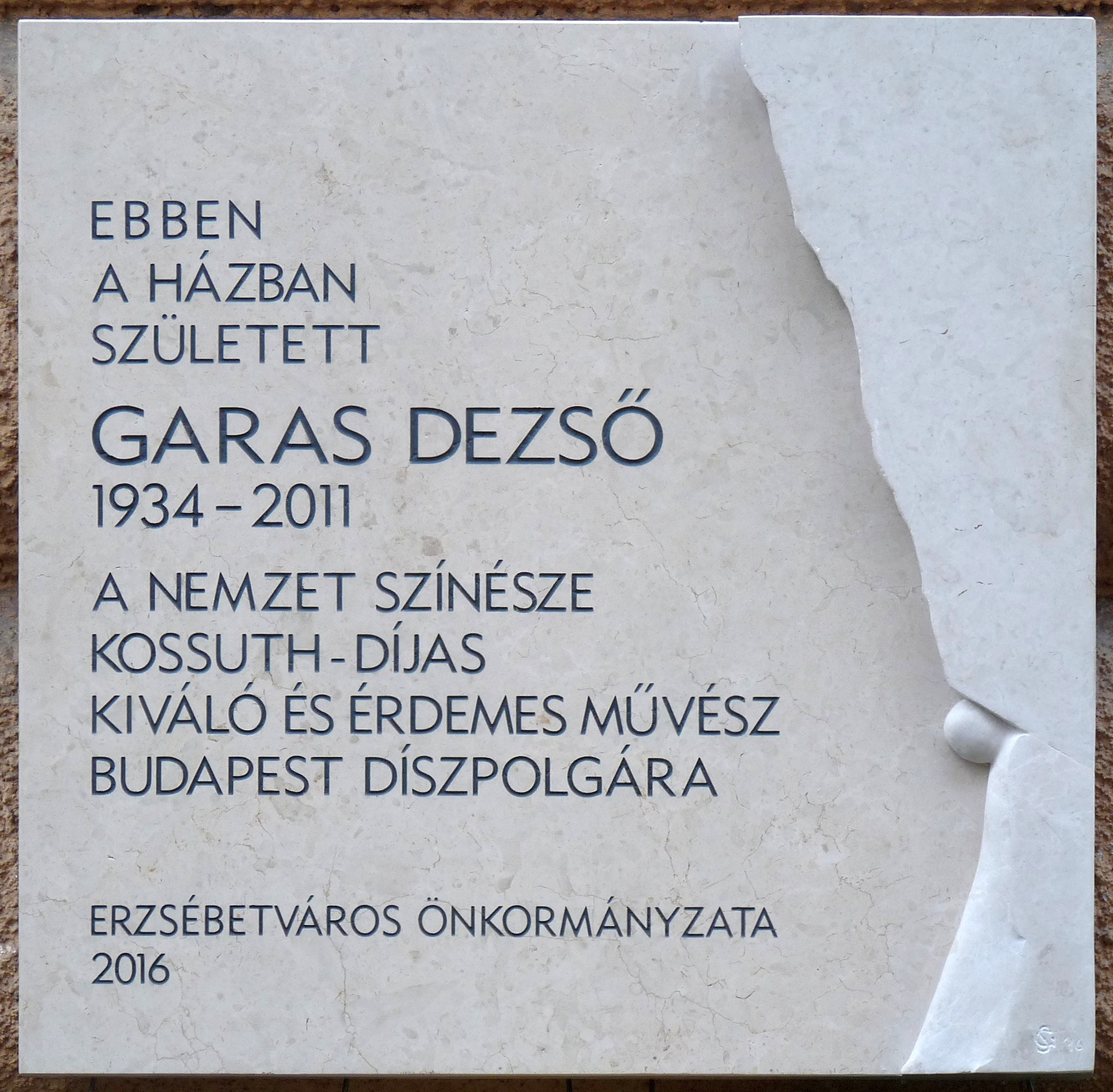
Garas Dezső, Alsó erdősor 10. alkotó: Stremeny Géza
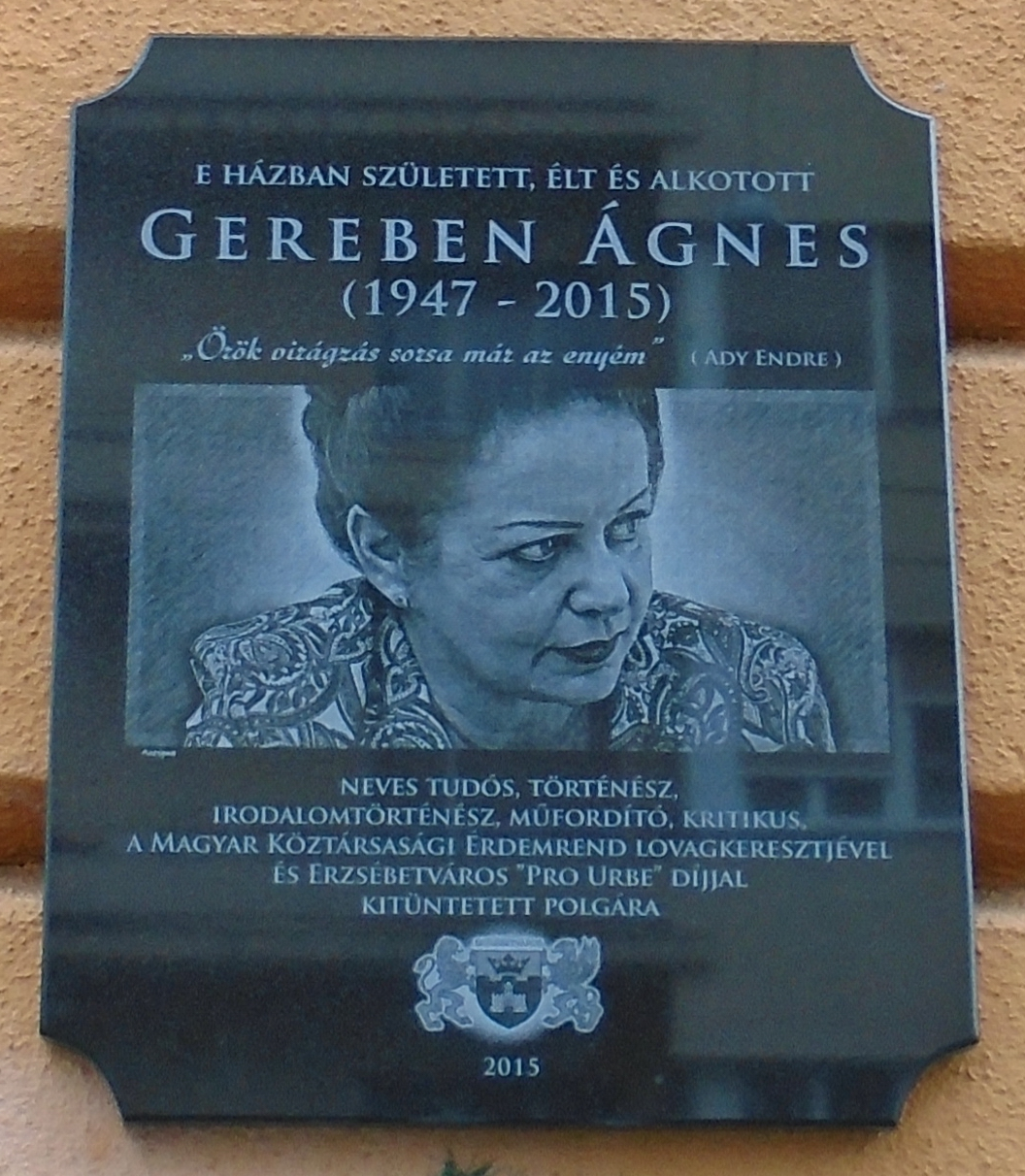
Gereben Ágnes, Damjanich utca 17.
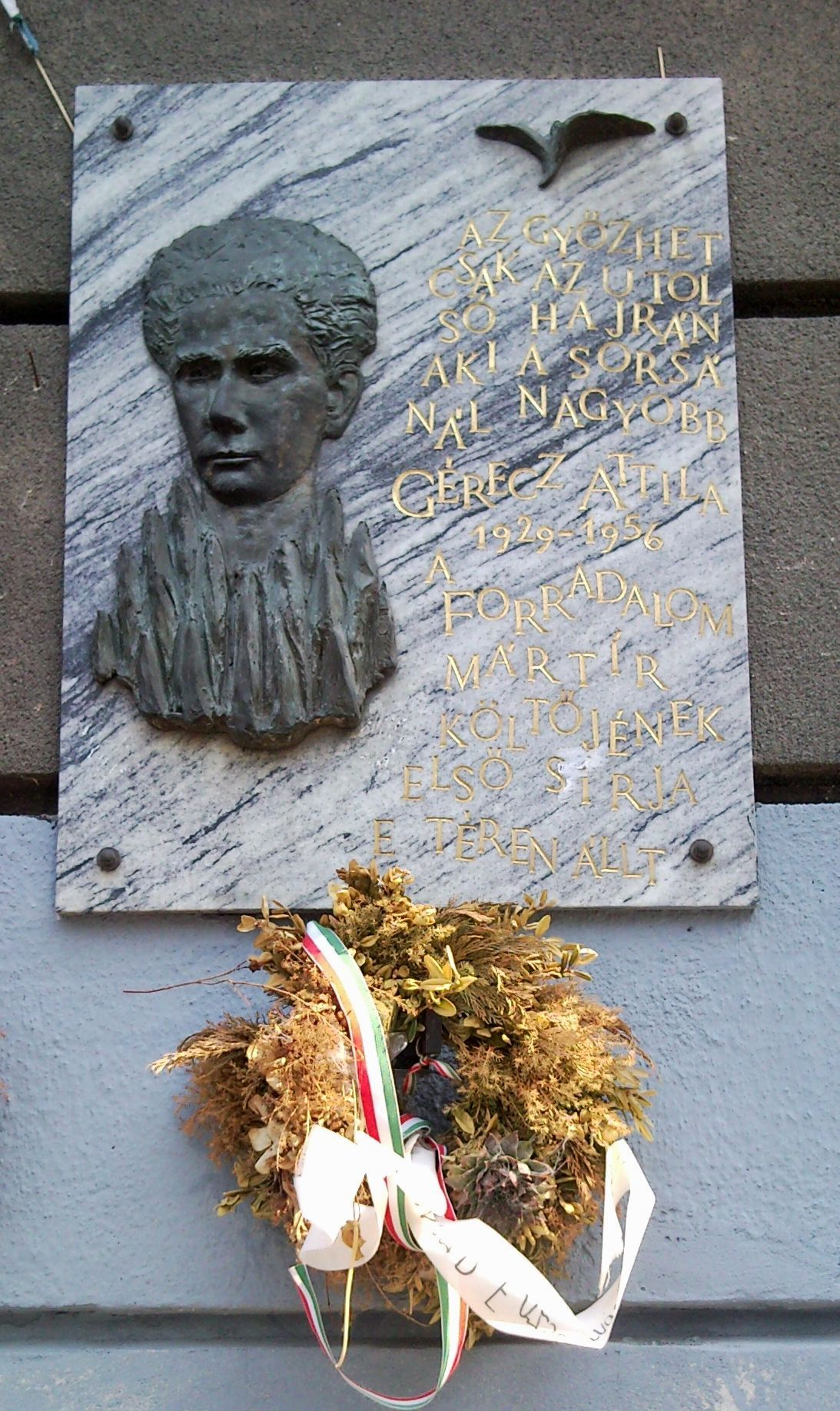
Gérecz Attila, Klauzál tér 9. alkotó: Rácz Edit
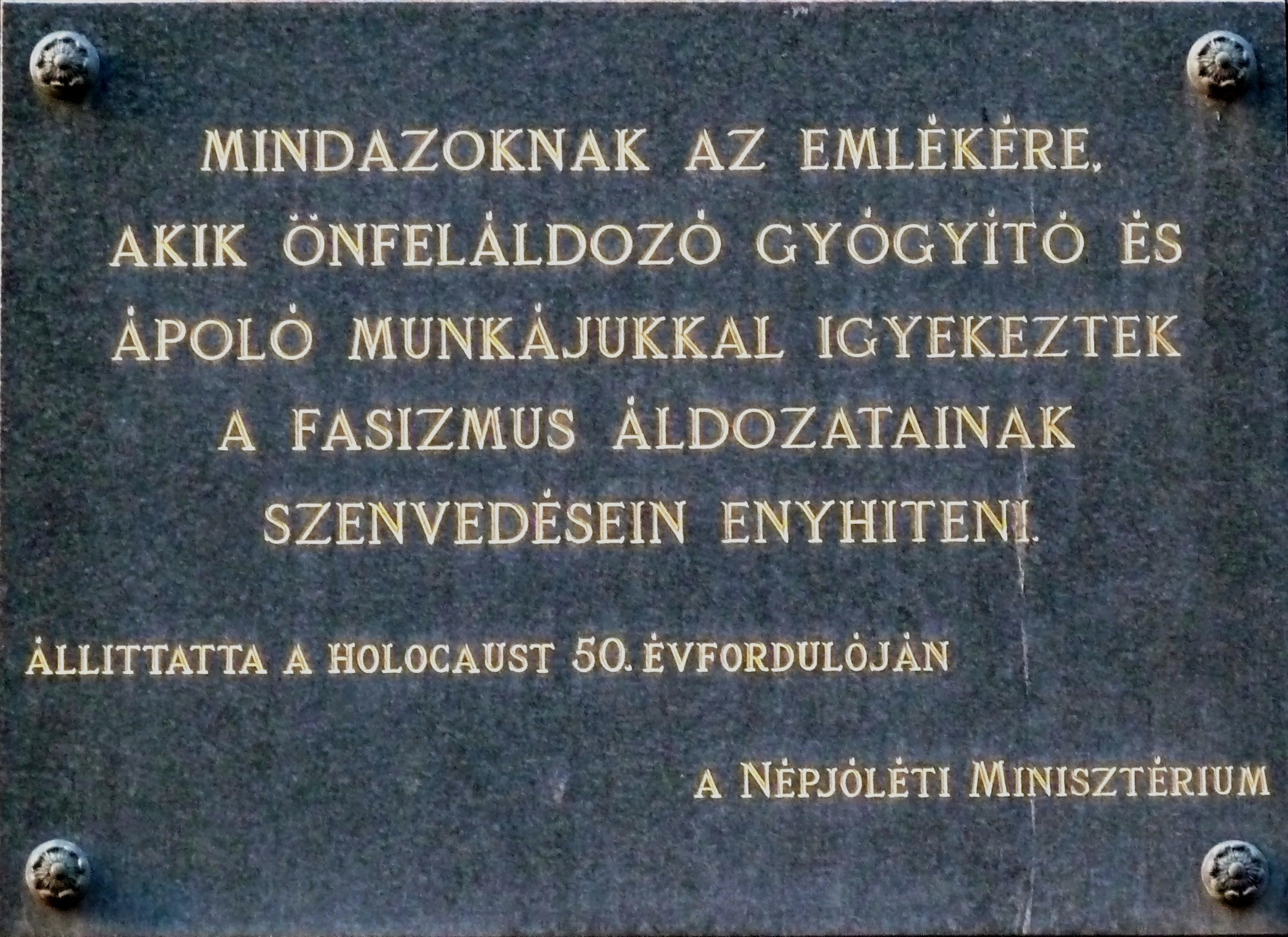
a gettó egészségügyesei, Wesselényi utca 44.
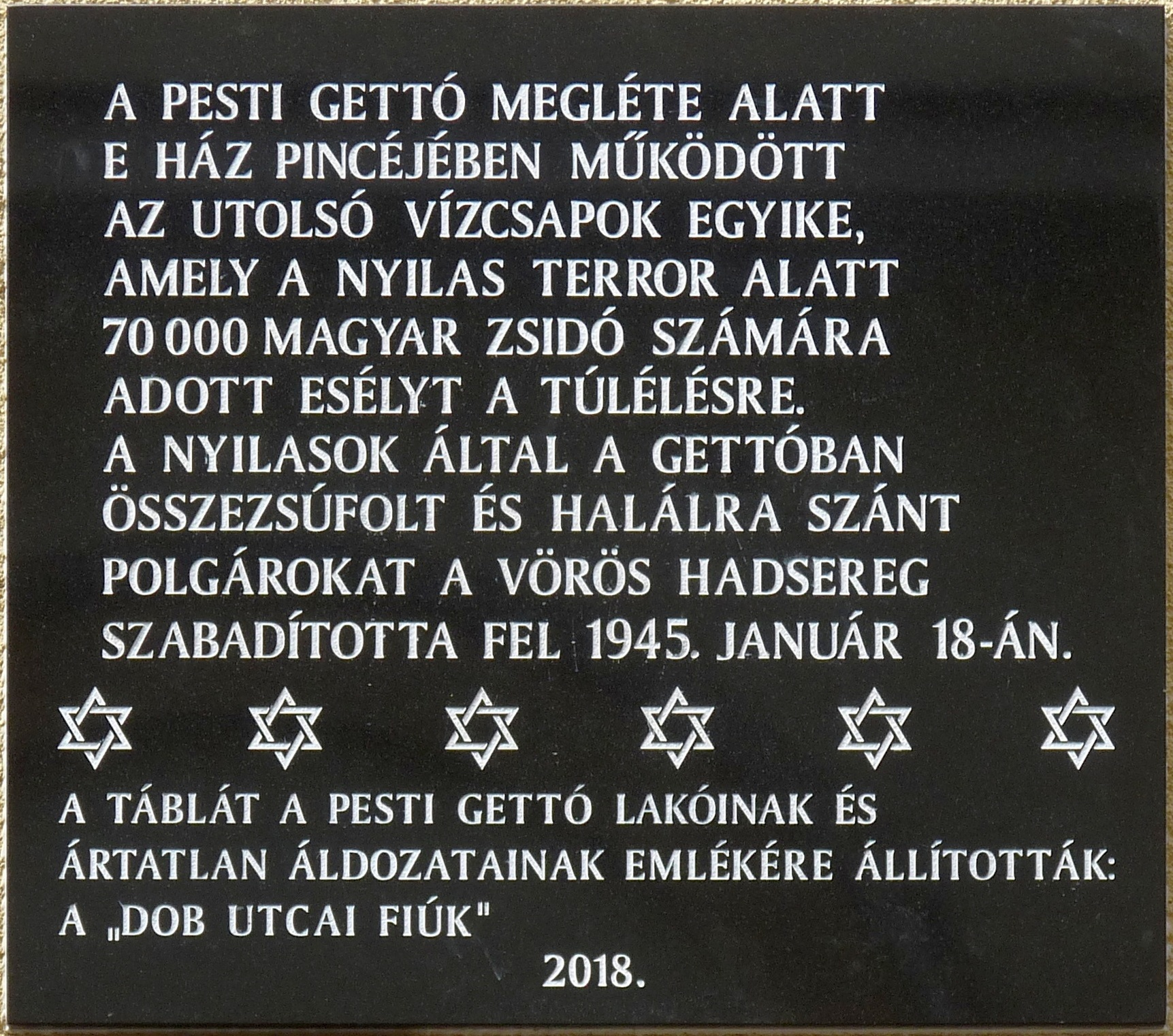
a gettó egyik vízcsapja, Rumbach S. utca 10.
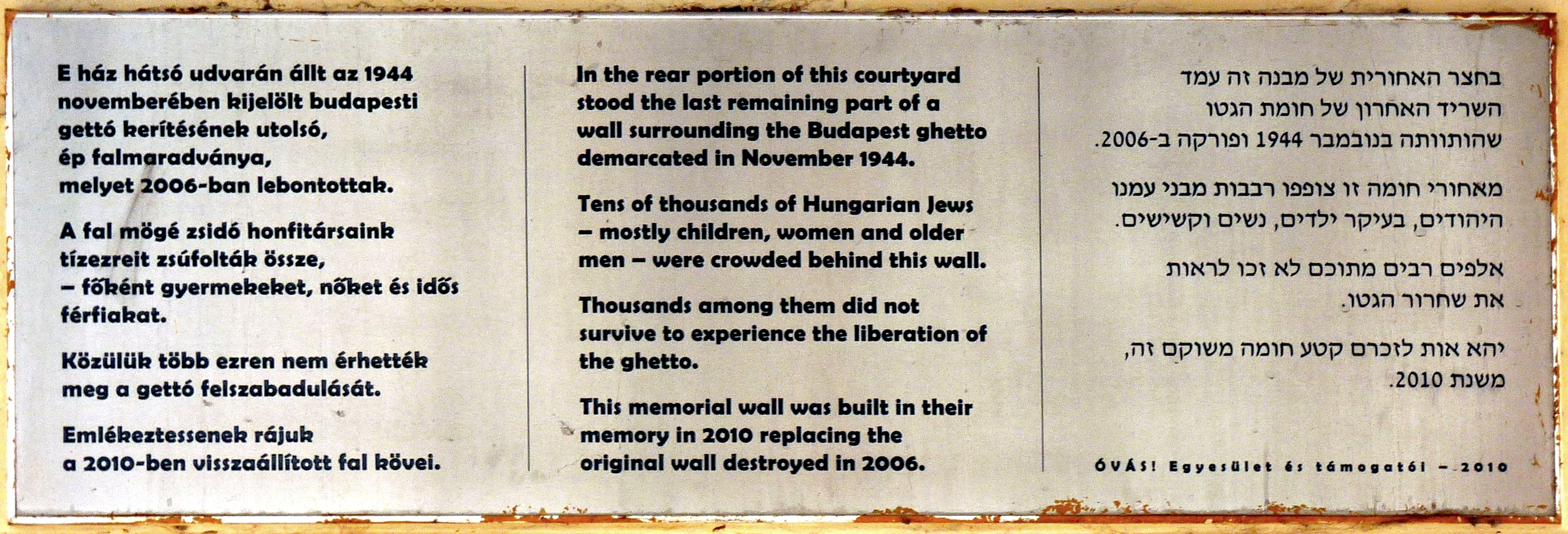
a gettó fala, Király utca 15.
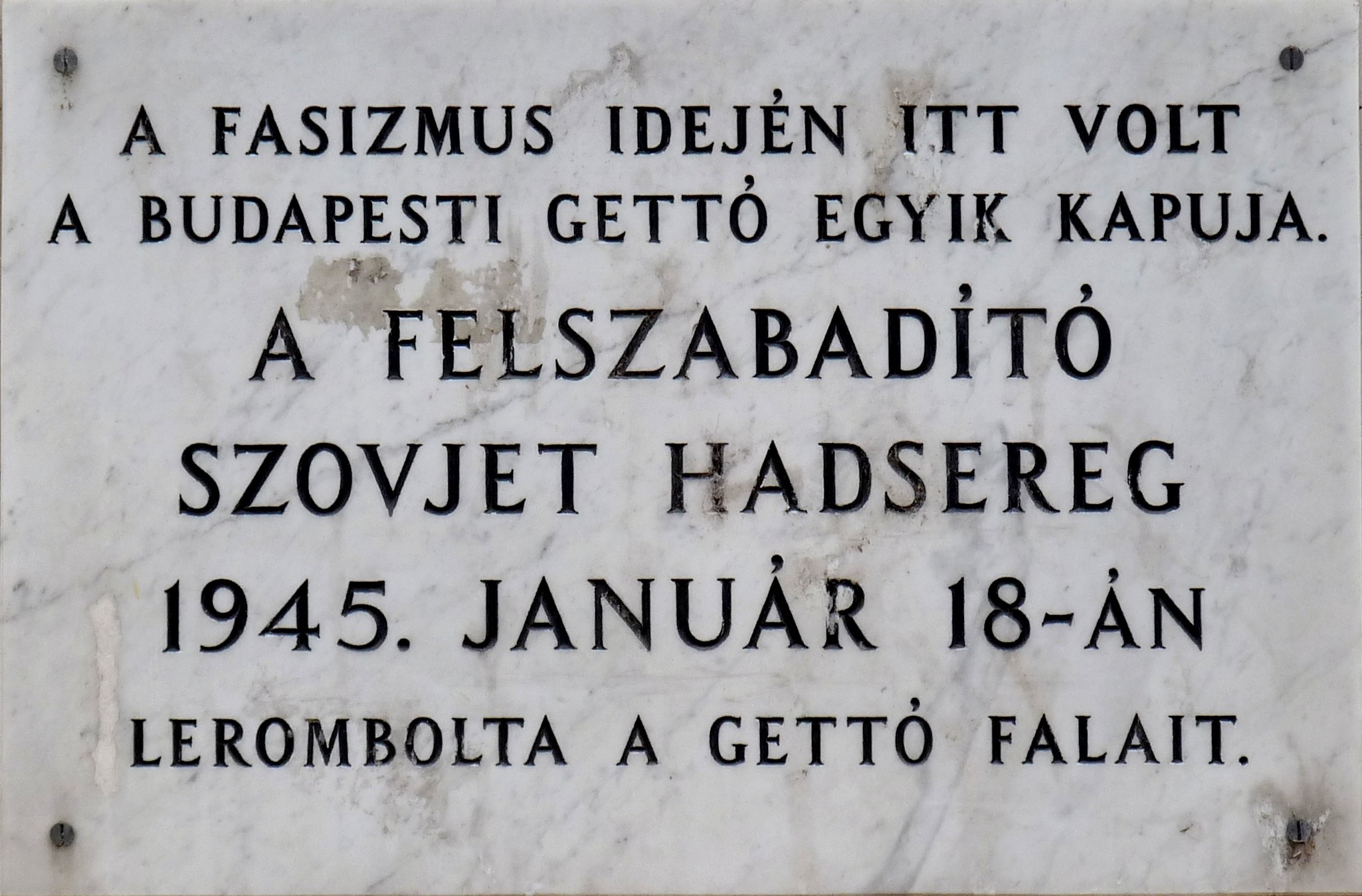
a gettó kapuja, Wesselényi utca 3.
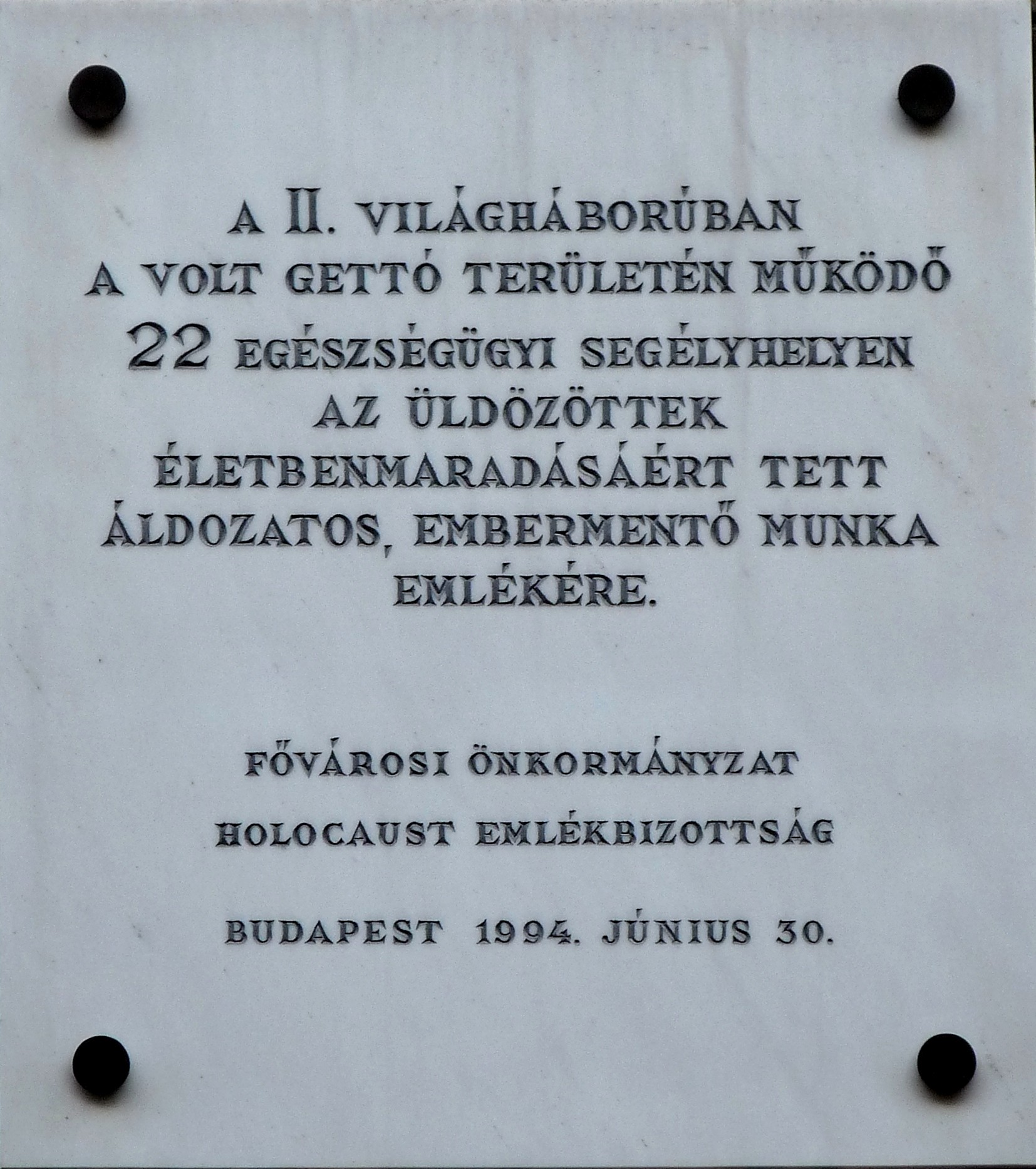
a gettó segélyhelyei, Wesselényi utca 44.
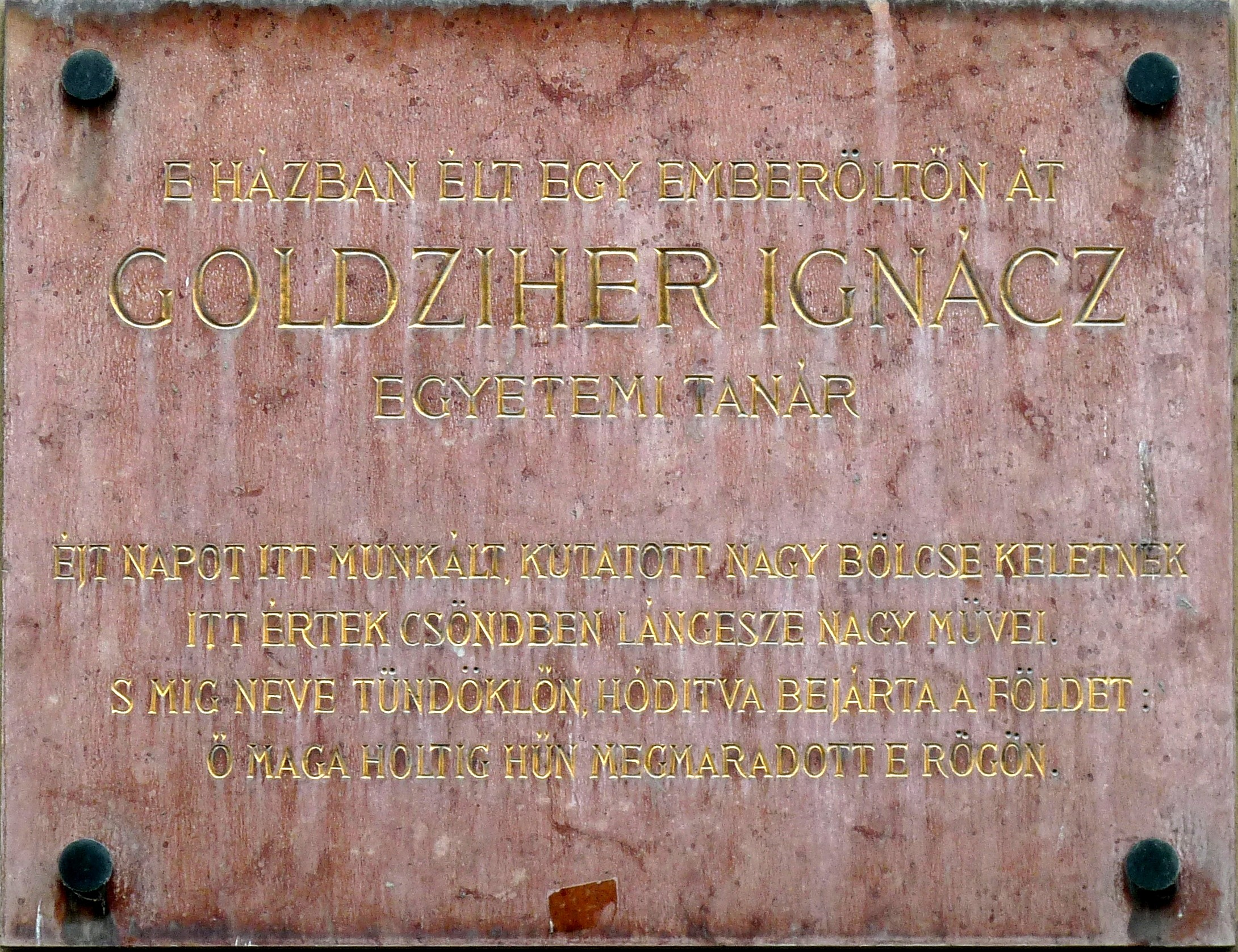
Goldziher Ignác, Holló utca 4.
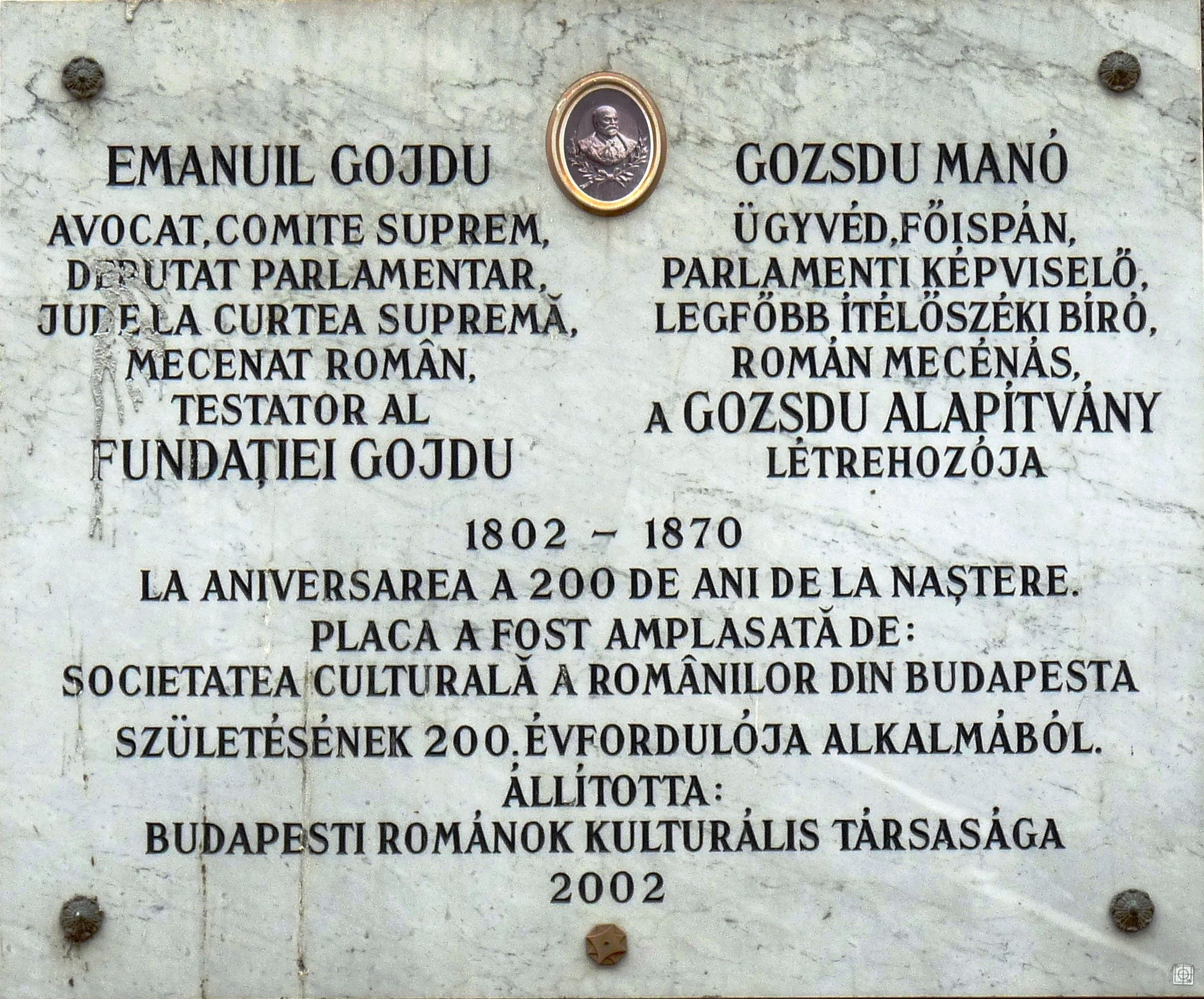
Gozsdu Manó, Holló utca 8.
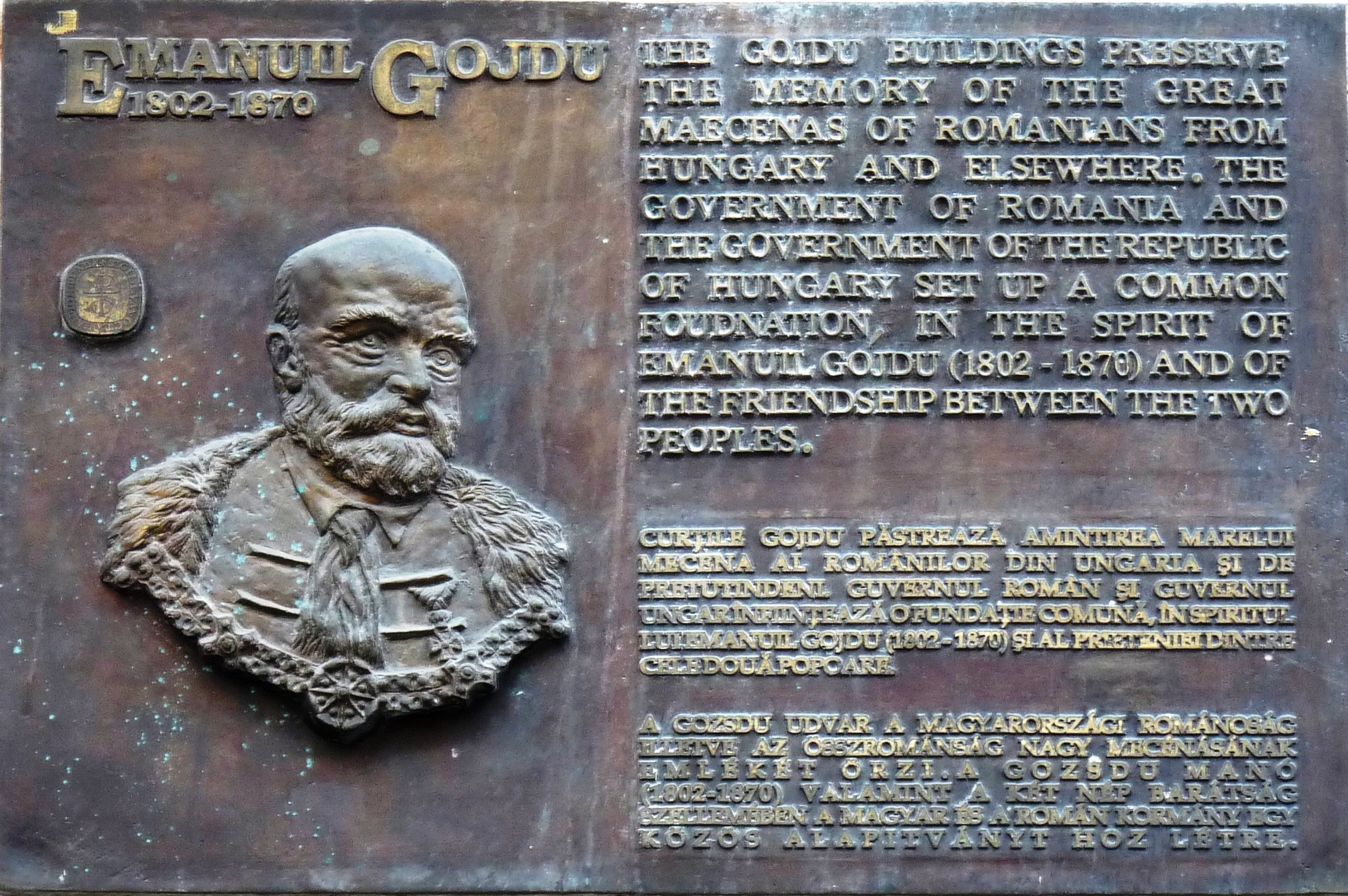
Gozsdu Manó, Király utca 13/a
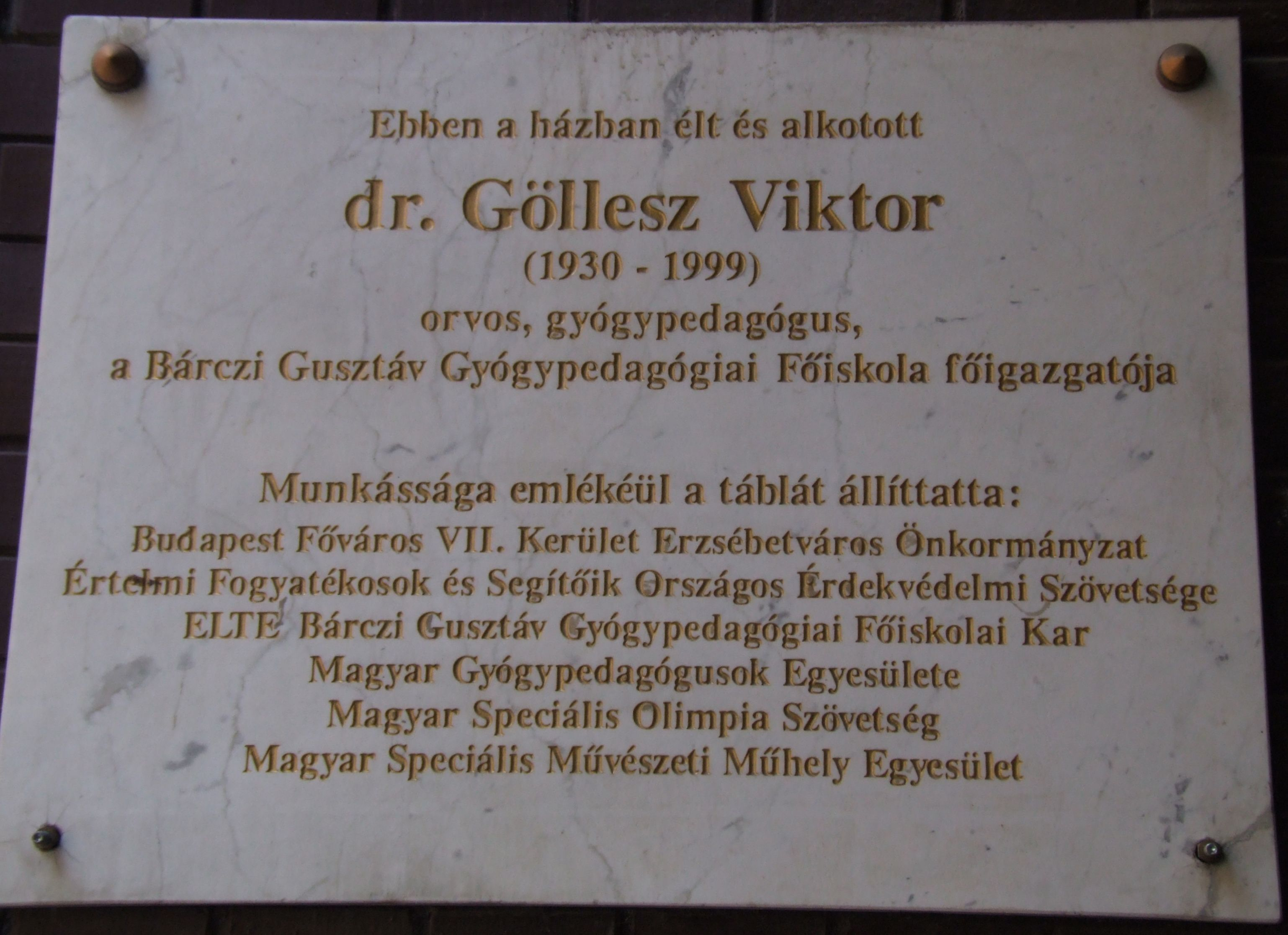
Göllesz Viktor, Király utca 3./a
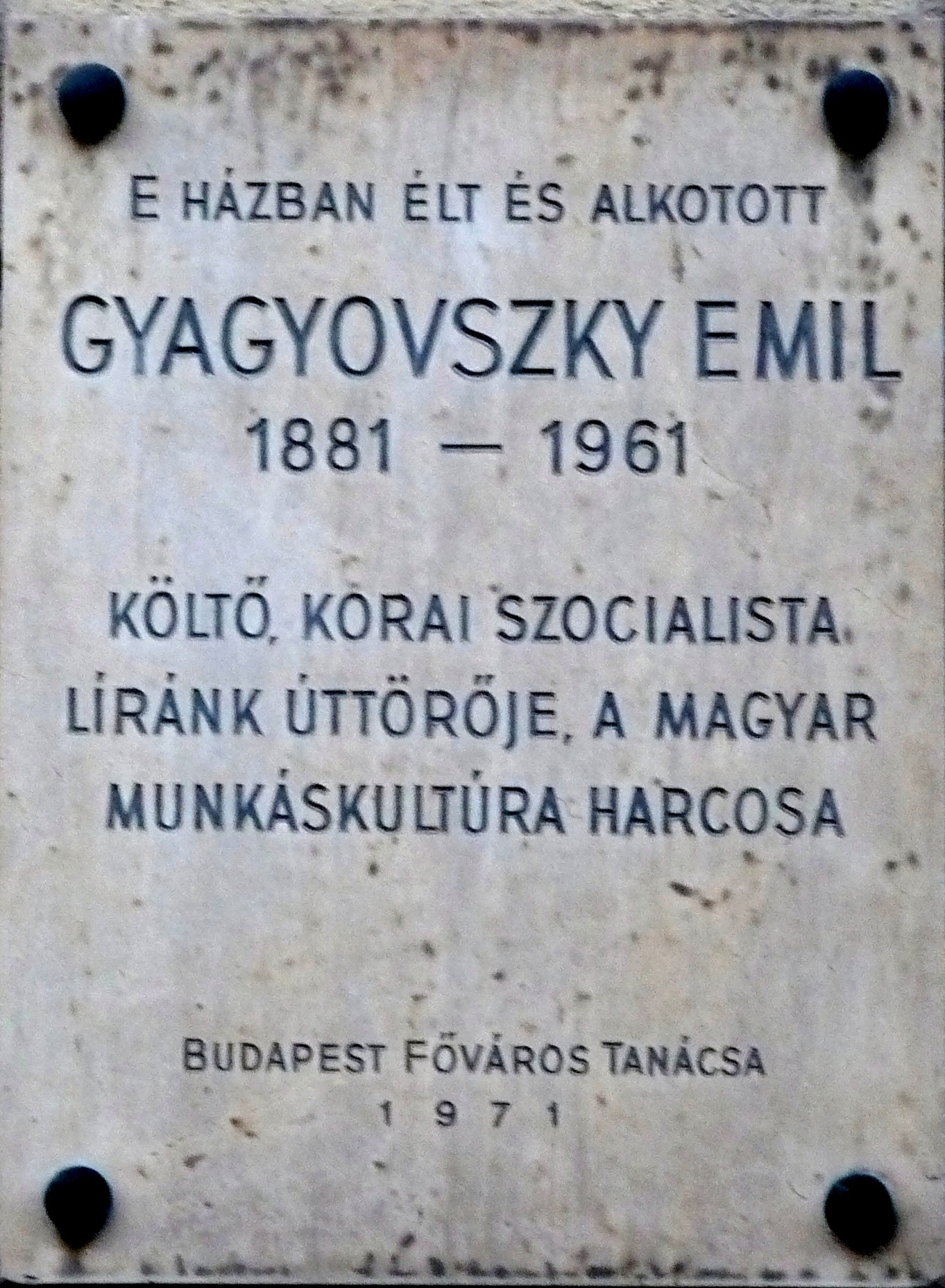
Gyagyovszky Emil, Barcsay utca 8.
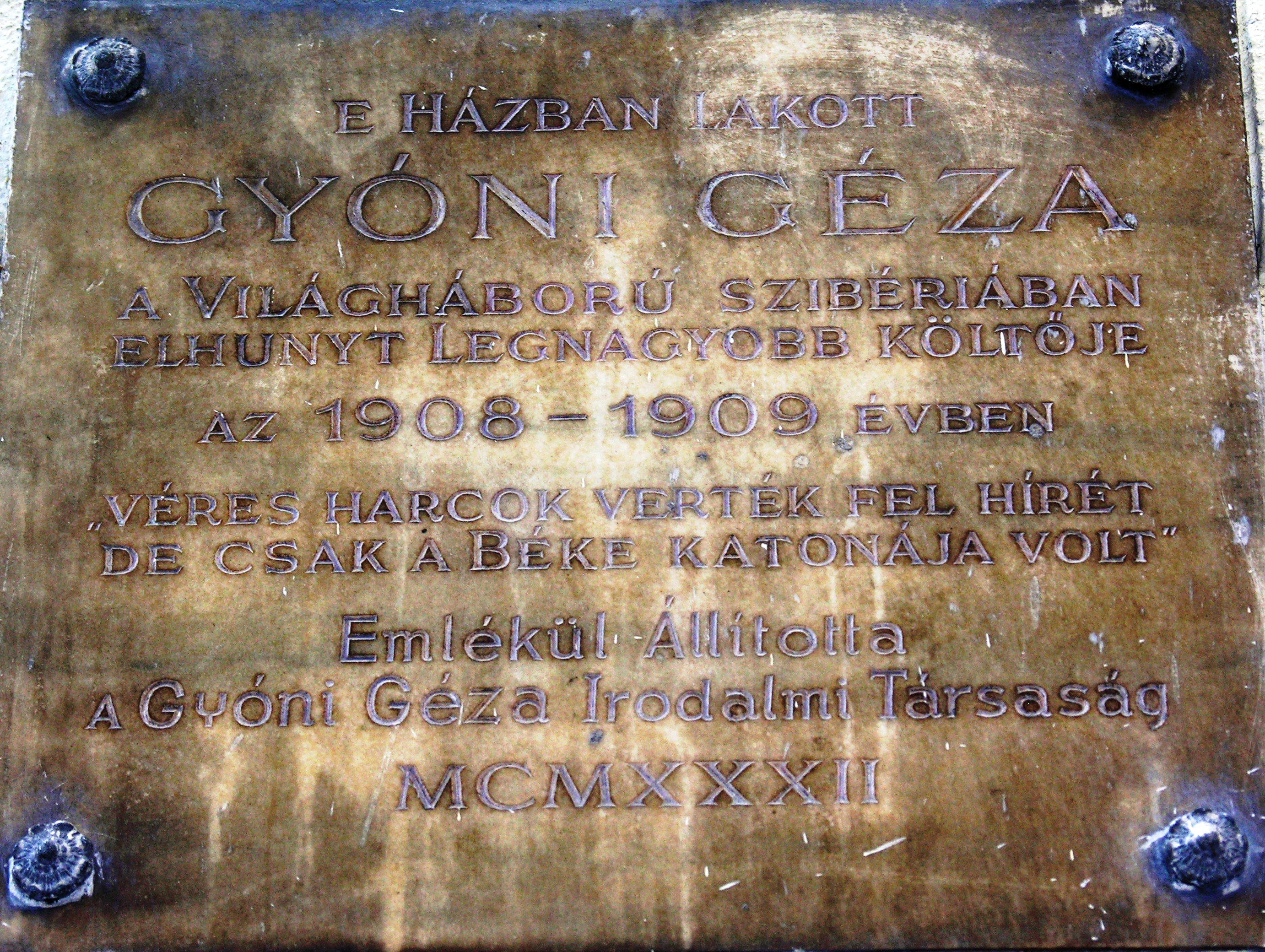
Gyóni Géza, Damjanich utca 28/a
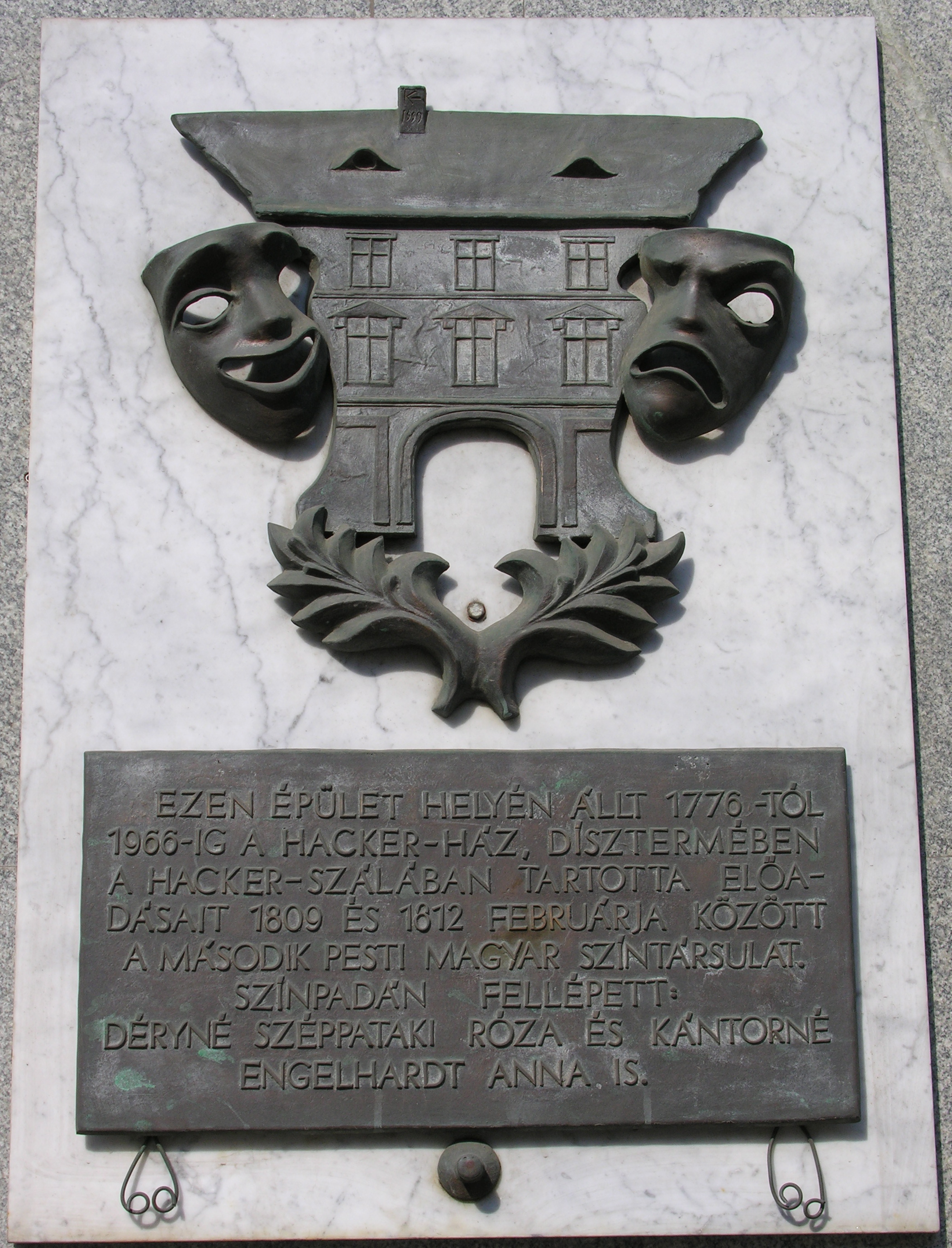
Hacker-ház, Károly körút 7. alkotó: Kocsis Előd
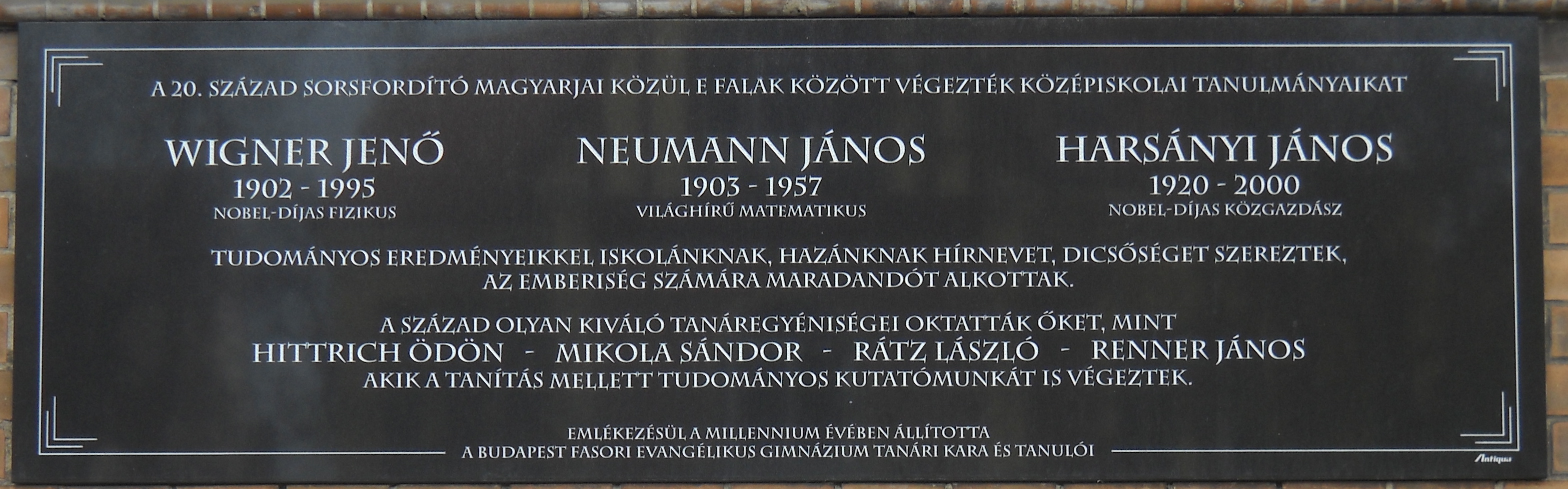
Harsányi János, Városligeti fasor 17-21.
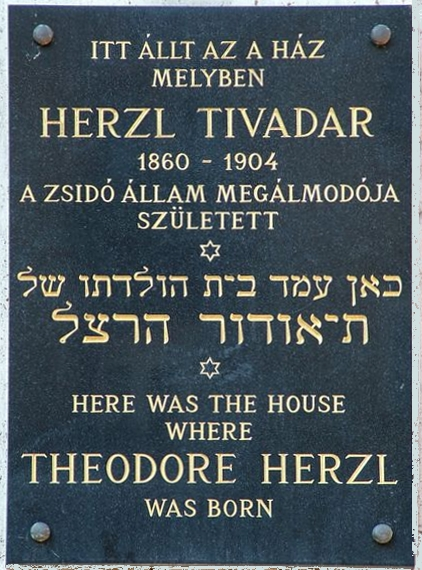
Herzl Tivadar, Dohány utca 2.
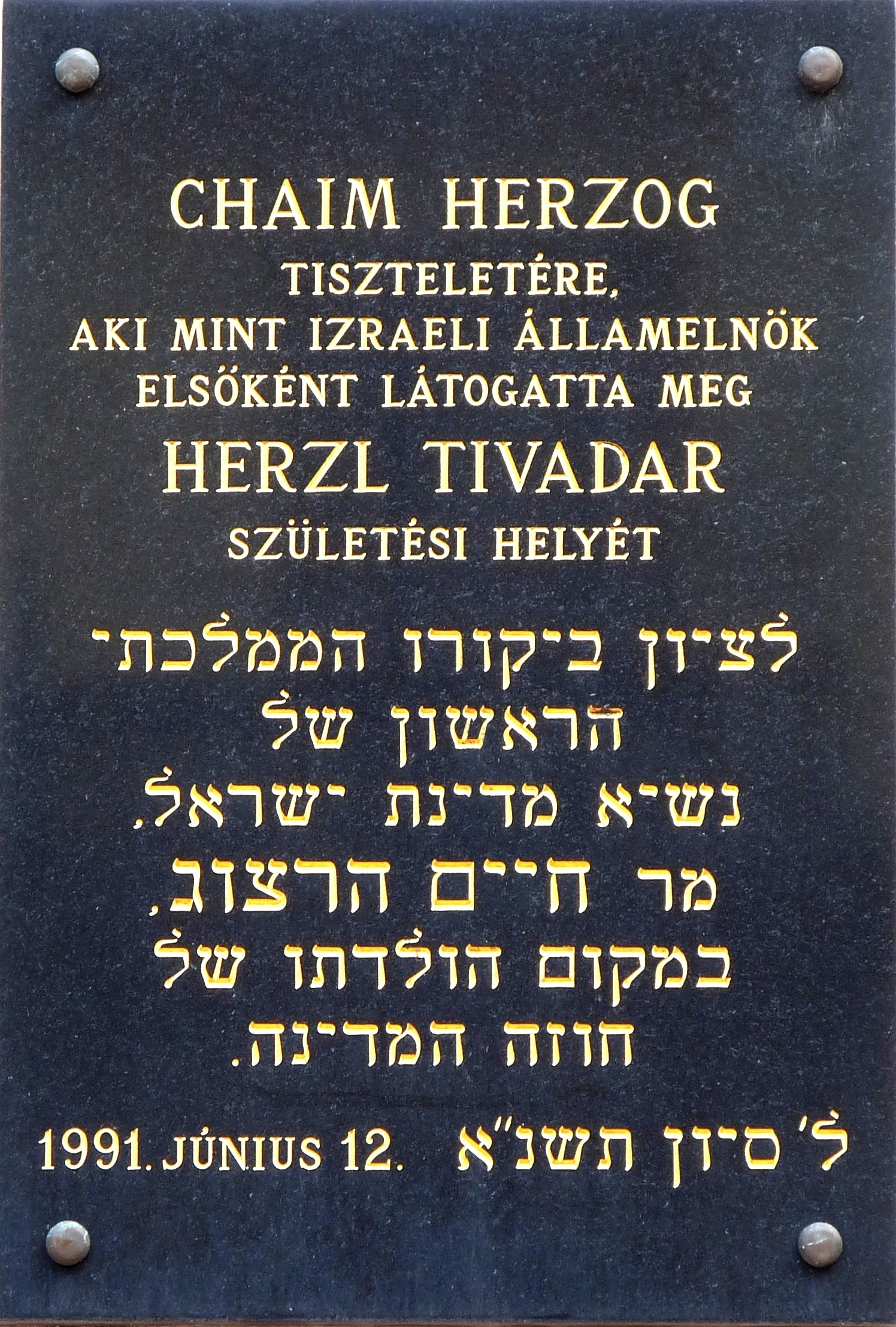
Chaim Herzog, Dohány utca 2.
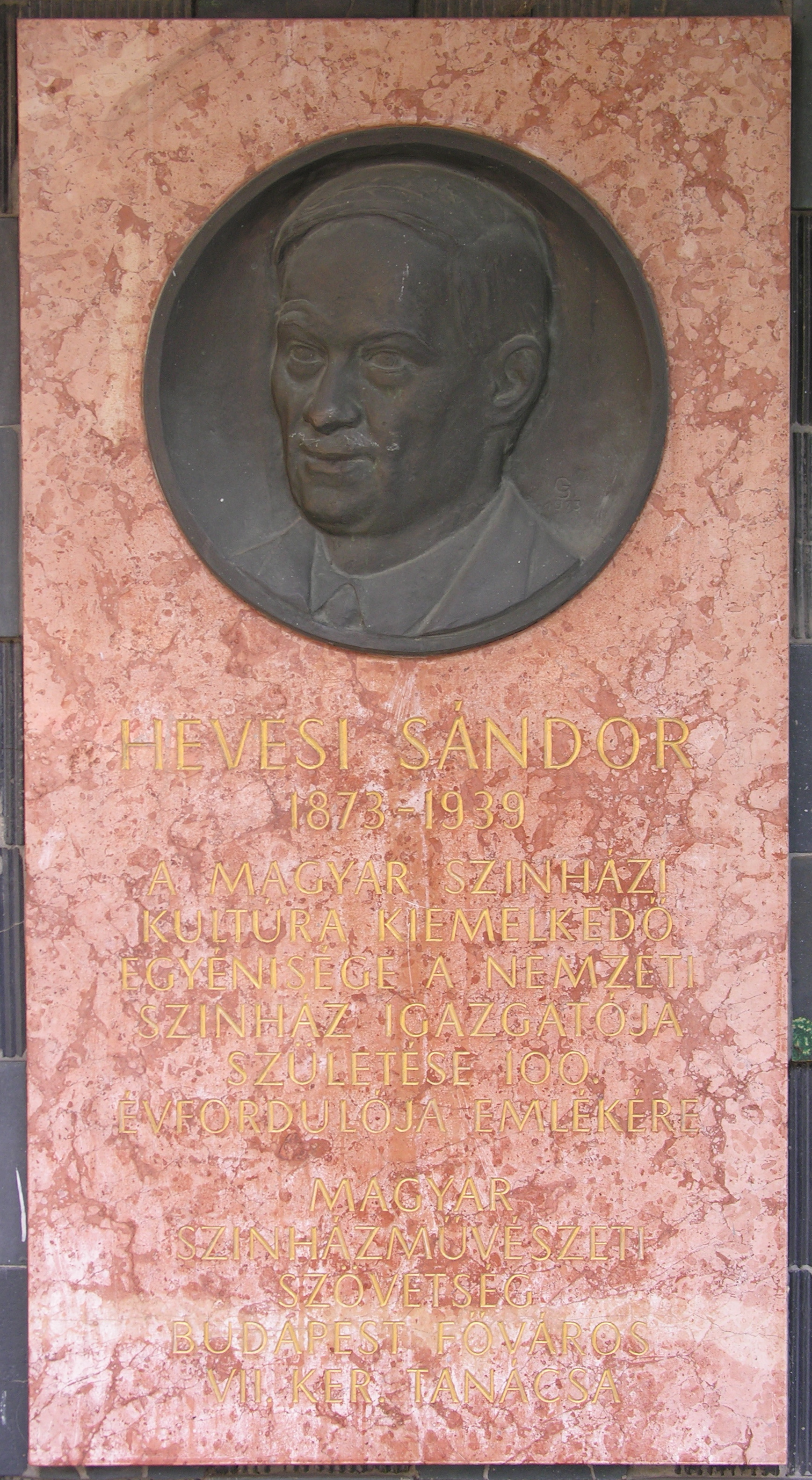
Hevesi Sándor, Hevesi Sándor tér 4.
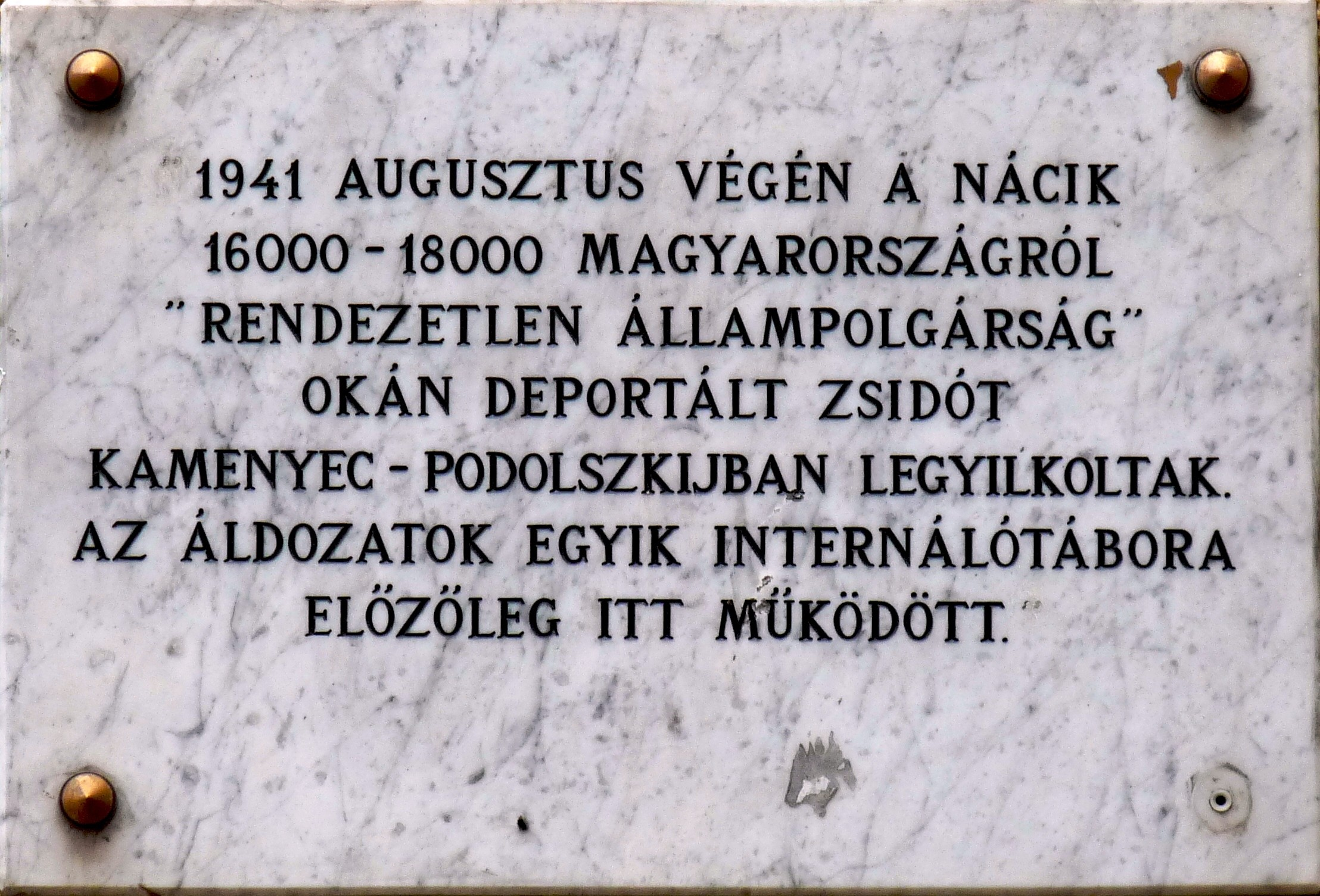
internálótábor, Rumbach S. utca 13.
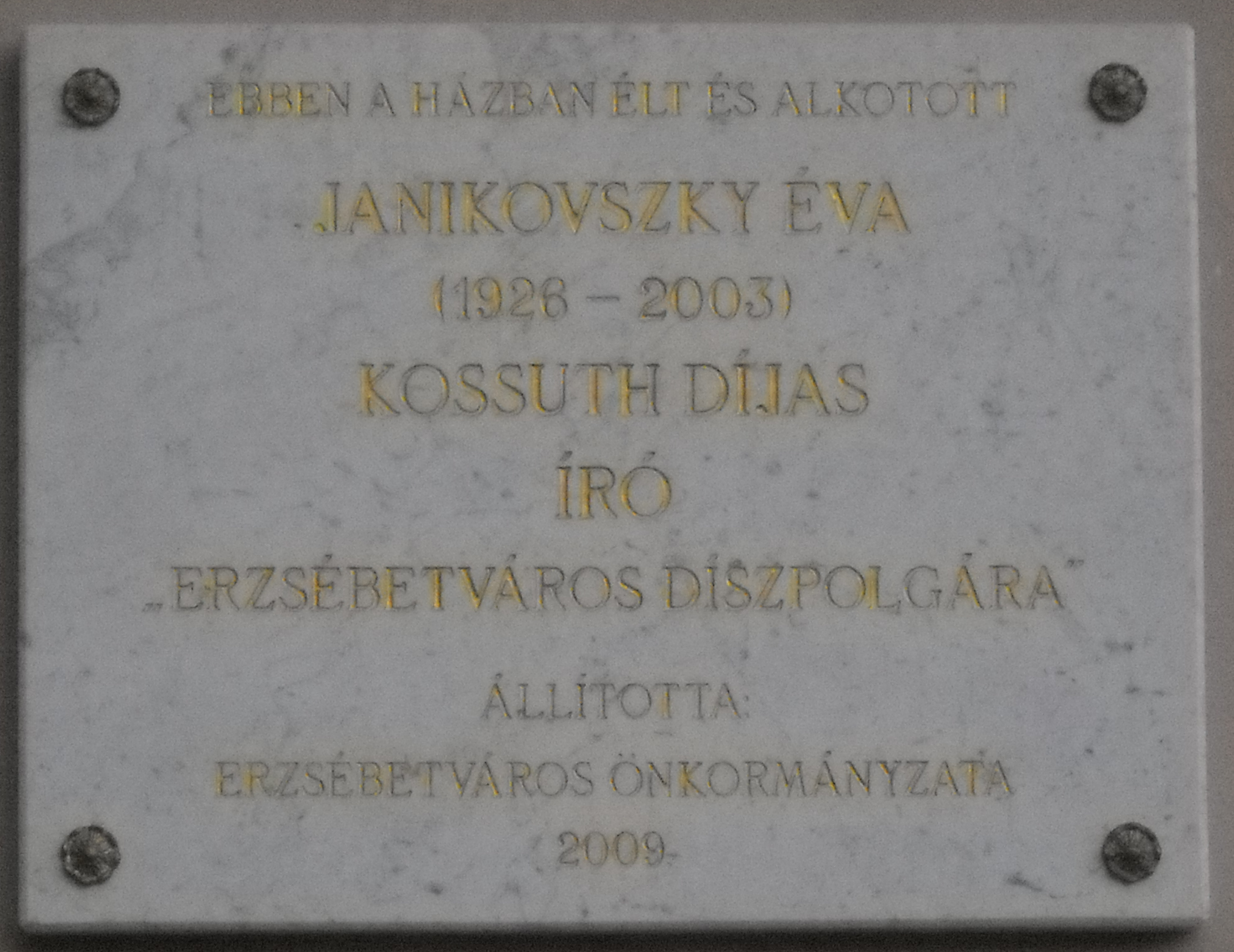
Janikovszky Éva, Bajza utca 8.
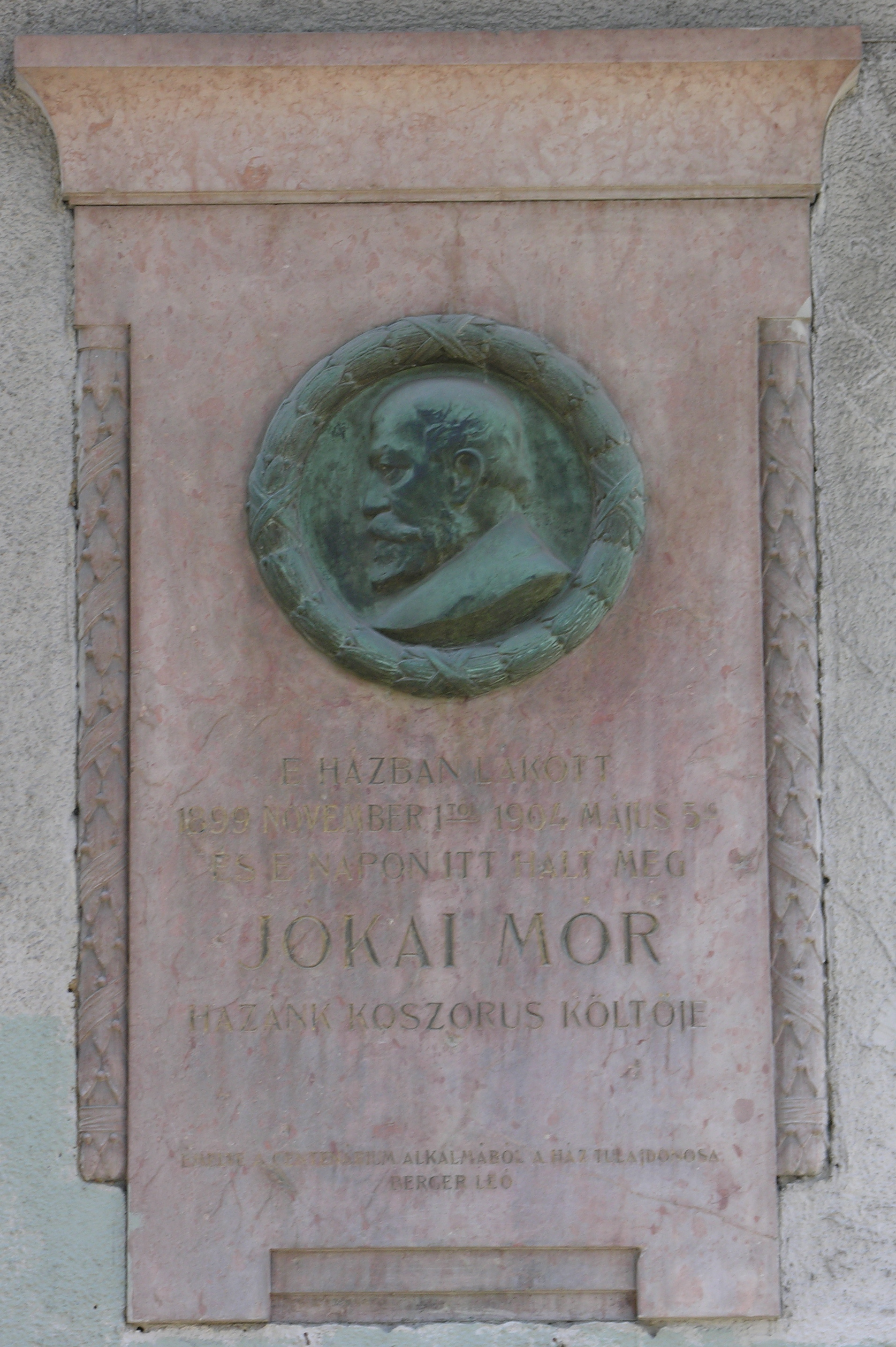
Jókai Mór, Erzsébet körút 44-46.[3] alkotó: Philipp István
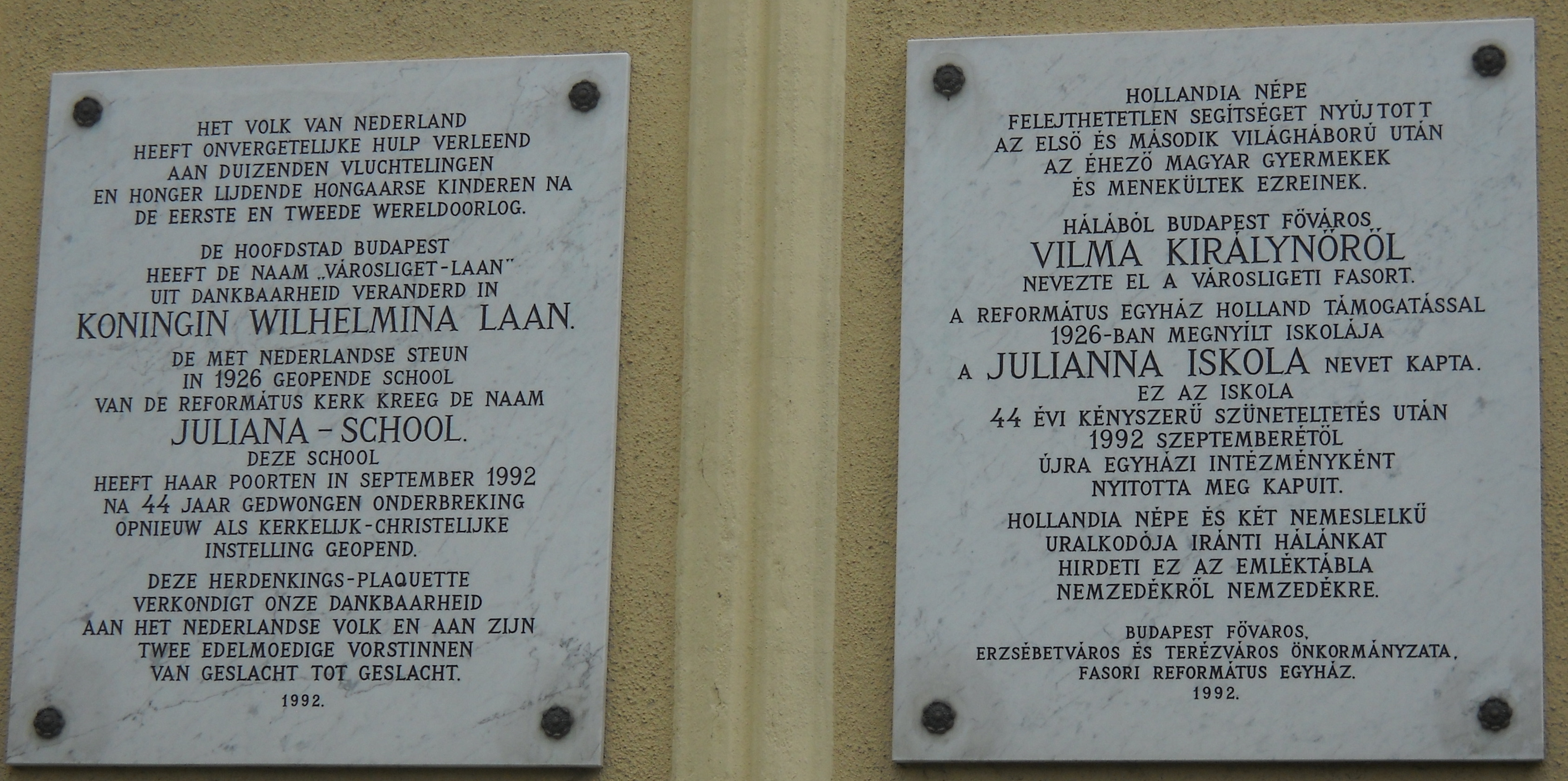
Vilma holland királynő és I. Julianna holland királynő, Városligeti fasor 5-7.
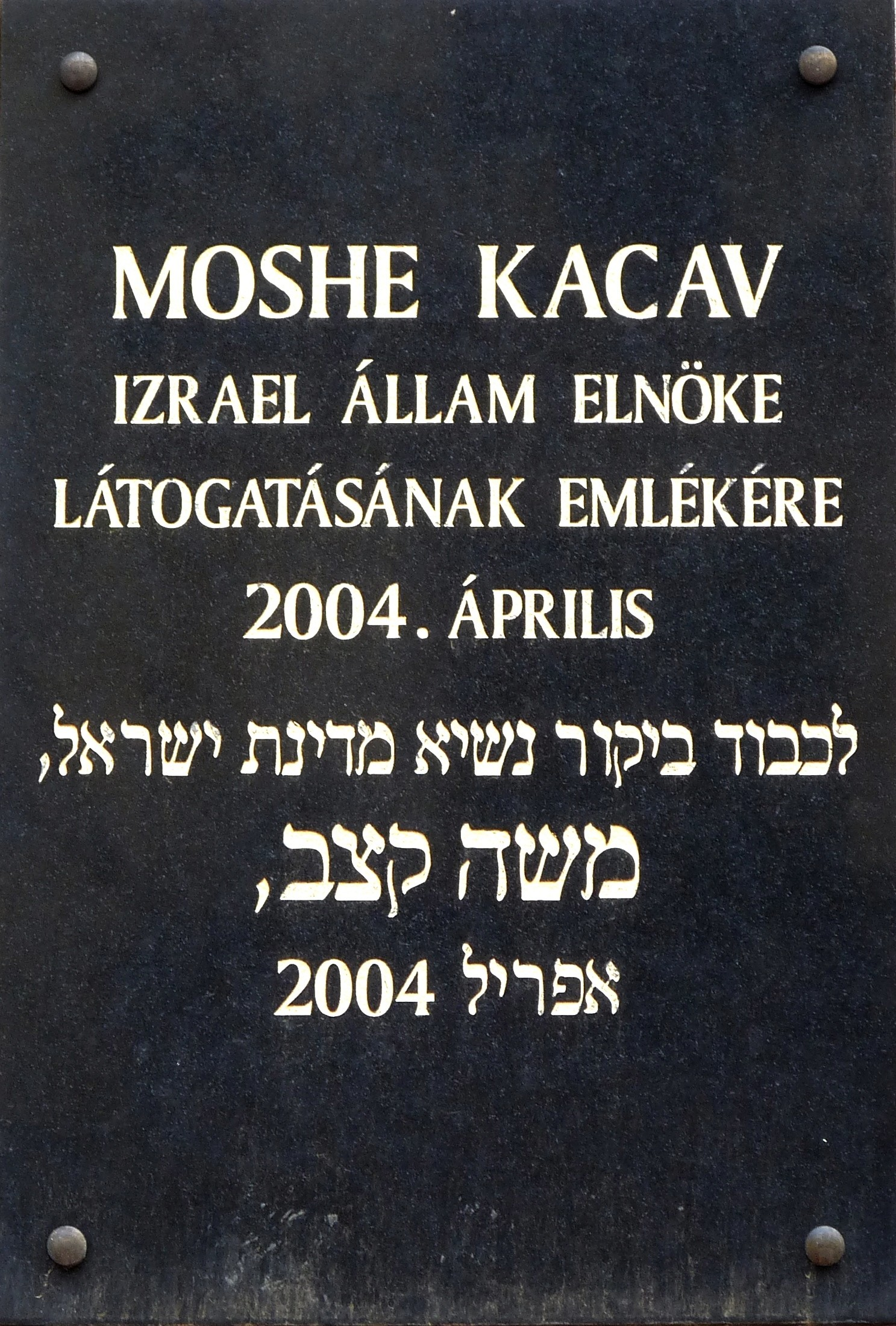
Móse Kacav, Dohány utca 2.
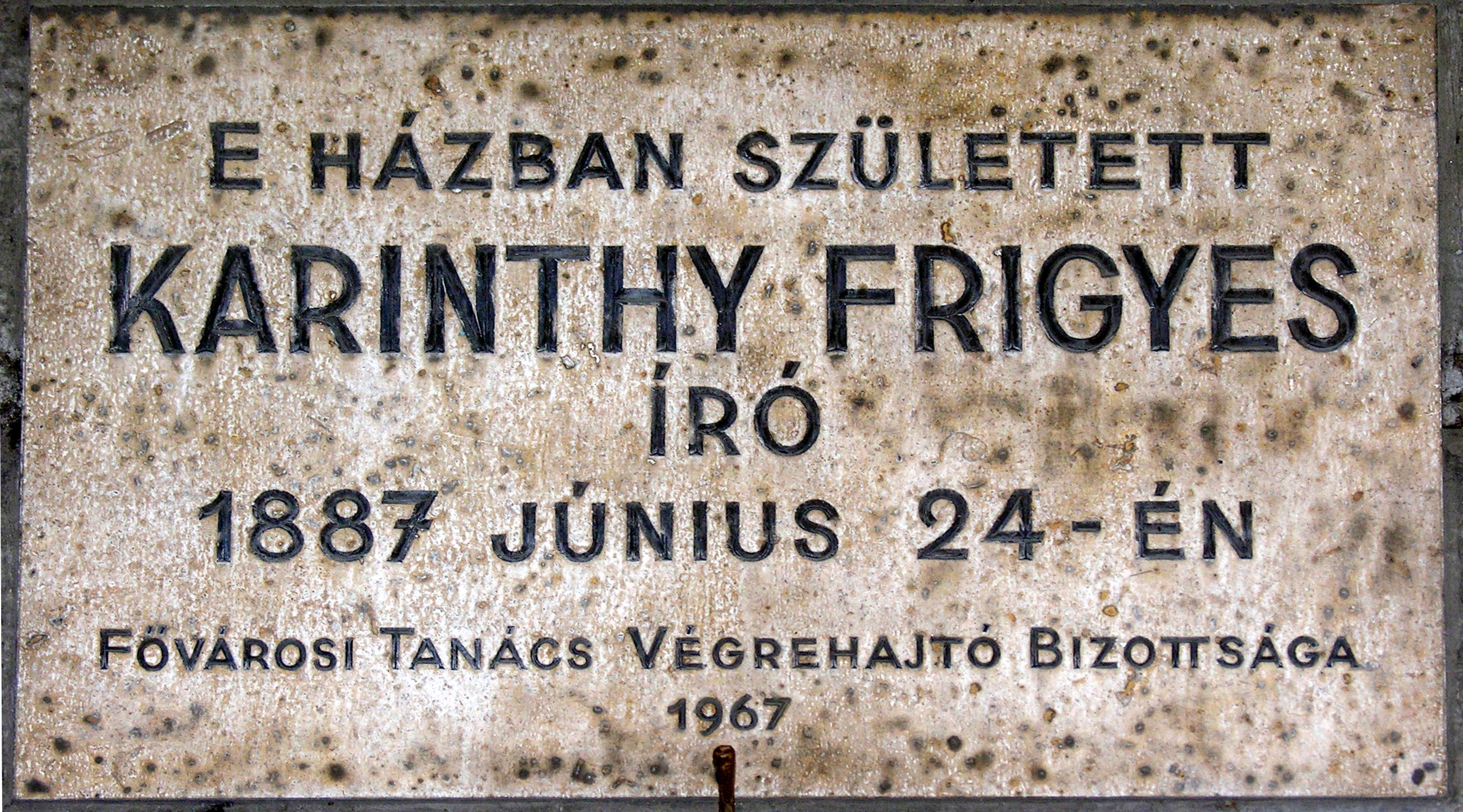
Karinthy Frigyes, Damjanich utca 27.
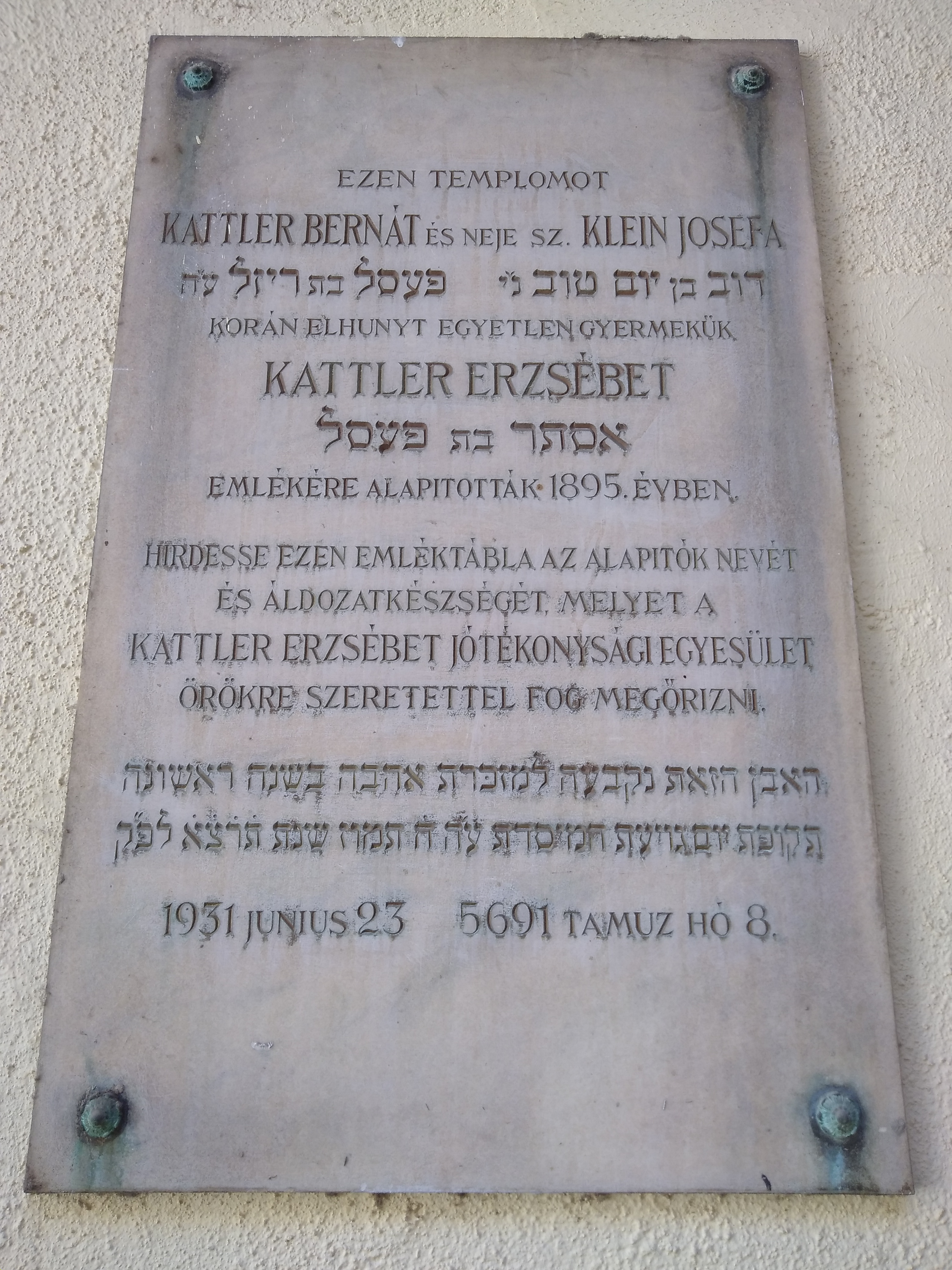
Kattler Erzsébet imaház, Jósika utca 4.
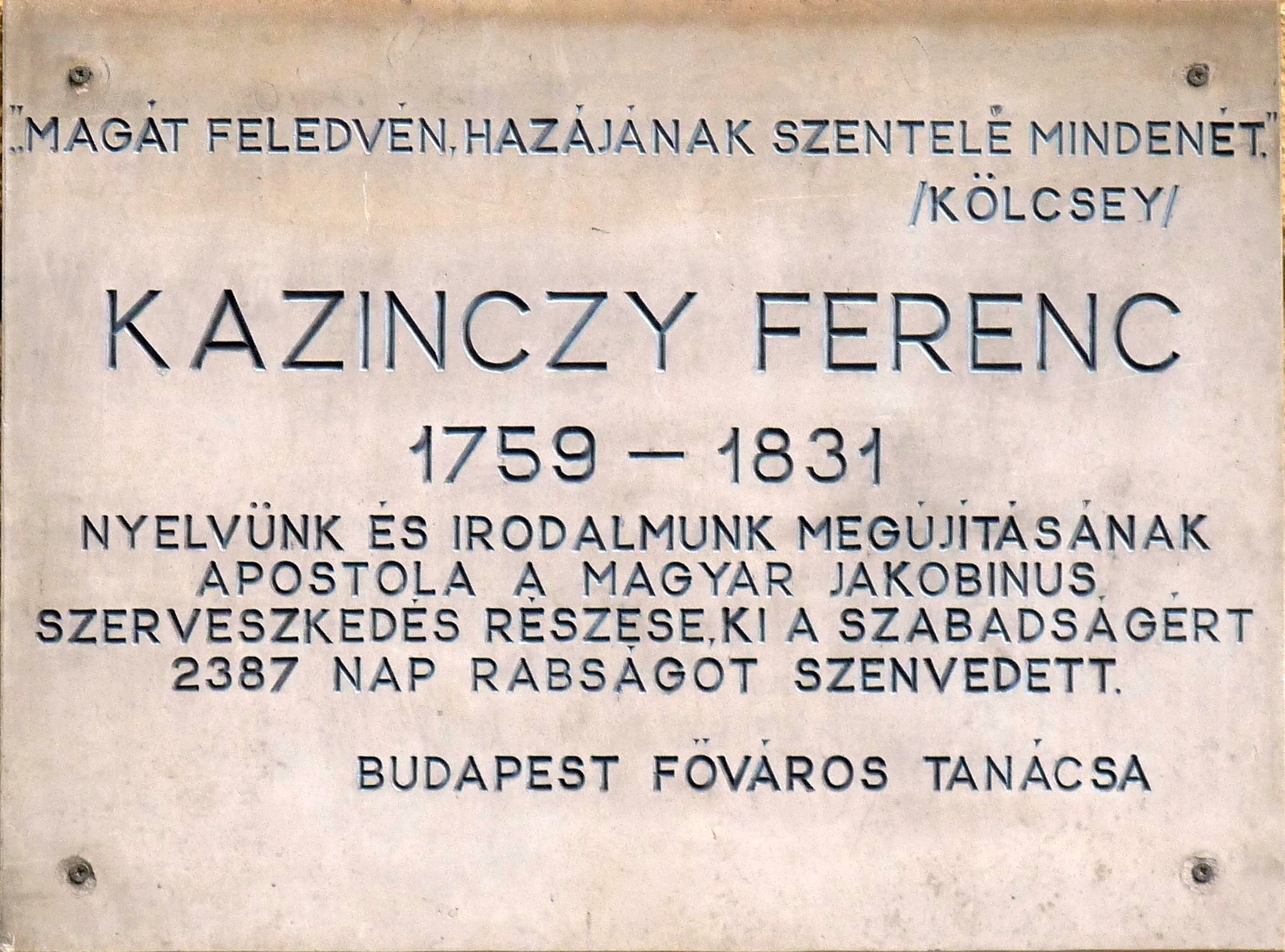
Kazinczy Ferenc, Kazinczy Ferenc utca 1.
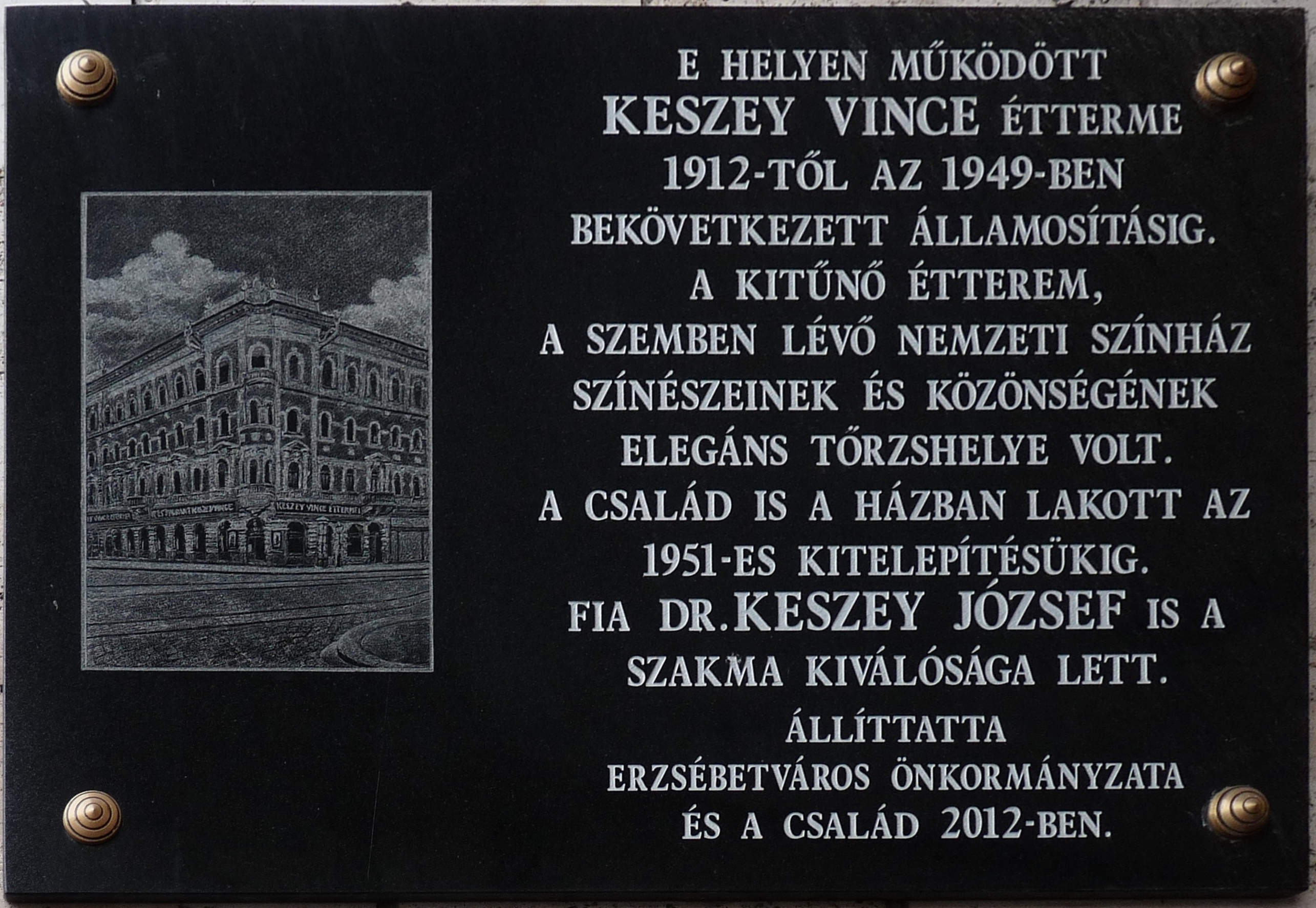
Keszey Vince, Rákóczi út 44.
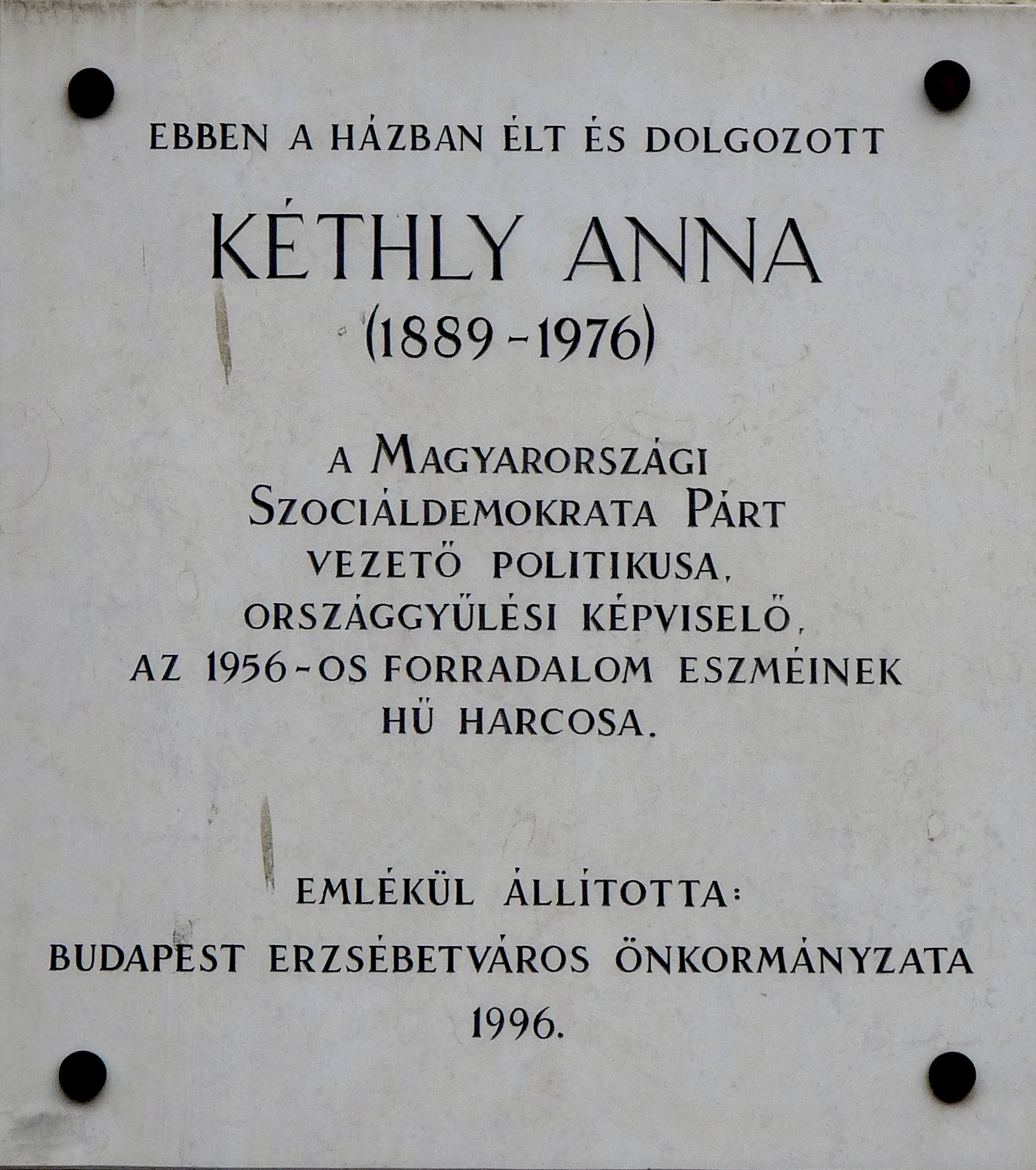
Kéthly Anna, Damjanich utca 51.
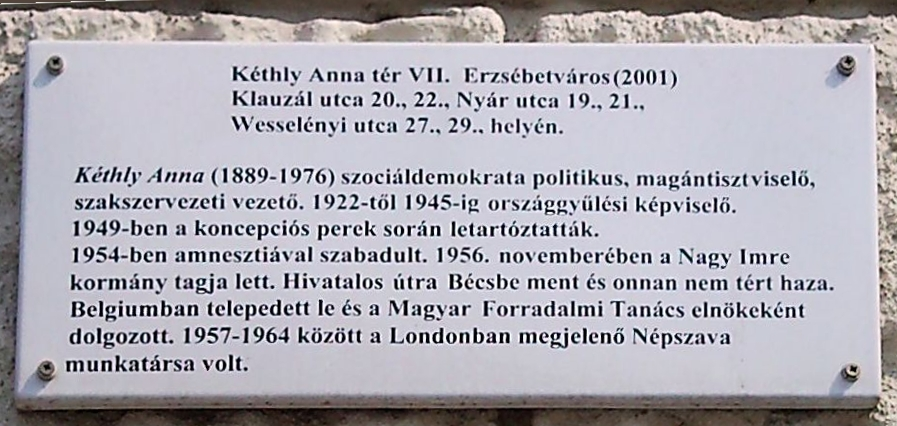
Kéthly Anna, Kéthly Anna tér
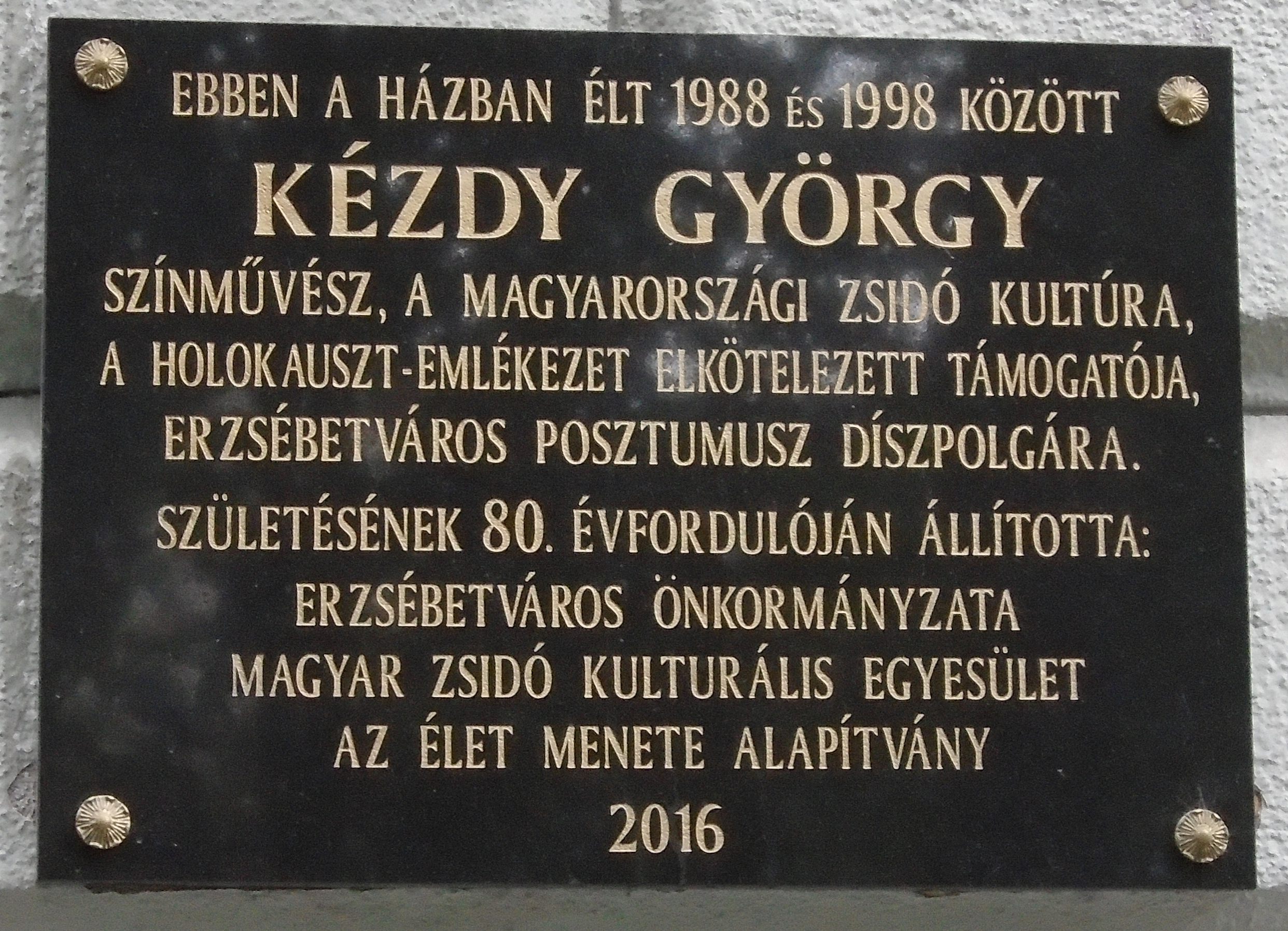
Kézdy György, Klauzál tér 2.
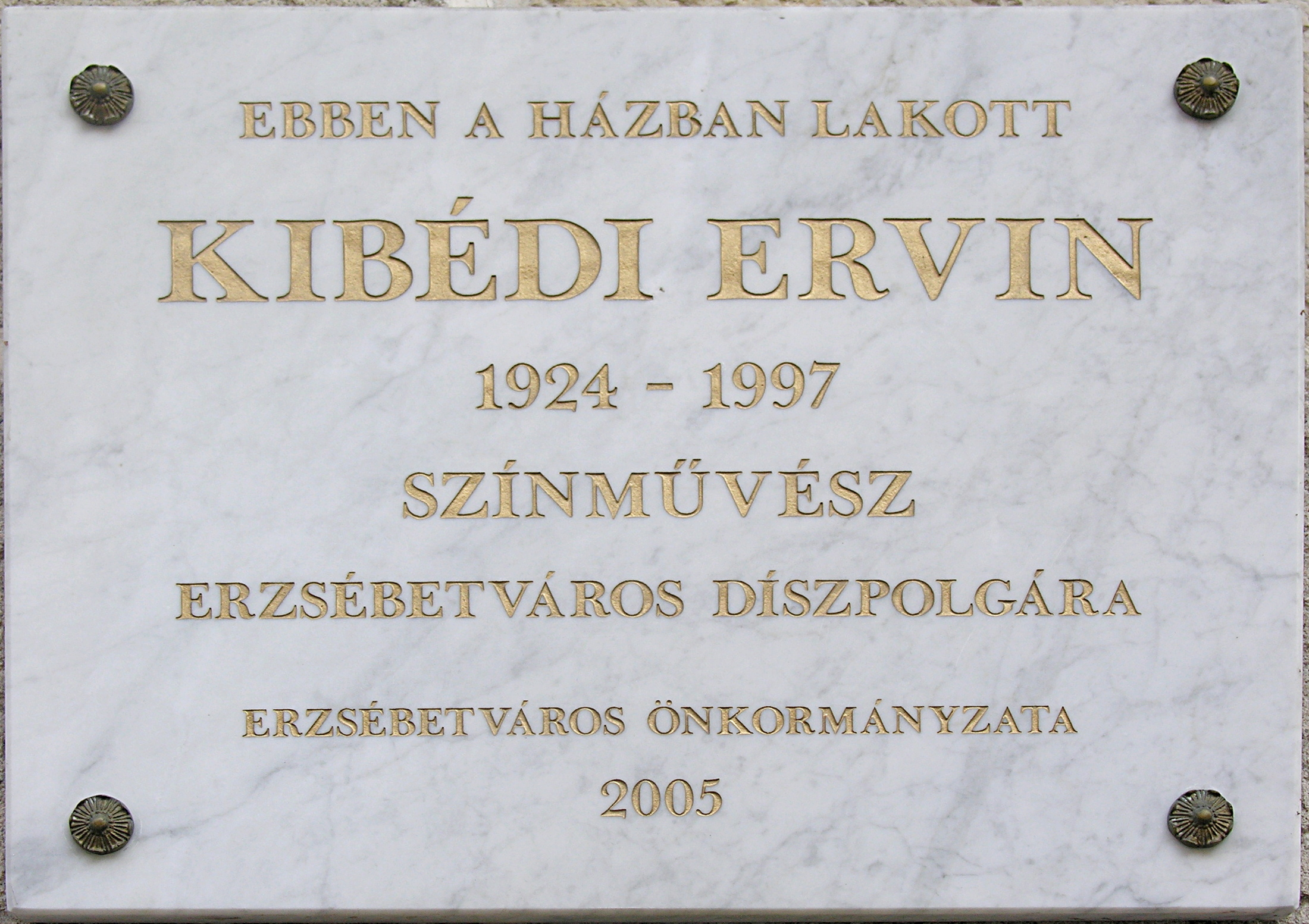
Kibédi Ervin, Damjanich utca 31/a
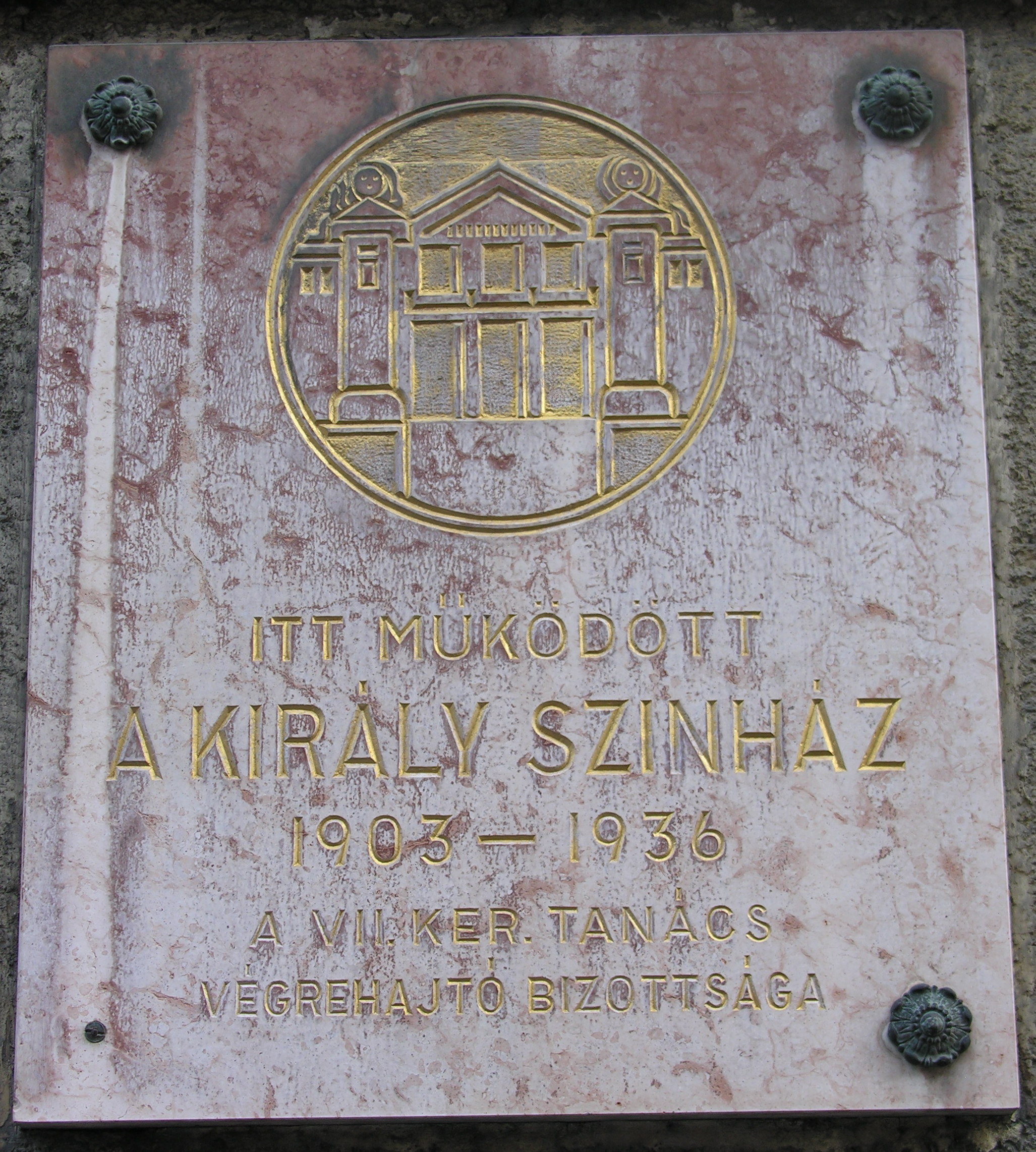
Király Színház, Király utca 71.
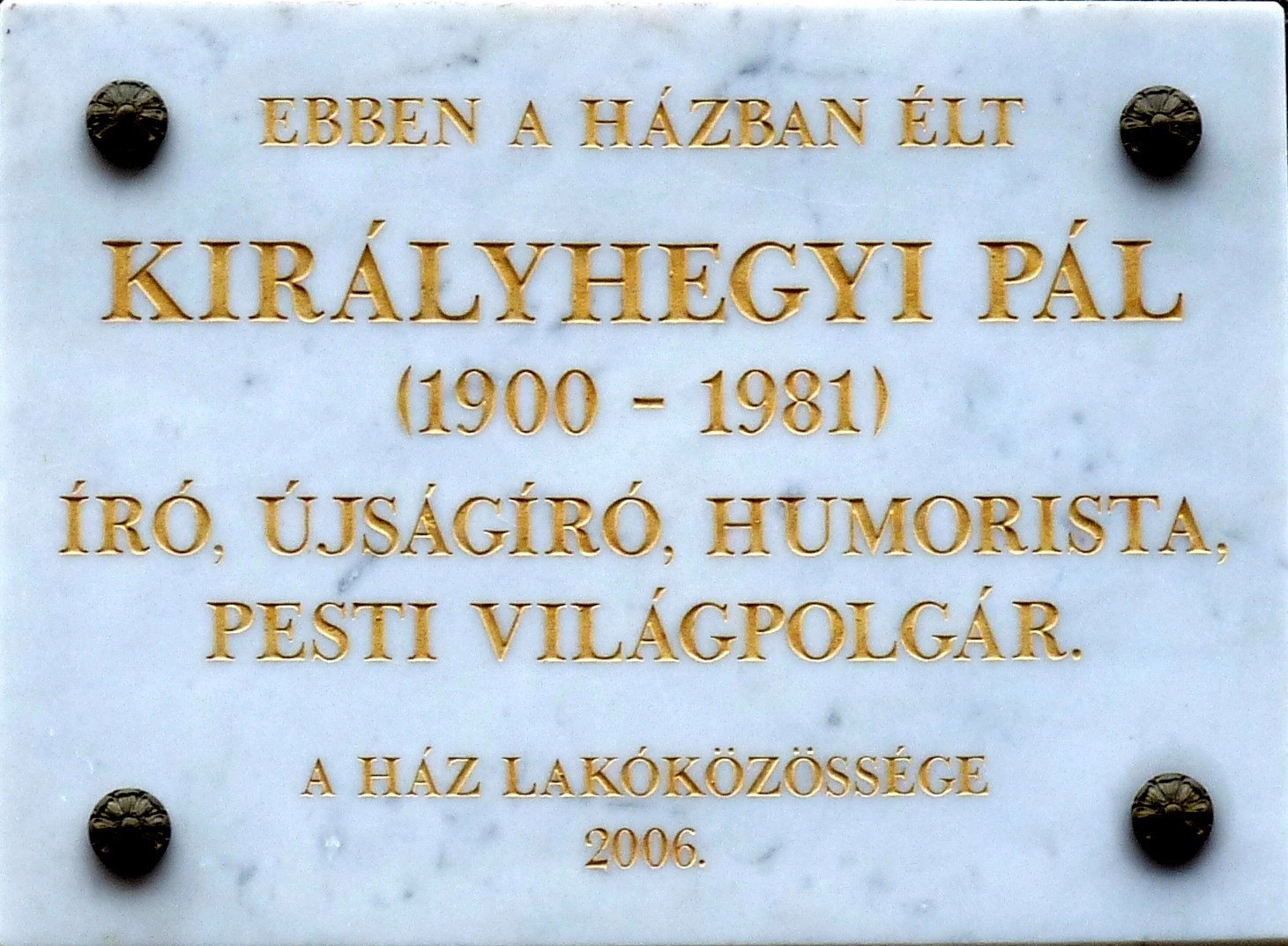
Királyhegyi Pál, Hársfa utca 40.
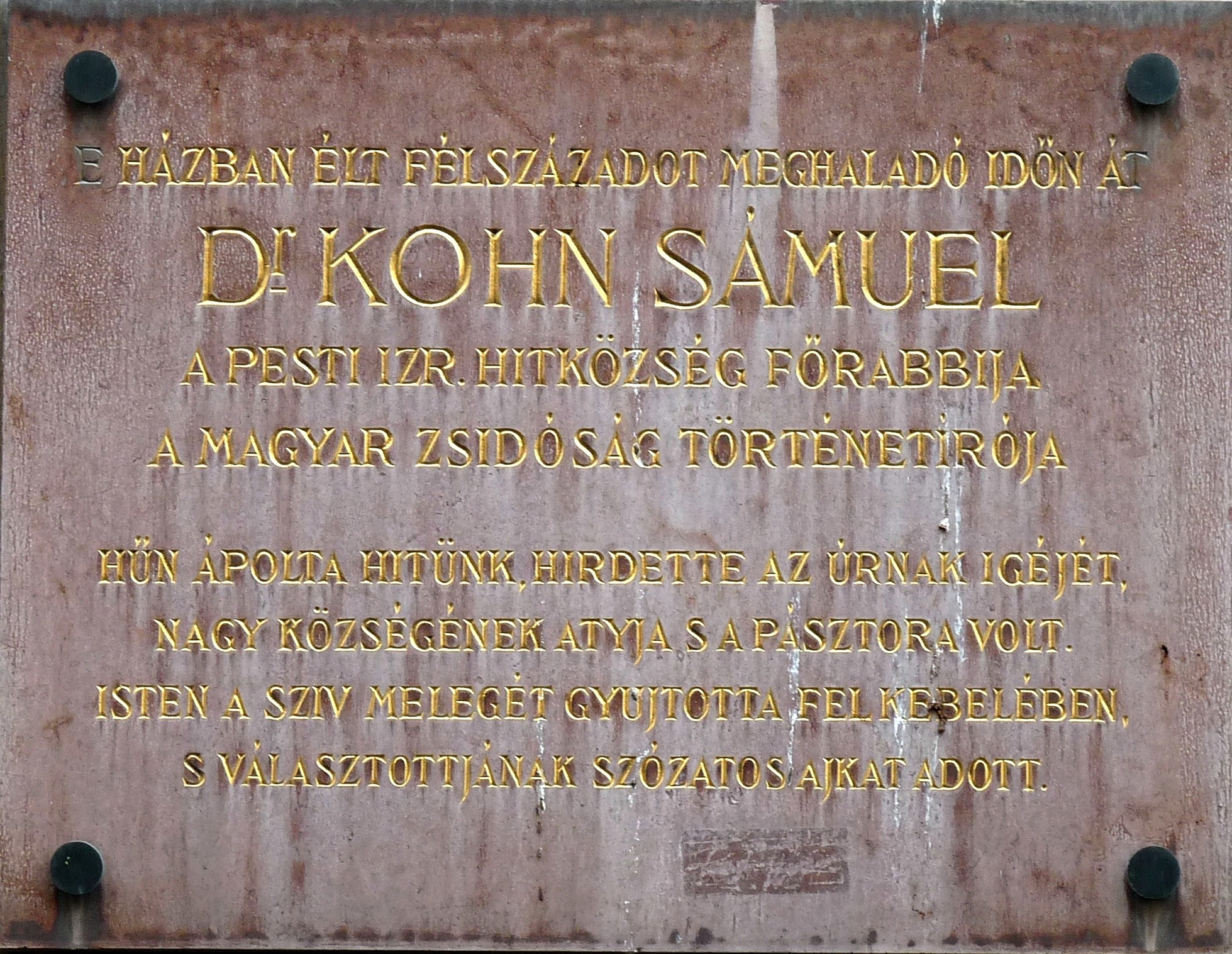
Kohn Sámuel, Holló utca 4.
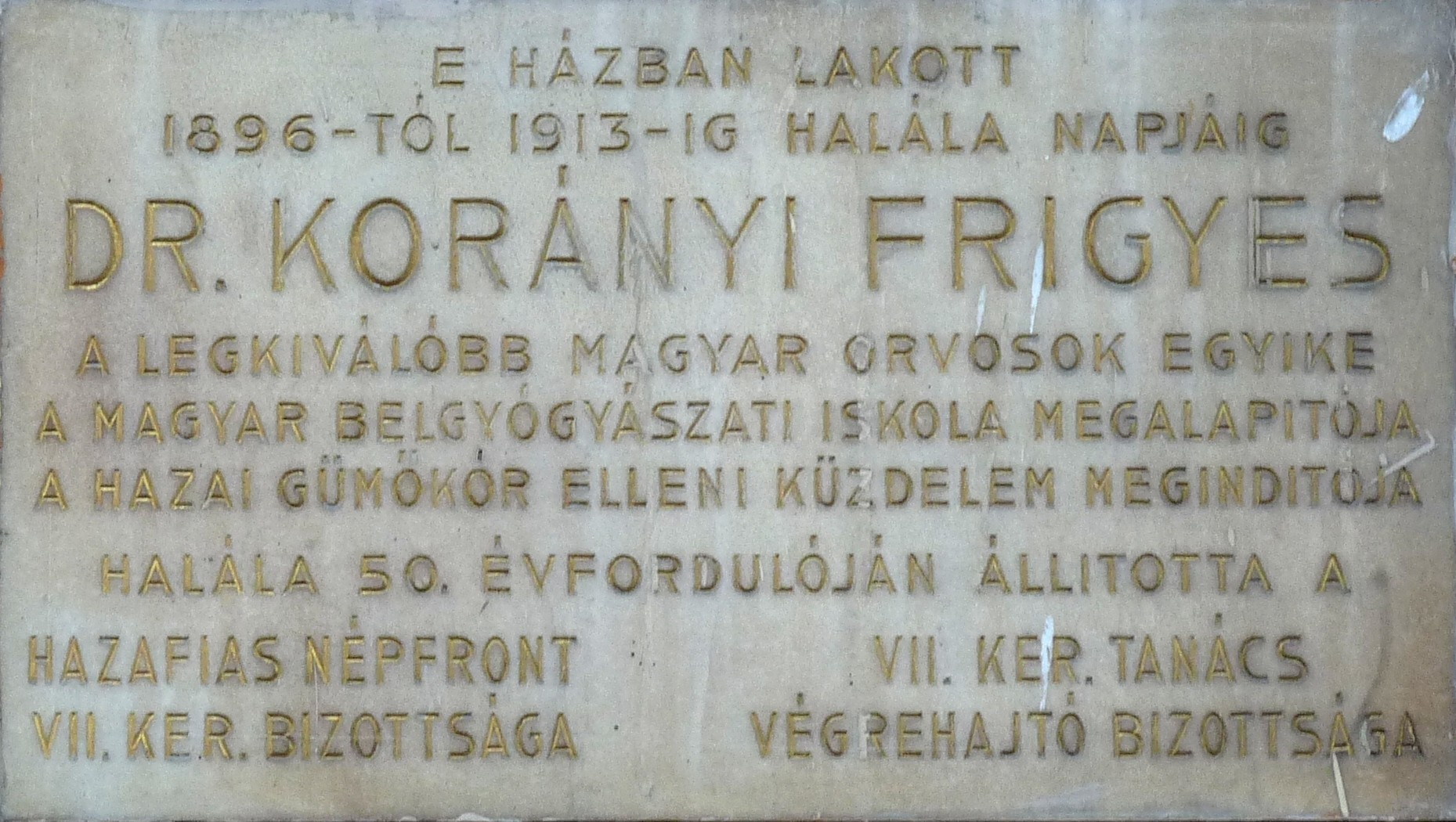
Korányi Frigyes, Erzsébet körút 56.
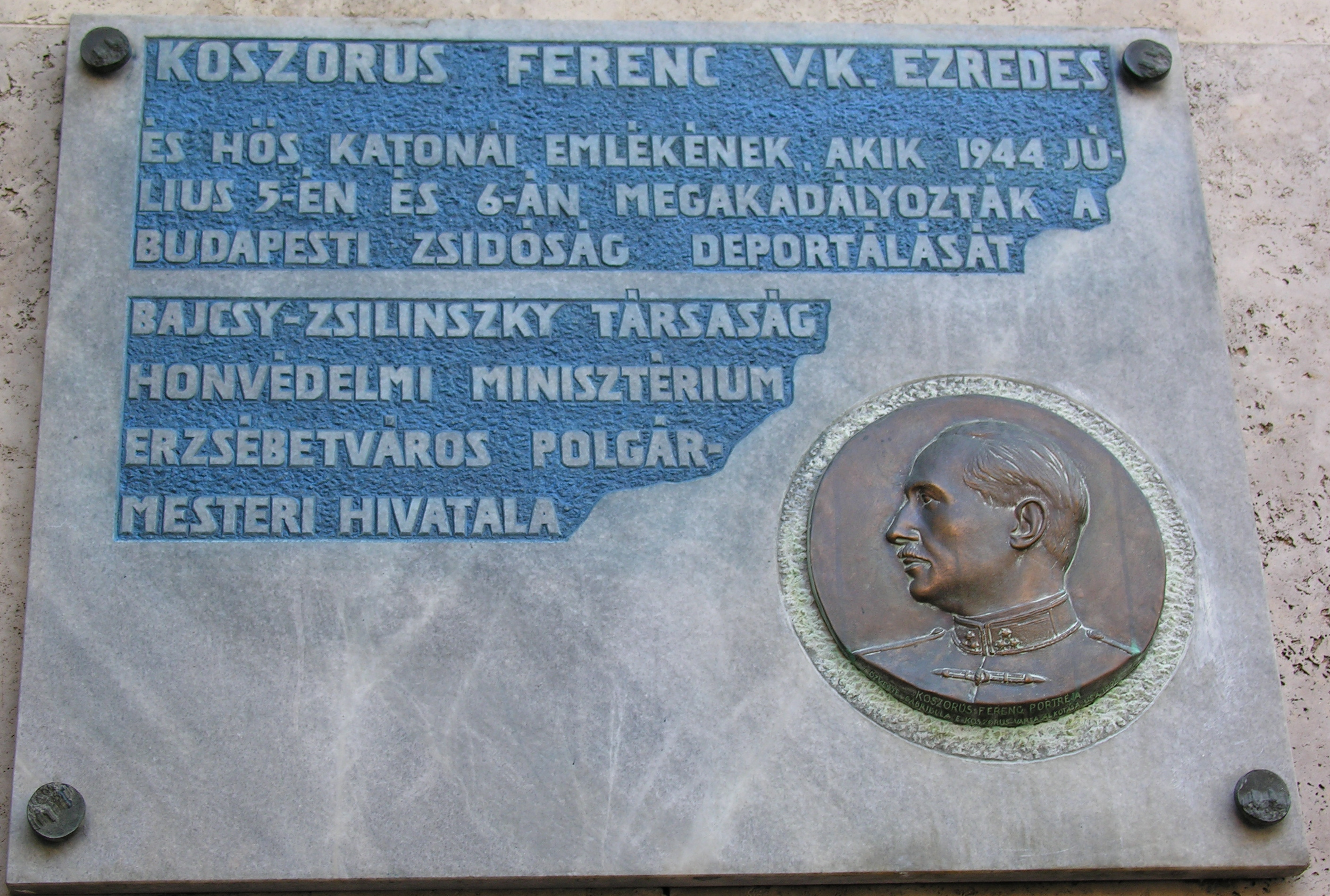
Koszorús Ferenc, Dohány utca 1/a.
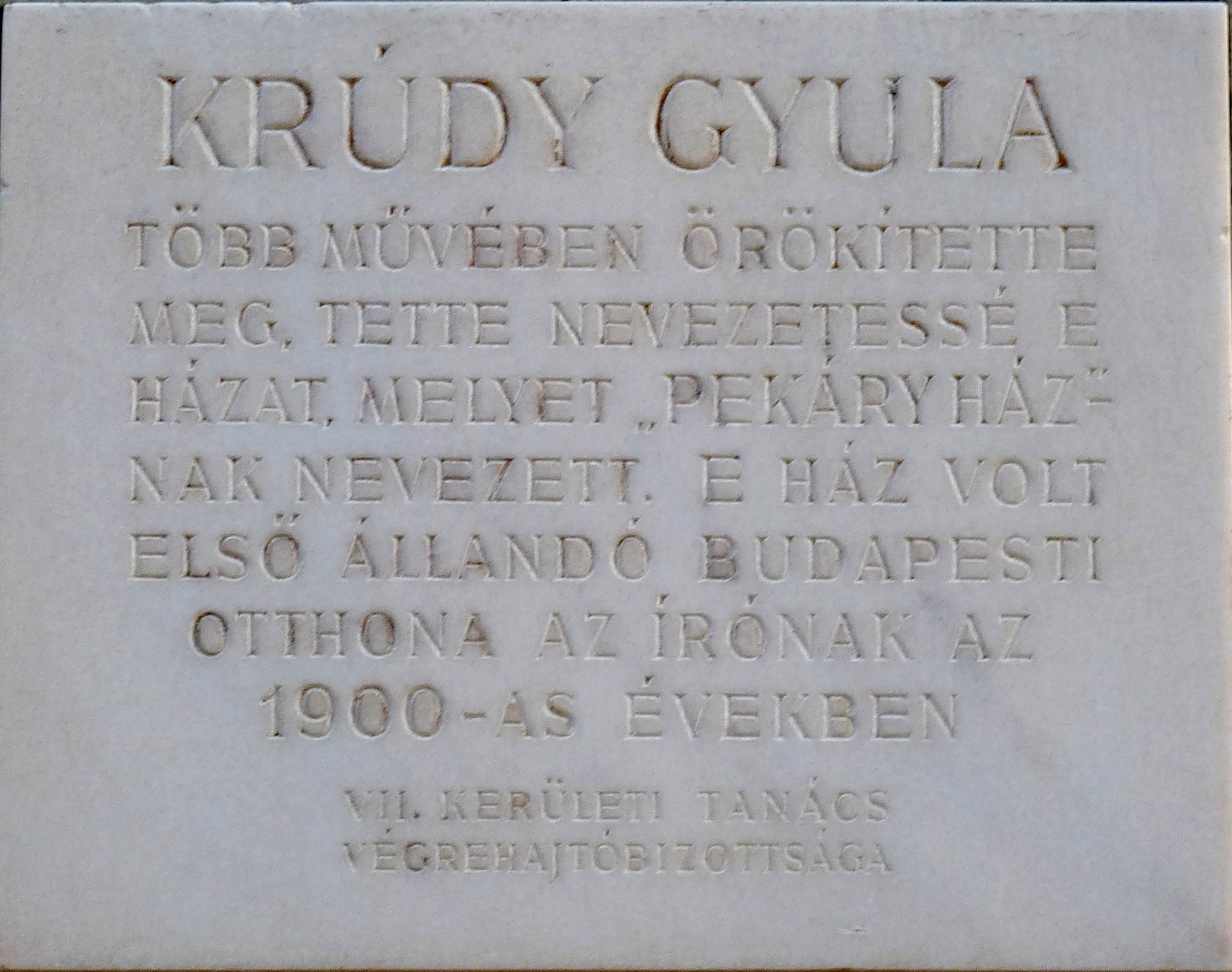
Krúdy Gyula, Király utca 47.
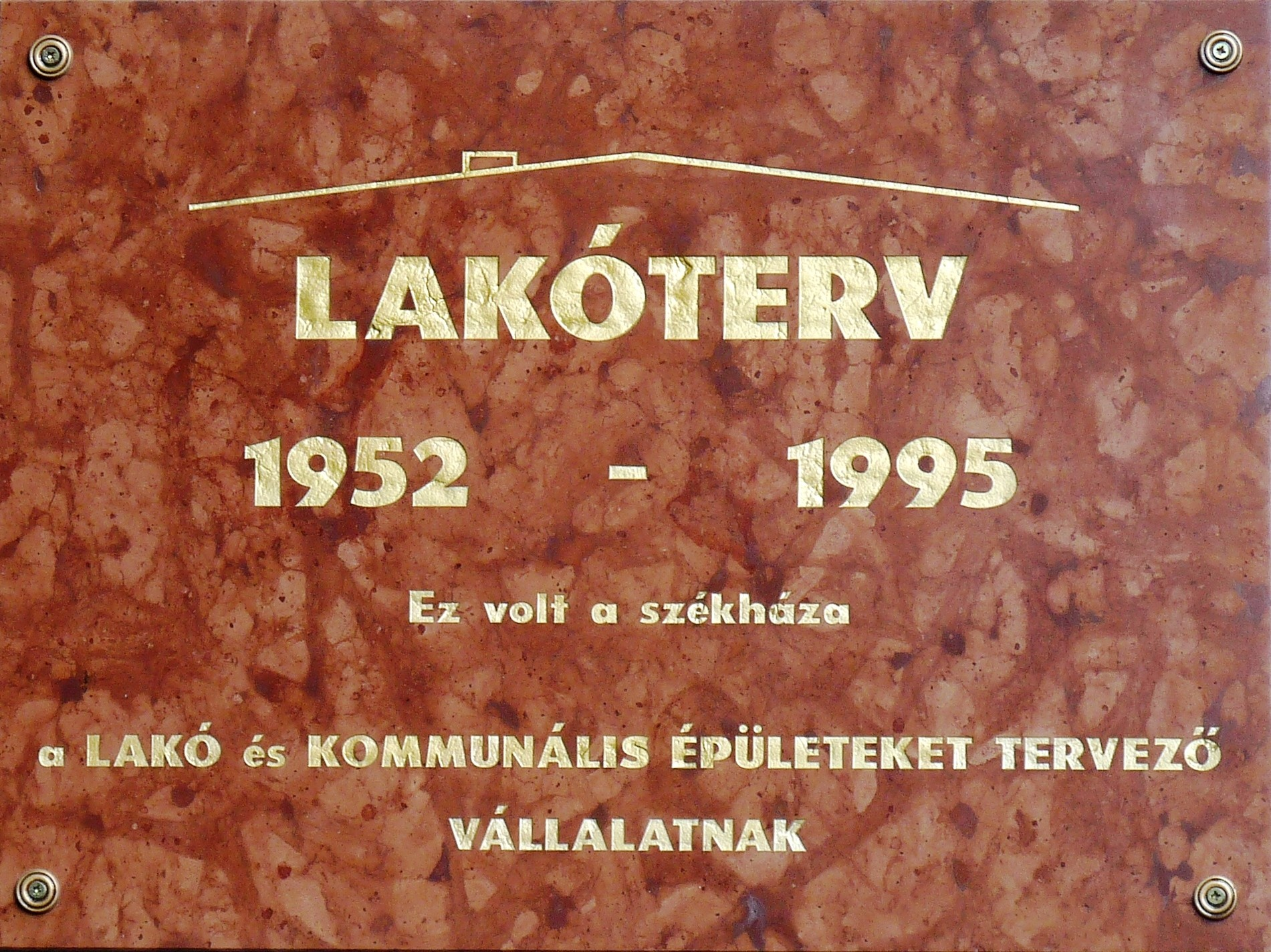
LAKÓTERV, Madách tér 4.
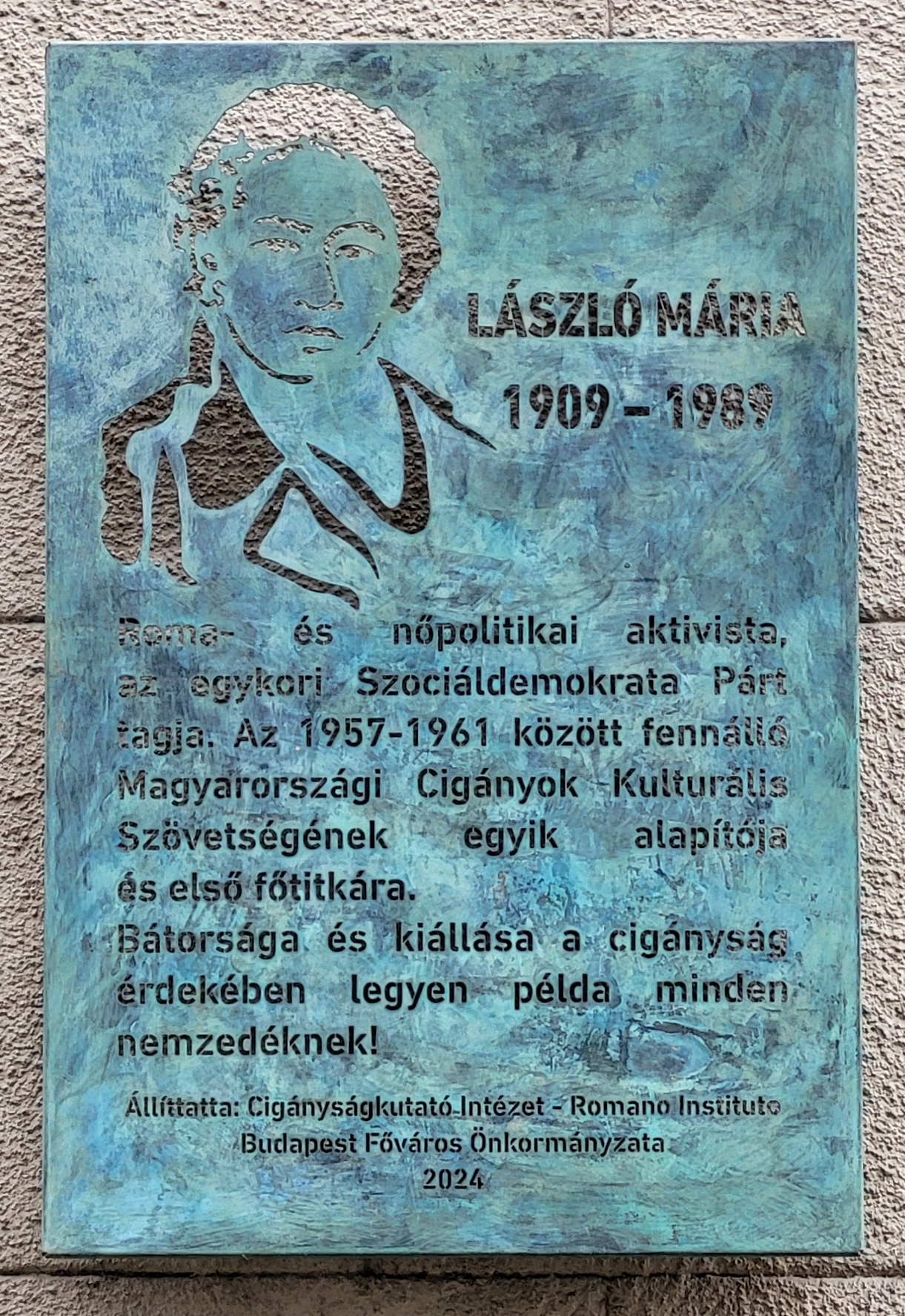
László Mária, Dohány utca 76). alkotó: Kalmár János
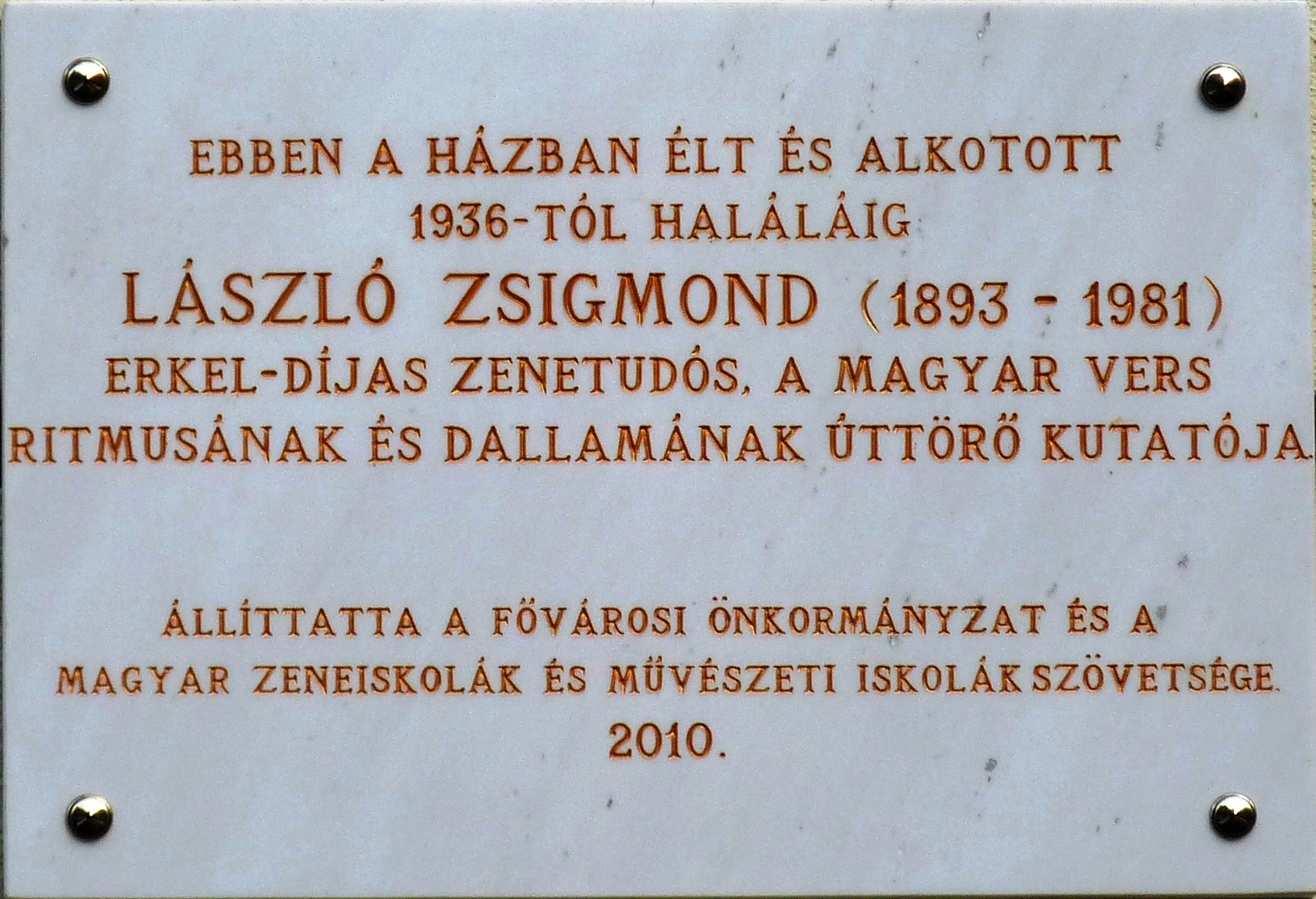
László Zsigmond, Kertész utca 33.
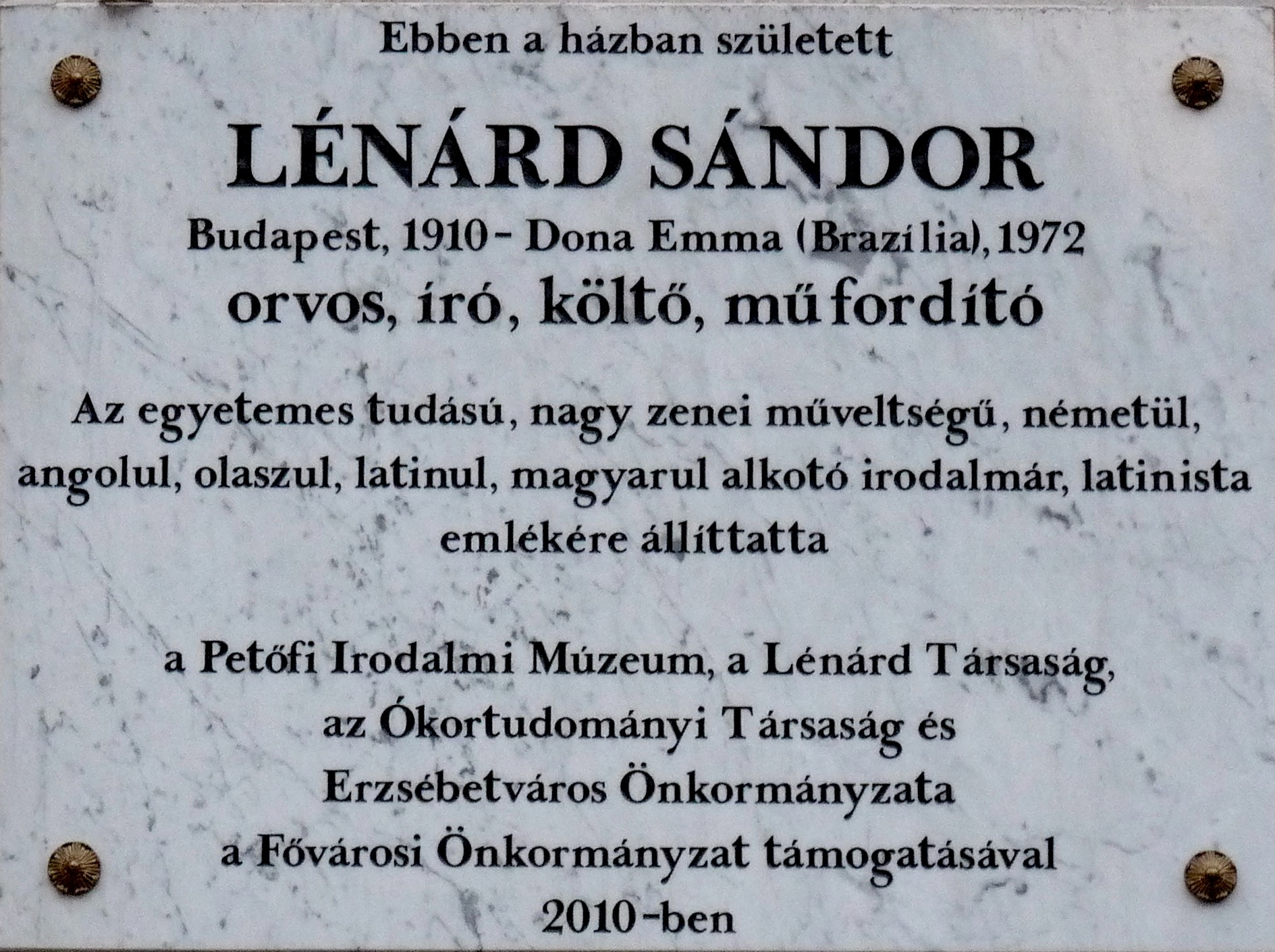
Lénárd Sándor, Erzsébet körút 23.
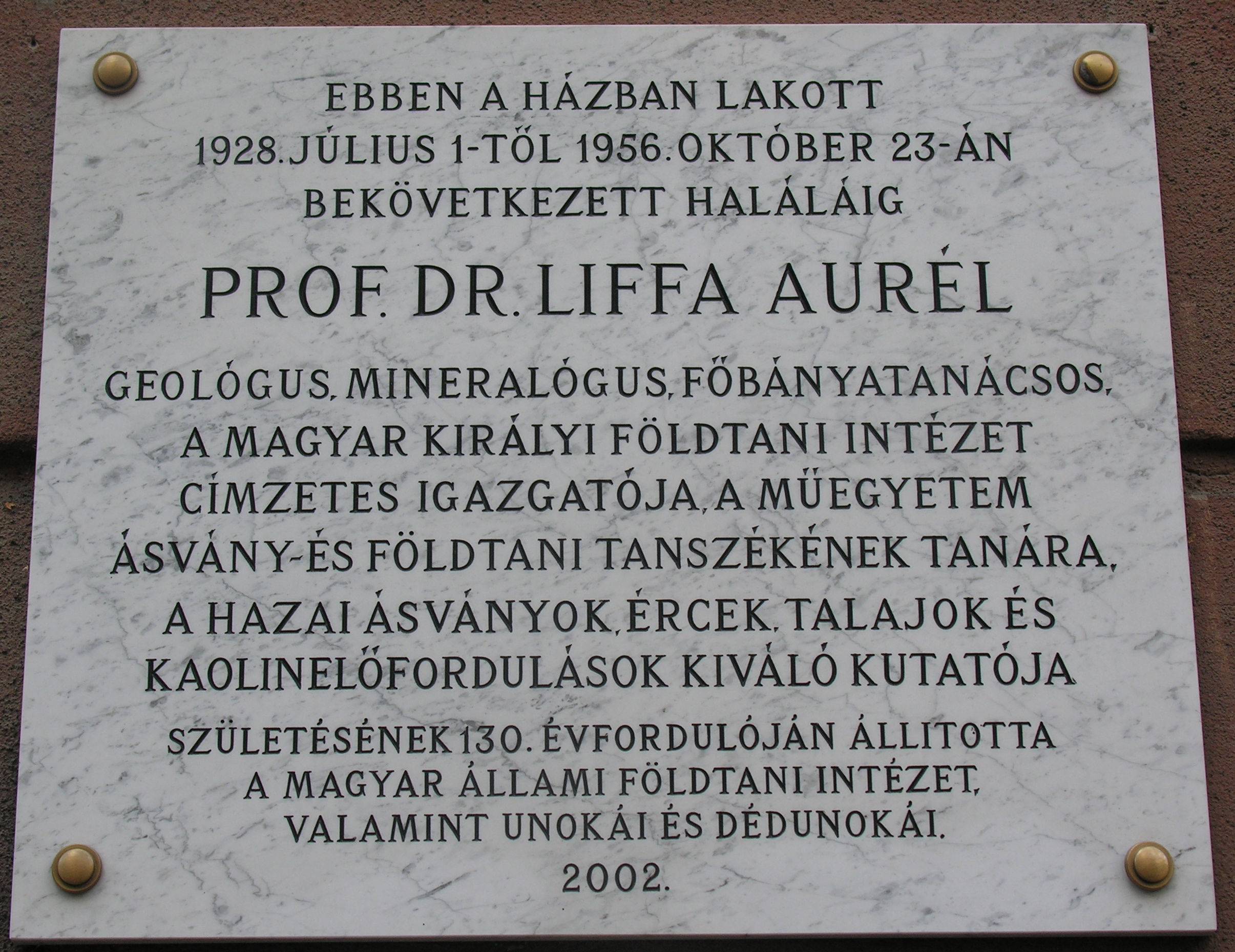
Liffa Aurél, Damjanich utca 42.
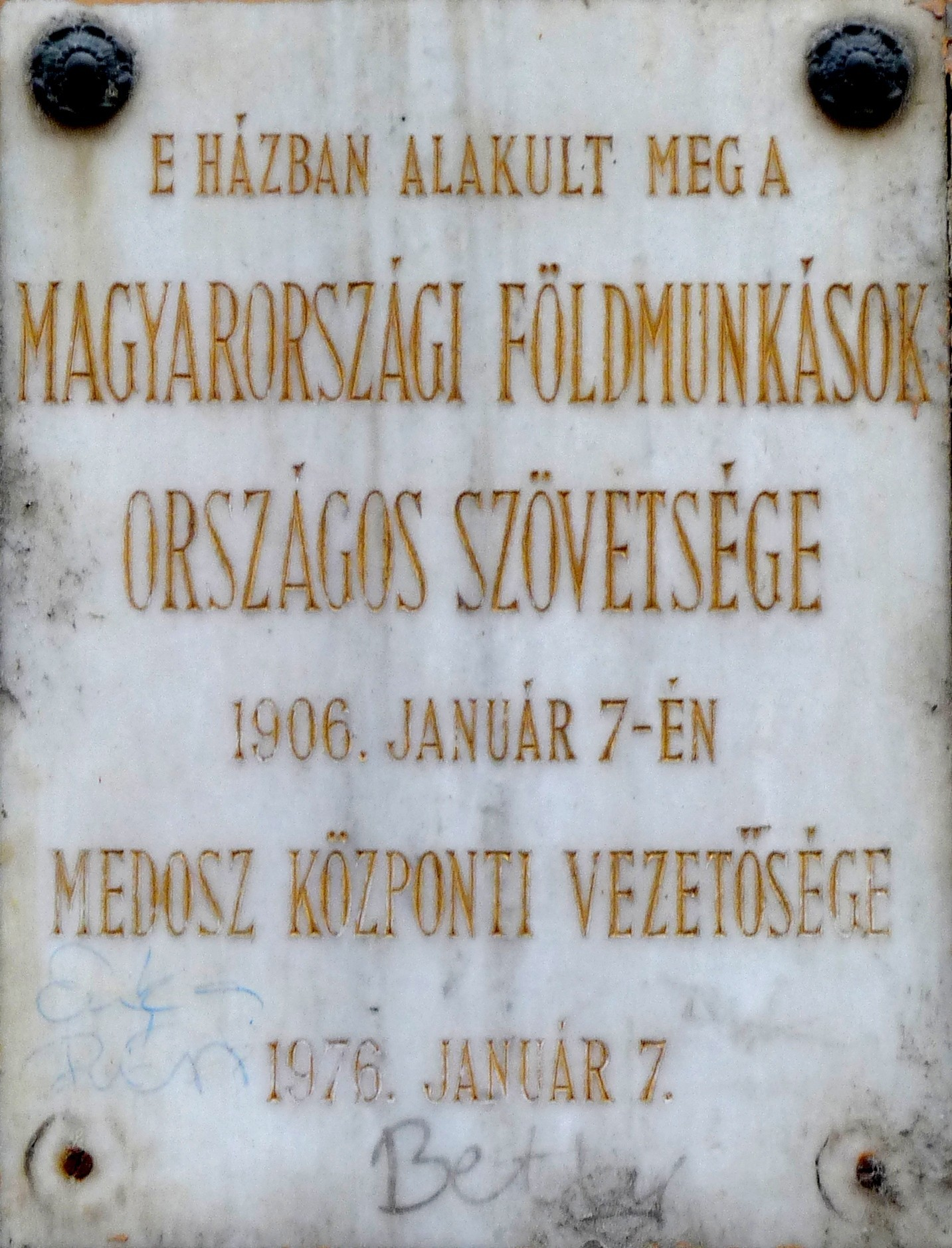
Magyarországi Földmunkások Országos Szövetsége, Dob utca 82.
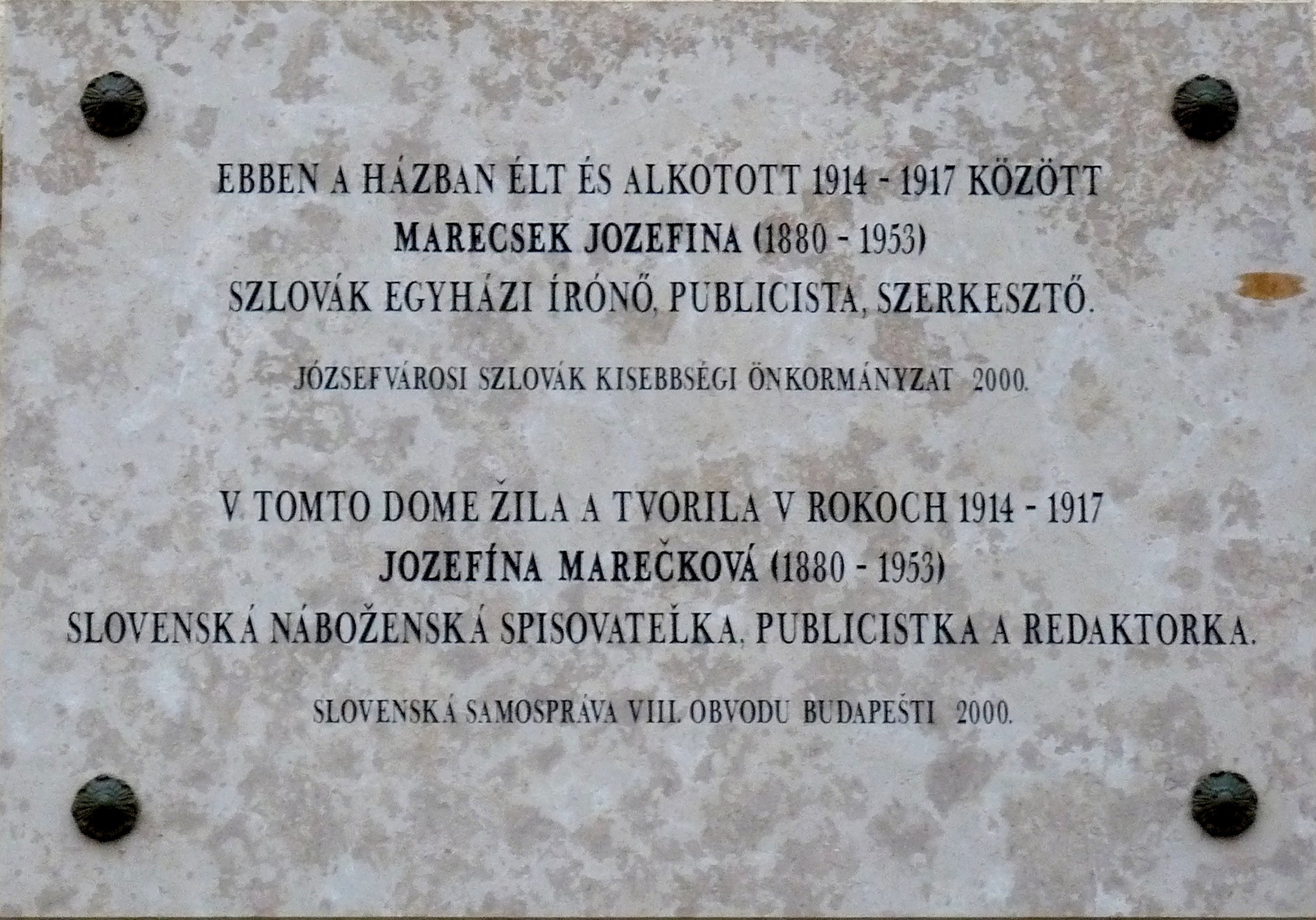
Jozefina Marecsek, Almássy utca 6.
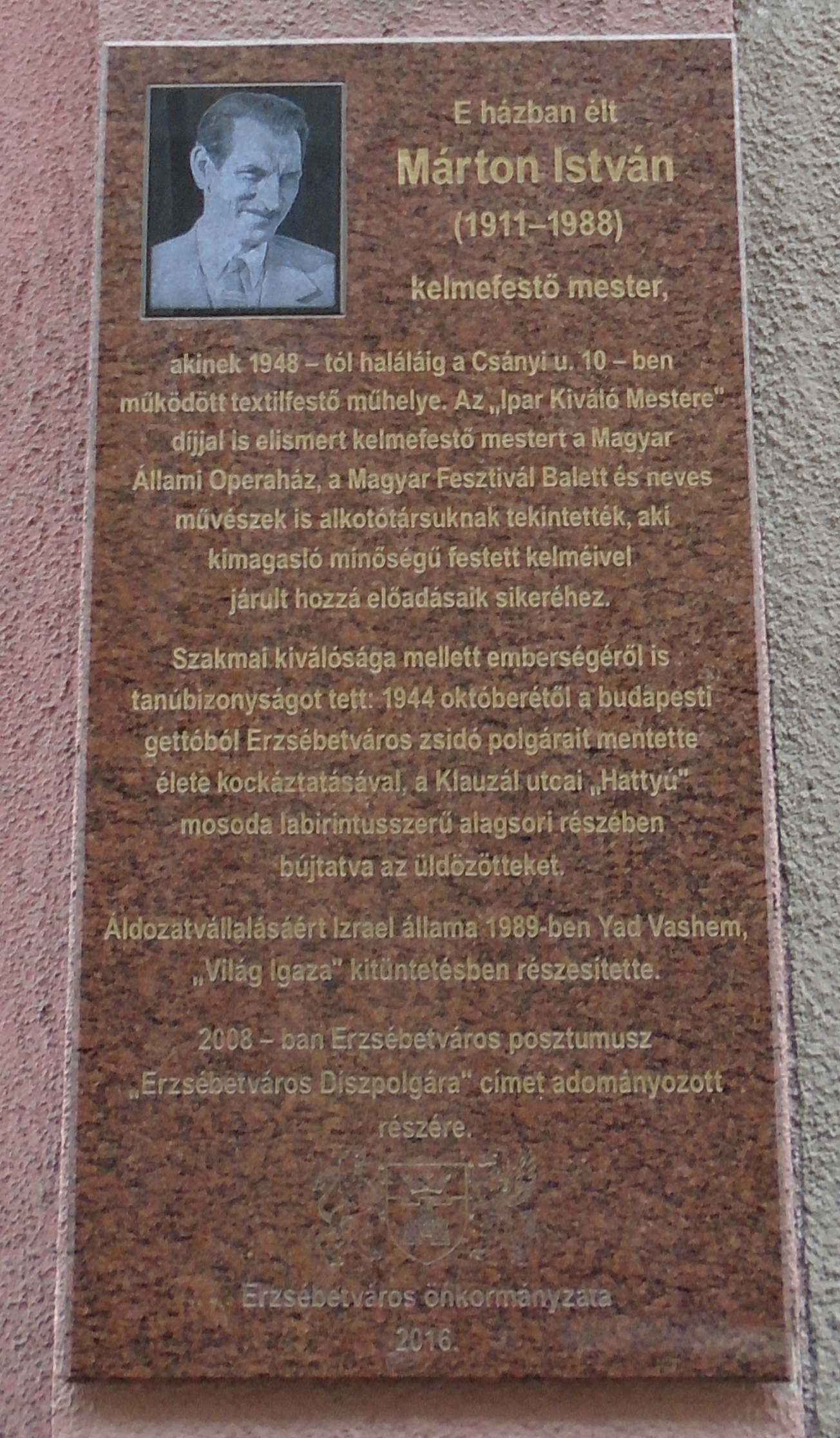
Márton István, Csányi utca 10.
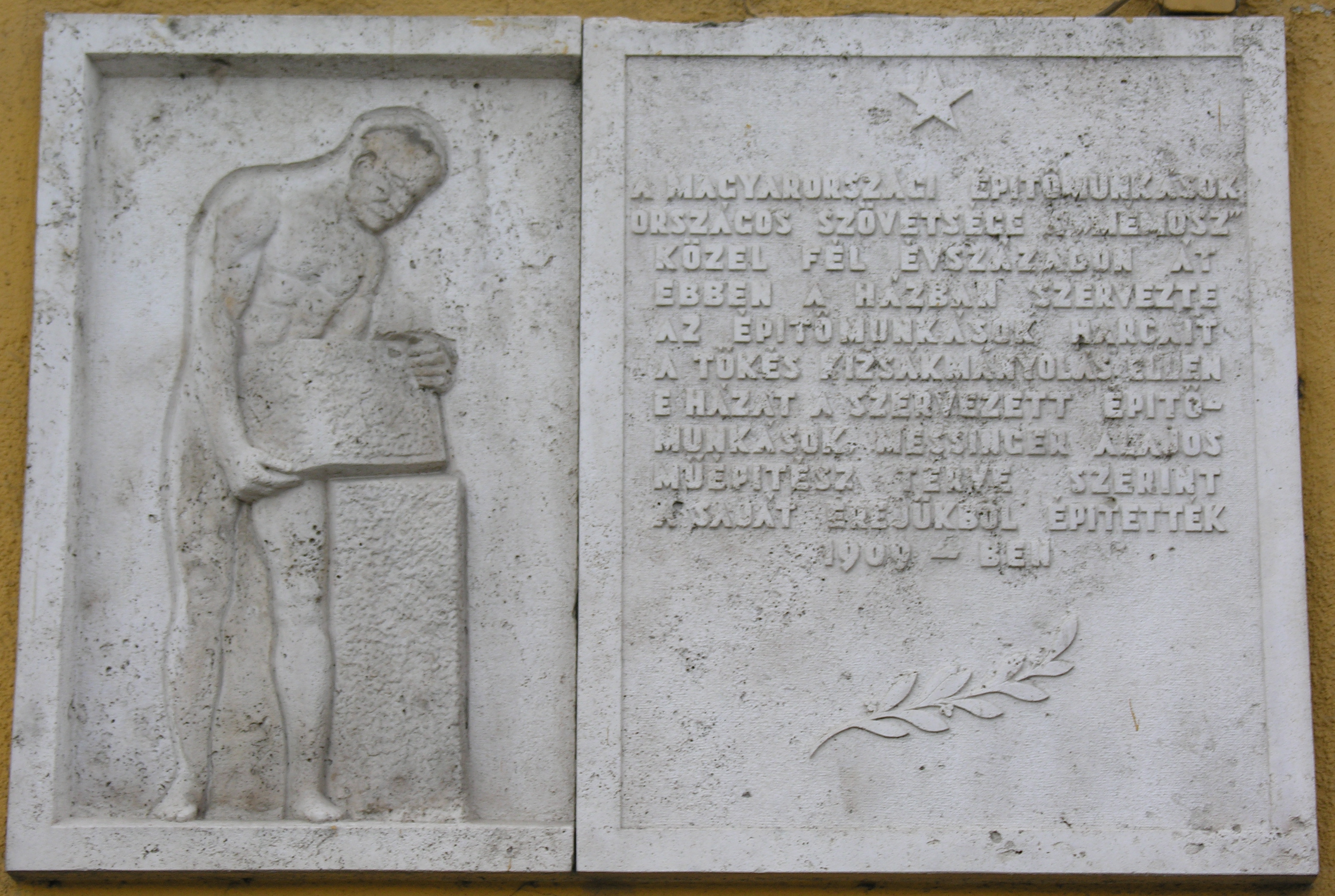
MÉMOSZ, Dózsa György út 68.
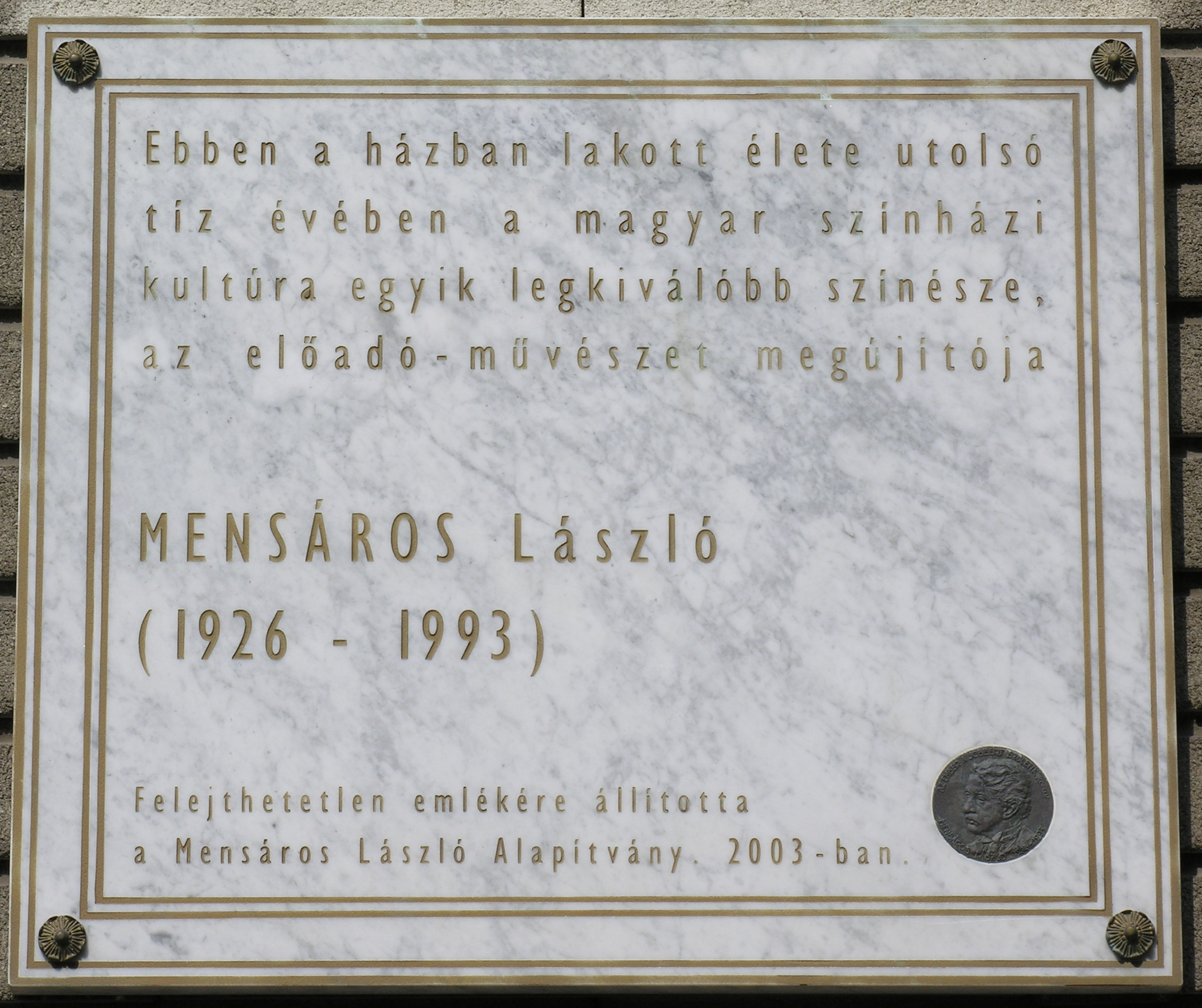
Mensáros László, Barcsay utca 14. alkotó: Kutas László
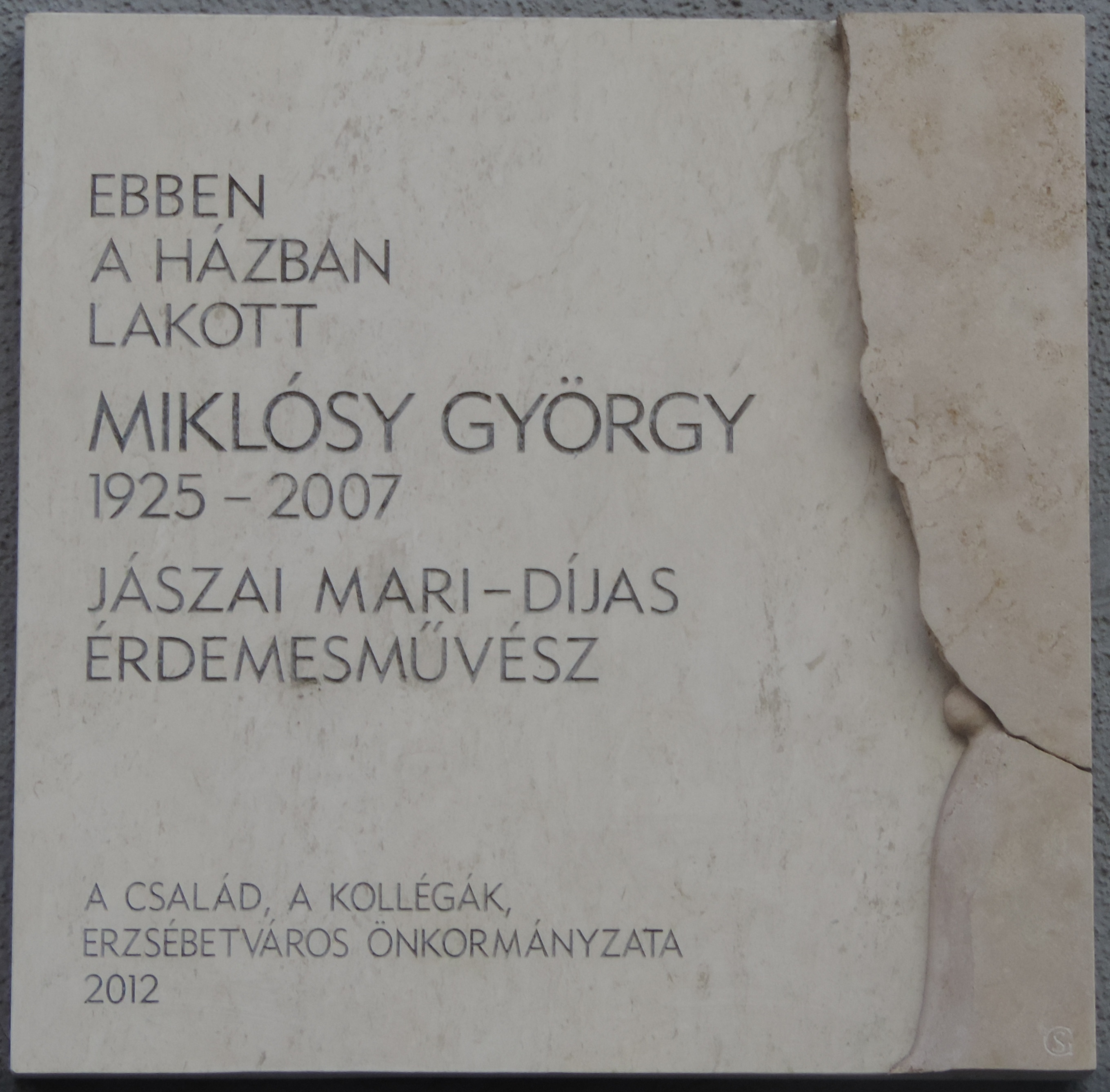
Miklósy György, Dohány utca 57. alkotó: Stremeny Géza
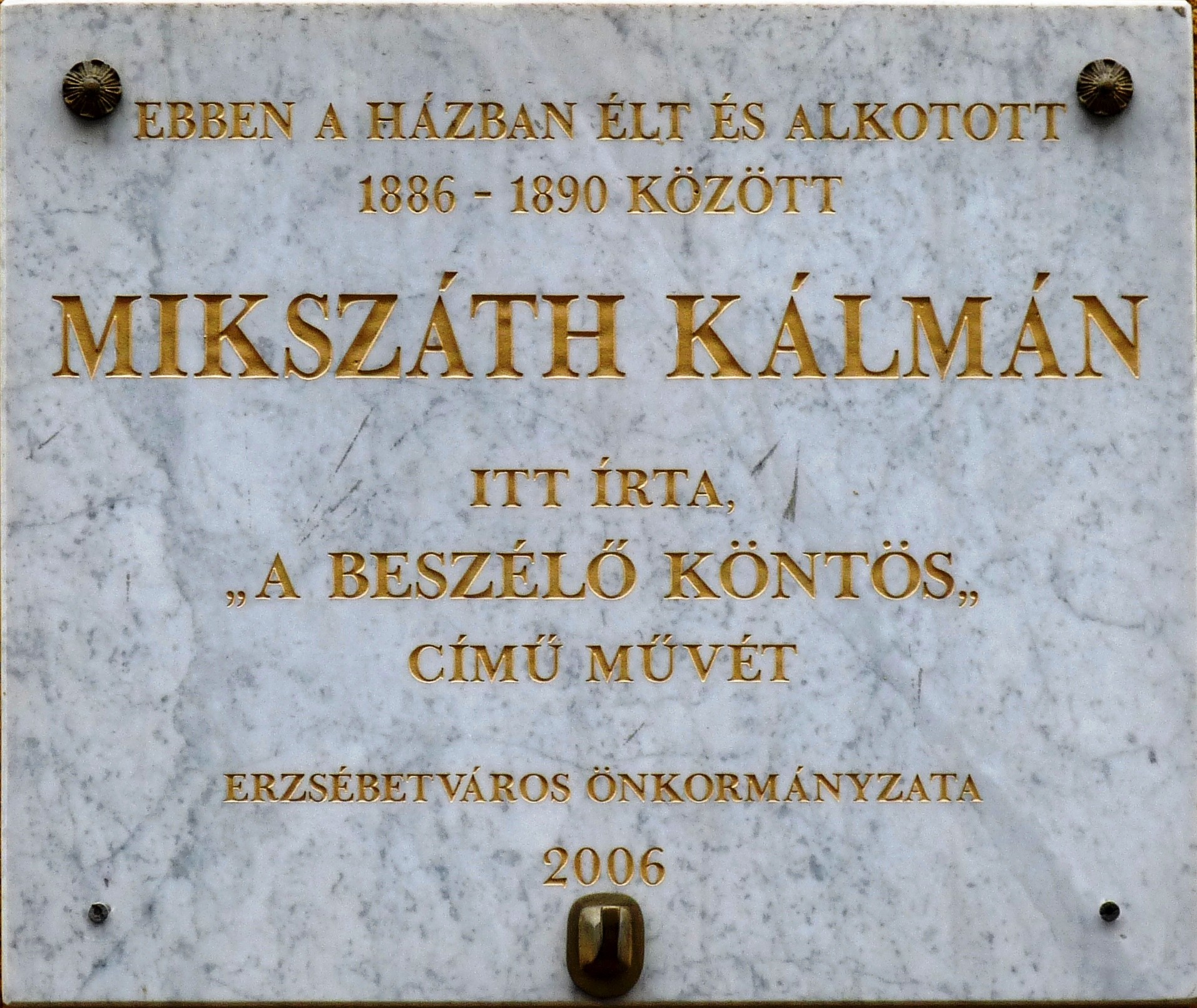
Mikszáth Kálmán, Dohány utca utca 28.
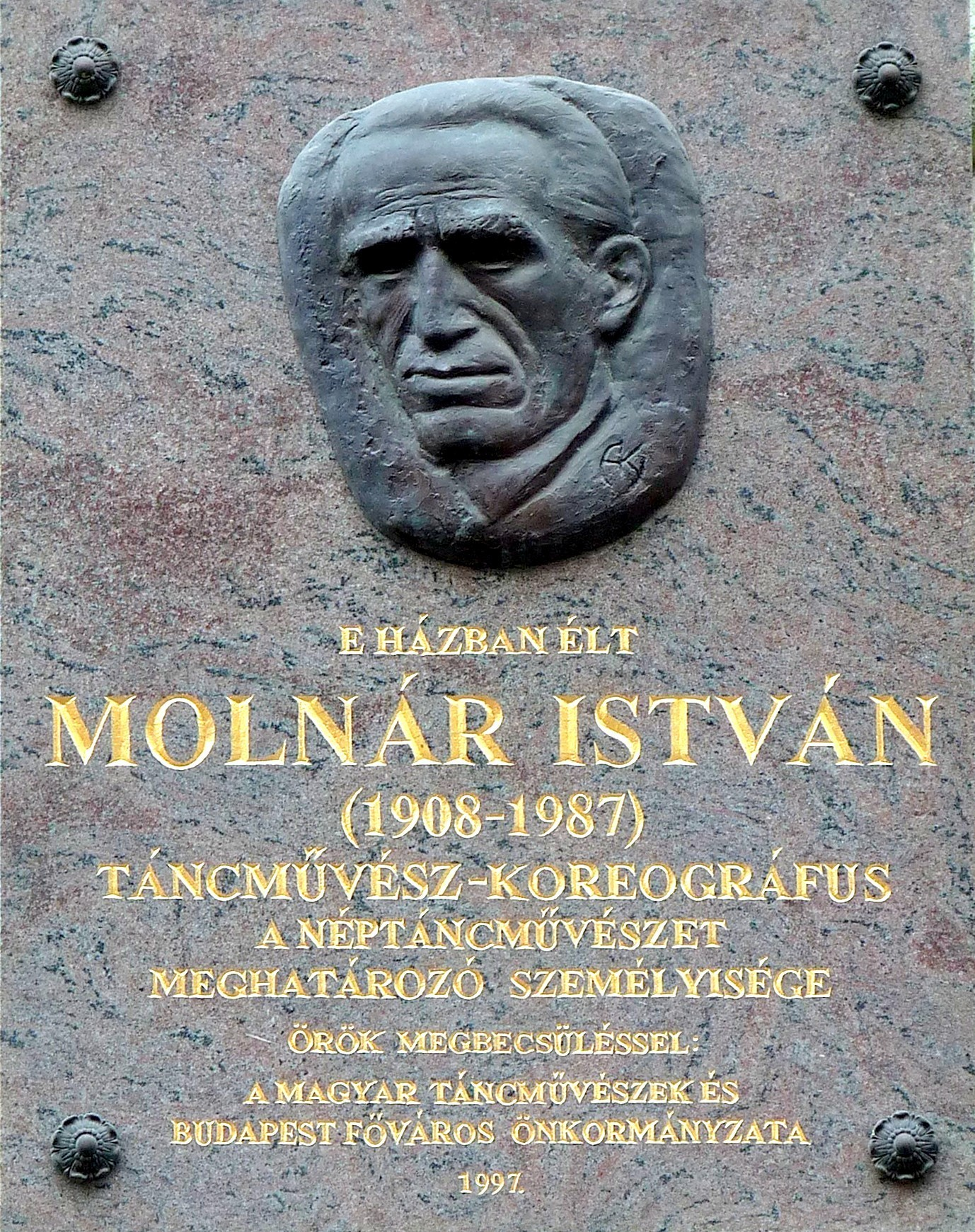
Molnár István, Marek József utca 18.
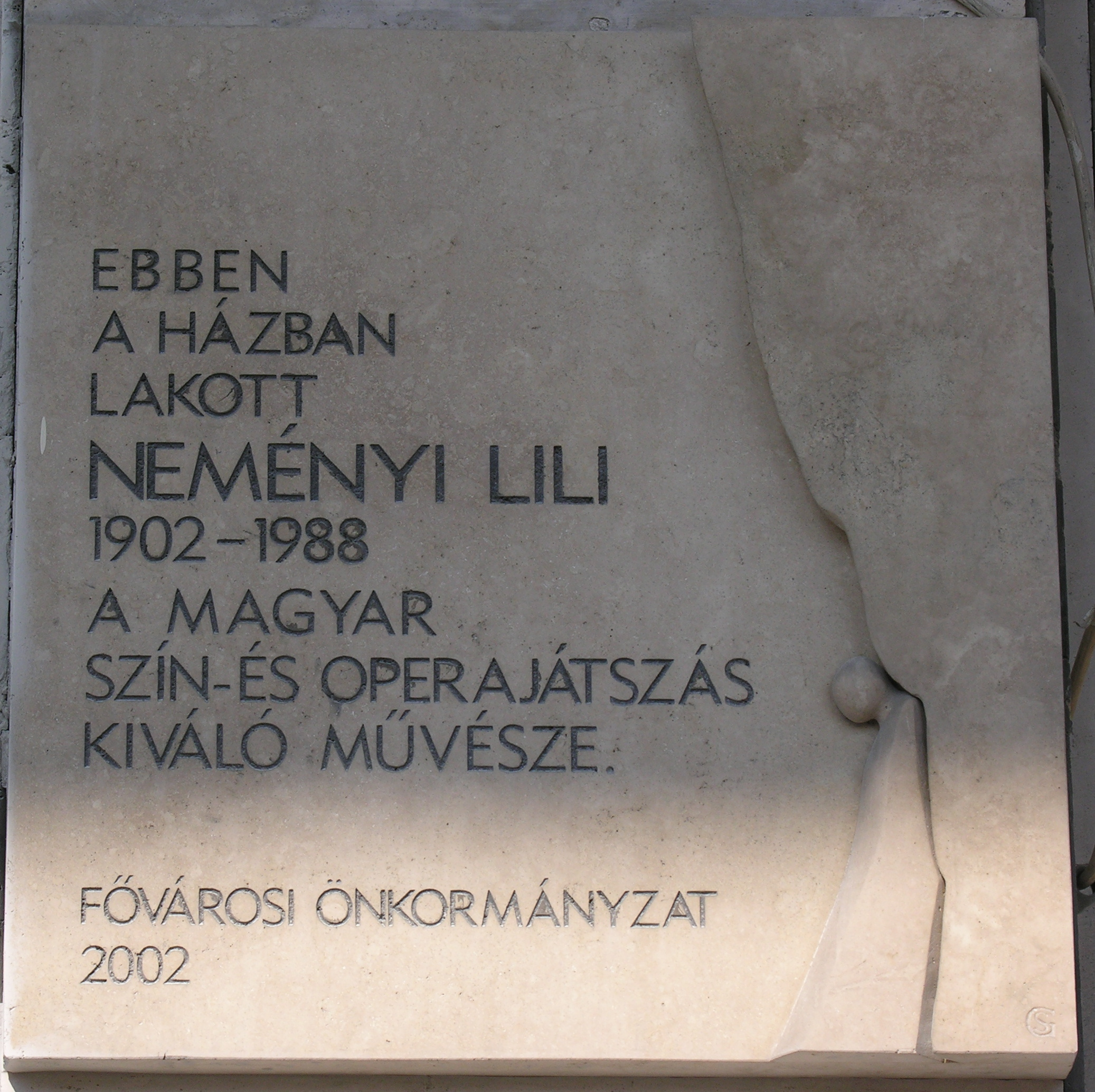
Neményi Lili, Károly körút 13-15.
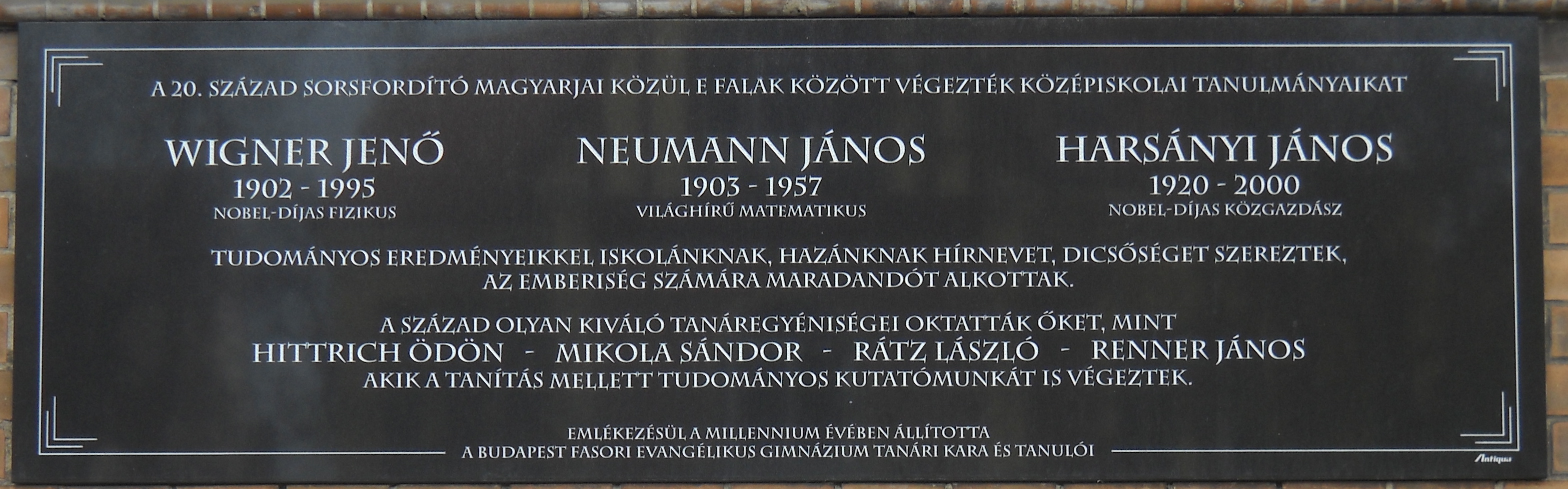
Neumann János, Városligeti fasor 17-21.
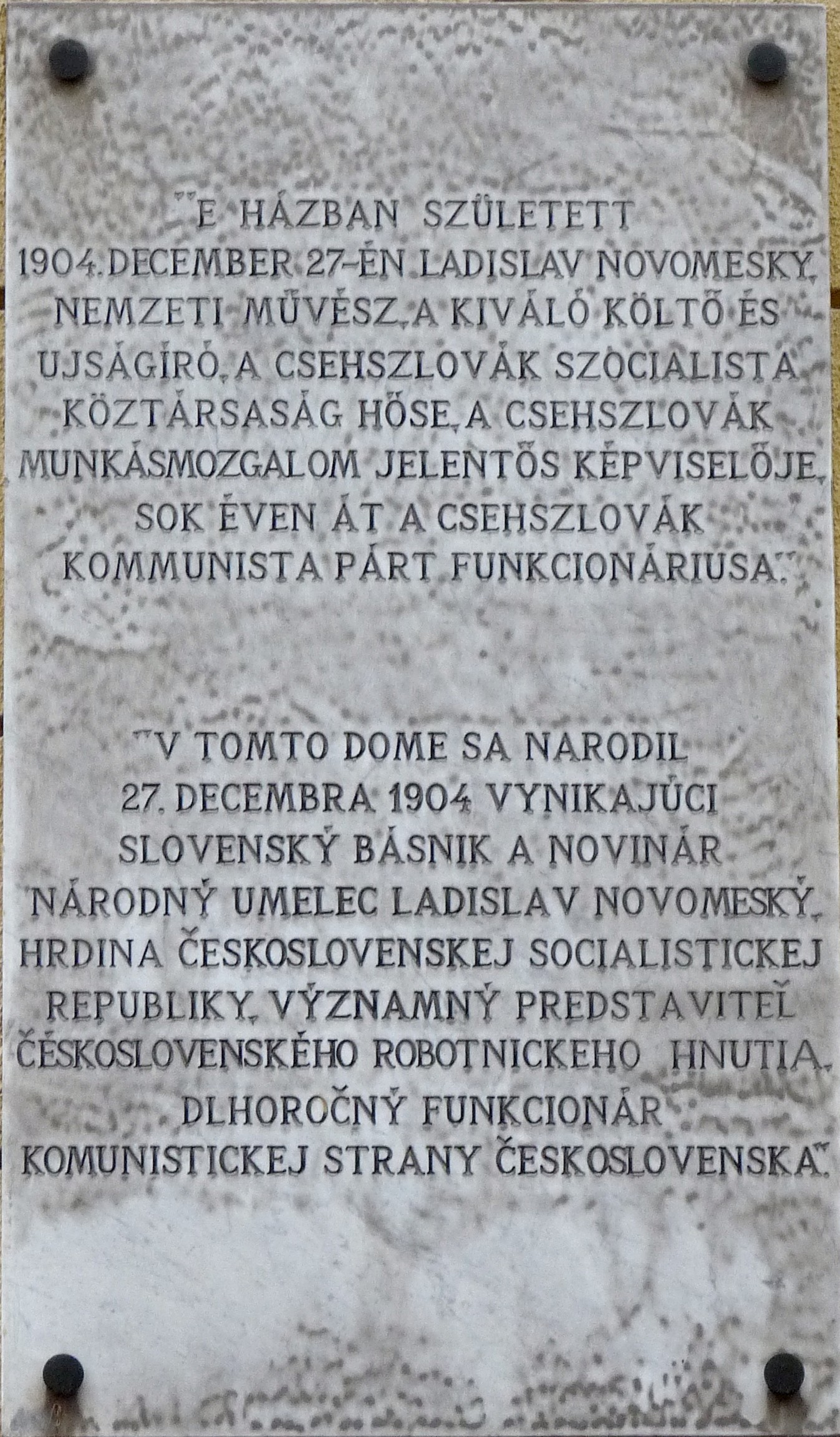
Ladislav Novomeský, Szövetség utca 30/a.
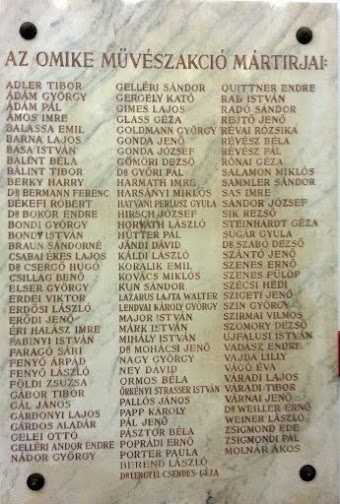
OMIKE művészek, Wesselényi utca 6.
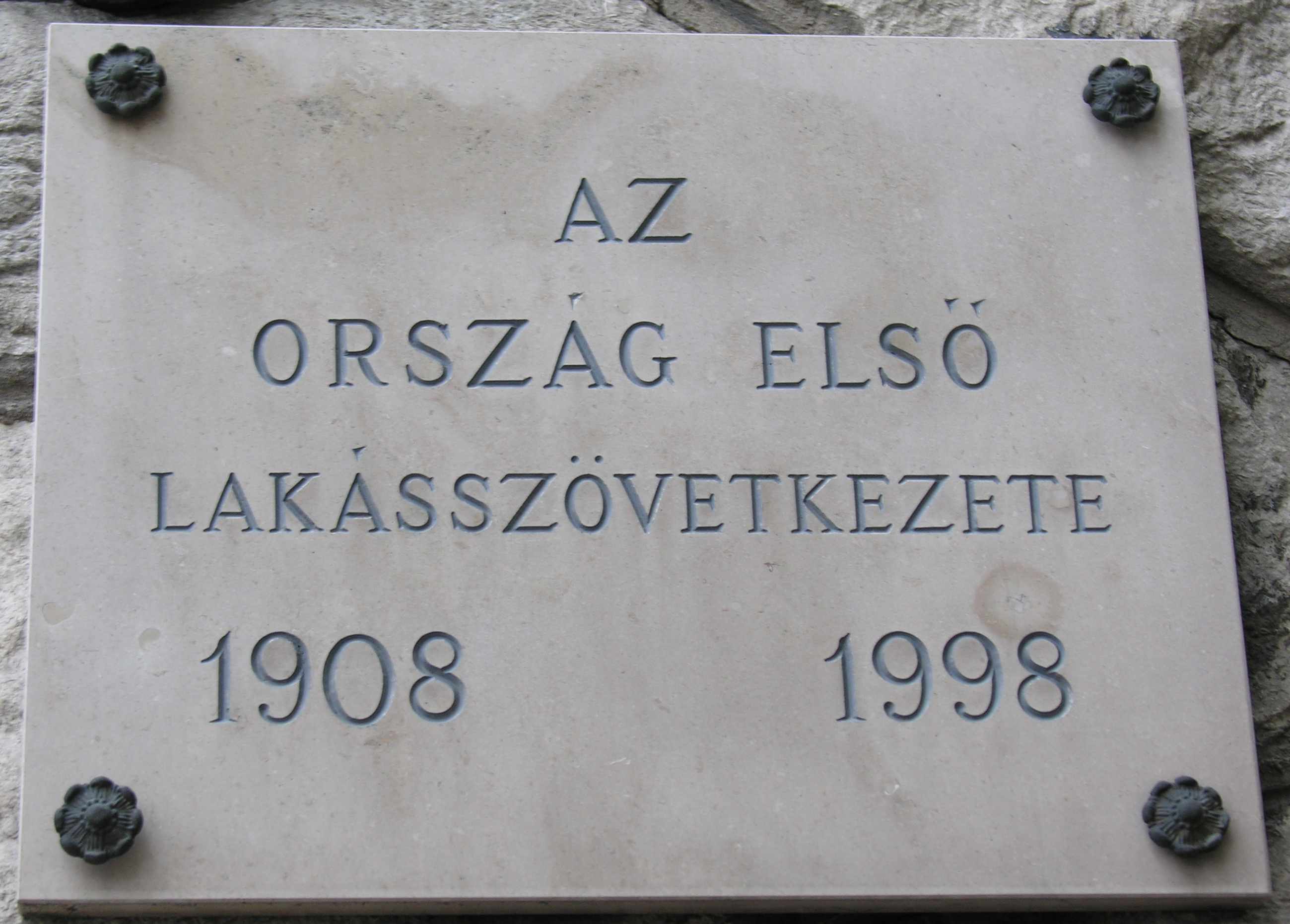
Az ország első lakásszövetkezete, Dózsa György út 64.
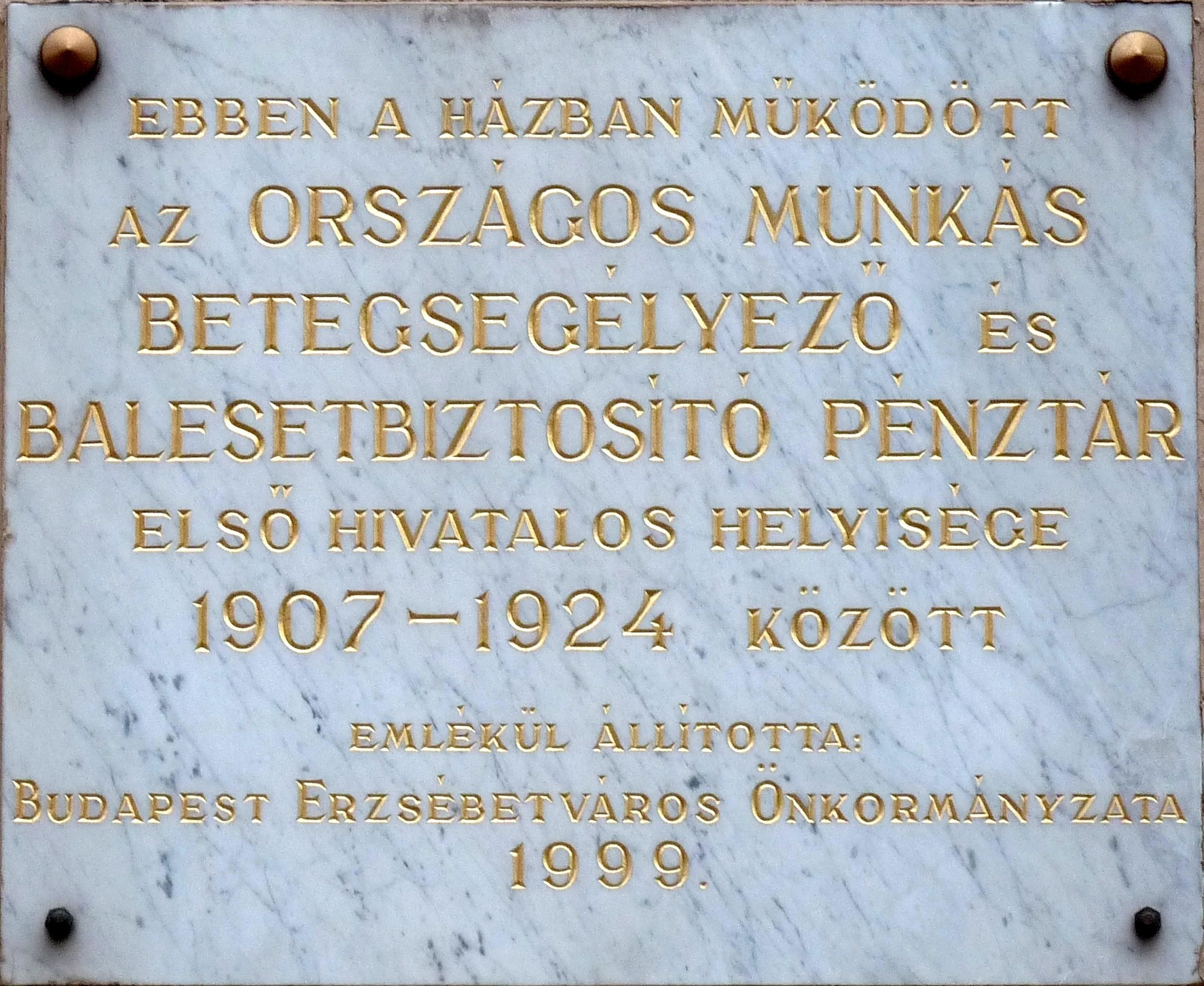
Országos Munkás Betegsegélyező és Balesetbiztosító Pénztár, Dohány utca 73.
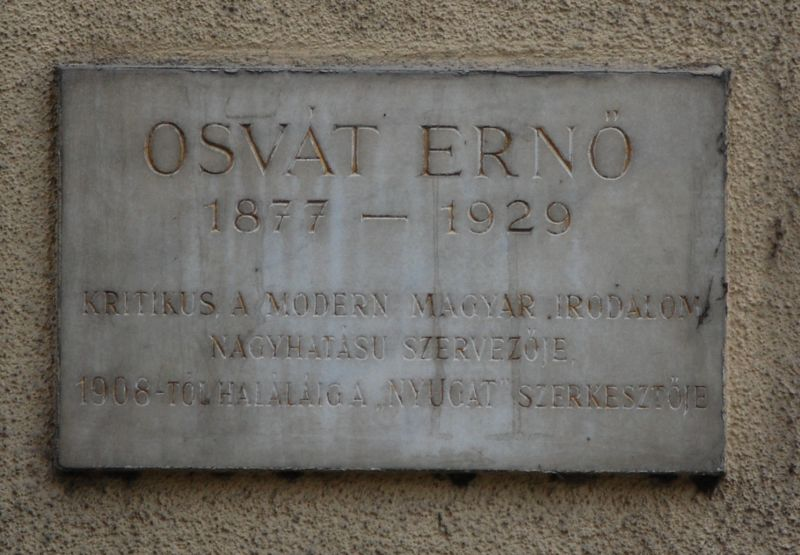
Osvát Ernő, Osvát utca 1.
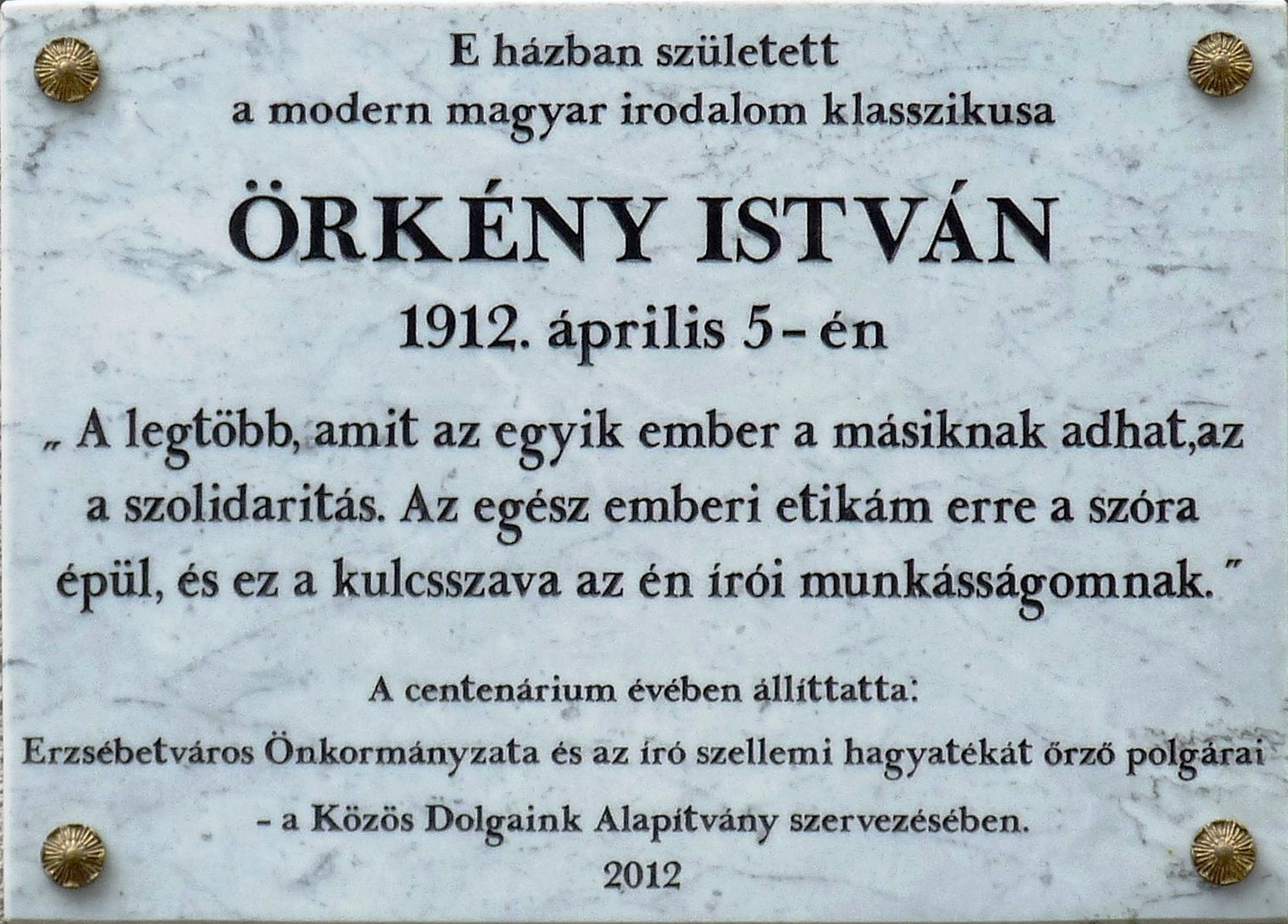
Örkény István, Damjanich utca 39.
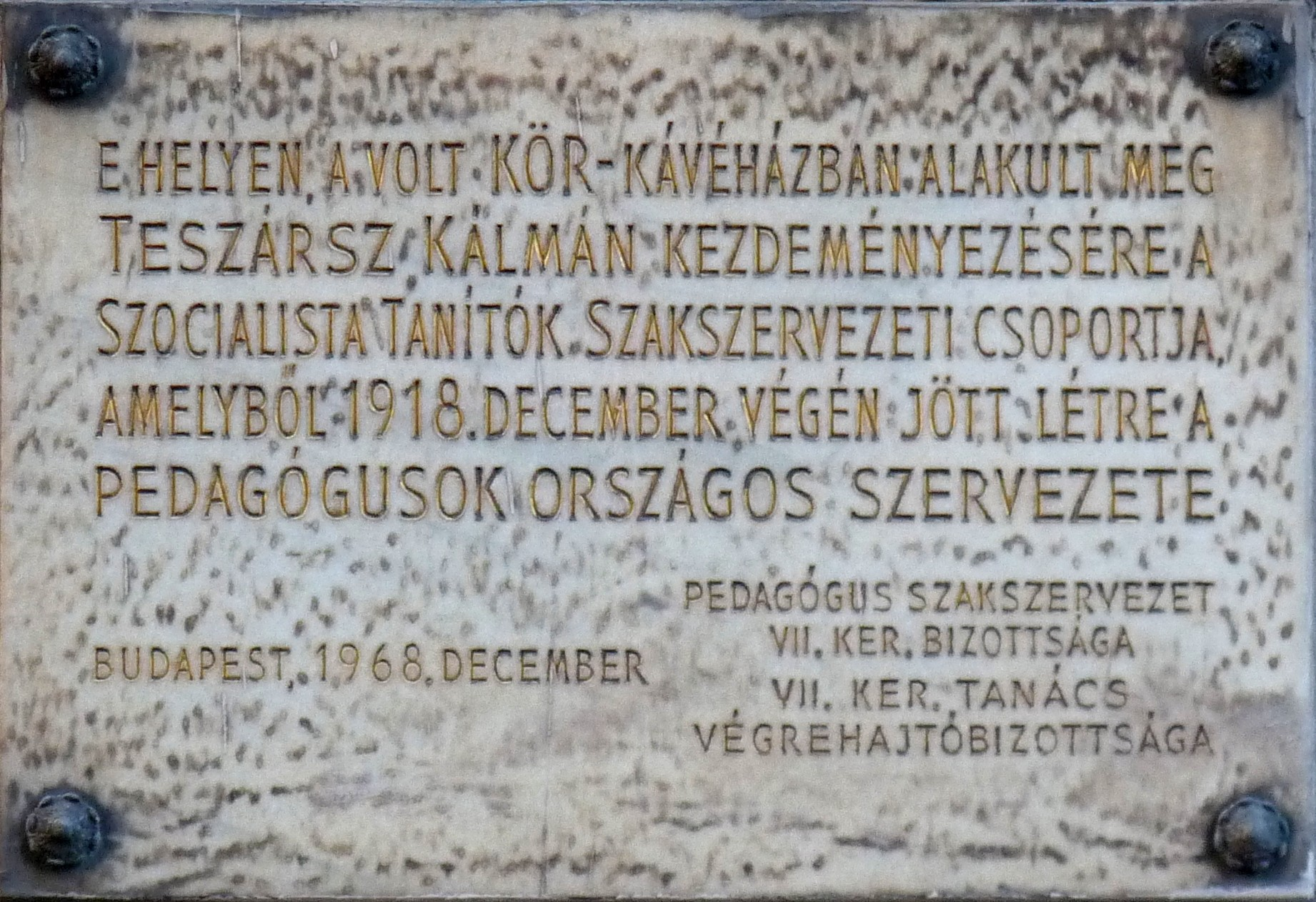
Pedagógusok Országos Szervezete, Erzsébet körút 44.
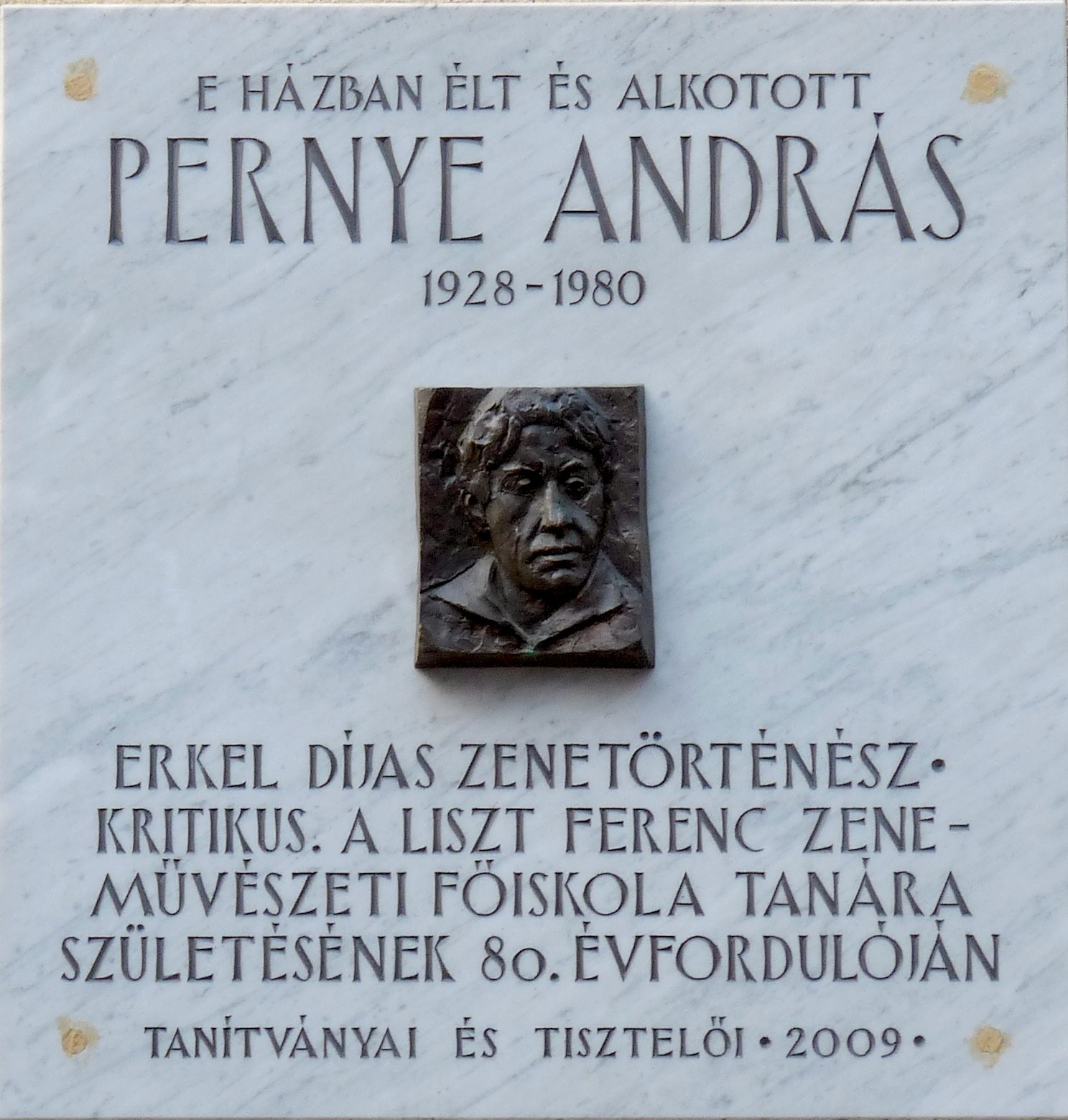
Pernye András, Dob utca 56.
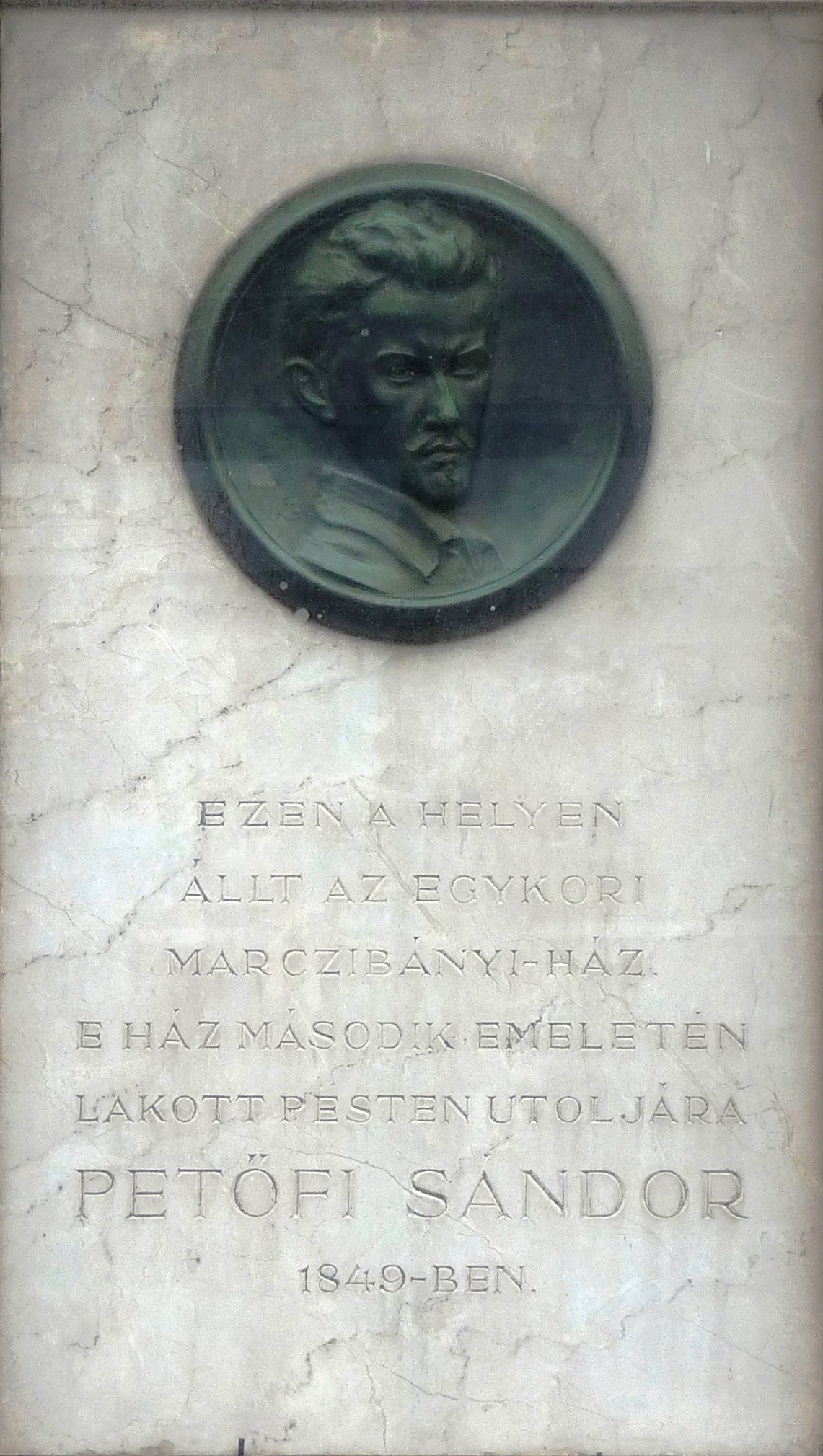
Petőfi Sándor, Rákóczi út 12.
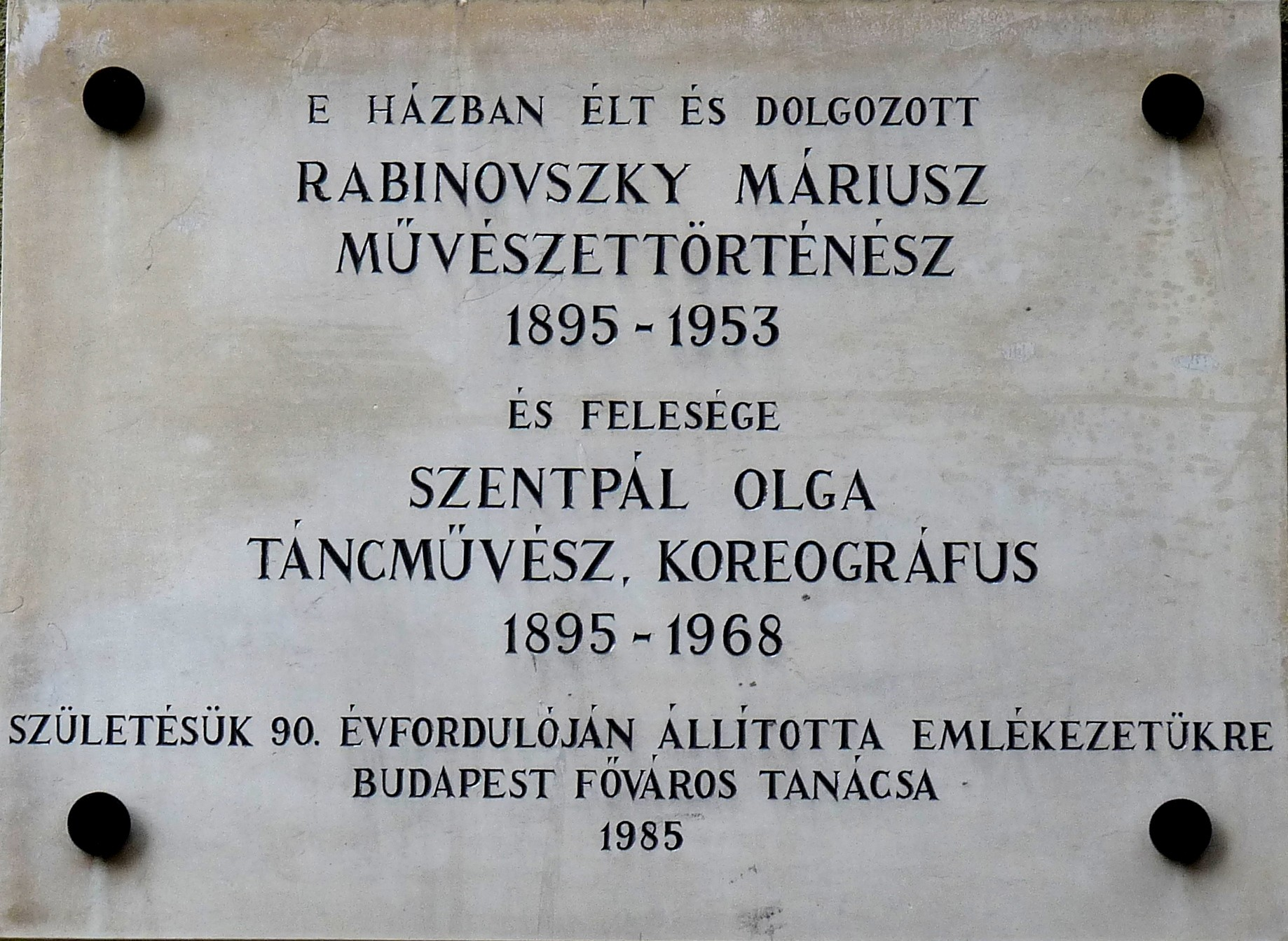
Rabinovszky Máriusz, Városligeti fasor 3.
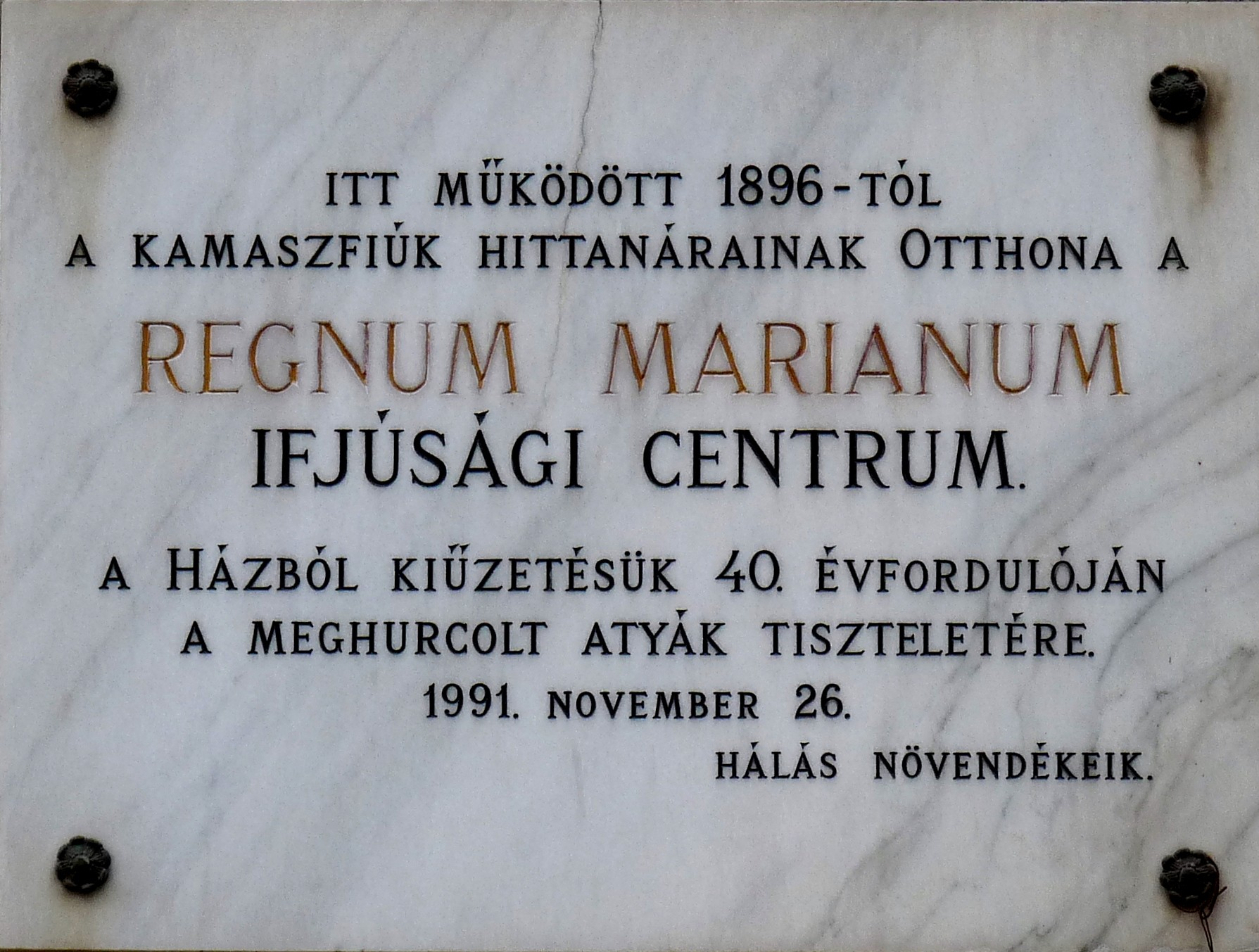
Regnum Marianum Ifjúsági Centrum, Damjanich utca 50.
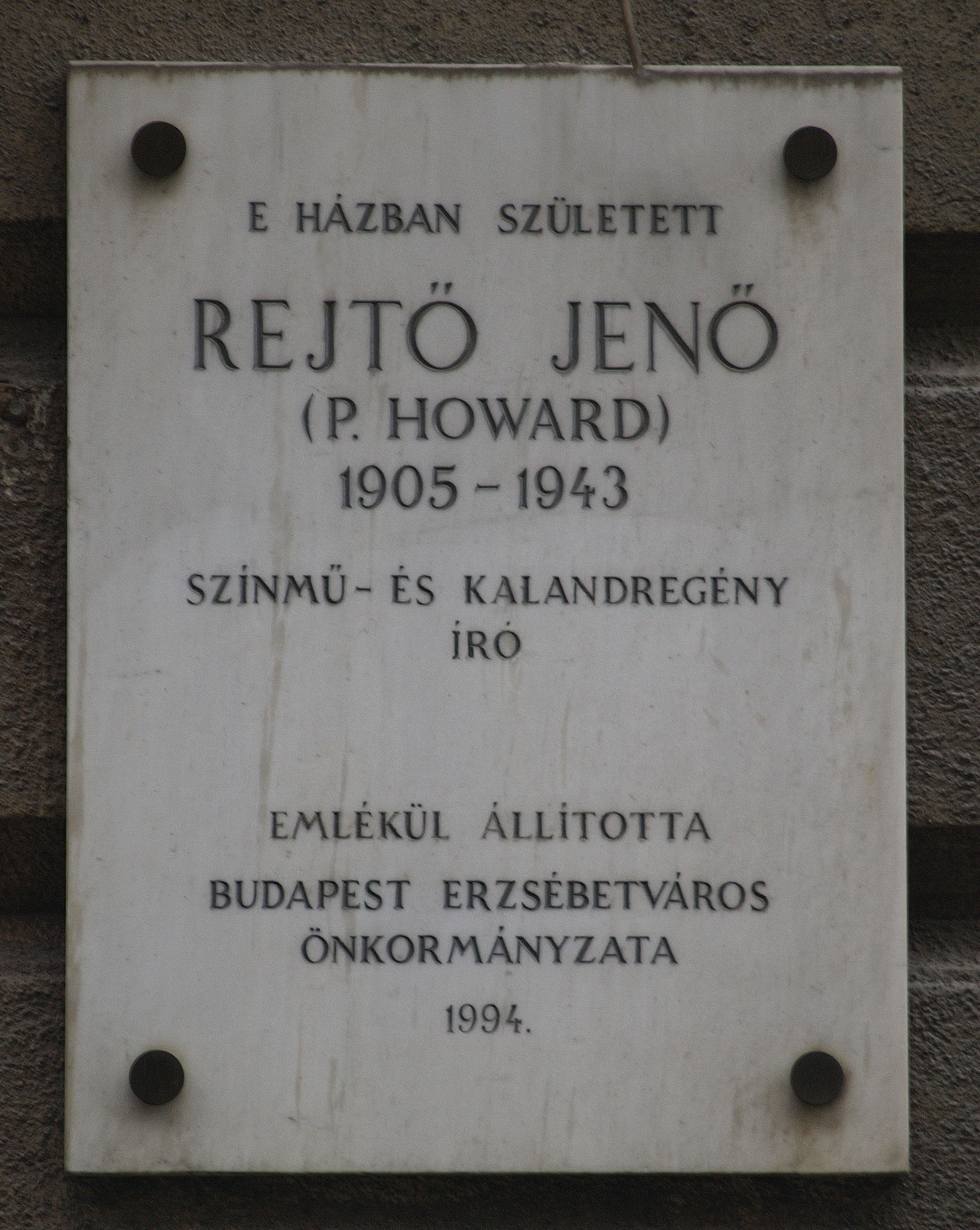
Rejtő Jenő, Szövetség utca 22.
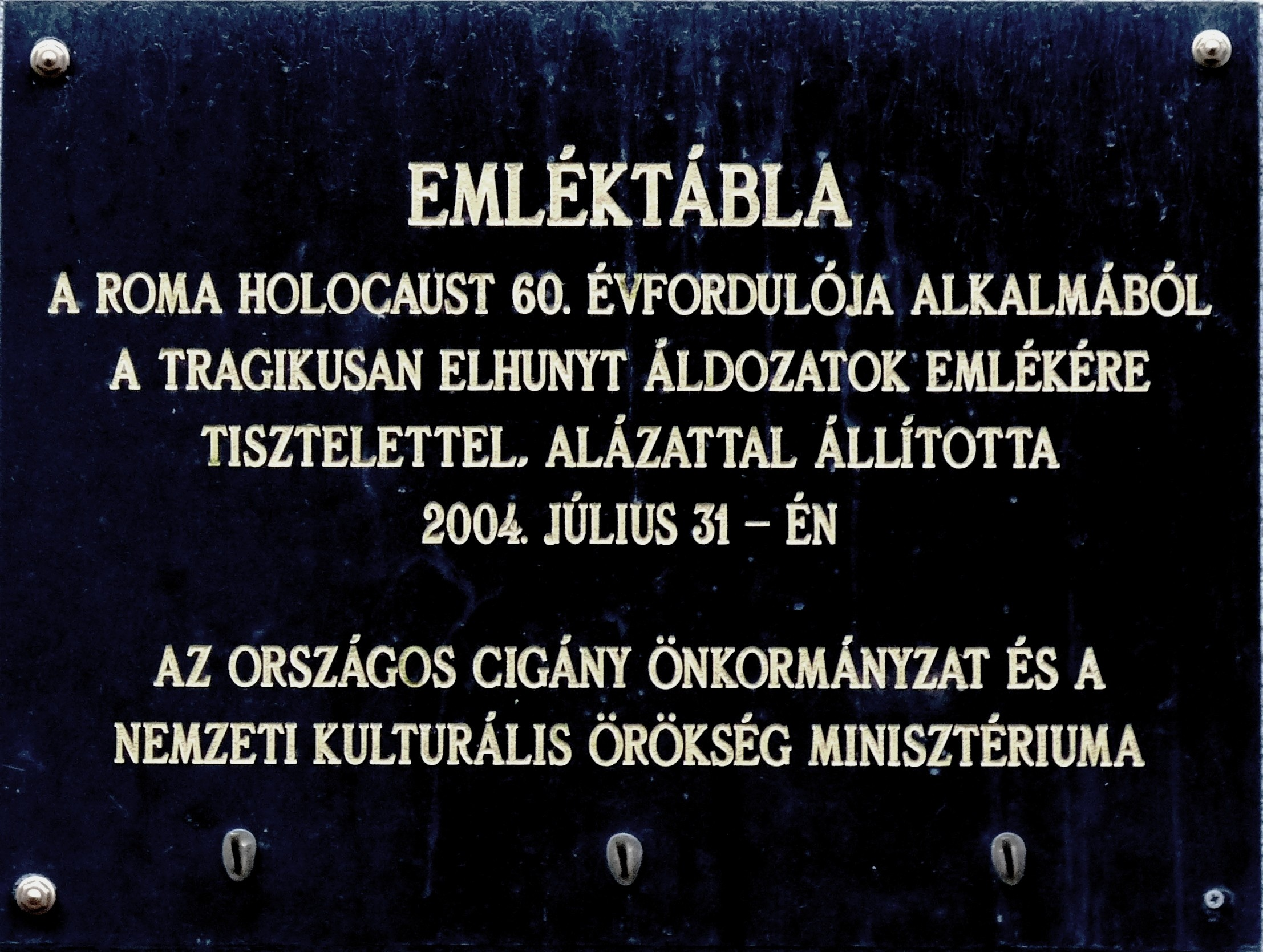
roma holokauszt, Dohány utca 76.
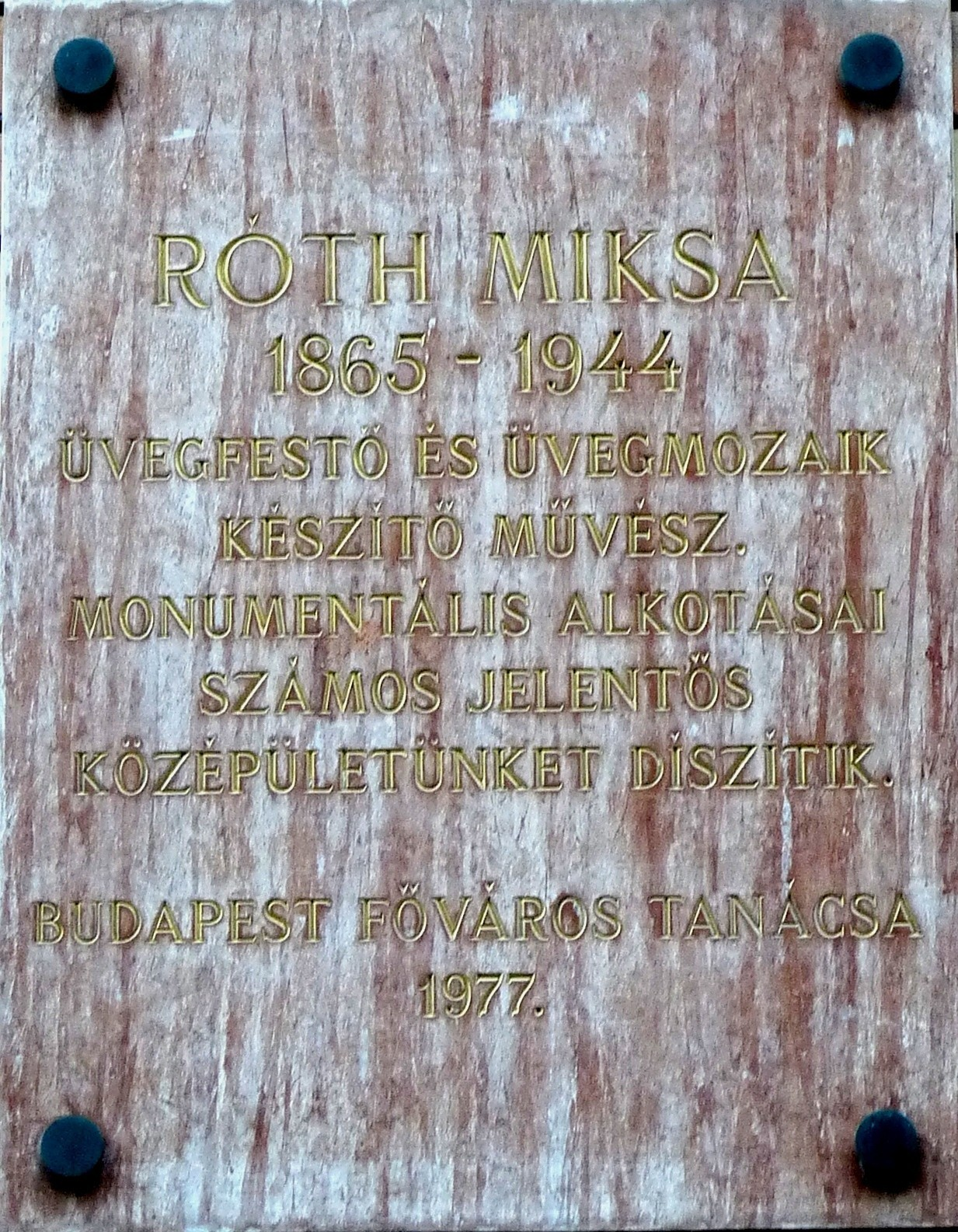
Róth Miksa, Nefelejcs utca 26.
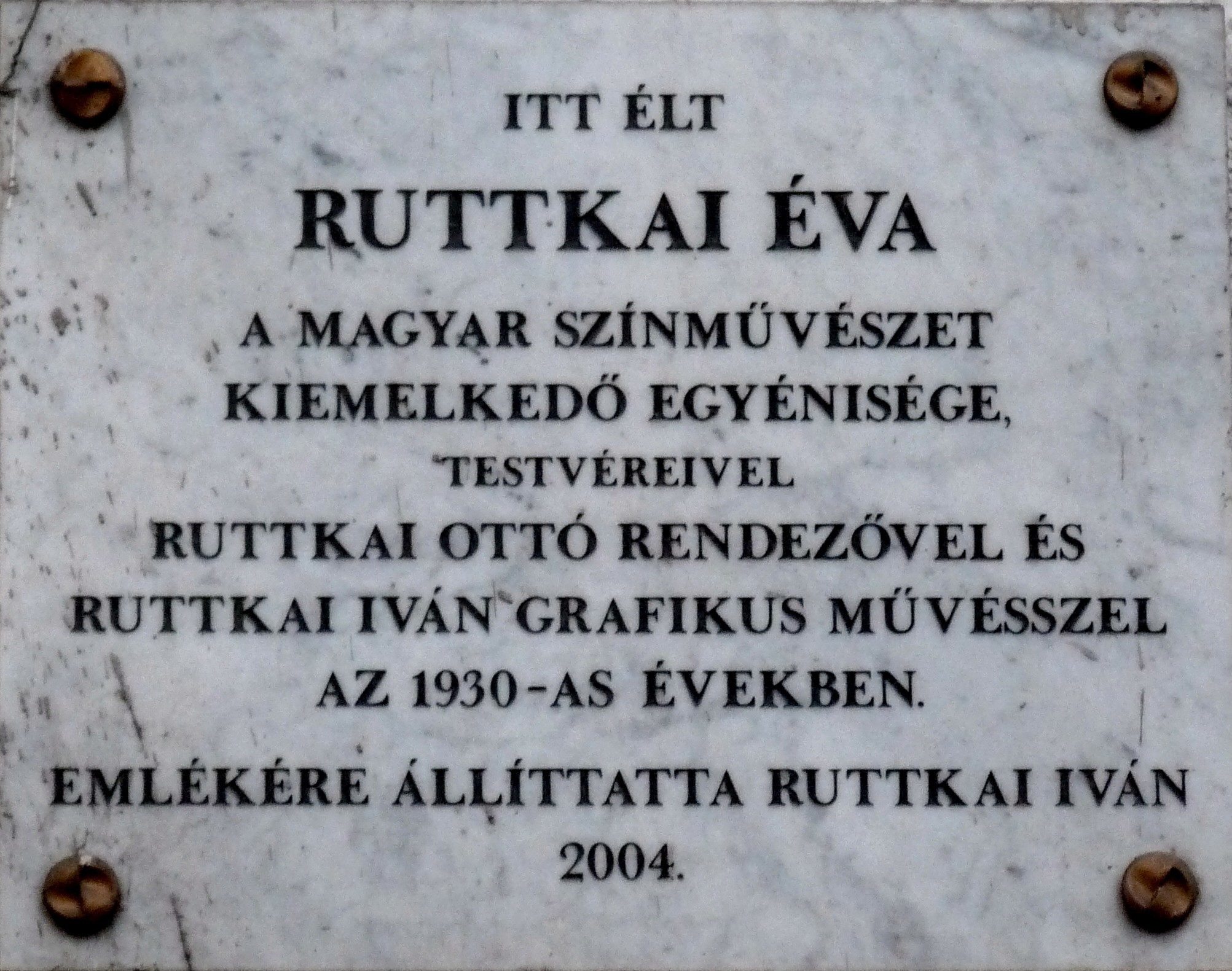
Ruttkai Éva, Ruttkai Ottó és Ruttkai Iván Erzsébet körút 27.
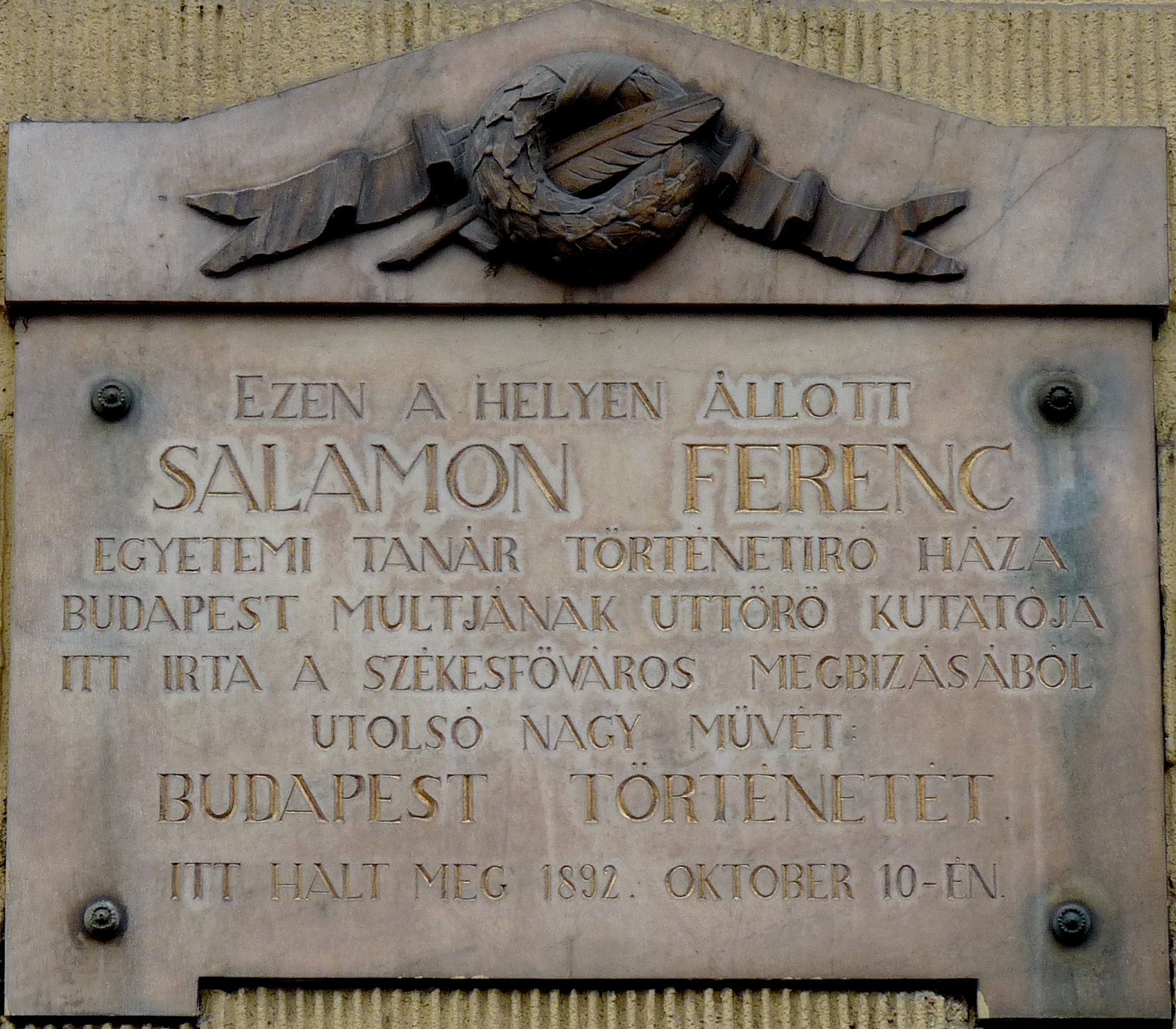
Salamon Ferenc, Damjanich utca 52.
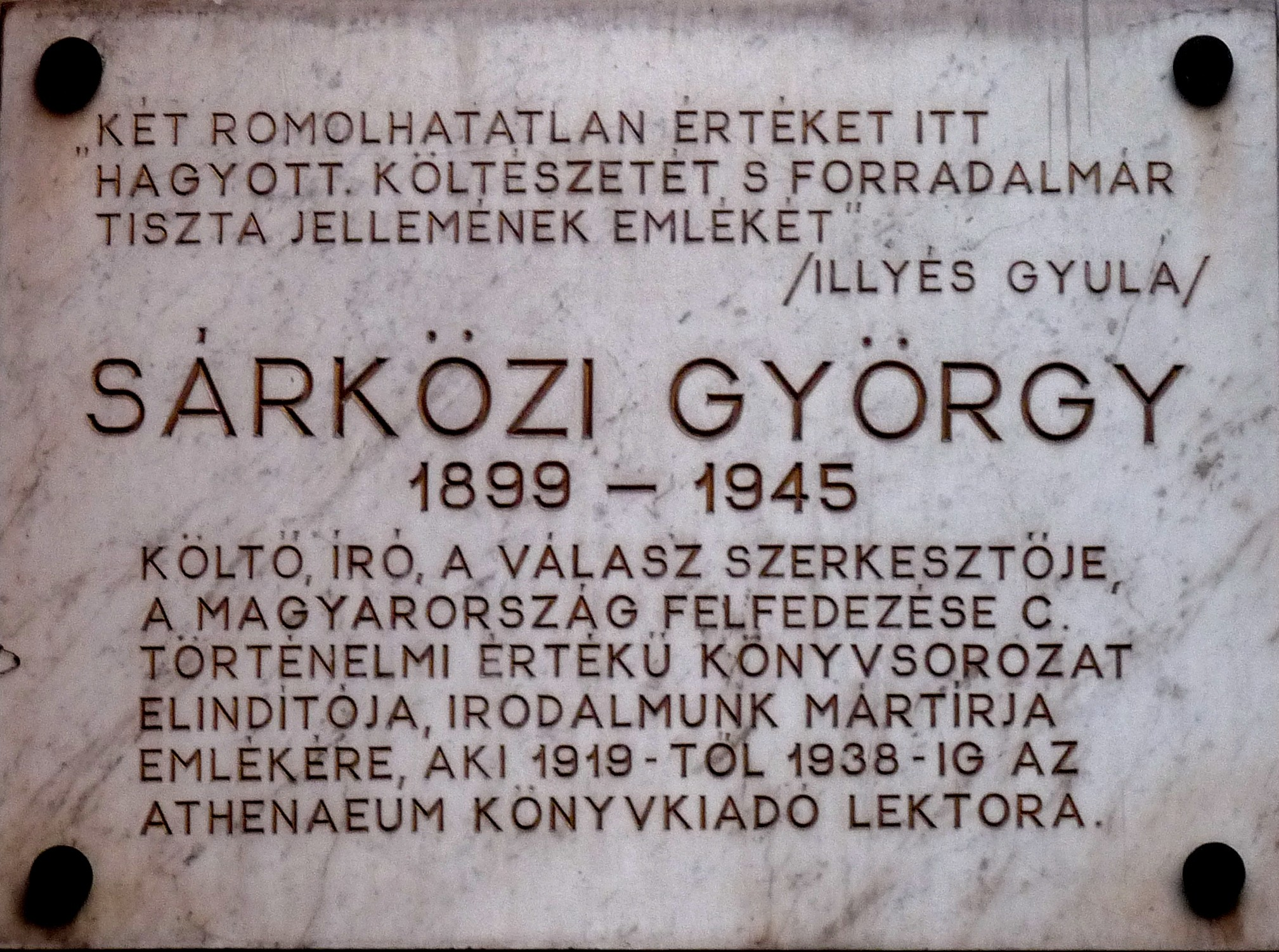
Sárközi György, Erzsébet körút 7.
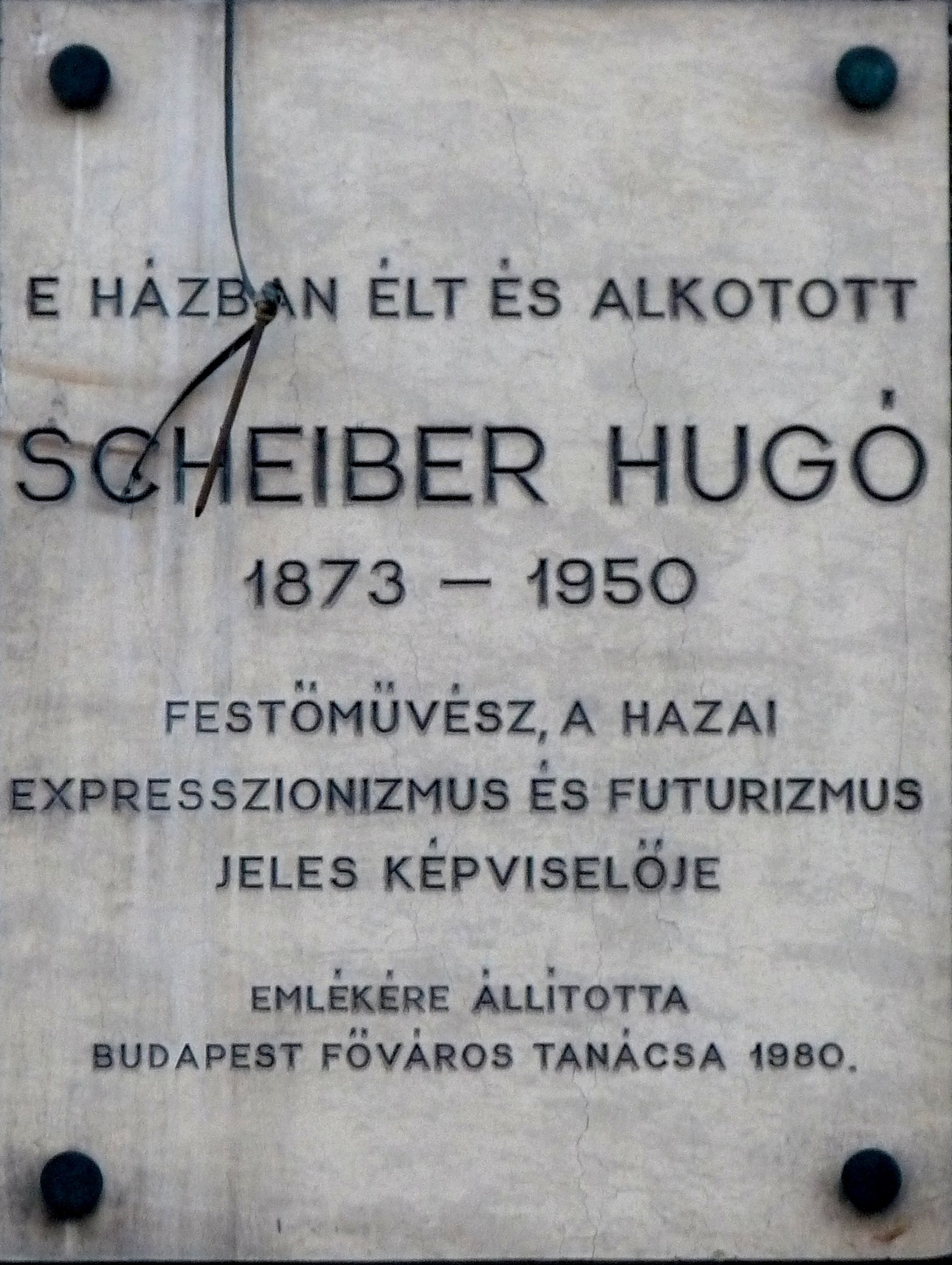
Scheiber Hugó, Kertész utca 22.
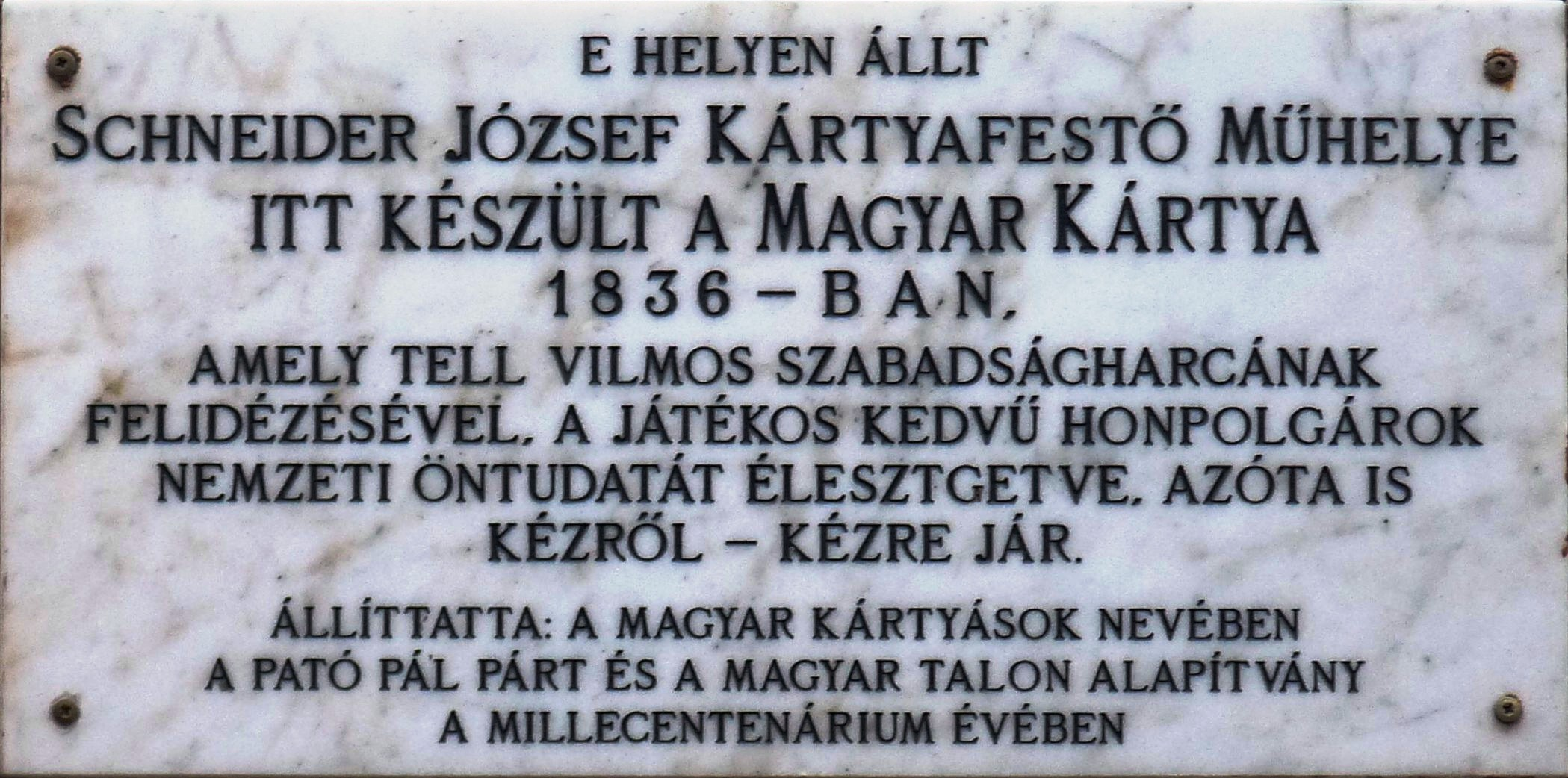
Schneider József Kártyafestő Műhelye, Kazinczy utca 55.
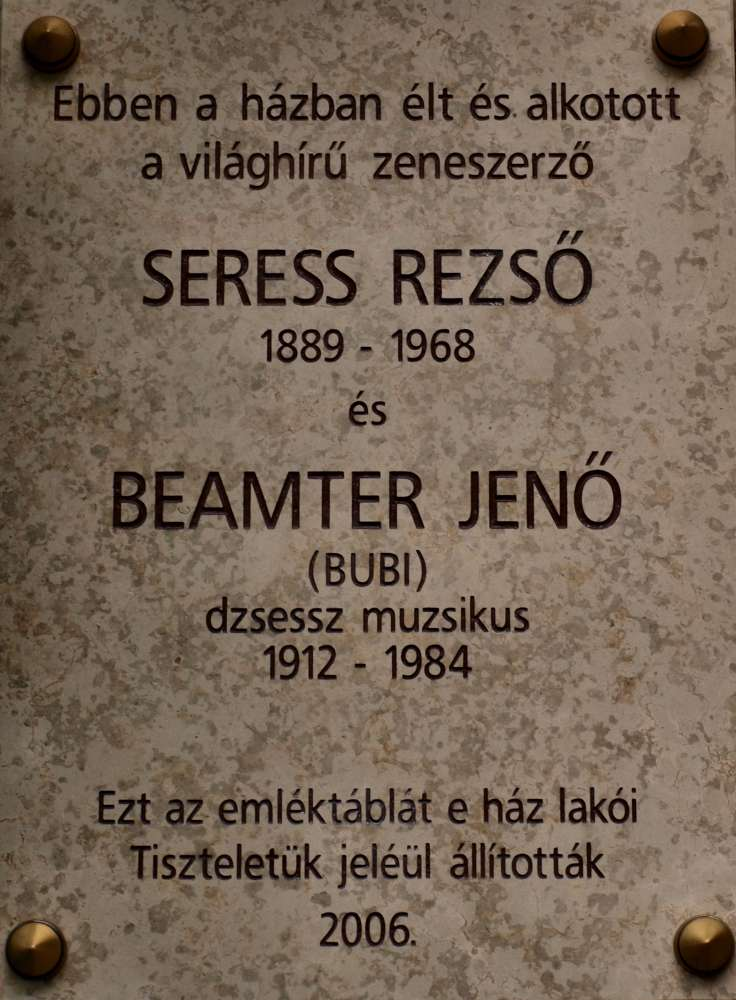
Seress Rezső, Dob utca 46/b
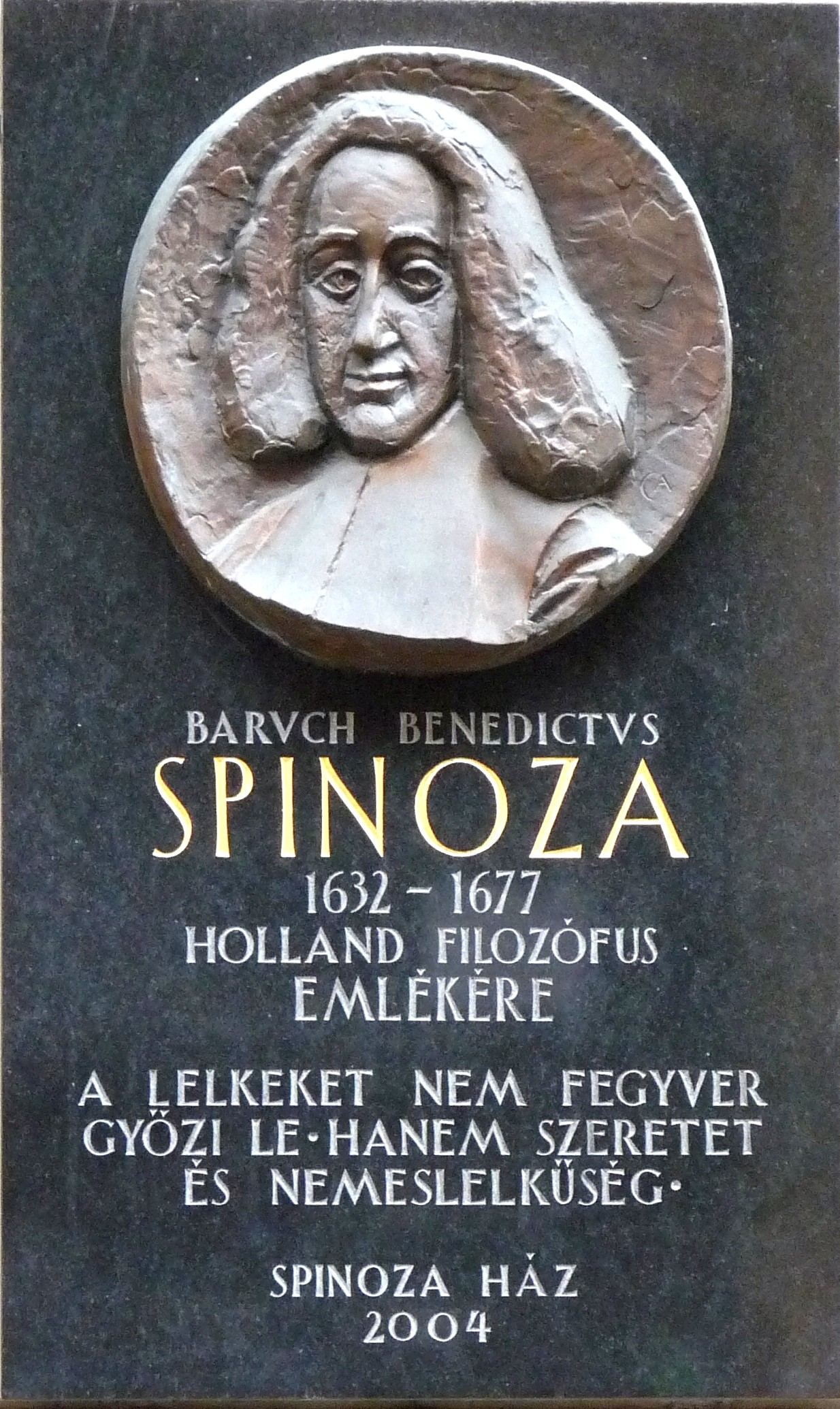
Spinoza, Dob utca 15. alkotó: Czinder Antal
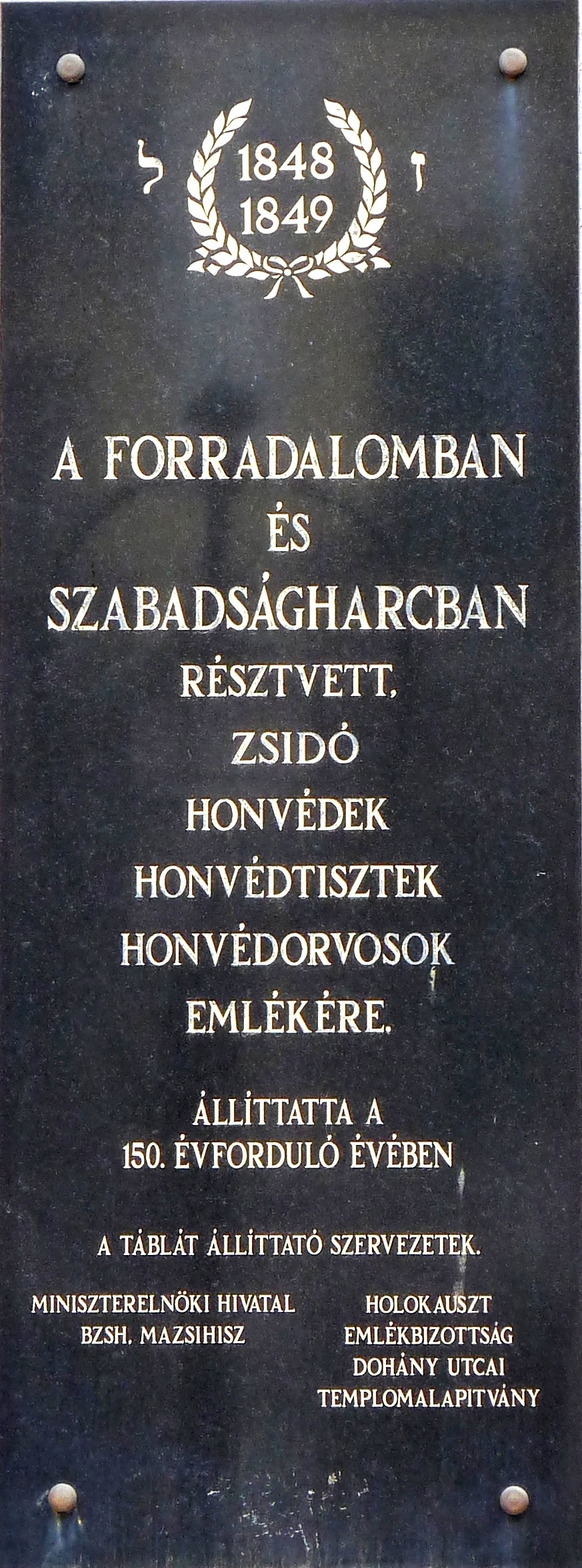
a szabadságharc zsidó honvédjei, Dohány utca 2.
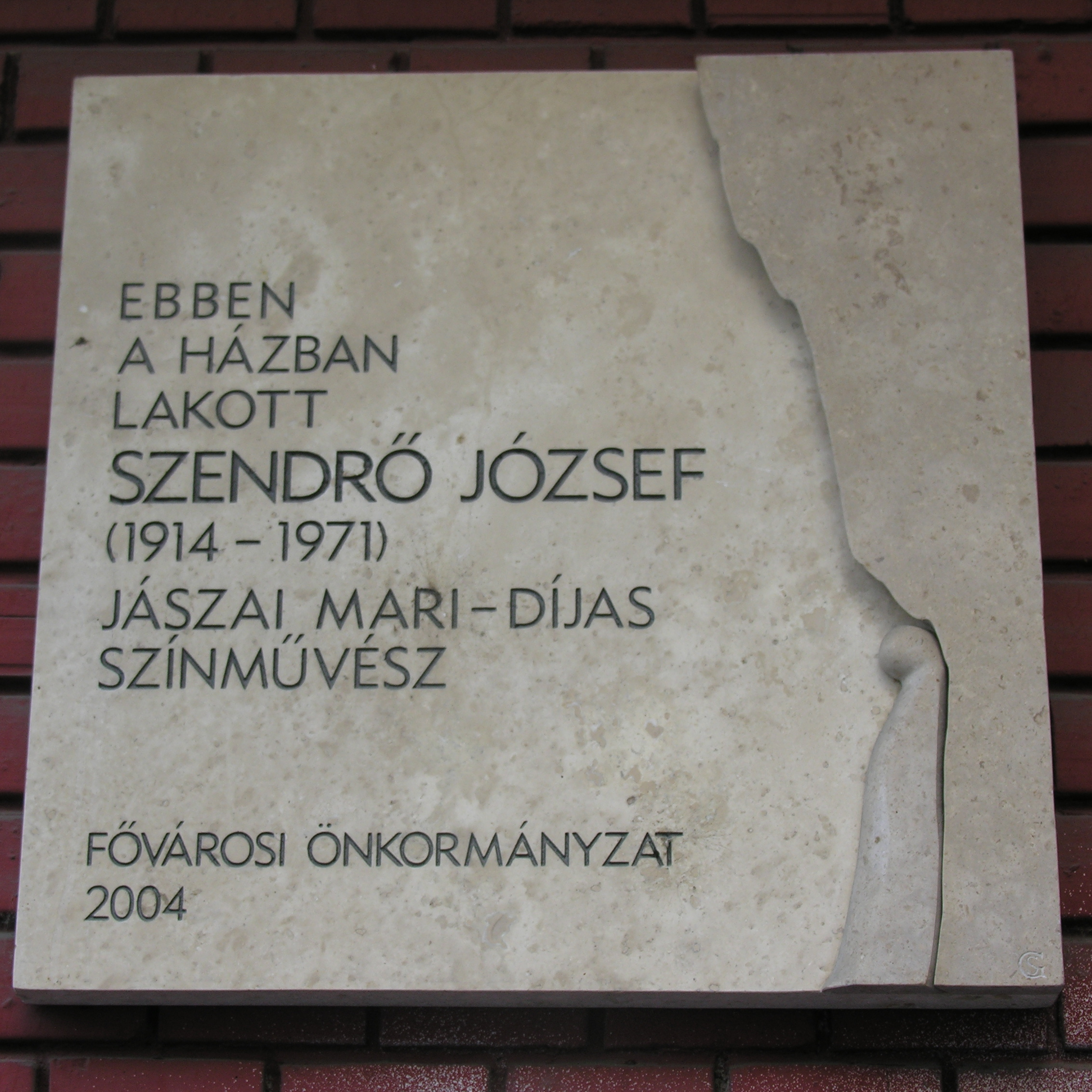
Szendrő József, Bajza utca 1-9.
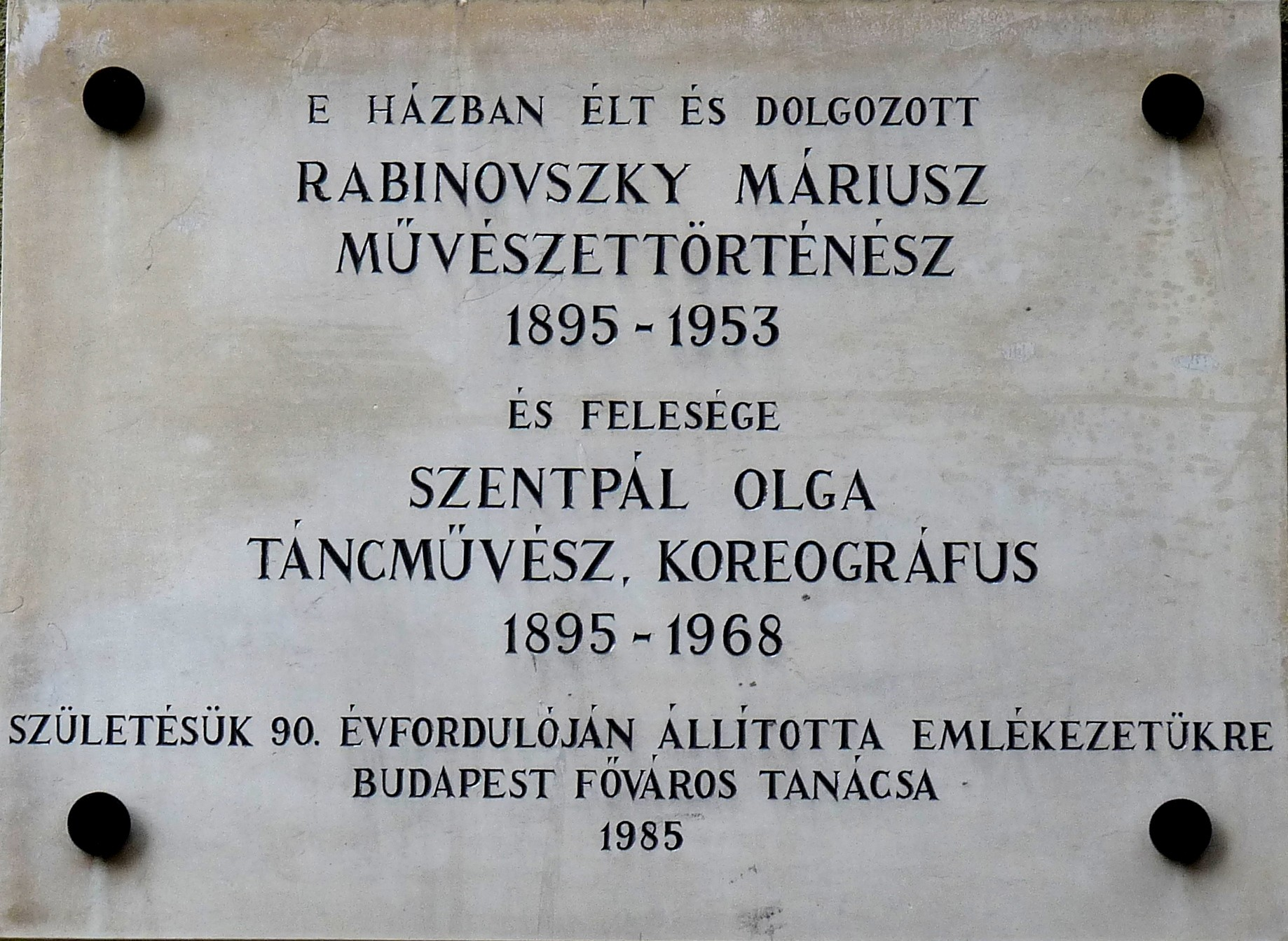
Szentpál Olga, Városligeti fasor 3.
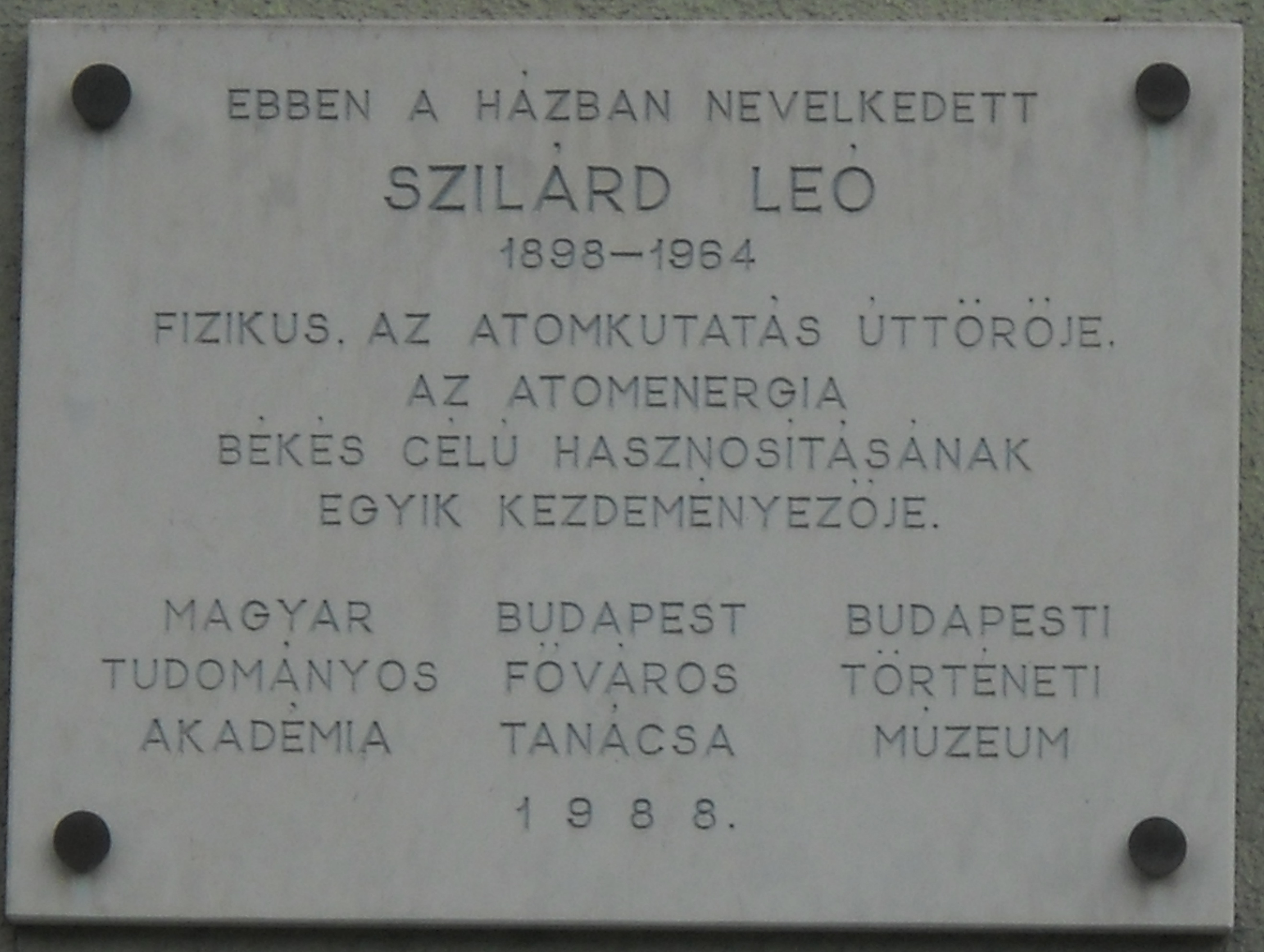
Szilárd Leó, Városligeti fasor 33.
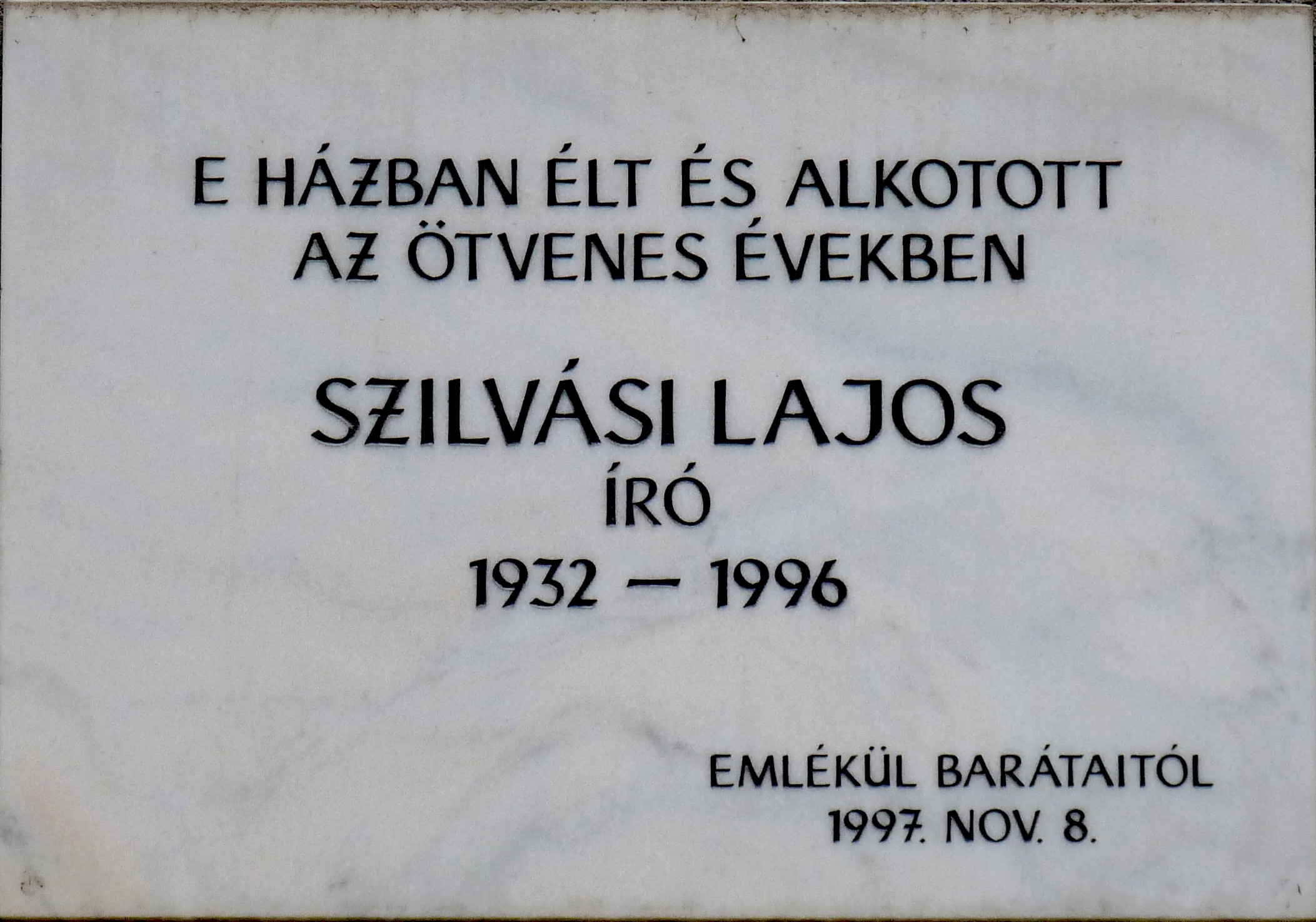
Szilvási Lajos, Síp utca 24.
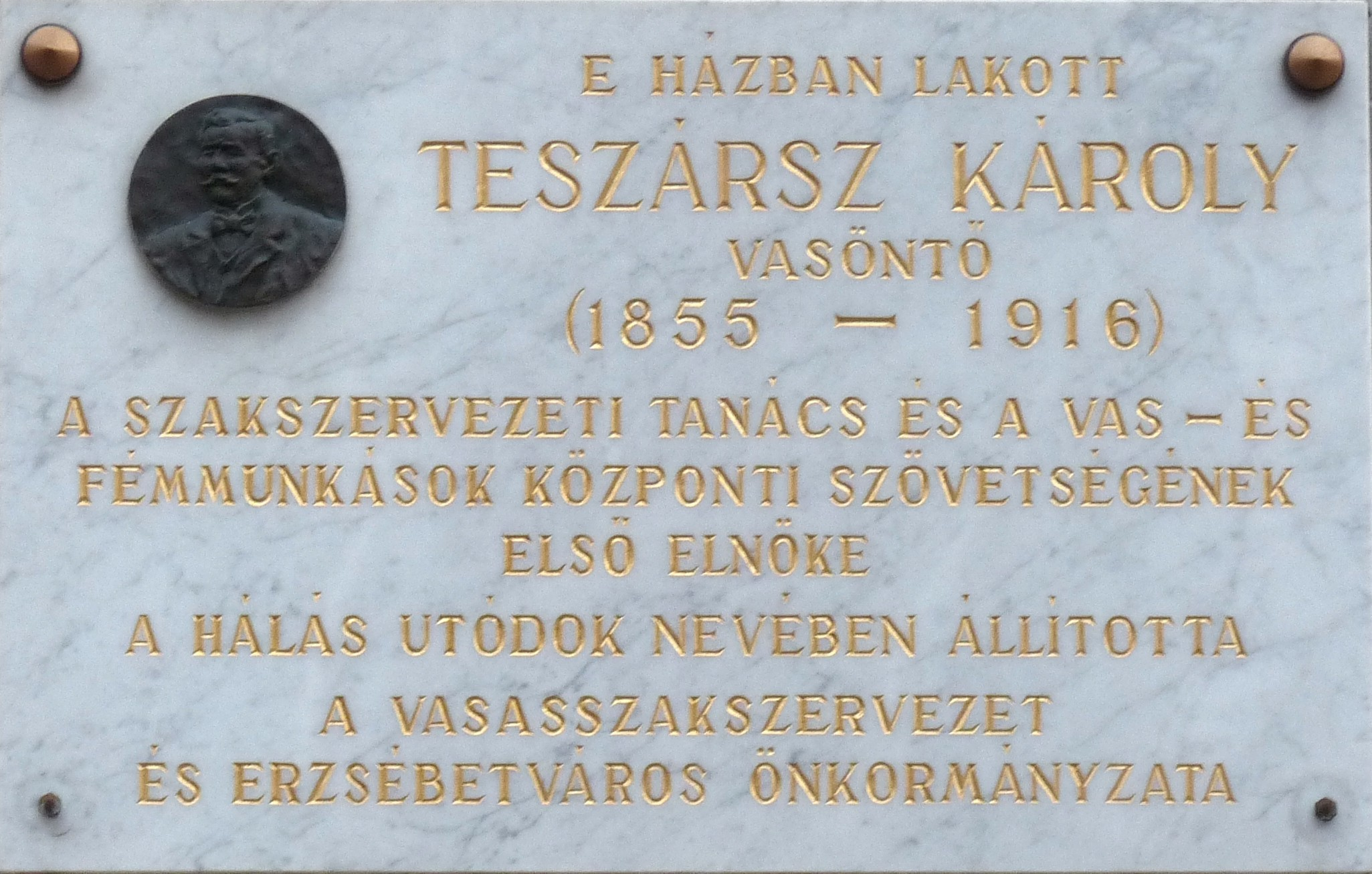
Teszársz Károly, Nefelejcs utca 53.
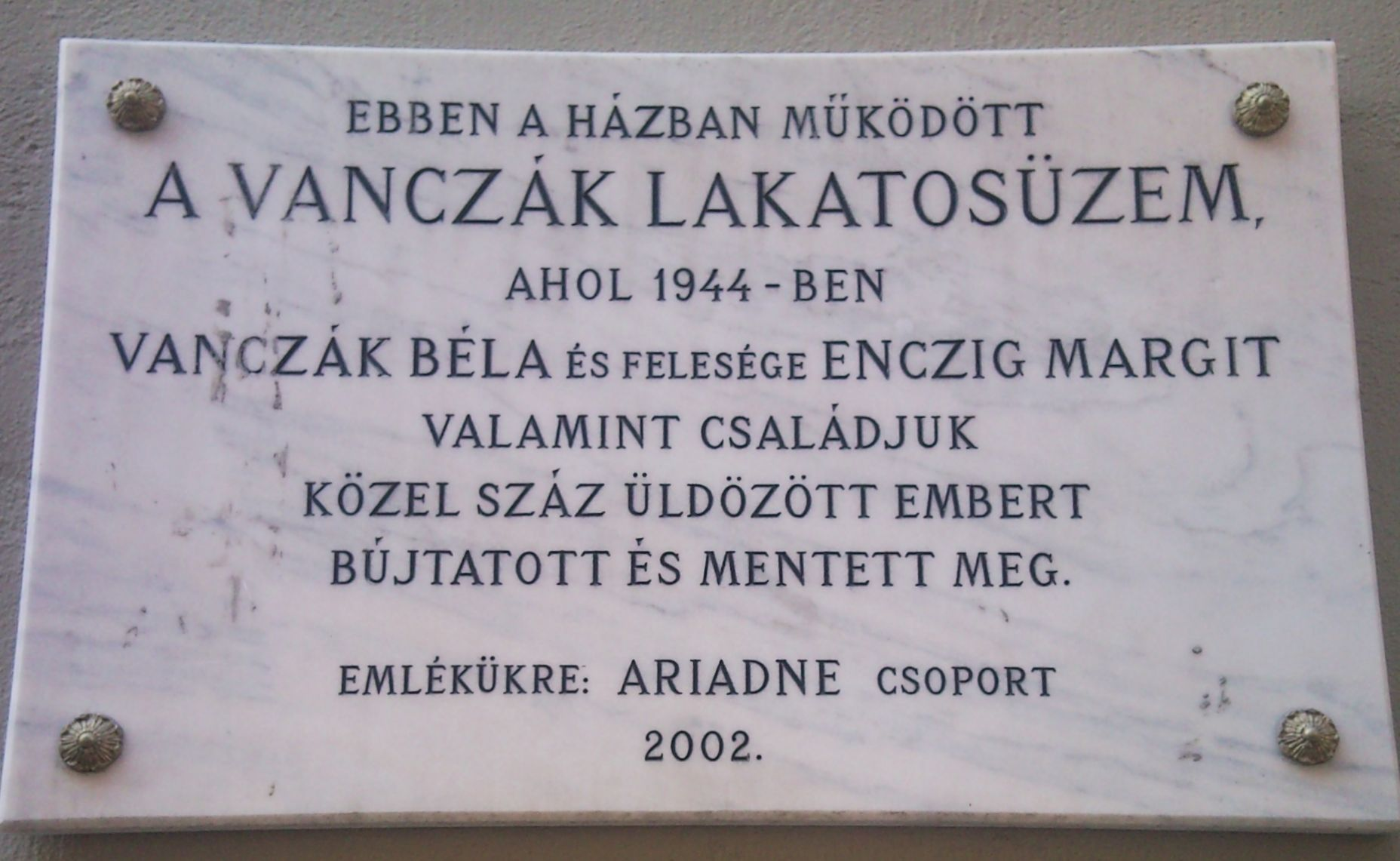
Vanczák Béla és családja, Csányi utca 2.
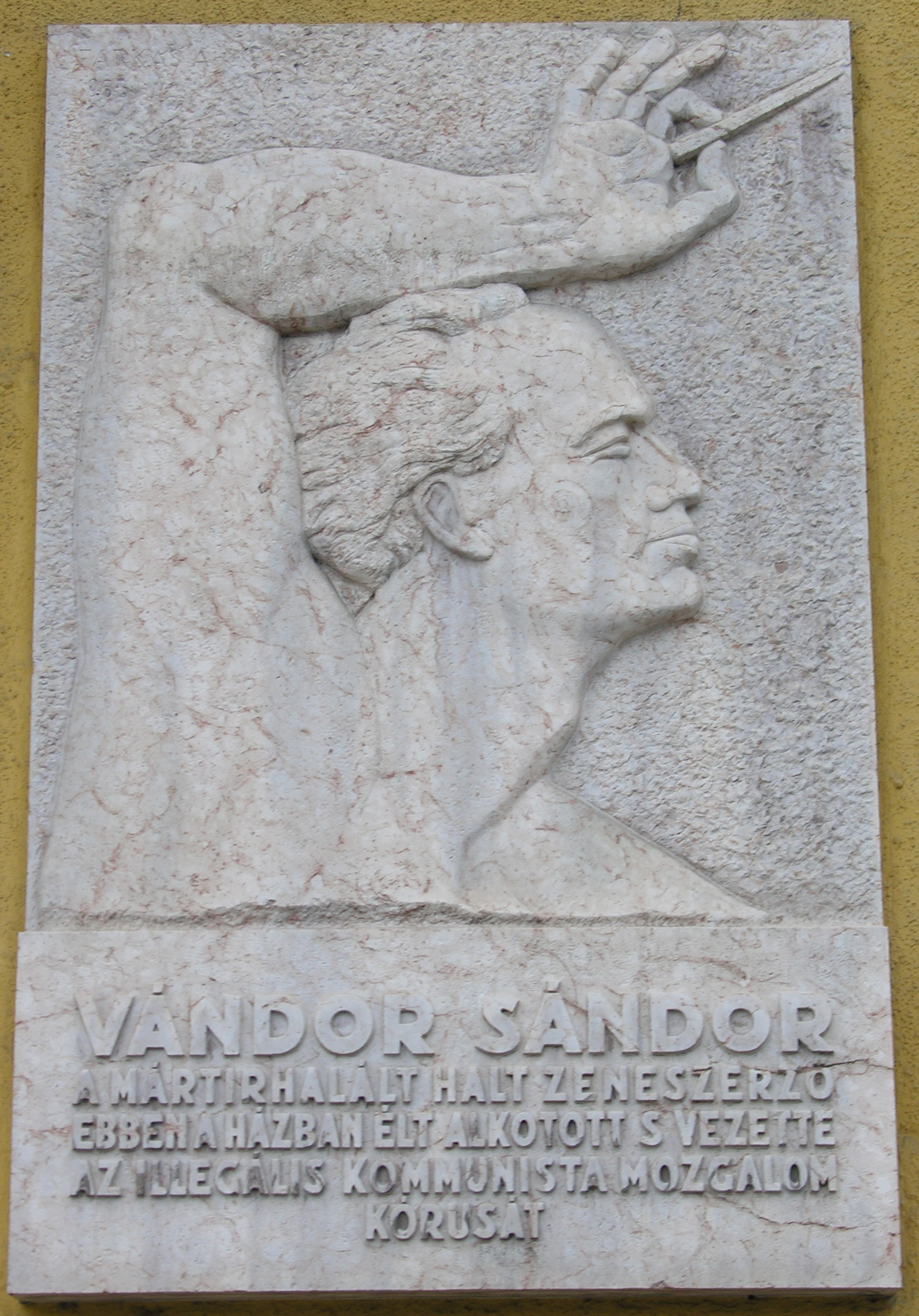
Vándor Sándor, Dózsa György út 68.
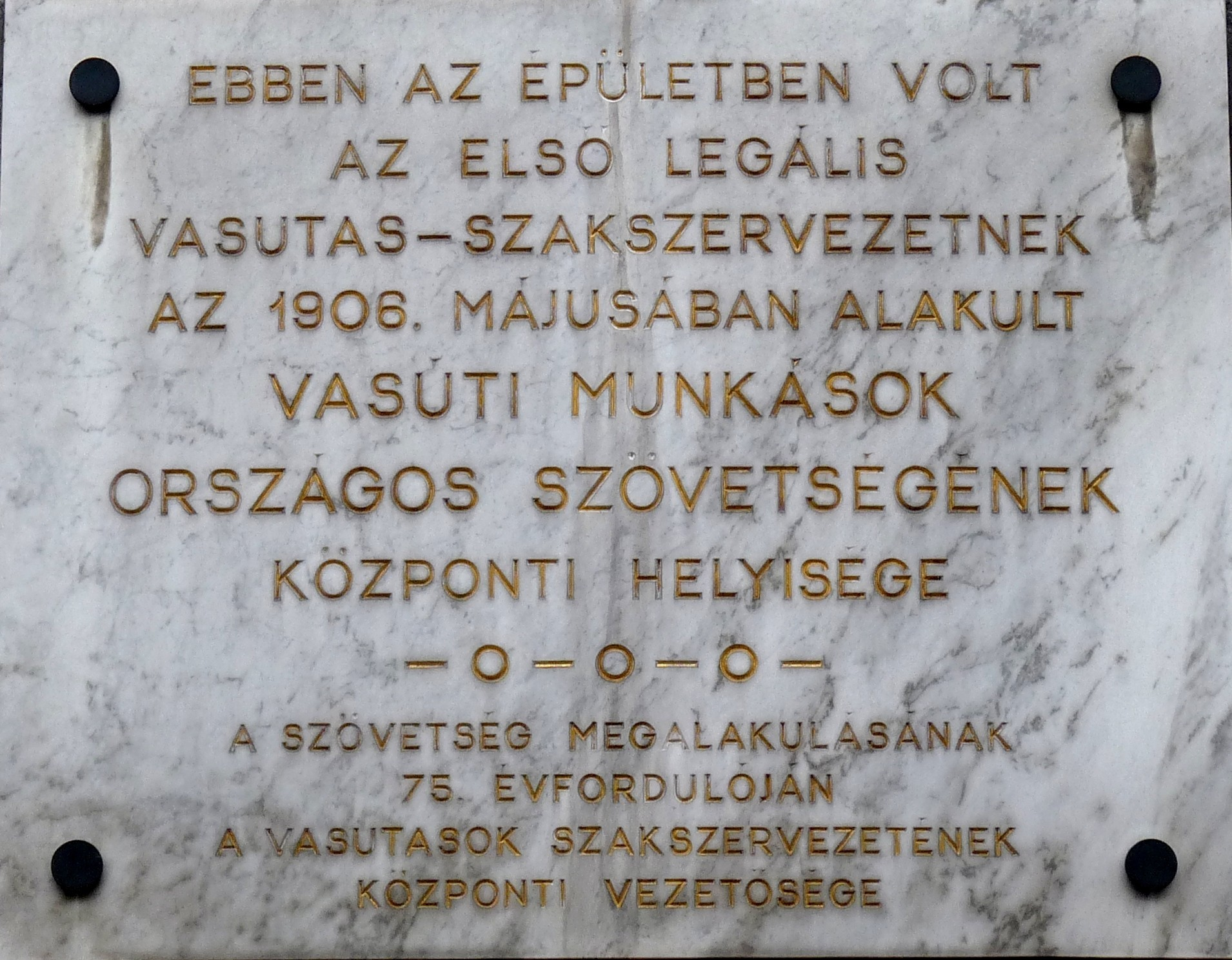
Vasúti Munkások Országos Szövetsége, Rottenbiller utca 5/a.
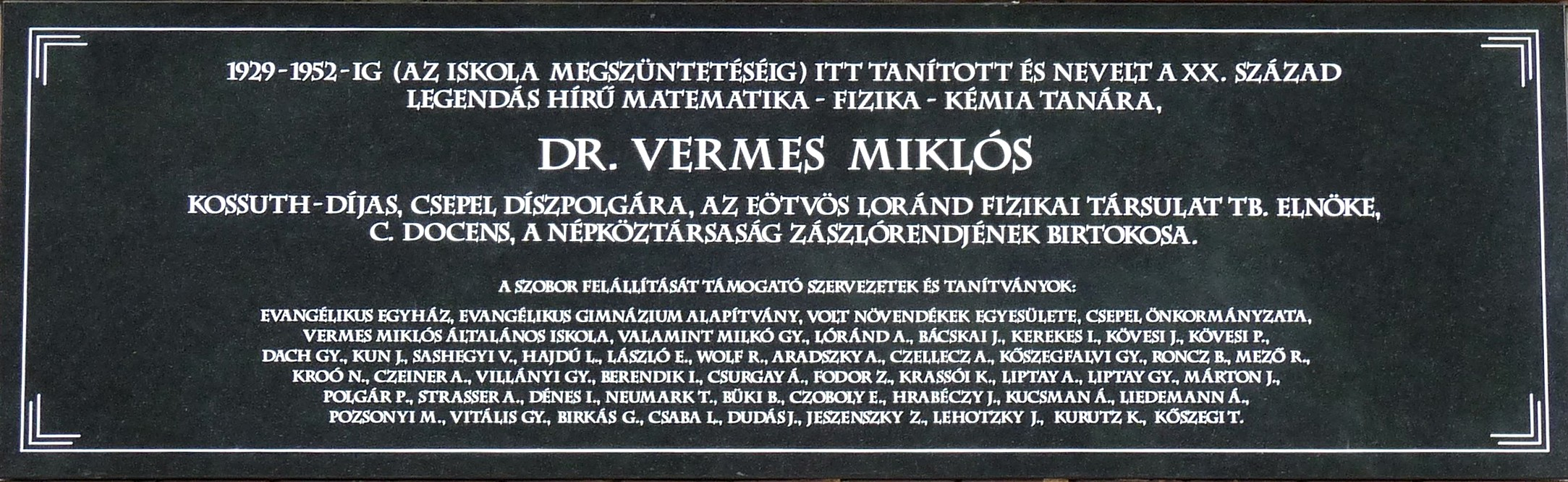
Vermes Miklós, Városligeti fasor 17-21.
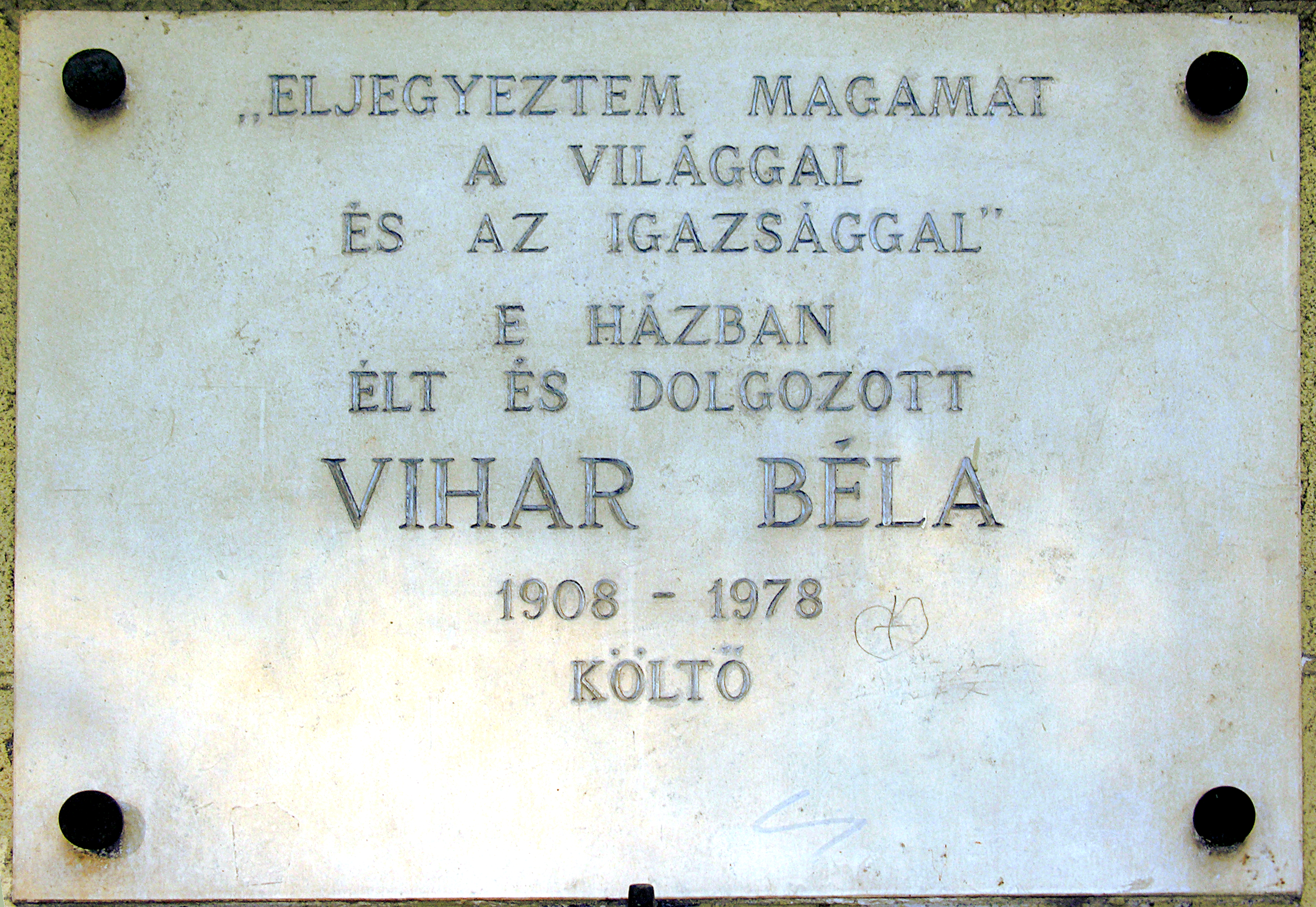
Vihar Béla, Damjanich utca 26/b
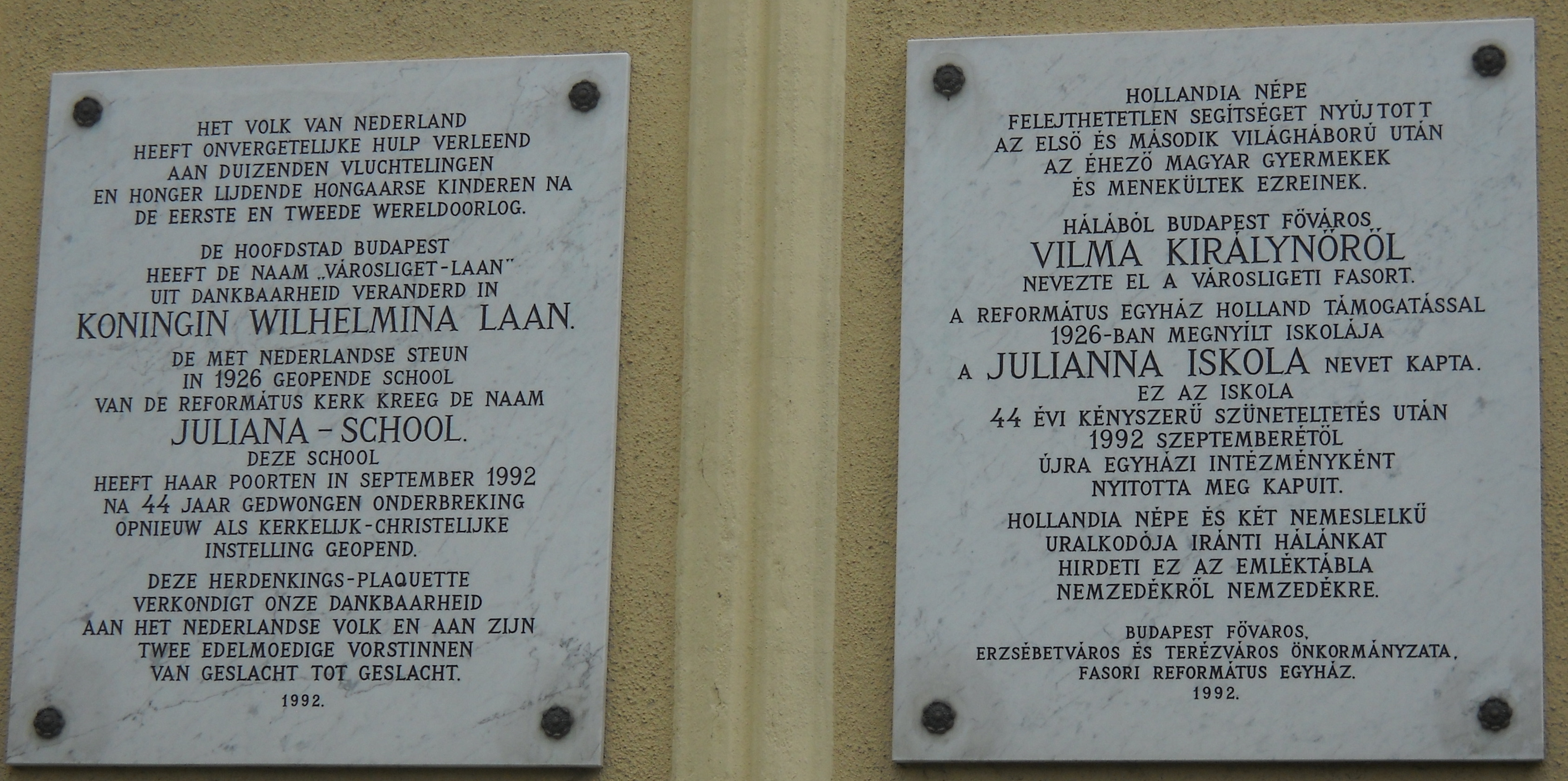
Vilma holland királynő és I. Julianna holland királynő, Városligeti fasor 5-7.
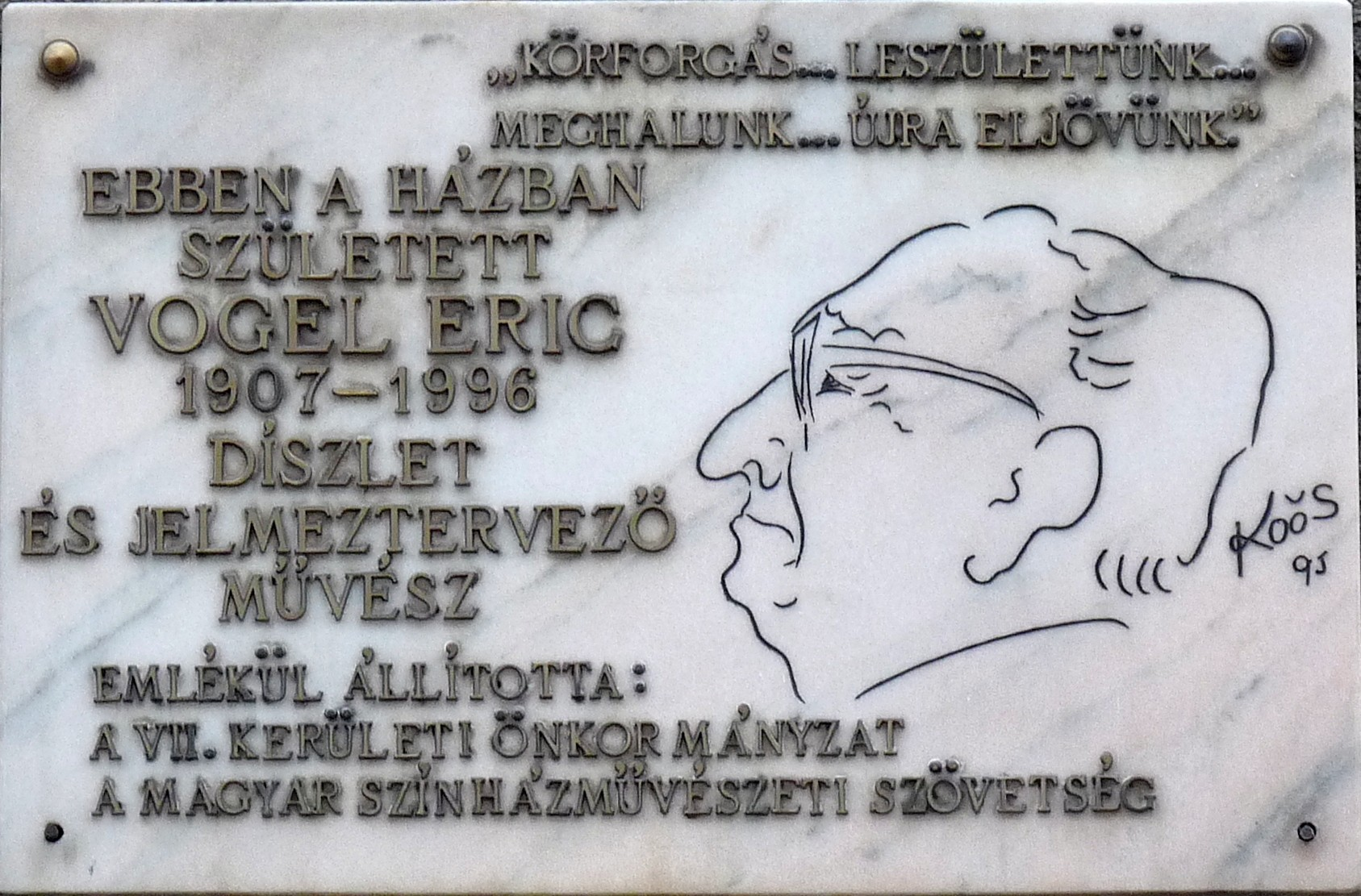
Vogel Eric, Marek József utca 4.
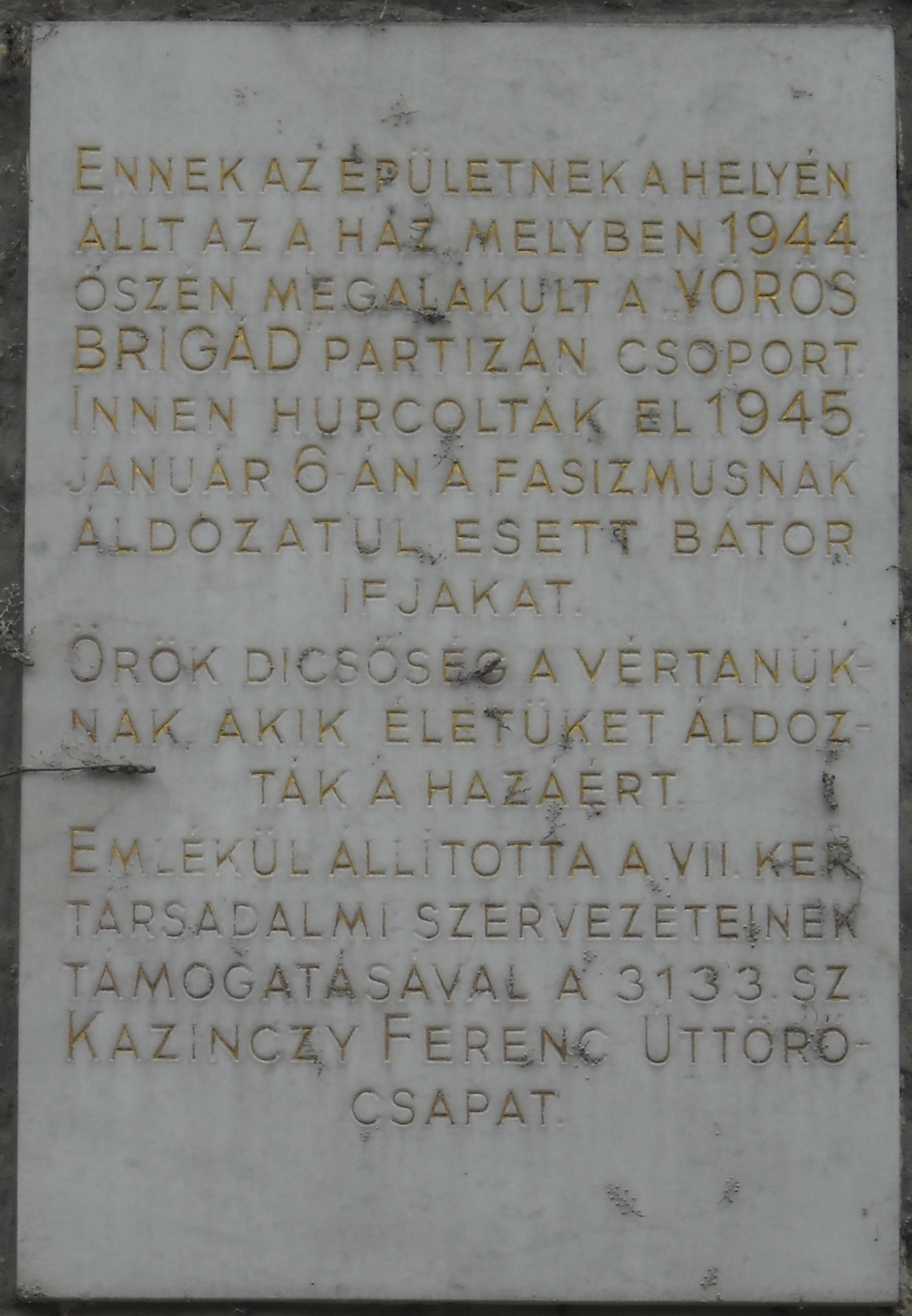
Vörös Brigád partizán csoport, Városligeti fasor 39-41.
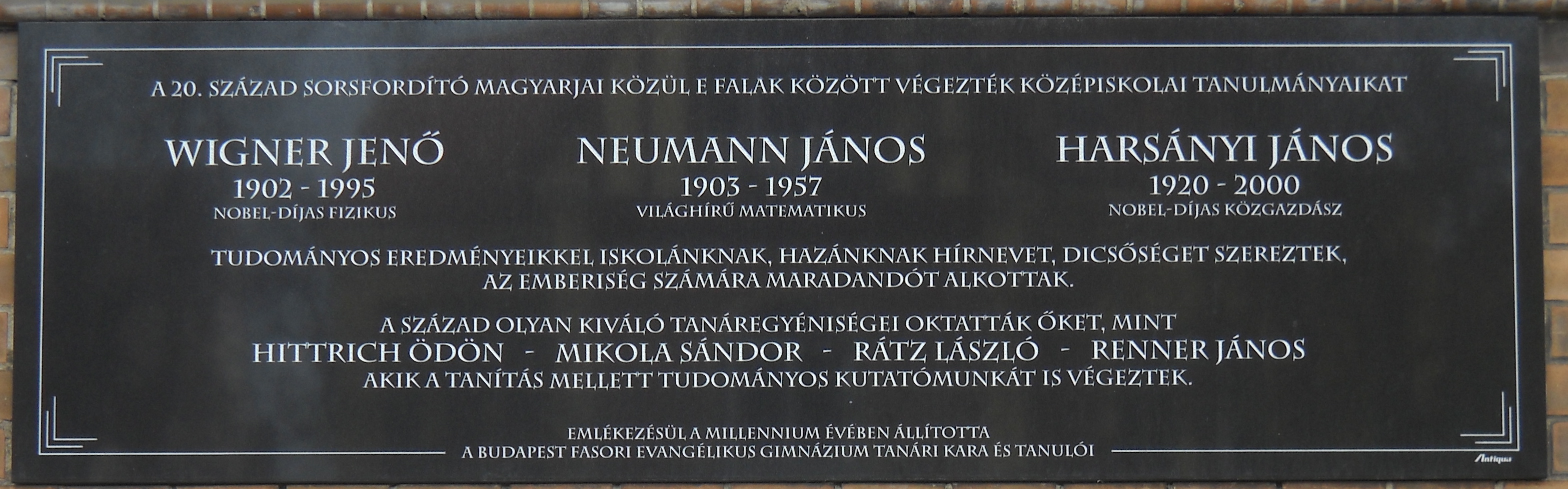
Wigner Jenő, Városligeti fasor 17-21.
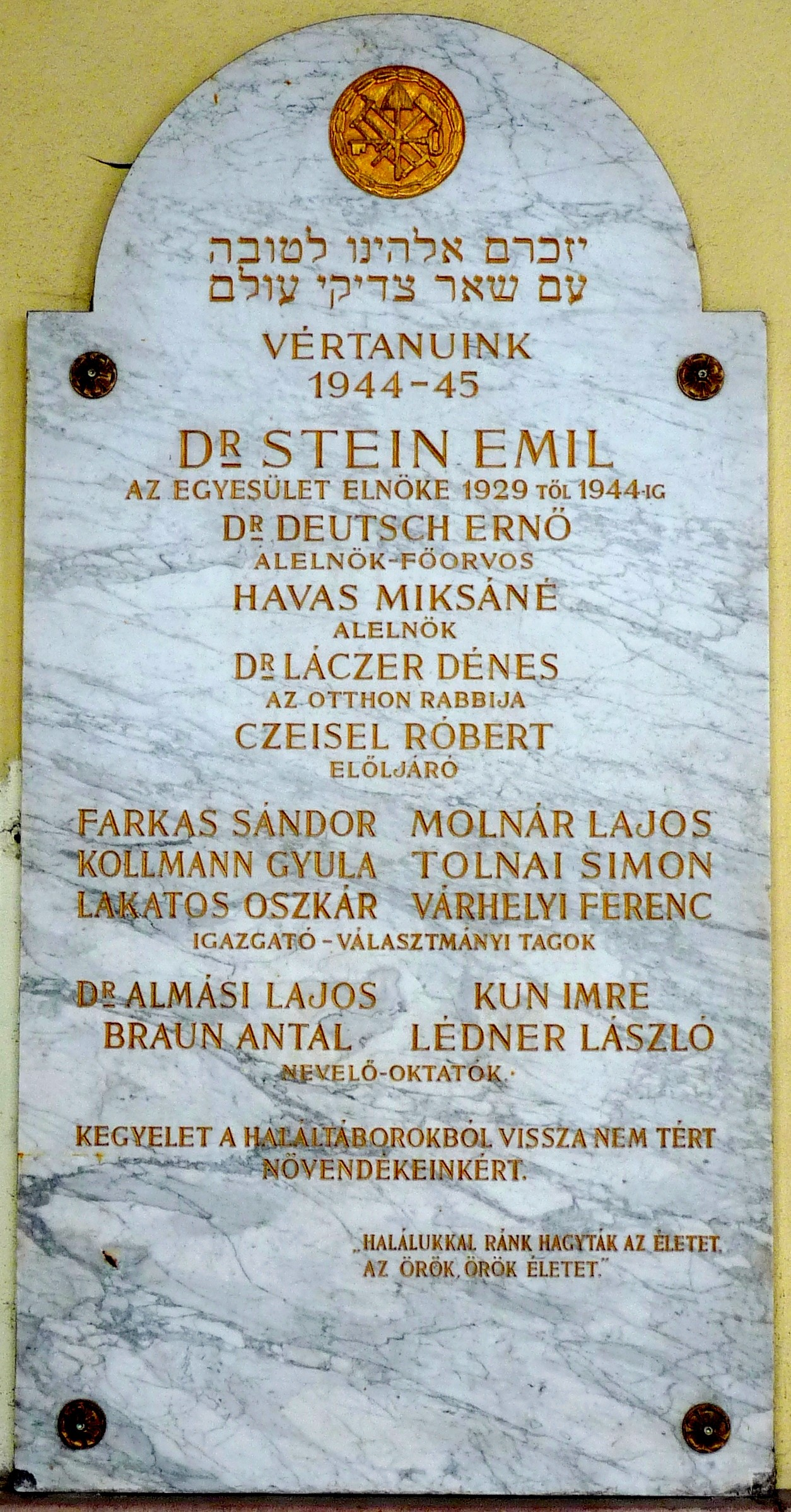
zsidó vértanúk, Wesselényi utca 1.
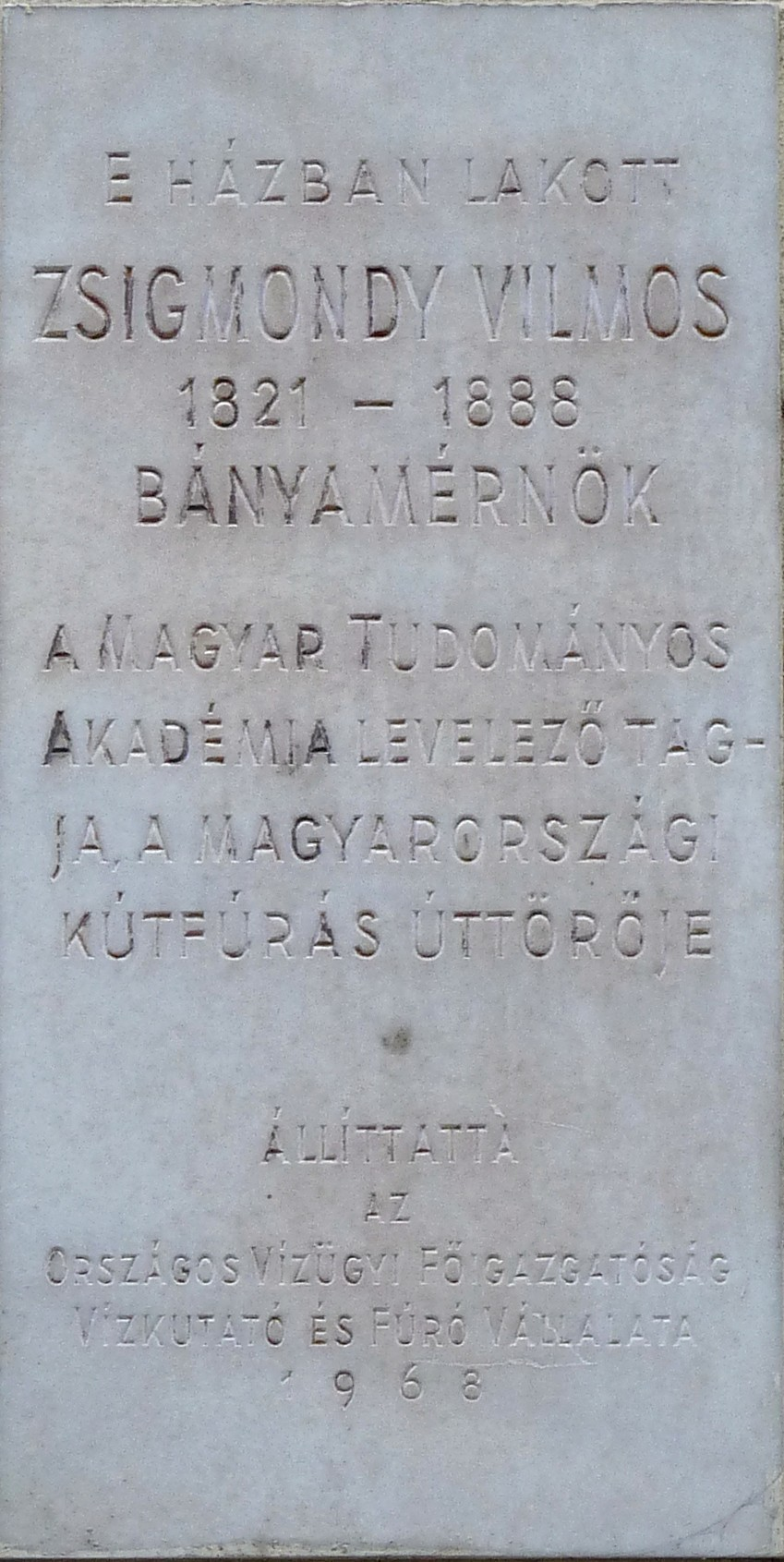
Zsigmondy Vilmos, Dob utca 95.
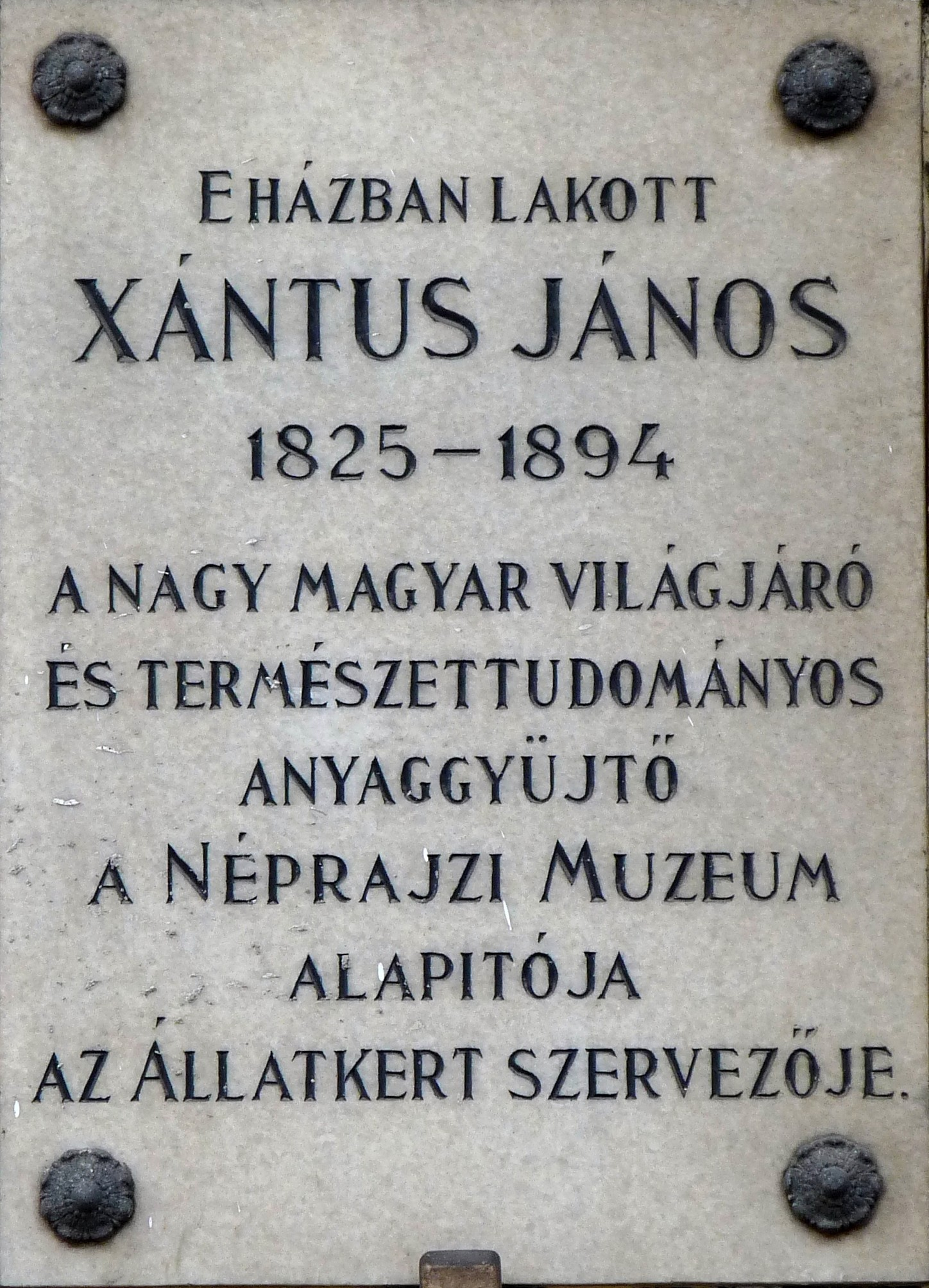
Xántus János,
Damjanich utca 44.

### Botlatókövek

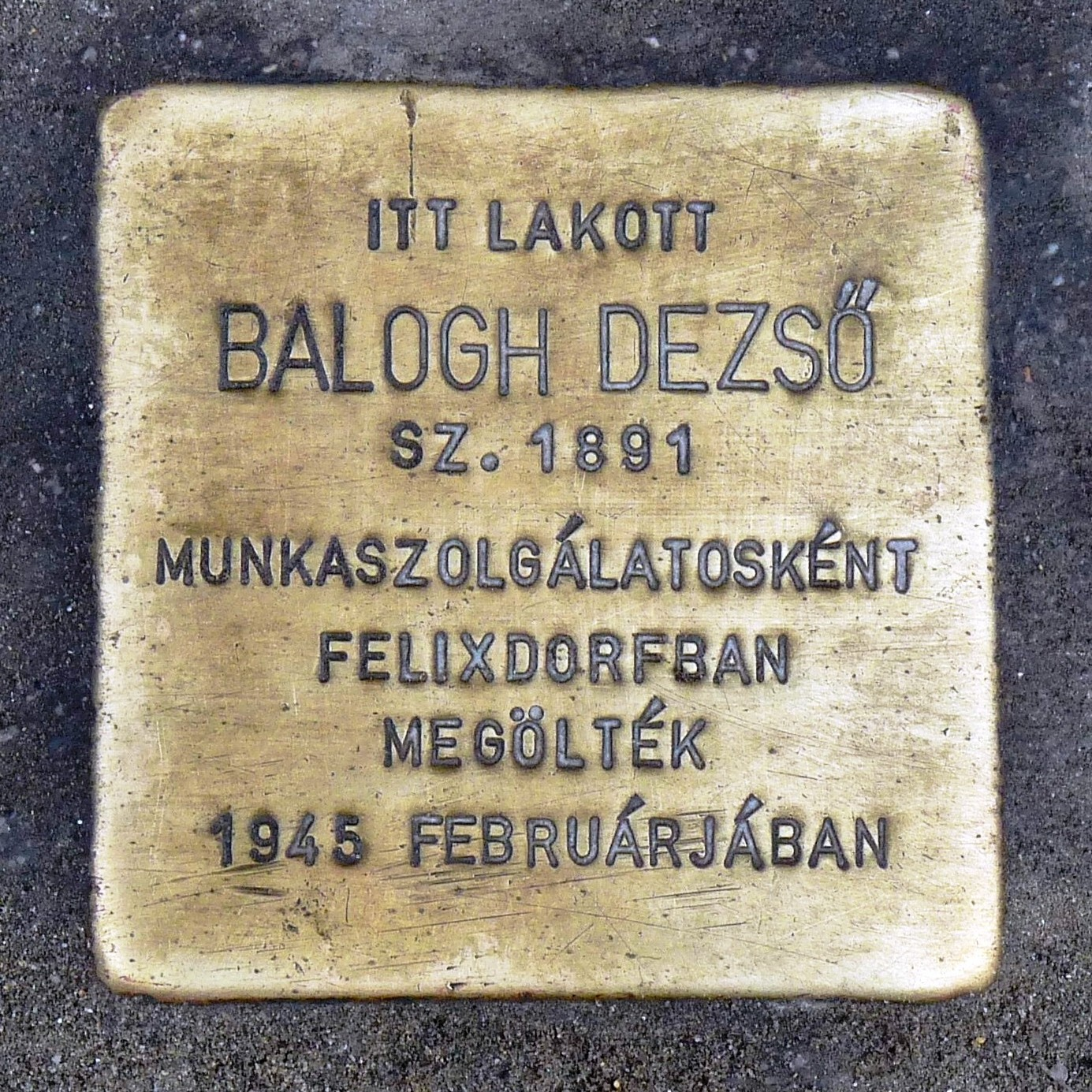
Balogh Dezső, Klauzál utca 8.
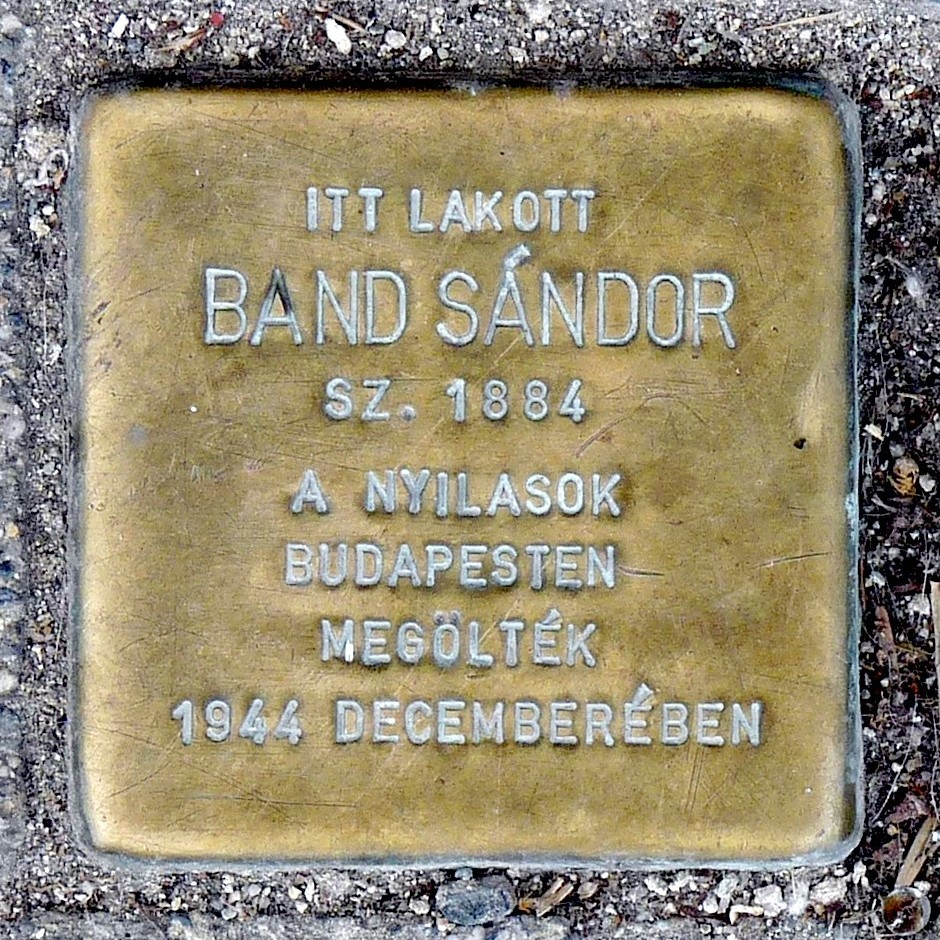
Band Sándor, Bethlen Gábor tér 3.
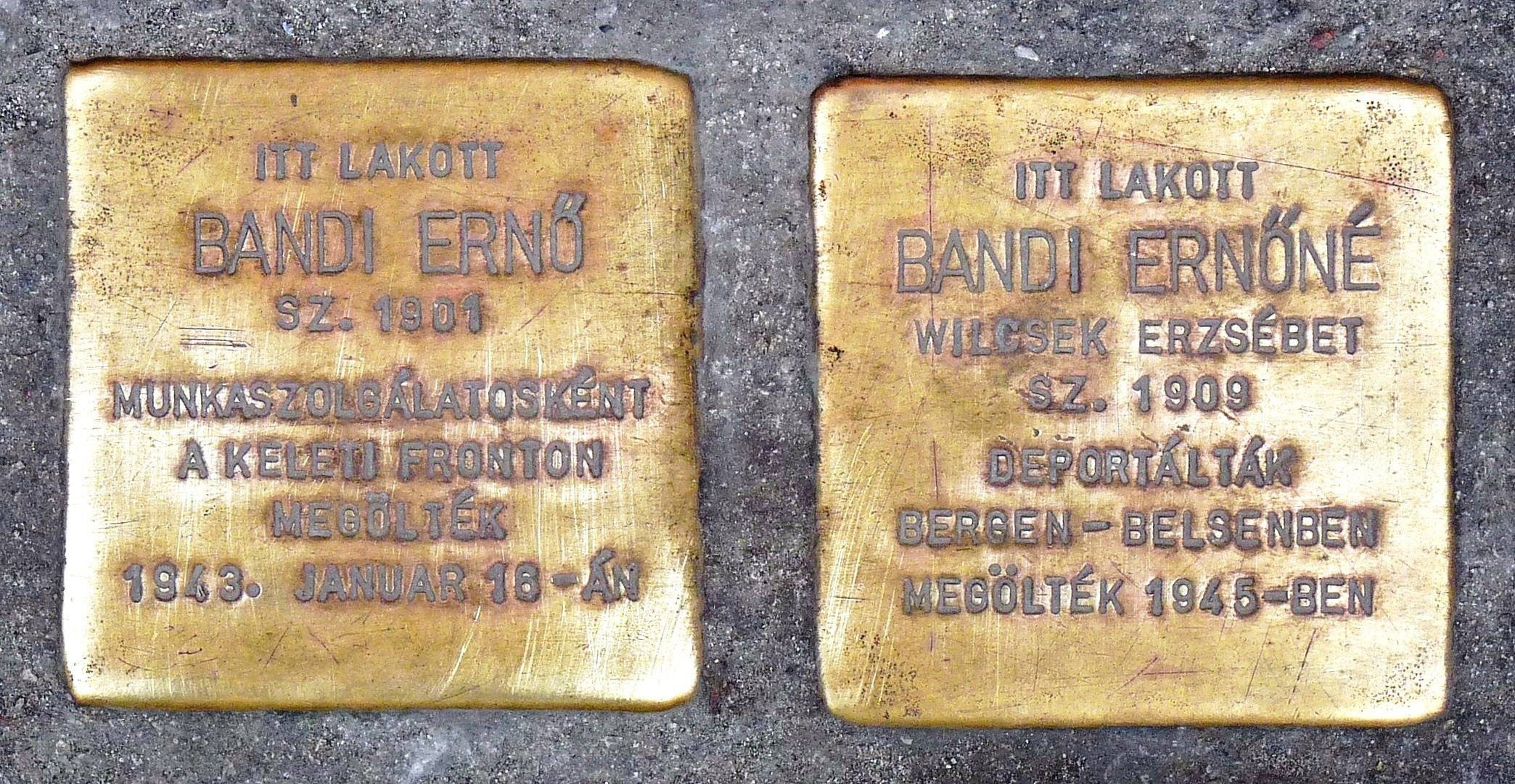
Bandi házaspár, Marek József utca 36.
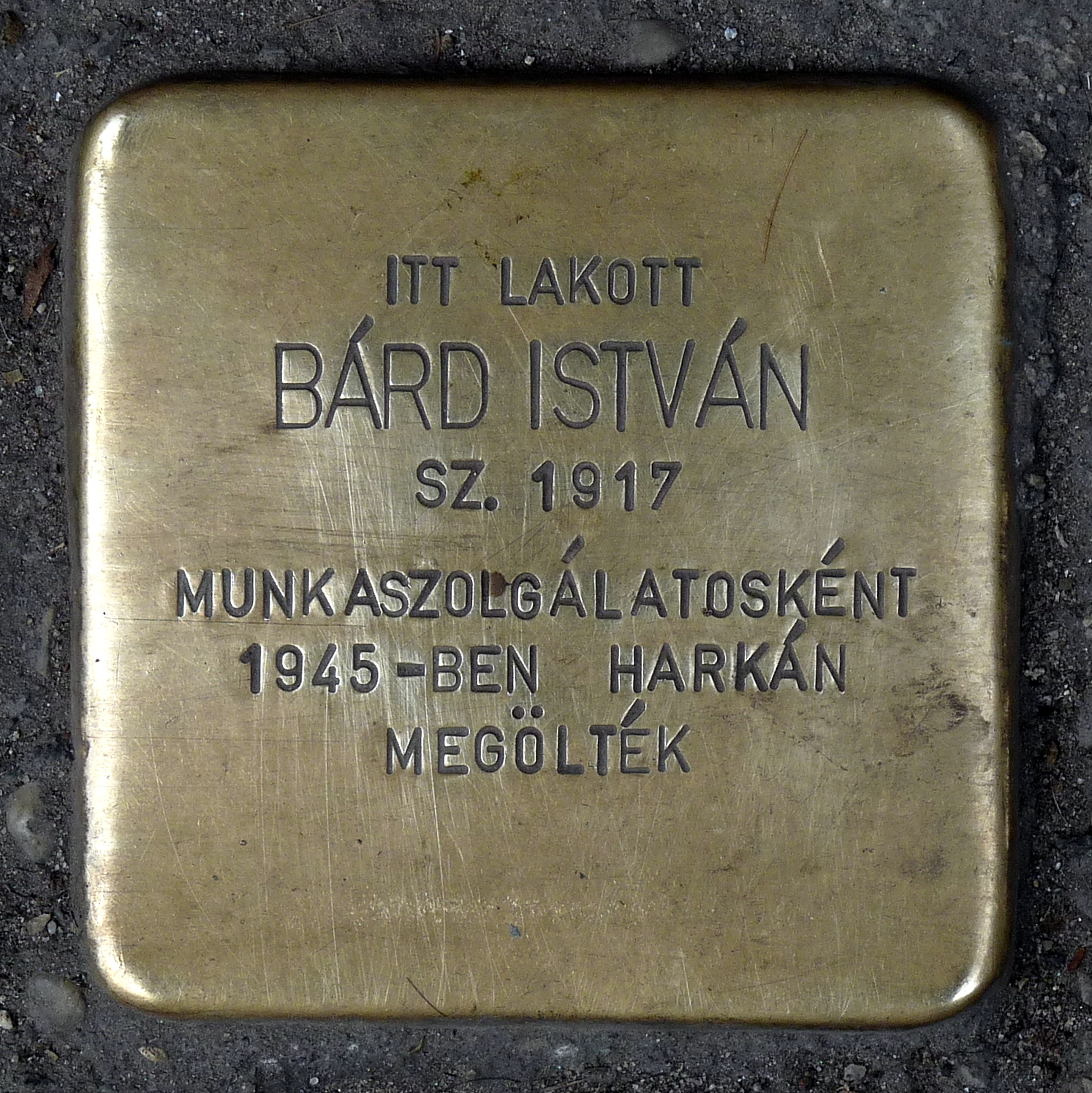
Bárd István, István utca 47.
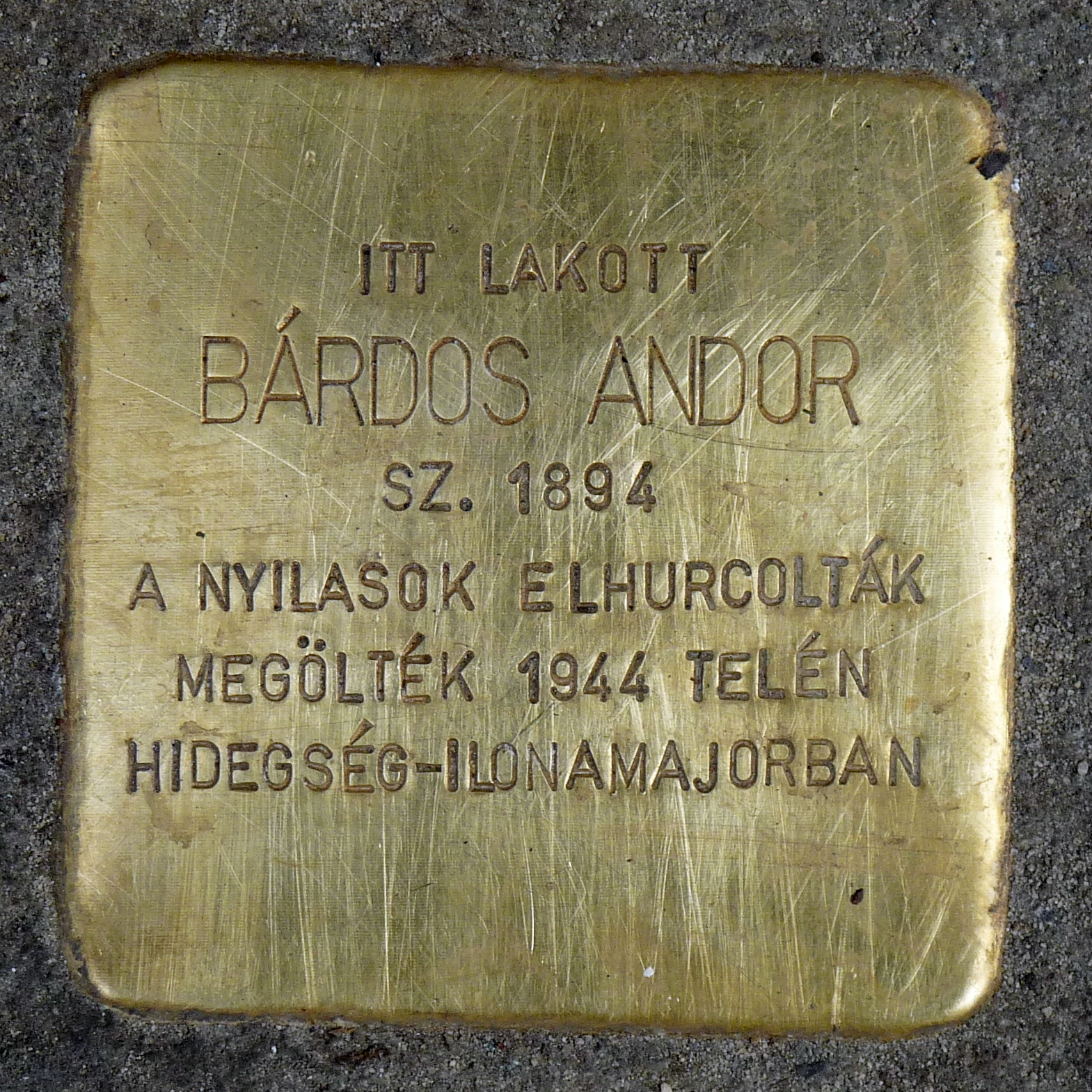
Bárdos Andor, Akácfa utca 59.
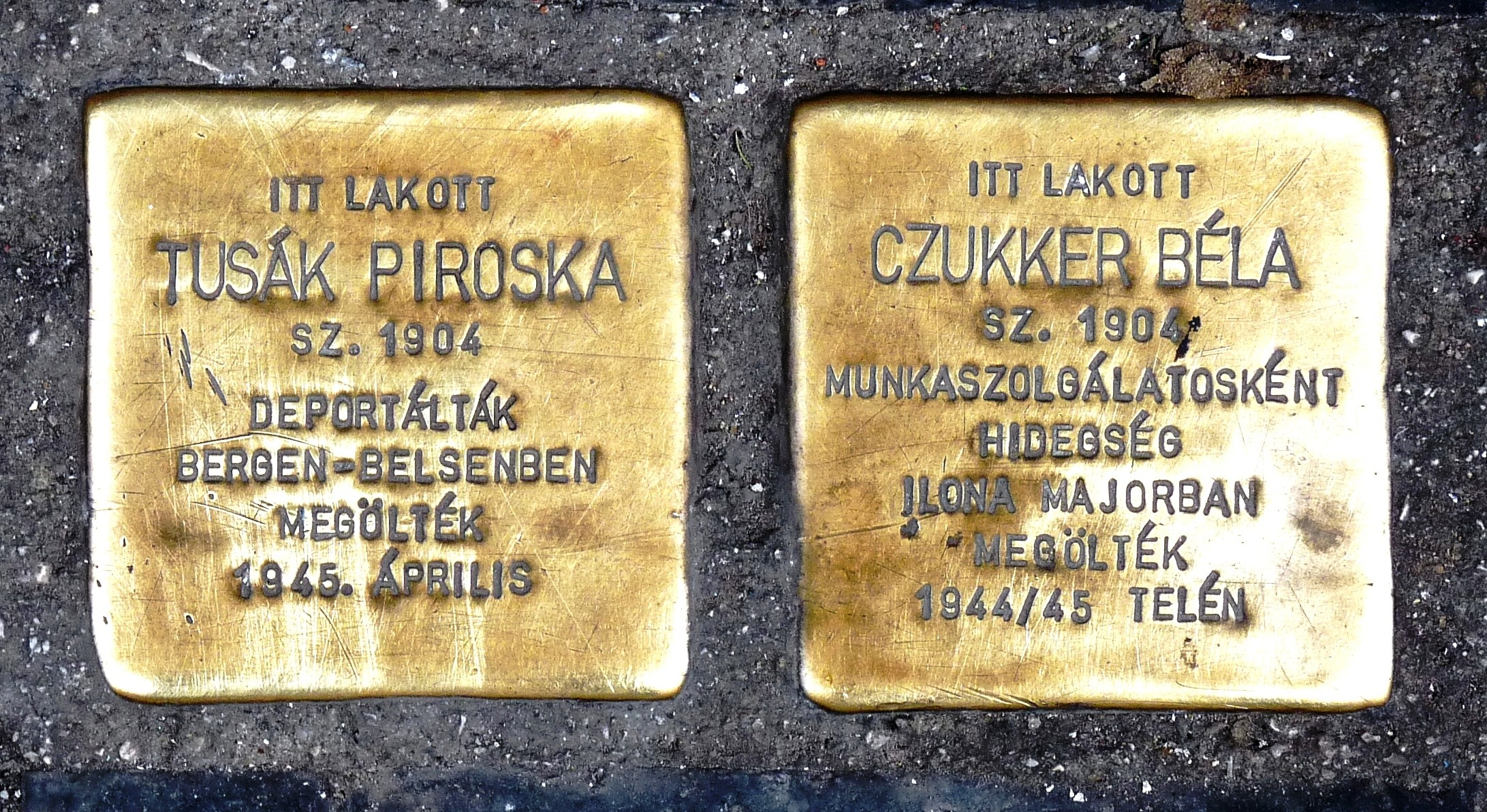
Czukker házaspár, Rejtő Jenő utca 2.
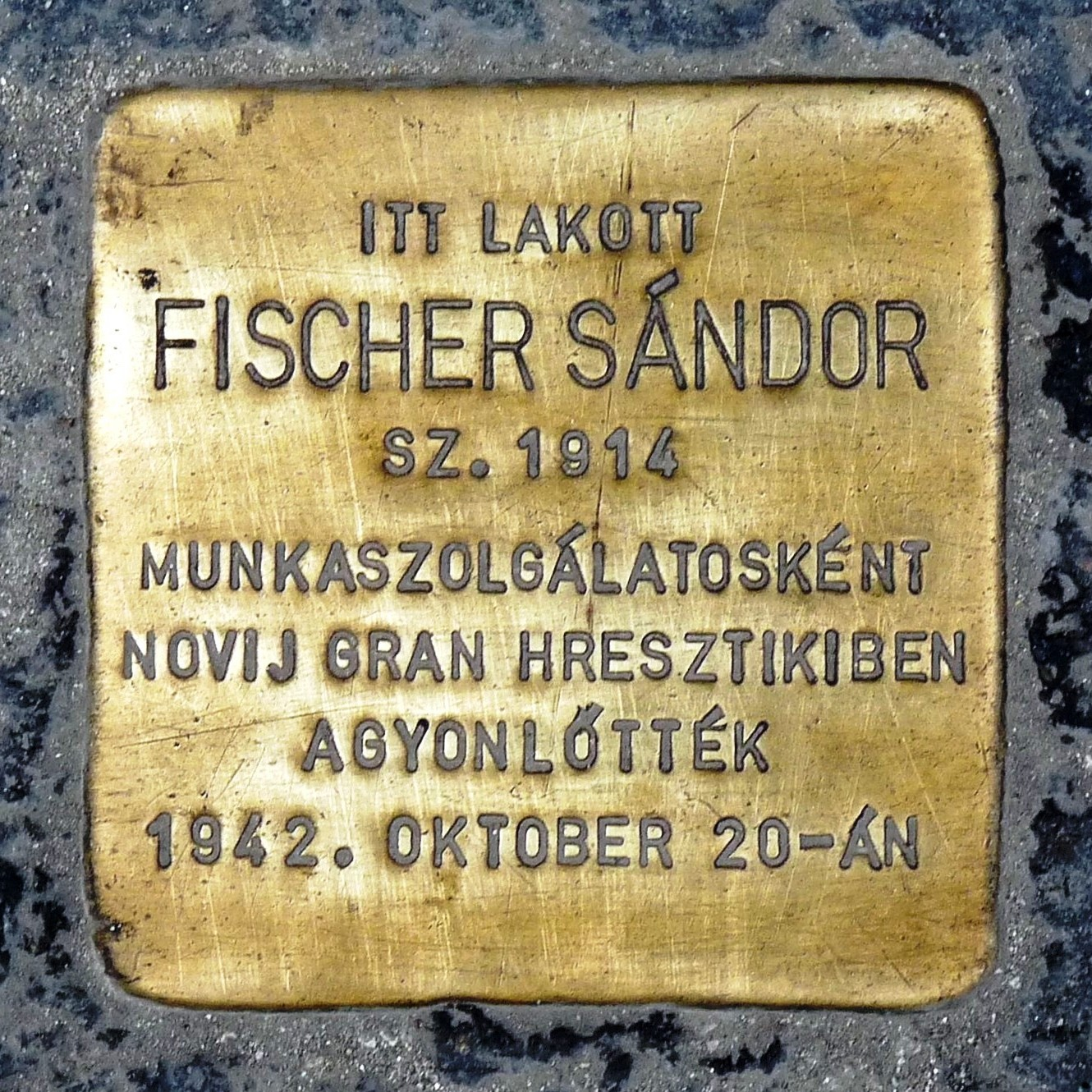
Fischer Sándor, Nagy Diófa utca 3.
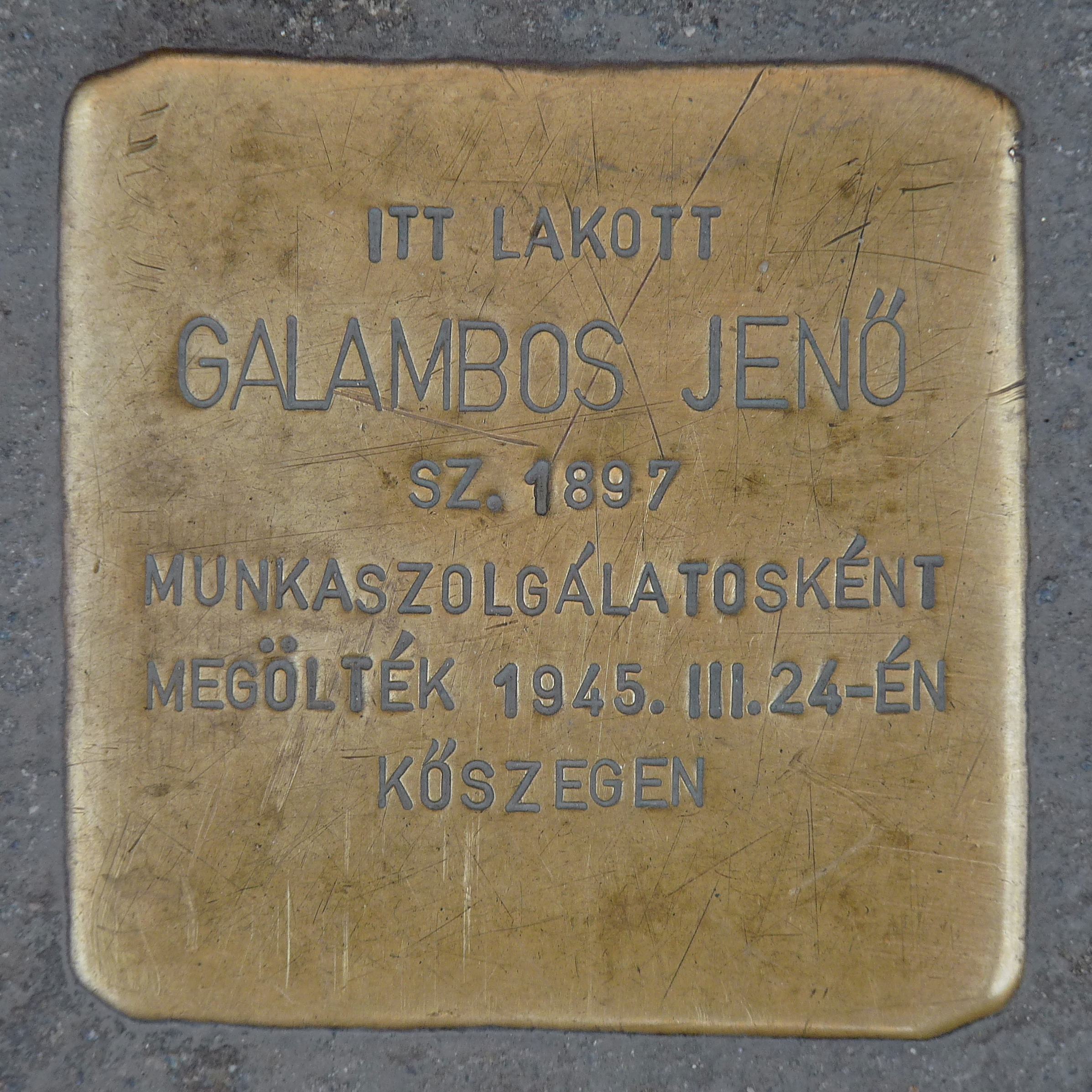
Galambos Jenő, Murányi utca 61.
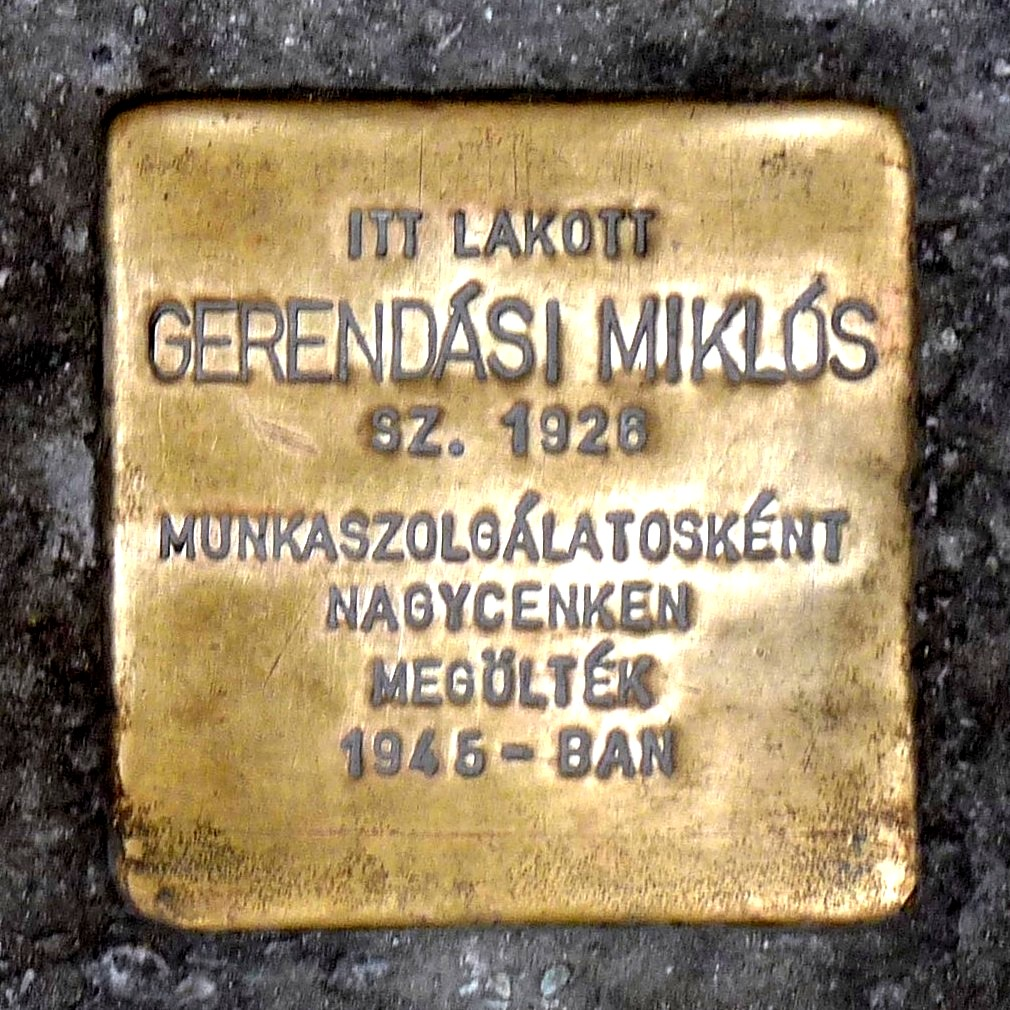
Gerendási Miklós, Nefelecs utca 38.
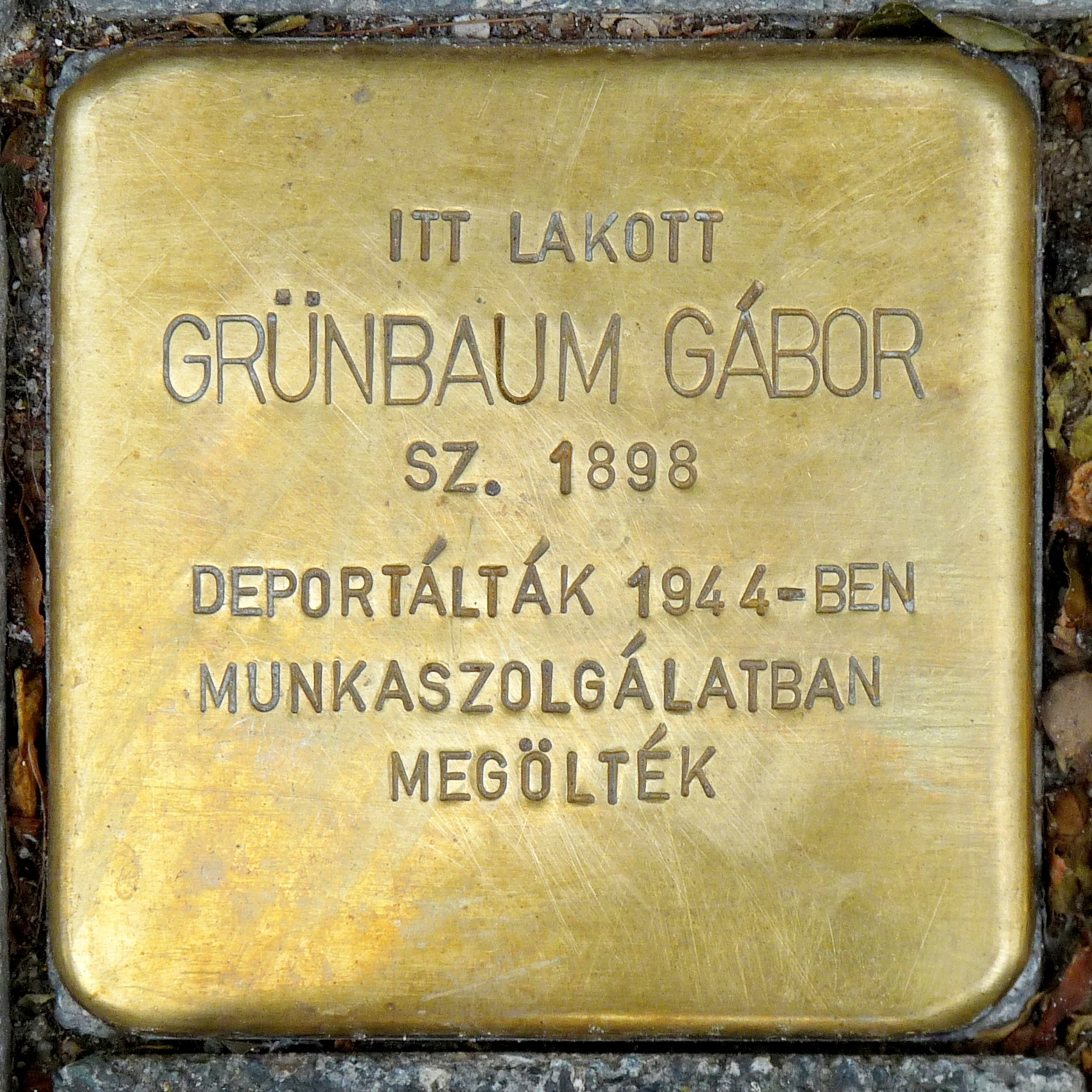
Grünbaum Gábor, Huszár utca 6.
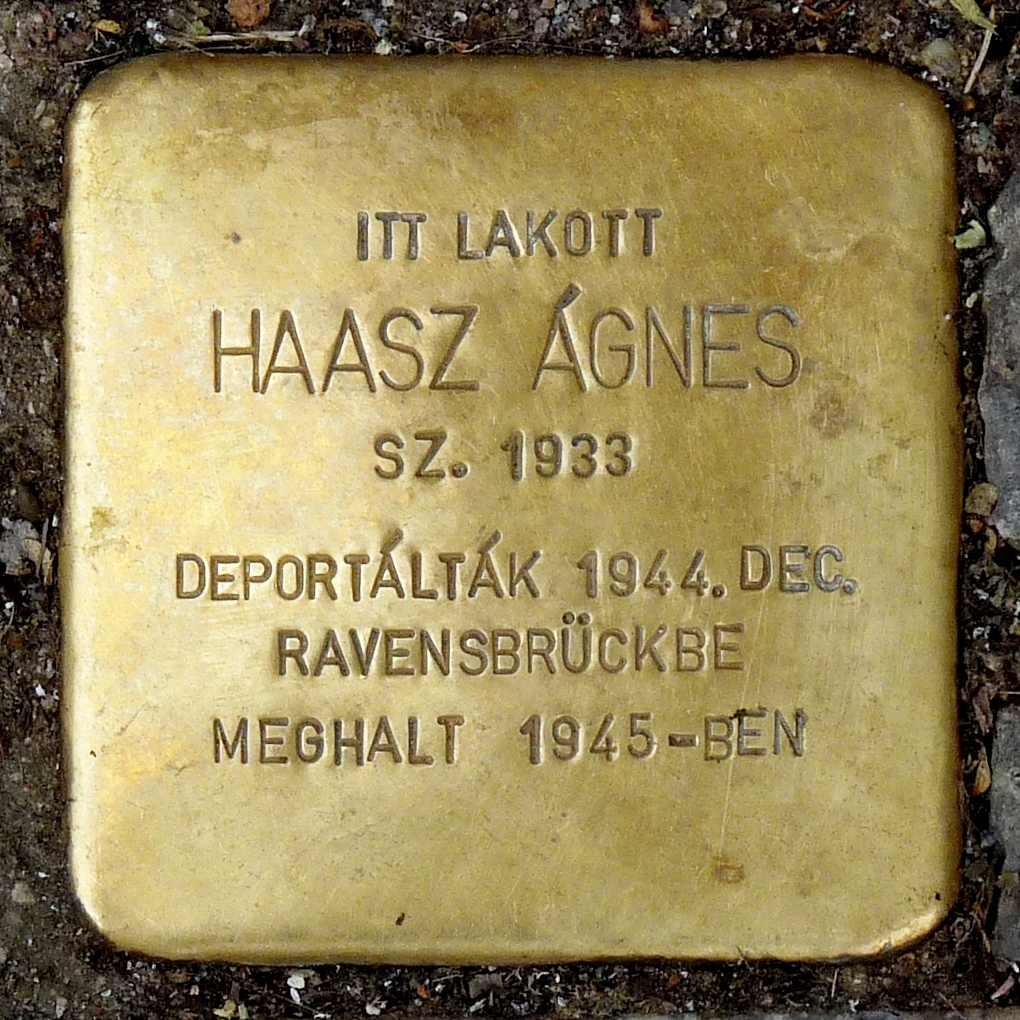
Haasz Ágnes, Rákóczi út 56.
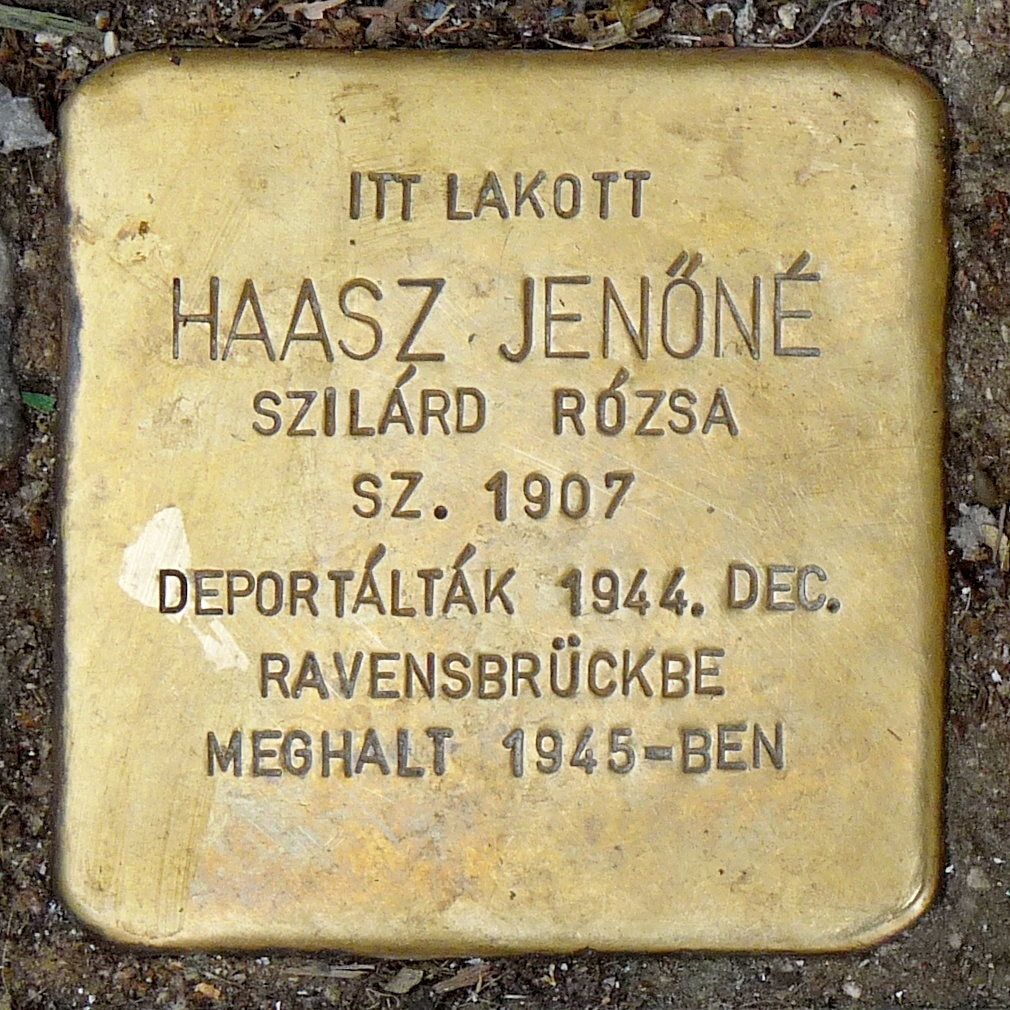
Haasz Jenőné, Rákóczi út 56.
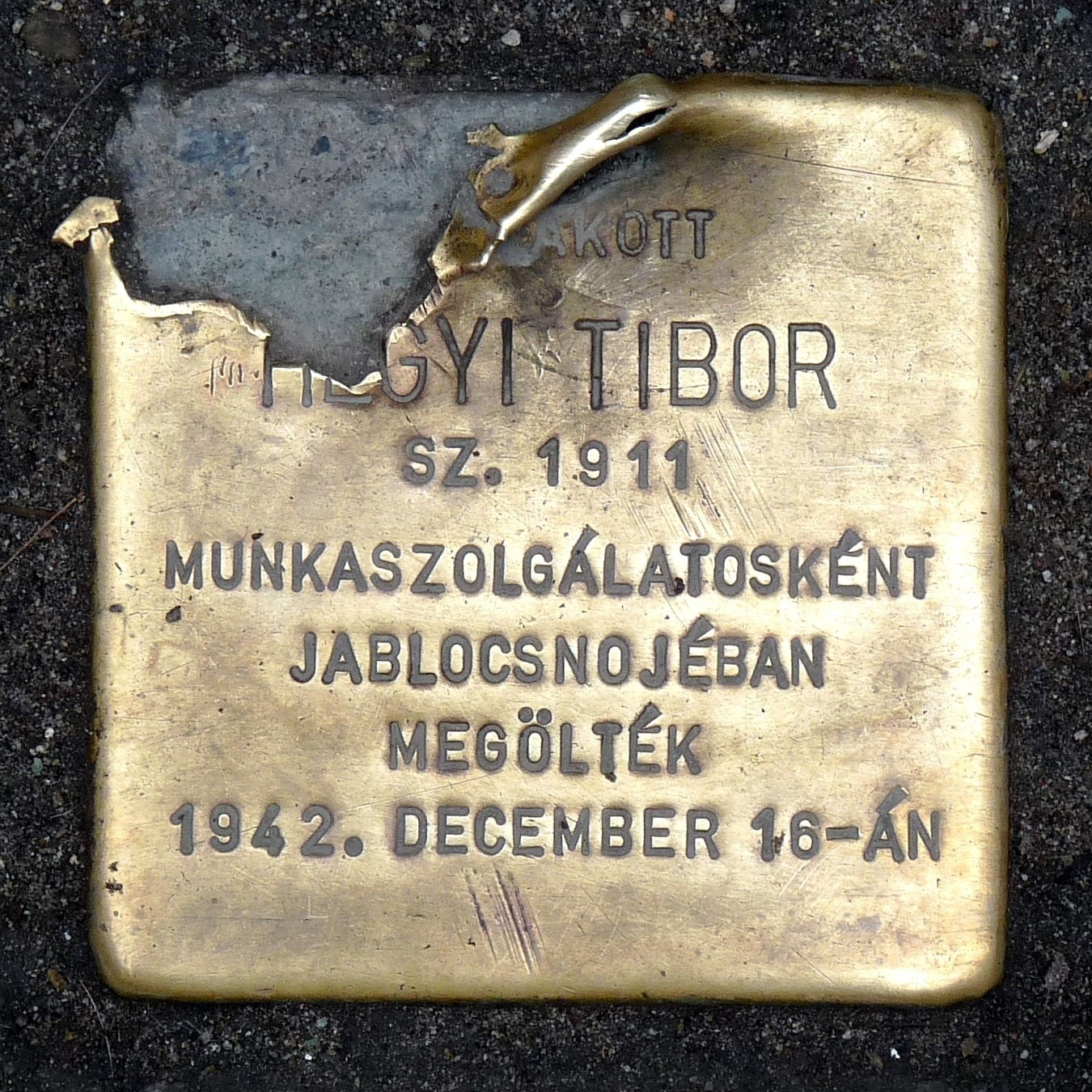
Hegyi Tibor, Dohány utca 34.
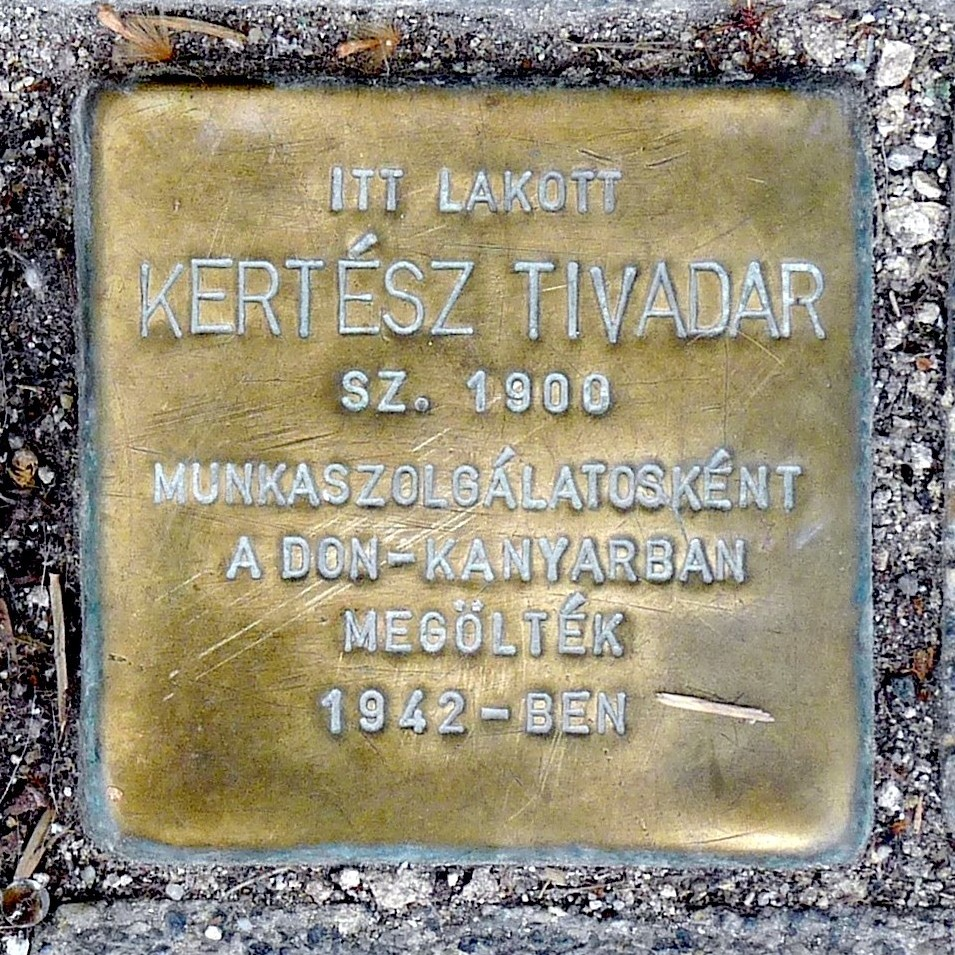
Kertész Tivadar, Bethlen Gábor tér 3.
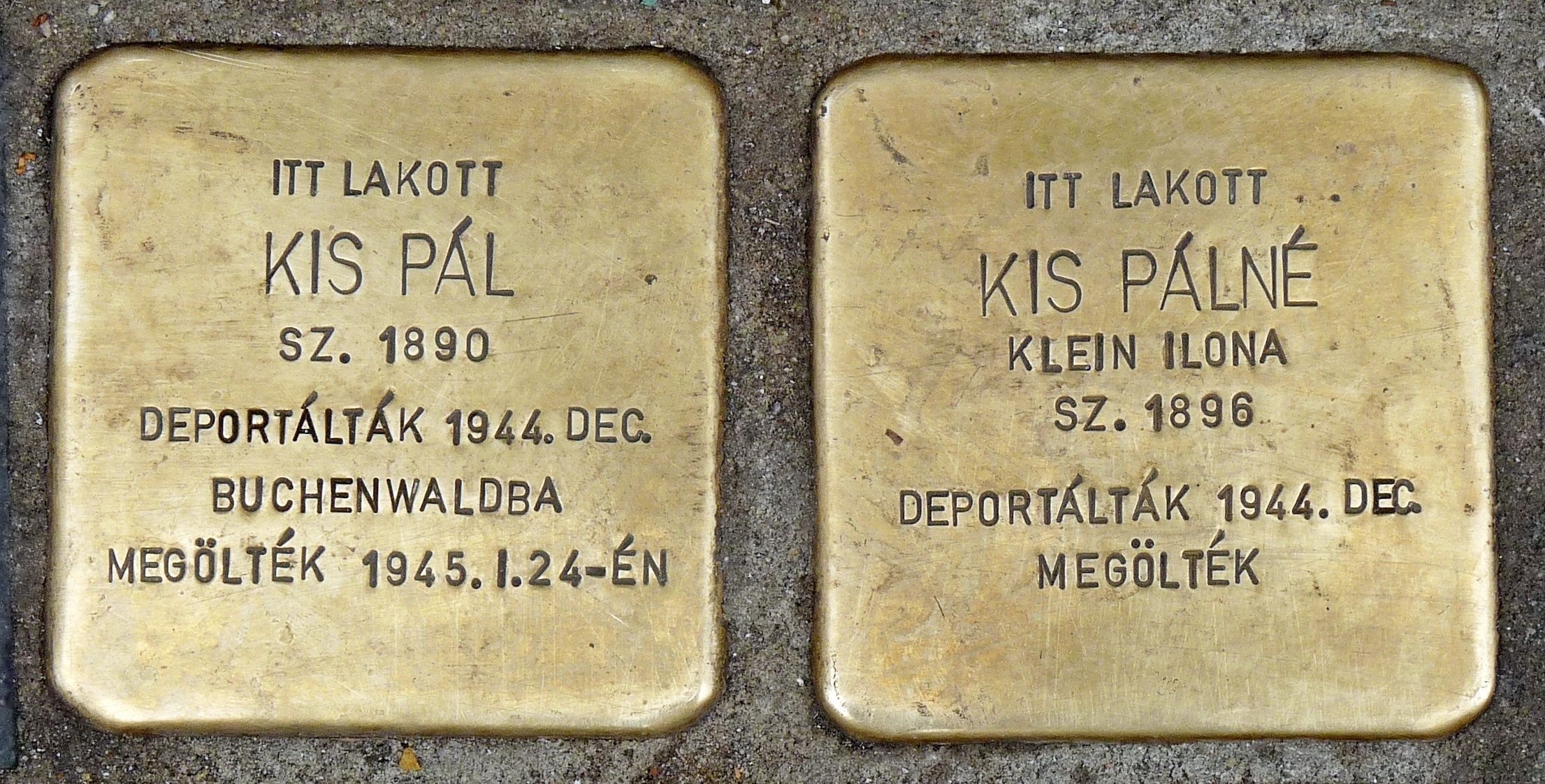
Kiss Pál és felesége, Király utca 51.
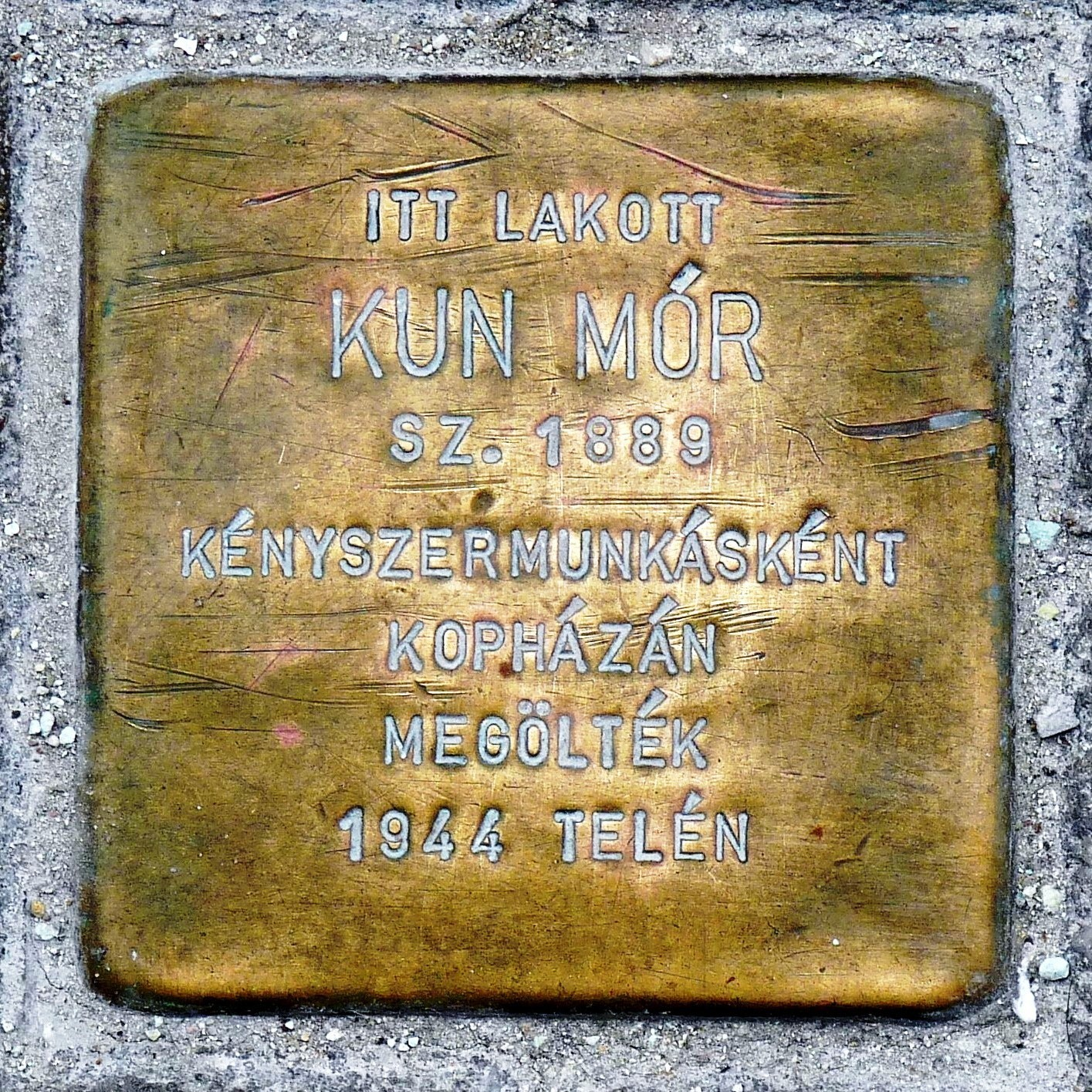
Kun Mór, Rózsa utca 20.
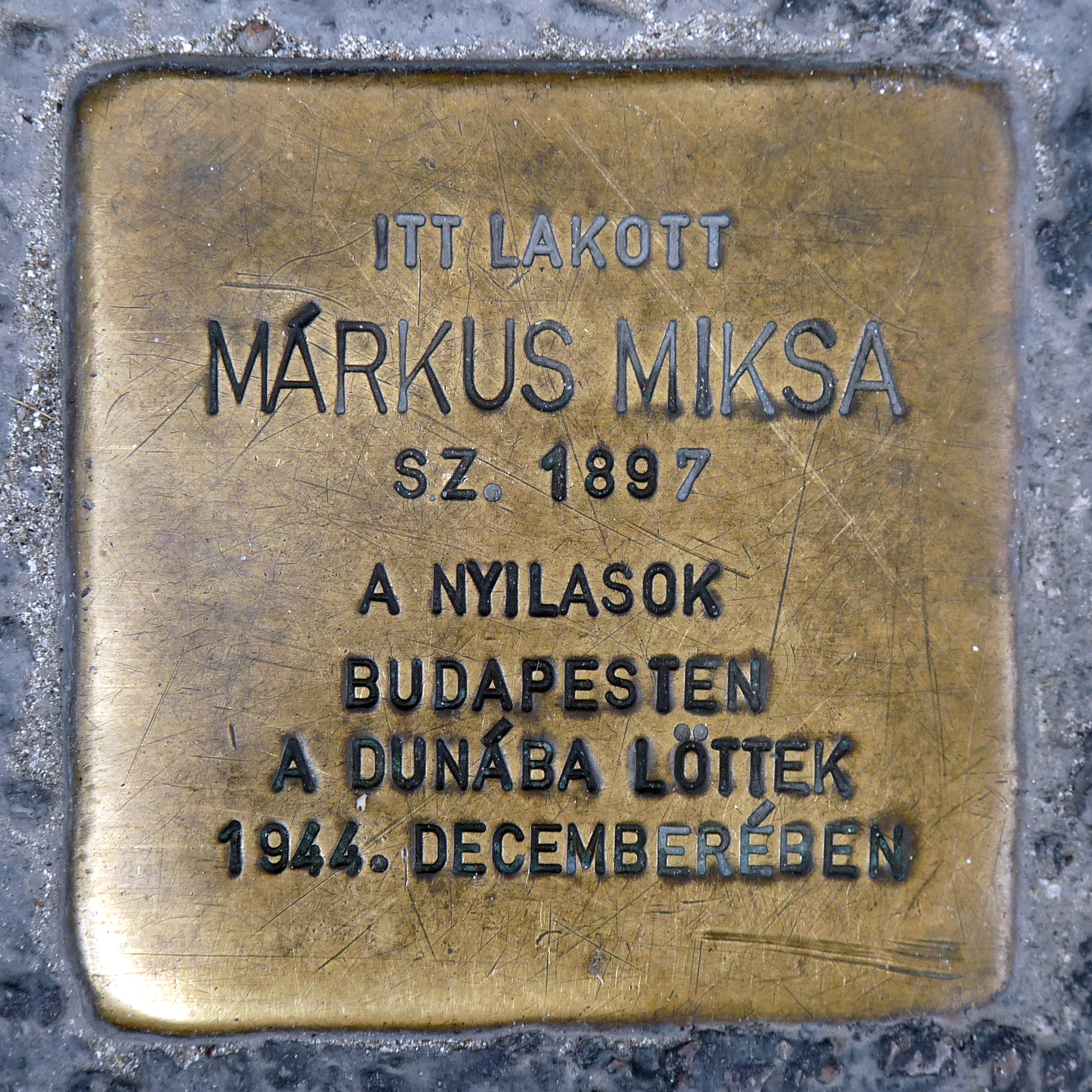
Márkus Miksa, Nyár utca 28.
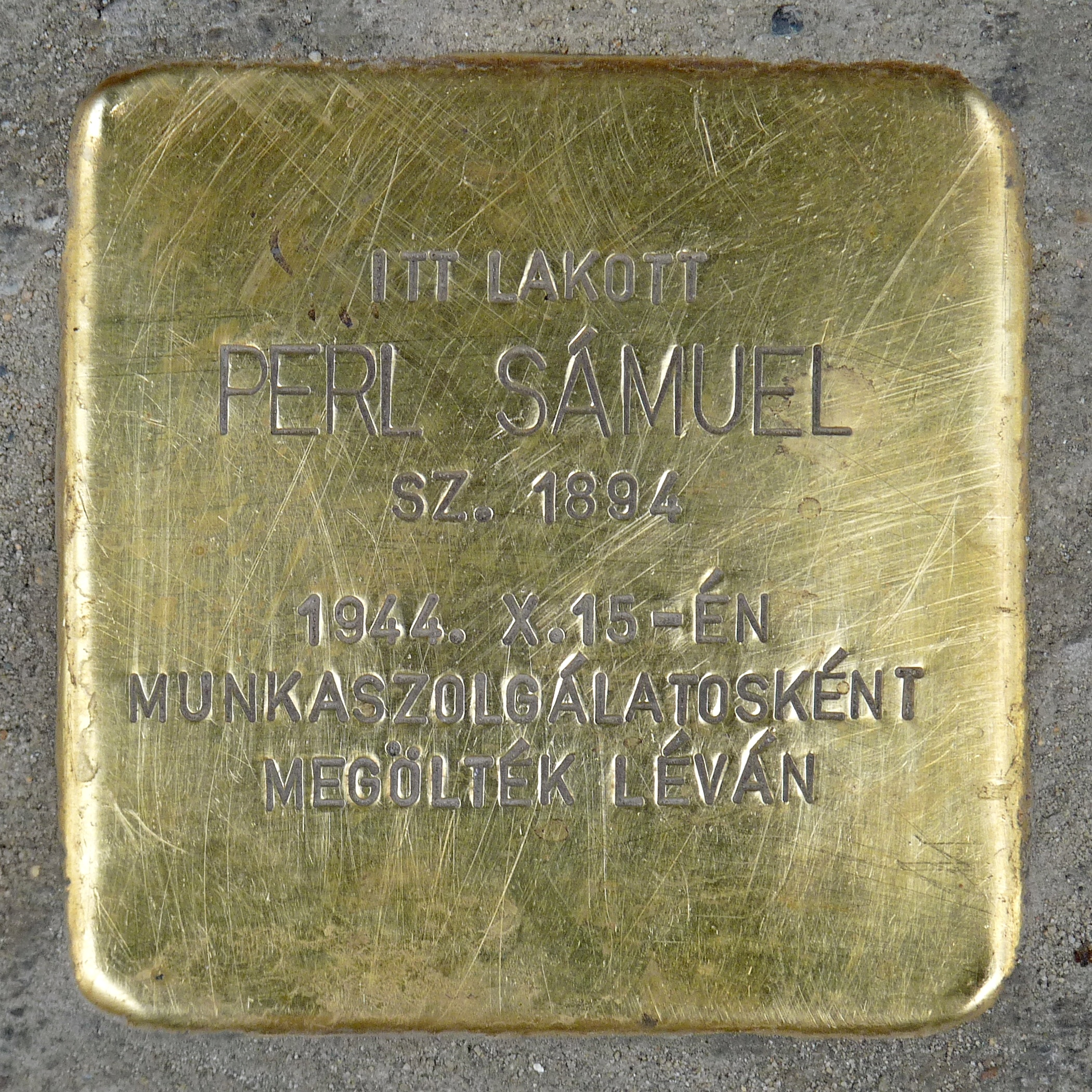
Perl Sámuel, Klauzál utca 35.
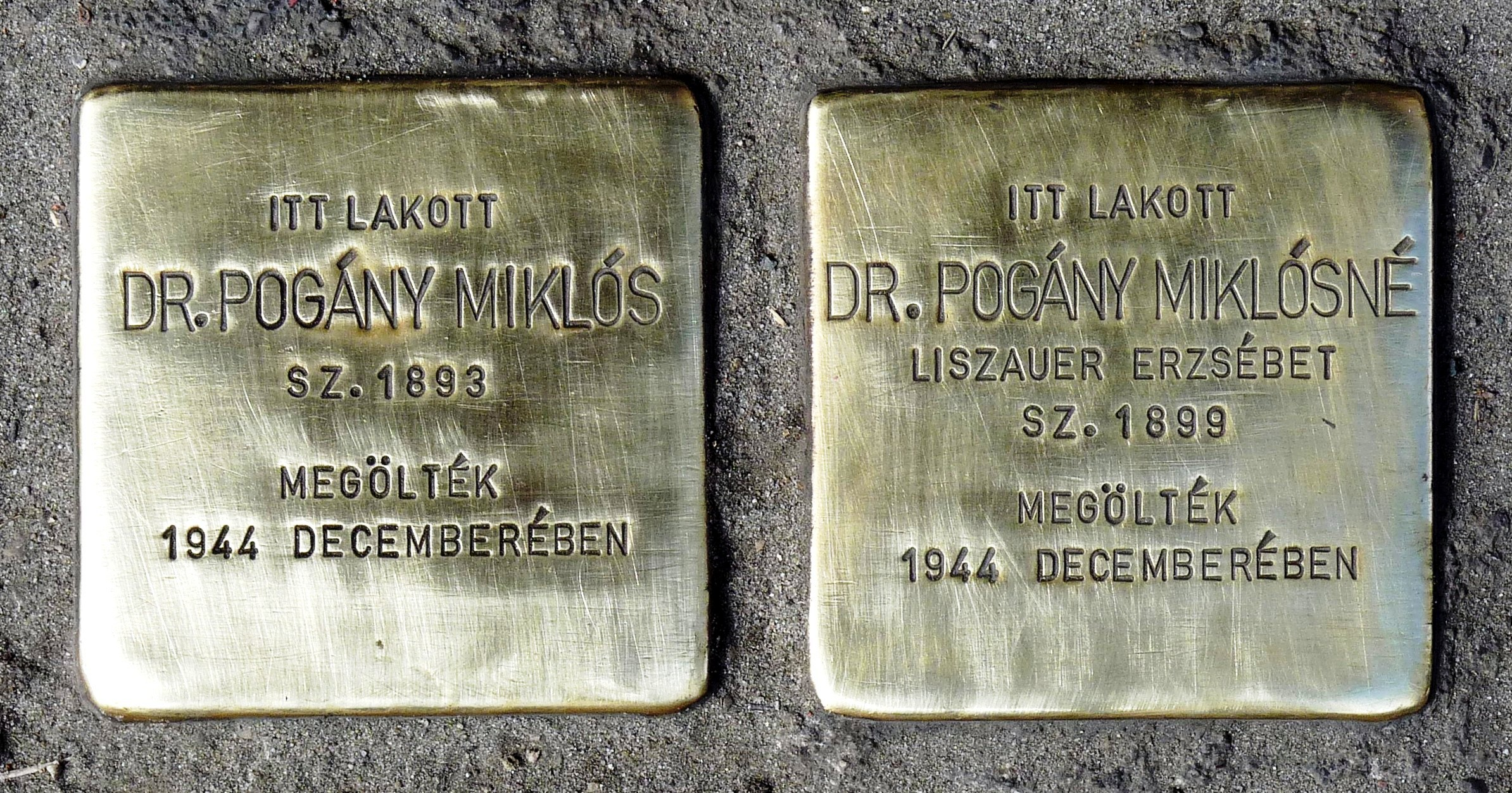
Pogány Miklós és Liszauer Erzsébet, Rákóczi út 68.
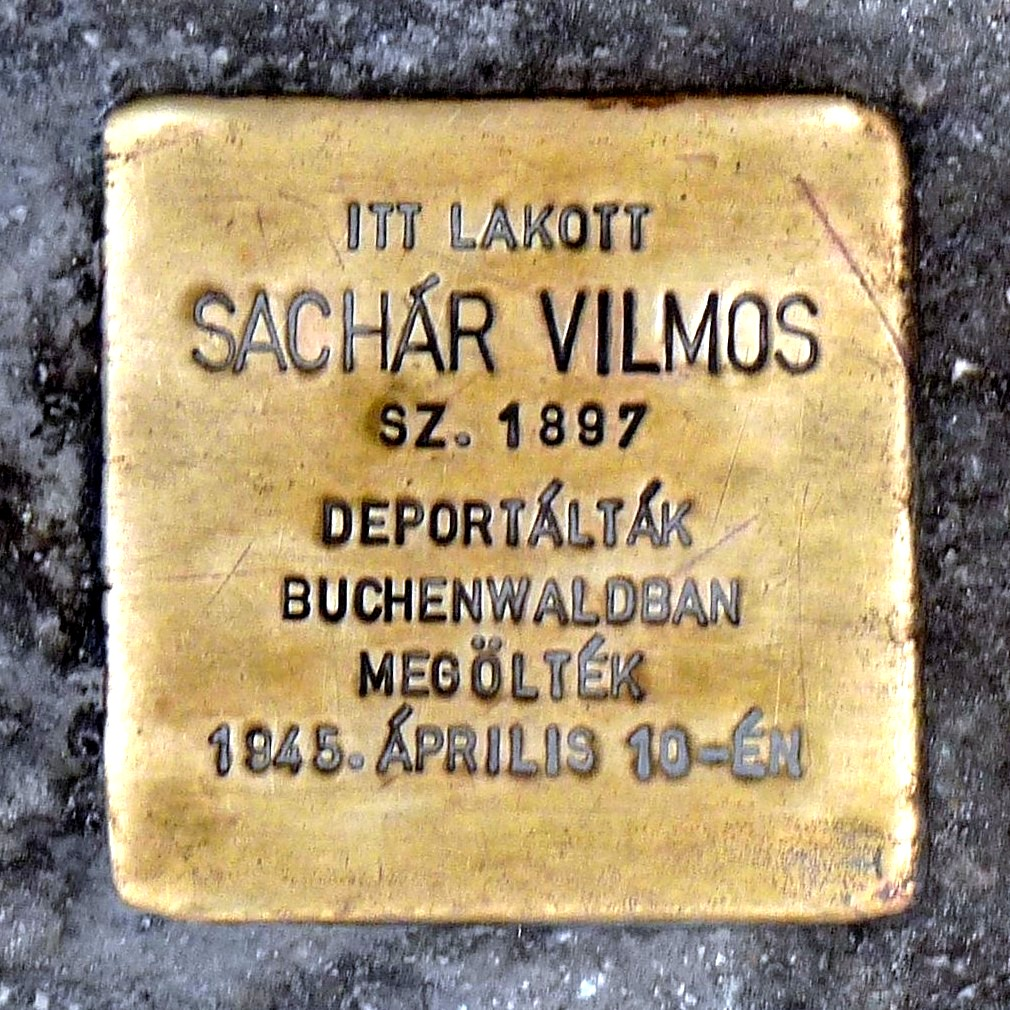
Sachár Vilmos, Nefelecs utca 38.
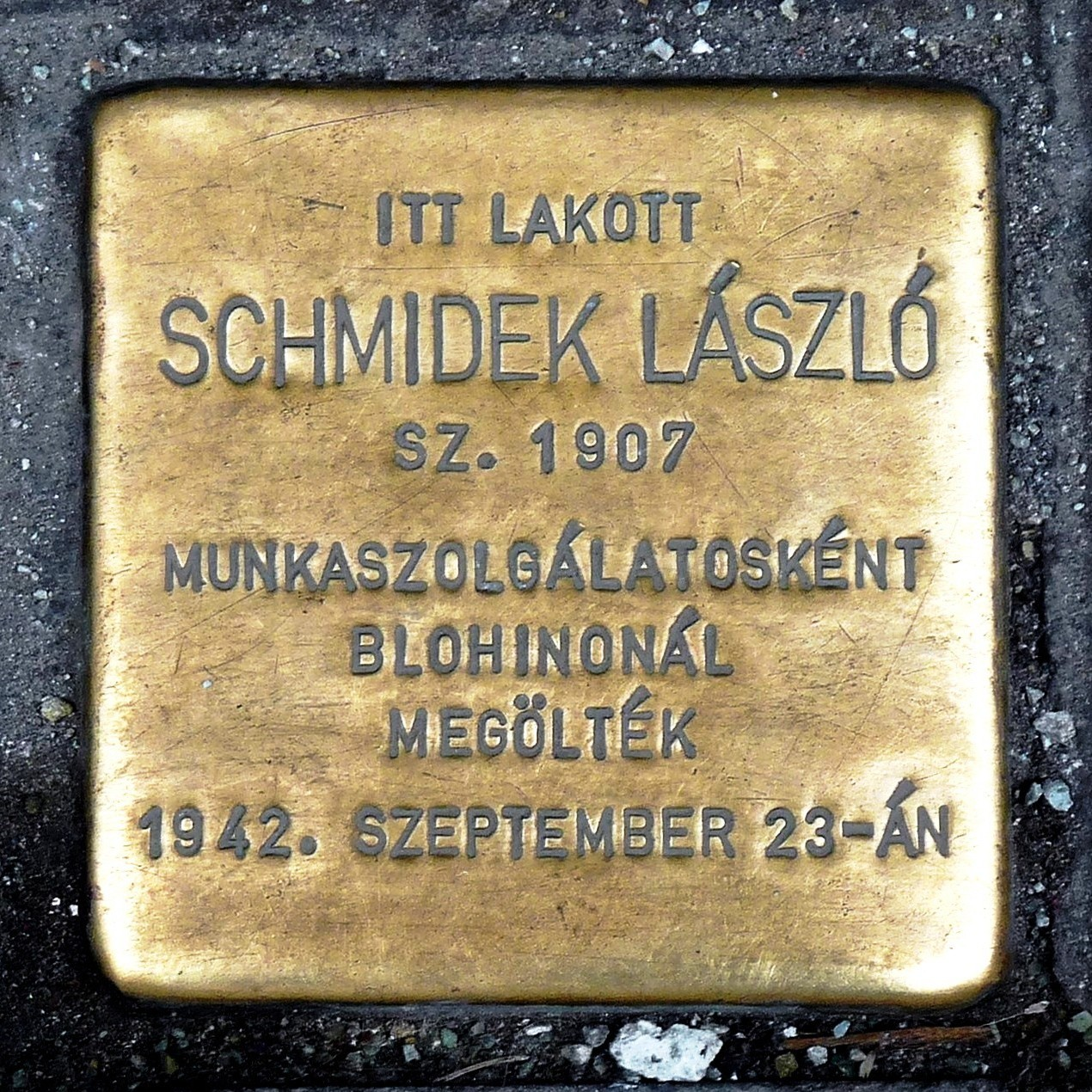
Schmidek László, Dohány utca 30/b.
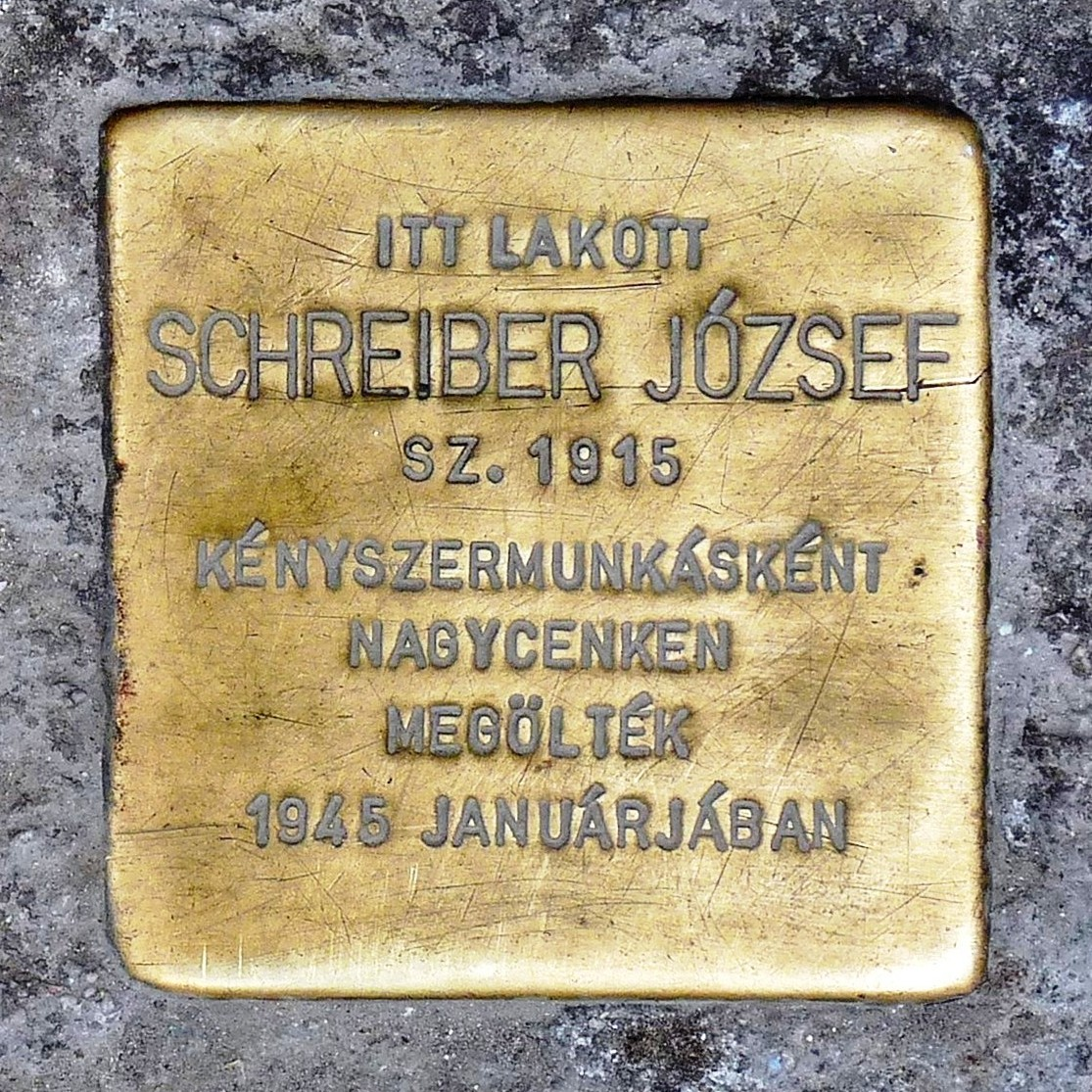
Schreiber József, Rumbach S. utca 7.
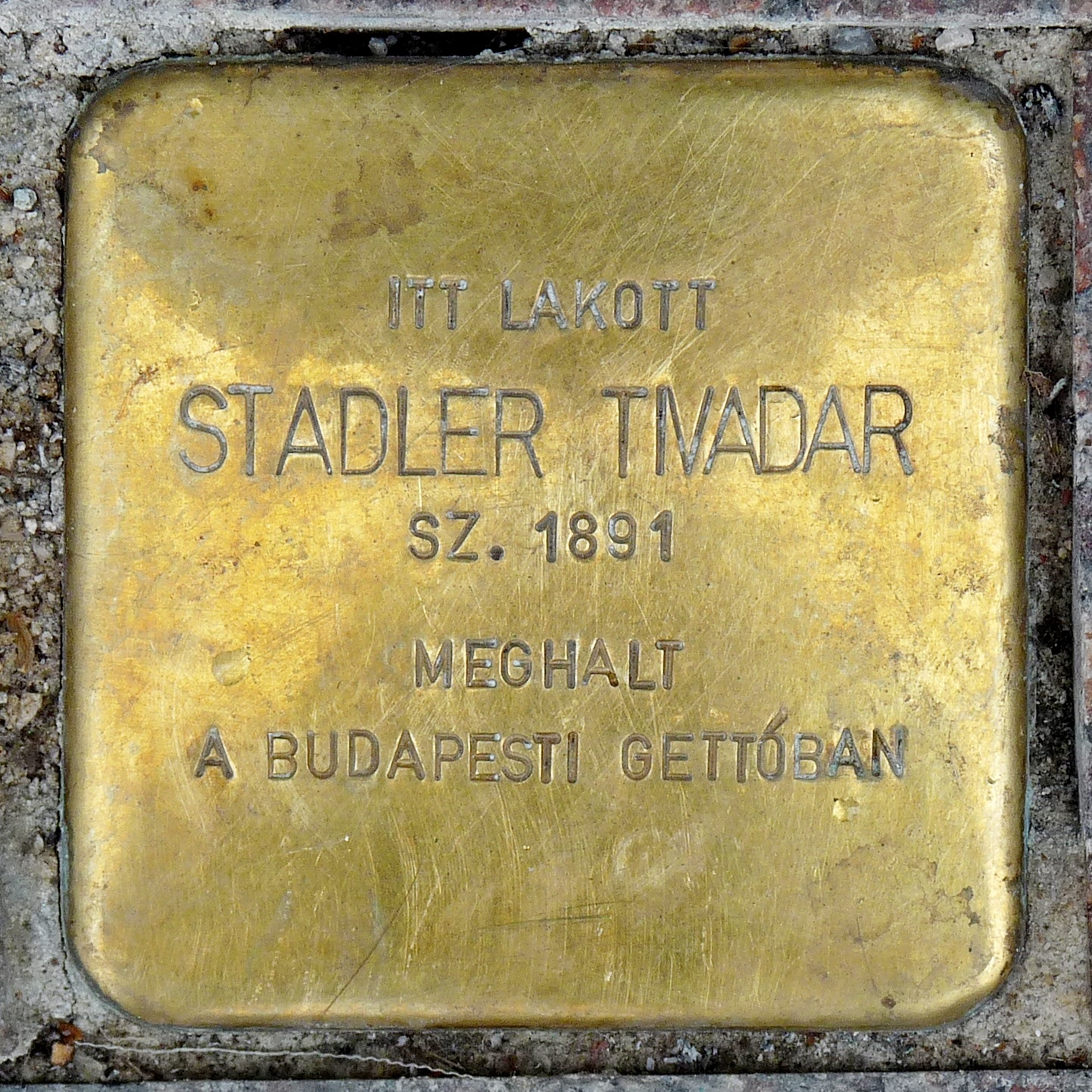
Stadler Tivadar, Erzsébet körút 9-11.
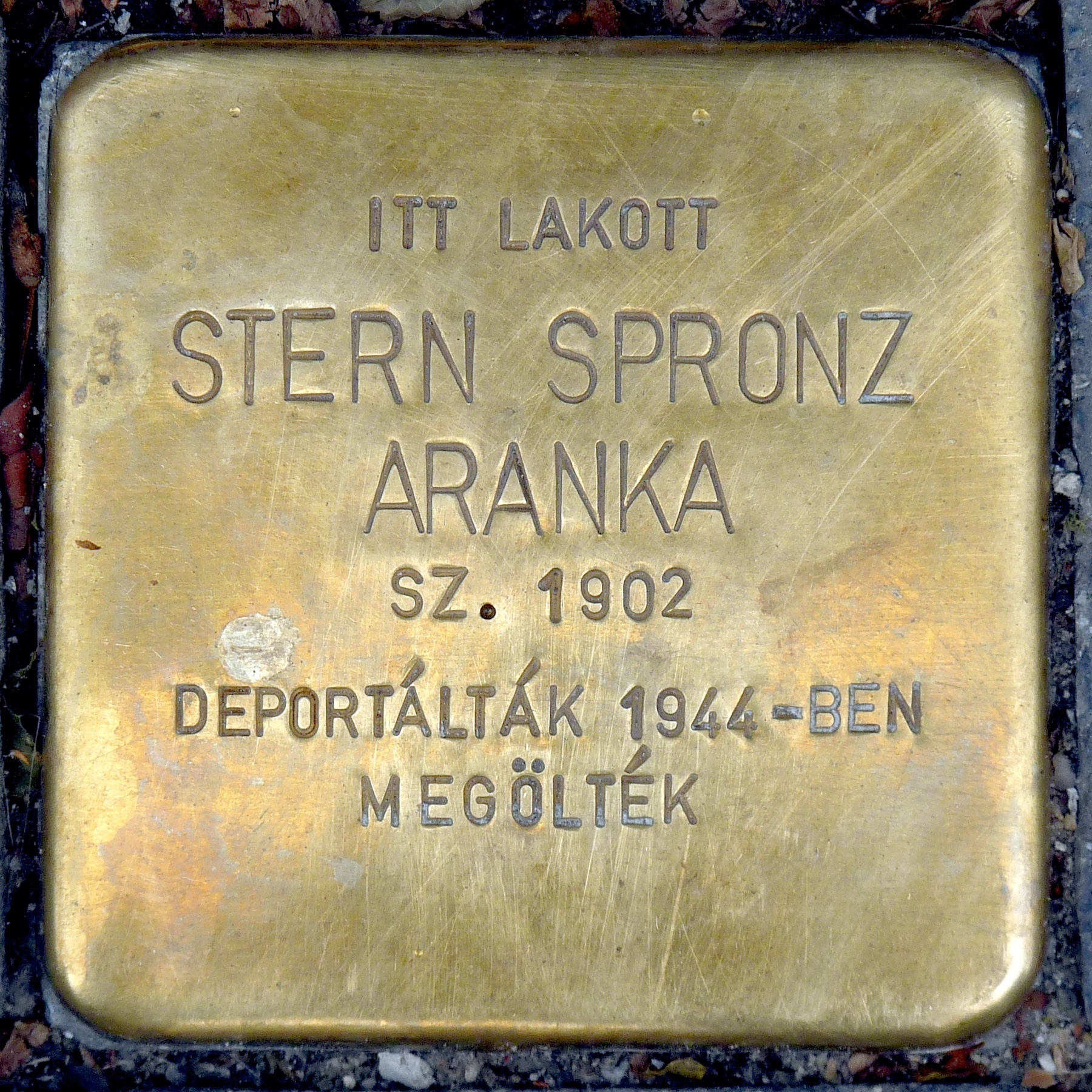
Stern Spronz Aranka, Huszár utca 6.
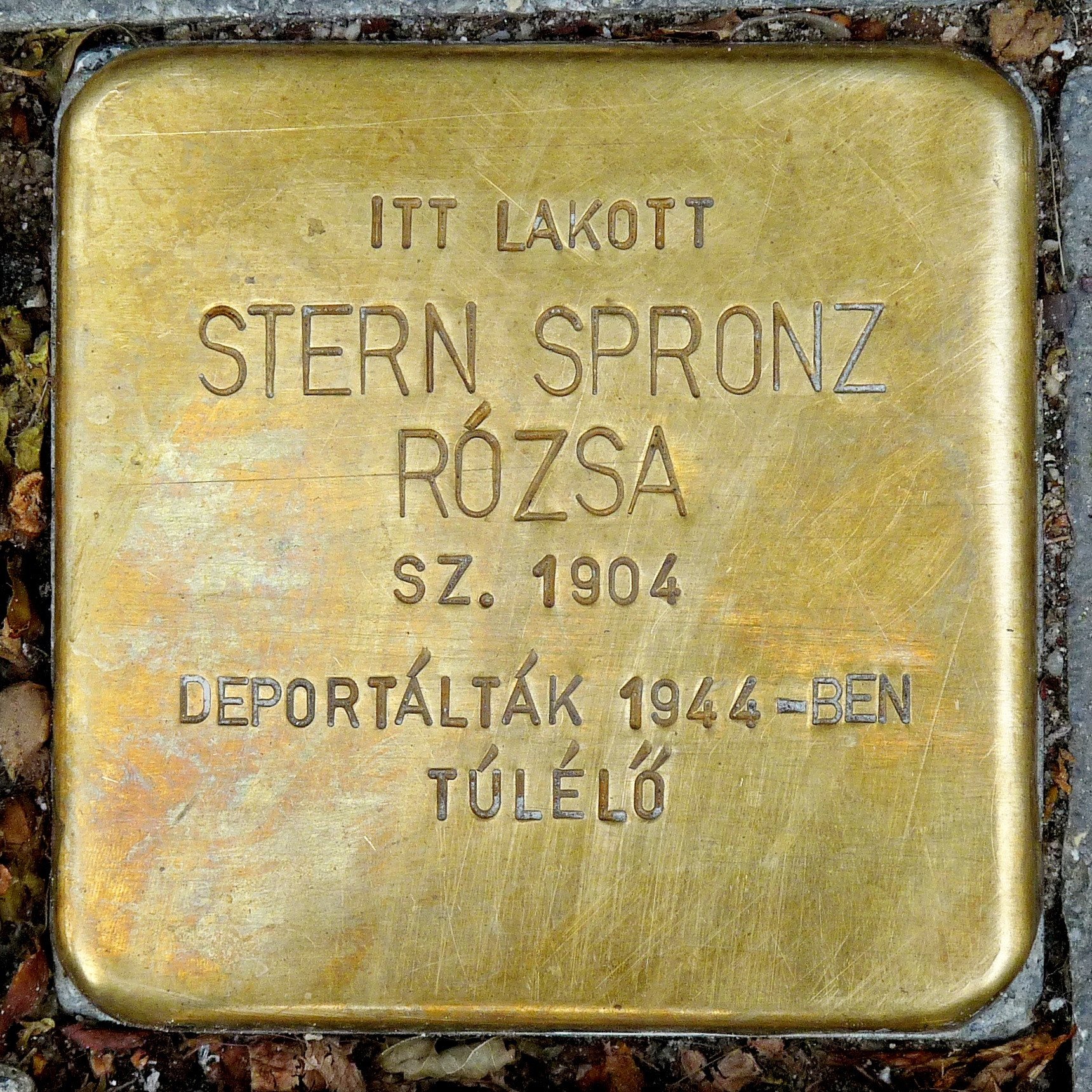
Stern Spronz Rózsa, Huszár utca 6.
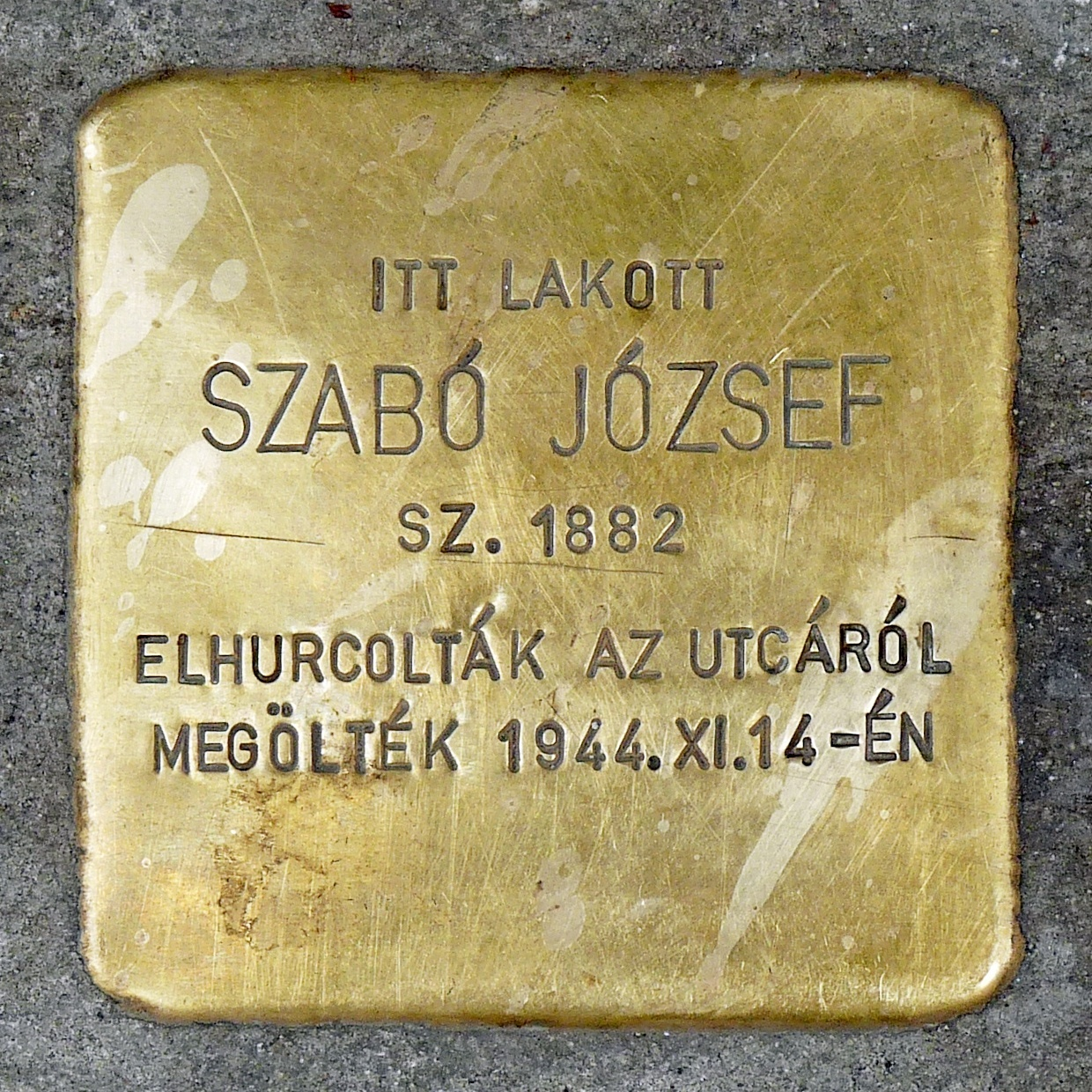
Szabó József, Nagy Diófa u 25.
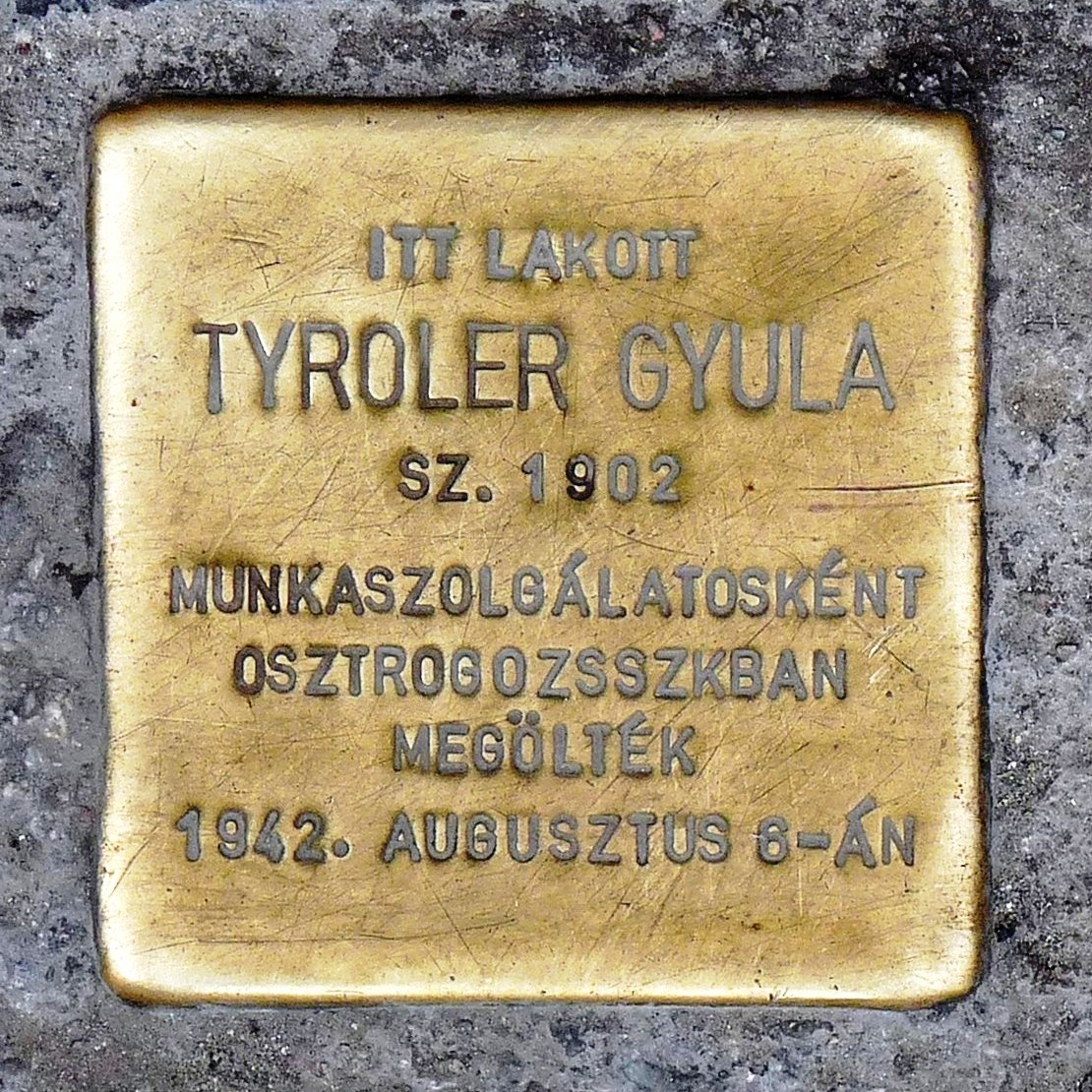
Tyroler Gyula, Rumbach S. utca 7.
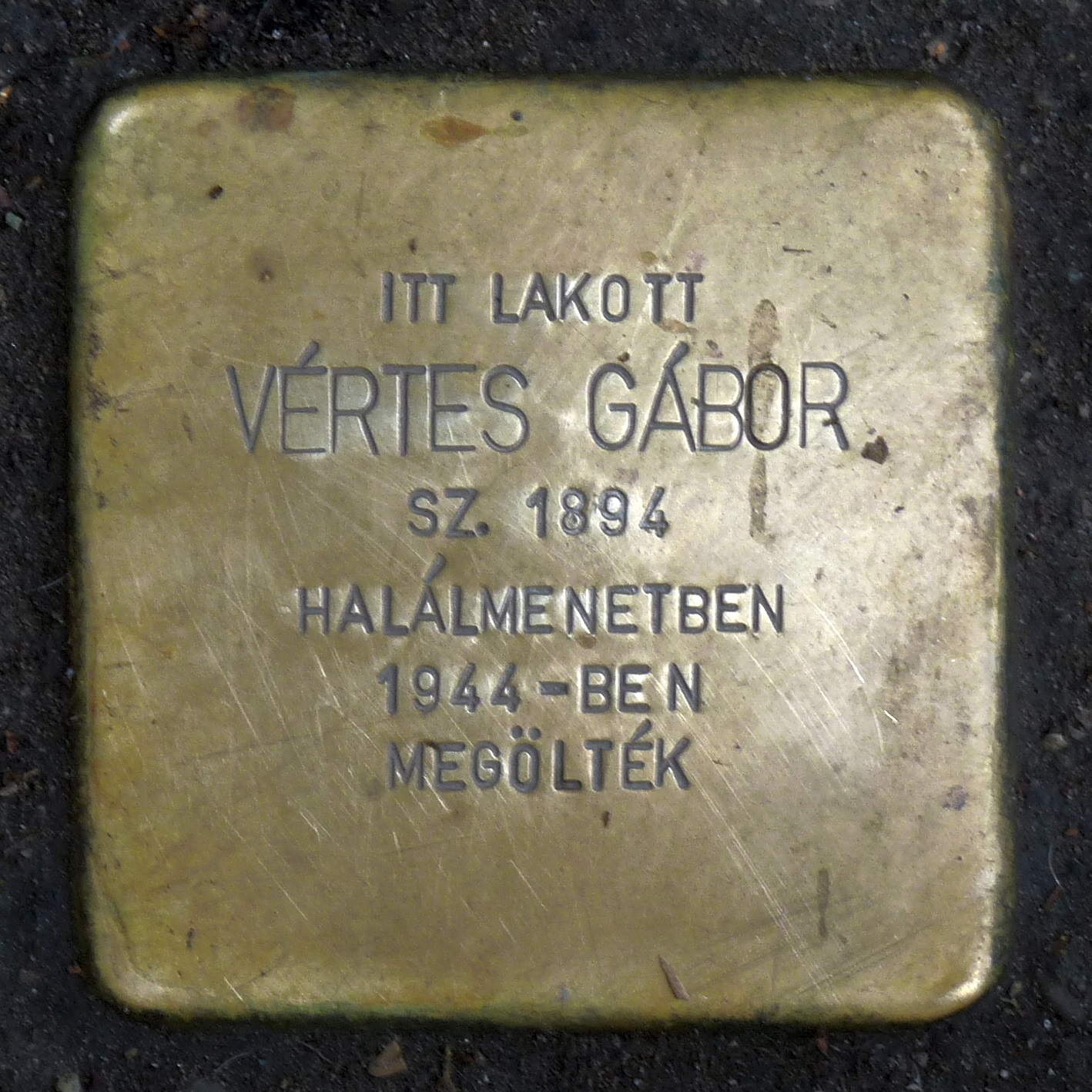
Vértes Gábor, István utca 38.
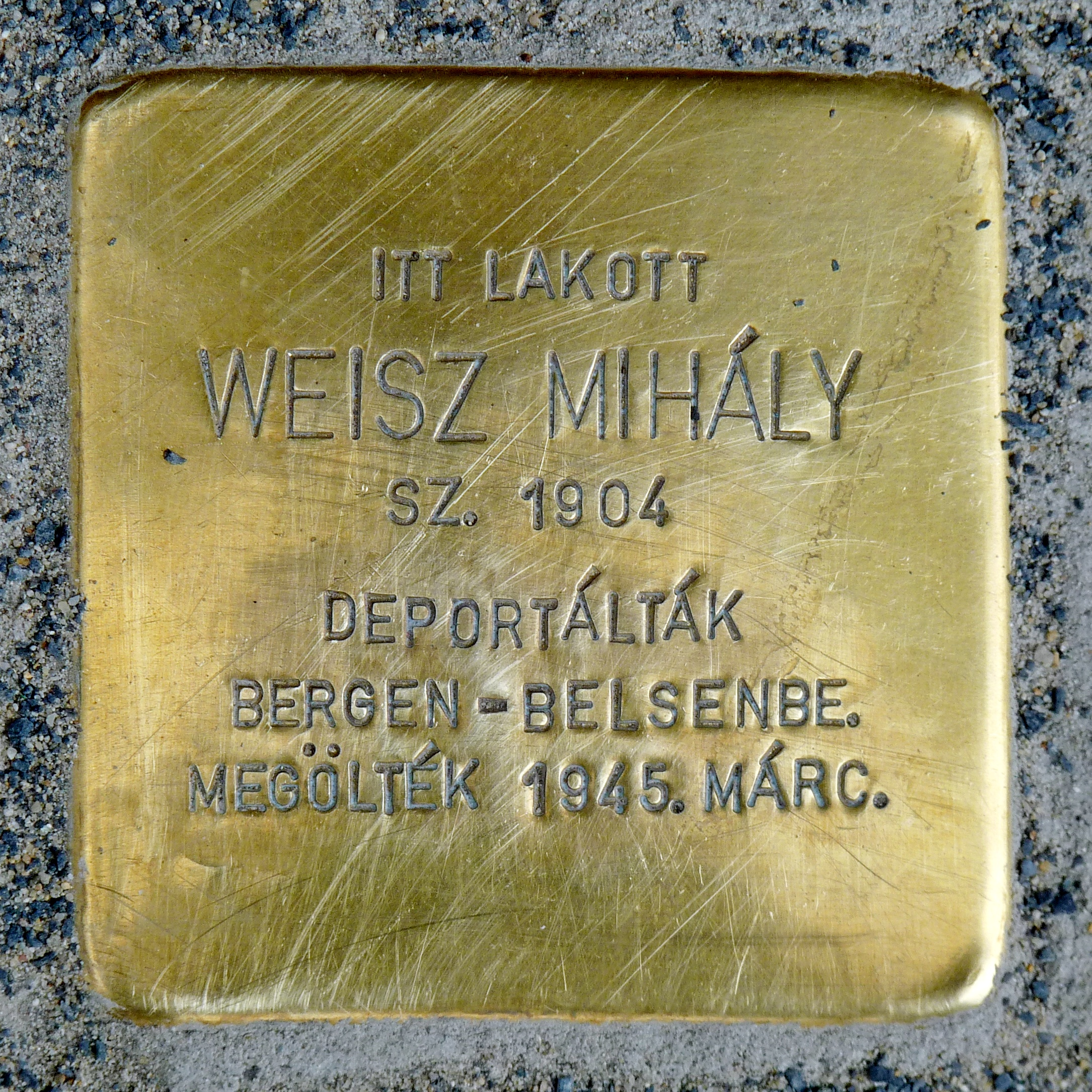
Weisz Mihály,
Dohány utca 81.

### Különleges táblák[6]

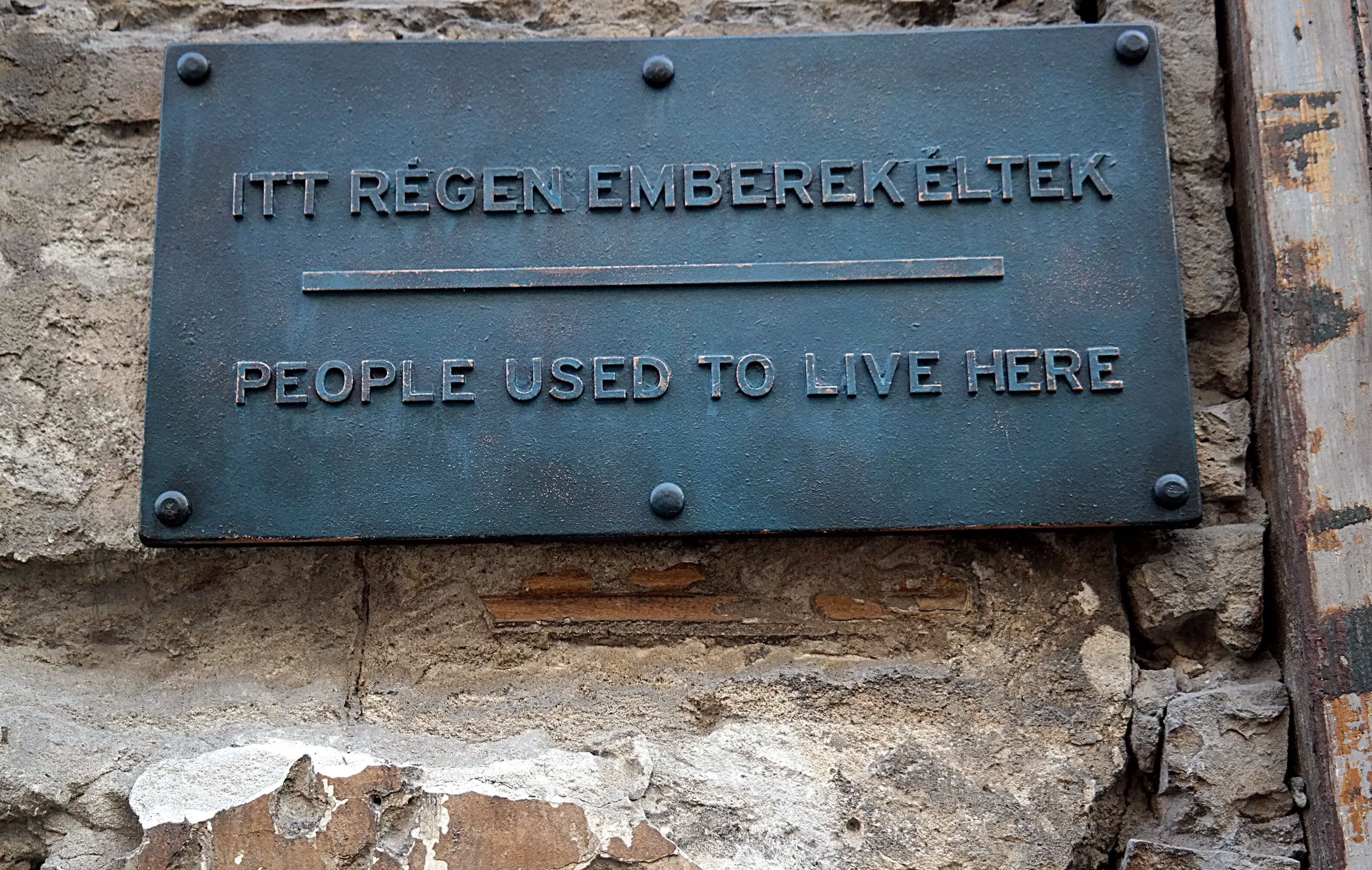
Kazinczy utca 14.
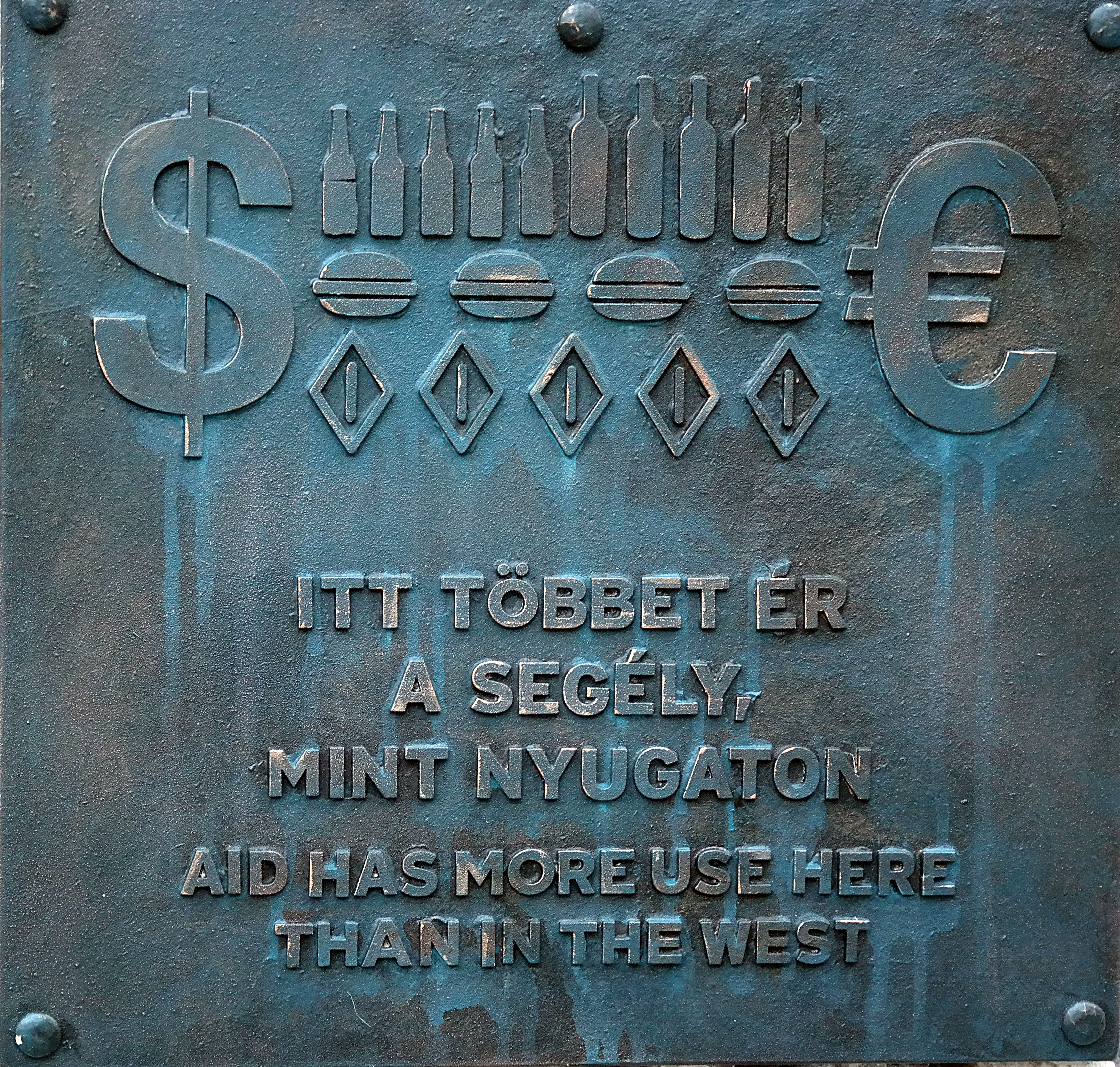
Kazinczy utca 48.
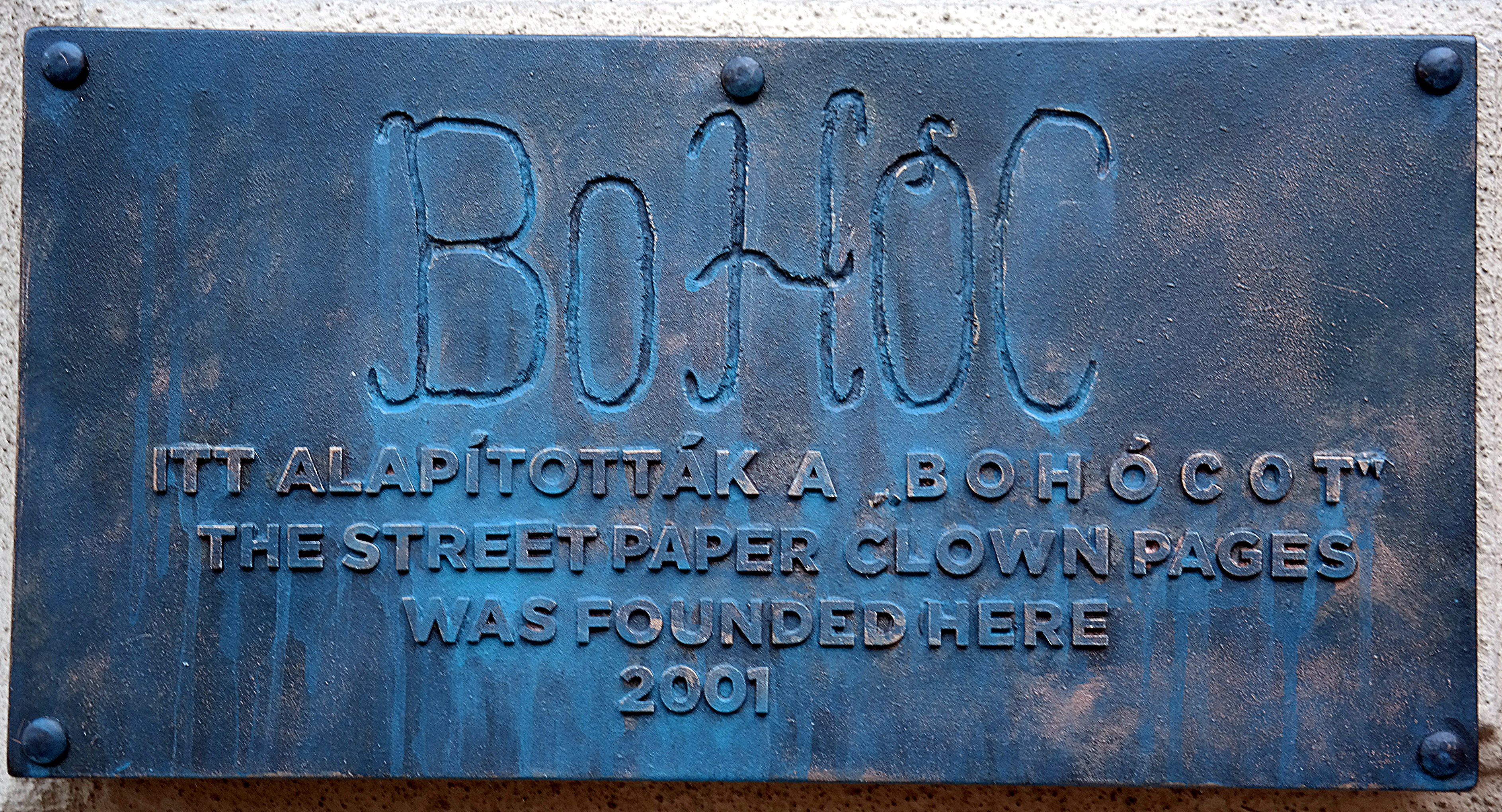
Bohóc
Klauzál tér 5.

## Utcaindex
| Akácfa utca (4.) Böhm Vilmos, (59.) Bárdos Andor, Fürjes Sándor Almássy tér (15.) Alpár Ignác Almássy utca (6.) Jozefina Marecsek Alsó erdősor (10.) Garas Dezső Barcsay utca (8.) Gyagyovszky Emil (14.) Mensáros László Bajza utca (1-9.) Szendrő József (2.) Bajza József (8.) Bozzay Margit, Bozzay Dezső, Janikovszky Éva Baross tér (19.) 1956-os Nemzetőrség Bethlen Gábor tér (3.) Band Sándor és Kertész Tivadar Csányi utca (2.) Vanczák Béla és családja (10.) Márton István Csengery utca (1.) Csengery Antal Damjanich utca (17.) Gereben Ágnes (26/b) Vihar Béla (27.) Eötvös Gábor, Karinthy Frigyes (31/a) Faragó János, Kibédi Ervin (39.) Örkény István (42.) Für Lajos, Liffa Aurél (44.) Xántus János (50.) Regnum Marianum Ifjúsági Centrum (51.) Kéthly Anna (52.) Salamon Ferenc (54.) Faludy György (58.) Damjanich János Dembinszky utca (54.) Henryk Dembiński Dob utca (15.) Spinoza (46/b) Beamter Jenő, Seress Rezső (56.) Pernye András (82.) Magyarországi Földmunkások Országos Szövetsége (95.) Zsigmondy Vilmos Dohány utca (1/a.) Koszorús Ferenc (2.) Herzl Tivadar, Chaim Herzog, Móse Kacav, a szabadságharc zsidó honvédjei (28.) Mikszáth Kálmán (30.) Schmidek László (34.) Hegyi Tibor (57.) Miklósy György (73.) Országos Munkás Betegsegélyező és Balesetbiztosító Pénztár (76.) László Mária, roma holokauszt (81.) Weisz Mihály Dózsa György út (60.) Fokos-Fuchs Dávid Rafael (64.) Az ország első lakásszövetkezete (68.) MÉMOSZ, Vándor Sándor, Dr. Darázs Árpád (82/b.) Dózsa György Népi Kollégium Erzsébet körút (6) Erzsébet királyné (7.) Sárközi György (9-11.) Stadler Tivadar (23.) Lénárd Sándor (27.) Ruttkai Éva, Ruttkai Ottó és Ruttkai Iván (43.) 1956-os forradalom hősei (44.) Pedagógusok Országos Szervezete, Jókai Mór (56.) Korányi Frigyes Hársfa utca (6.) Füst Milán (40.) Királyhegyi Pál Hernád utca (42-46.) Baross Gábor (43.) Erdős László Hevesi Sándor tér (4.) Hevesi Sándor Holló utca (4.) Goldziher Ignác, Kohn Sámuel (8.) Gozsdu Manó Huszár utca (6.) Grünbaum Gábor, Stern Spronz Aranka és Stern Spronz Rózsa István utca (12.) Bella István (19.) Békés Pál (38.) Bárd István (47.) Vértes Gábor | Kazinczy Ferenc utca (1.) Kazinczy Ferenc (55.) Schneider József Kártyafestő Műhelye Károly körút (7.) Hacker-ház (13-15.) Neményi Lili Kertész utca (22.) Scheiber Hugó (33.) László Zsigmond Kéthly Anna tér (-) A névadó emléktáblája Király utca (3.) Göllesz Viktor (13/a) Emanuil Gojdu (15.) a gettó fala (47.) Krúdy Gyula (51.) Kiss Pál és felesége (57.) Dumba Miklós (71.) Király Színház Klauzál tér (2.) Kézdy György (5.) Brandi Jenő (9.) Gérecz Attila Klauzál utca (8.) Balogh Dezső (35.) Perl Sámuel Lövölde tér (2.) Balogh Ambrus Madách tér (4.) LAKÓTERV Marek József utca (4.) Vogel Eric (18.) Molnár István (36.) Bandi házaspár Munkás utca (3/b.) Fehér Klára Murányi utca (61.) Galambos Jenő Nagy Diófa utca (3.) Fischer Sándor (25.) Szabó József Nefelejcs utca (26.) Róth Miksa (38.) Gerendási Miklós, Sachár Vilmos (53.) Teszársz Károly Nyár utca (9.) Arany János (28.) Márkus Miksa Osvát utca (1.) Osvát Ernő Péterfi Sándor utca (12.) 1956-os forradalom egészségközpontja Rákóczi út (2.) az első budapesti elektromos közvilágítás (12.) Petőfi Sándor (44.) Blaha Lujza, Keszey Vince (56.) Haasz Ágnes és Haasz Jenőné (68.) Pogány Miklós és Liszauer Erzsébet Rejtő Jenő utca (2.) Czukker házaspár Rottenbiller utca (5/a.) Vasúti Munkások Országos Szövetsége (66.) Baghy Gyula Rózsa utca (20.) Kun Mór Rózsák tere (6-7.) Első magyarországi óvónőképző Rumbach Sebestyén utca (7.) Schreiber József és Tyroler Gyula (10.) a gettó egyik vízcsapja (13.) internálótábor Síp utca (24.) Szilvási Lajos Szövetség utca (22.) Rejtő Jenő (30/a.) Ladislav Novomeský Városligeti fasor (3.) Rabinovszky Máriusz, Szentpál Olga (5-7.) Vilma holland királynő és I. Julianna holland királynő (17.) 2. világháború áldozatai (17-21.) Budapest-Fasori Evangélikus Gimnázium, Wigner Jenő, Neumann János, Harsányi János, Vermes Miklós (33.) Szilárd Leó (39-41.) Vörös Brigád partizán csoport Wesselényi utca (1.) zsidó vértanúk (3.) a gettó kapuja (6.) OMIKE művészek (44.) a fasizmus áldozatai, a budapesti gettó egészségügyesei, a gettó segélyhelyei |